# Antiquité

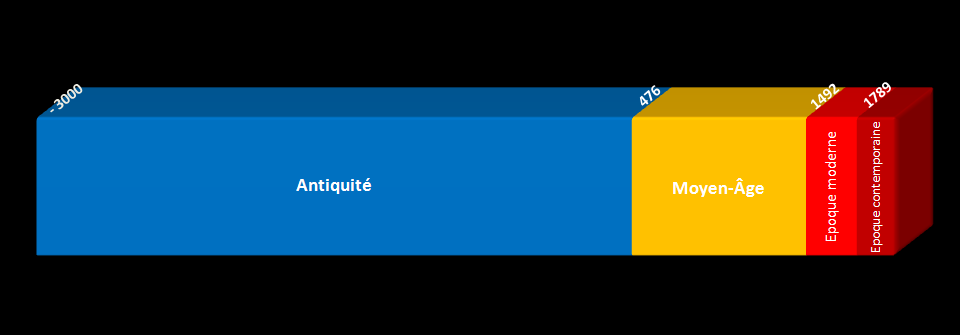
Frise historique

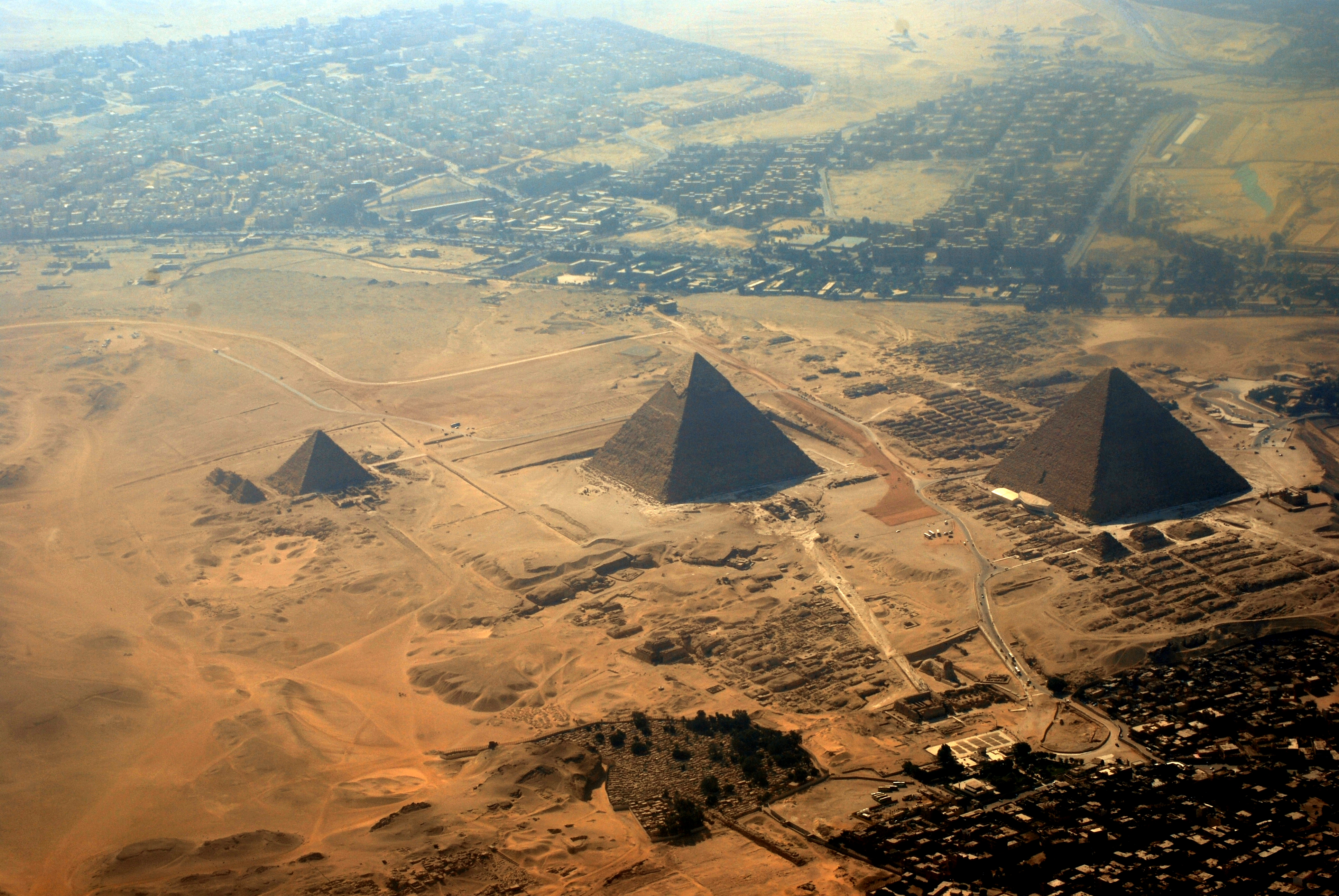
Le complexe funéraire de Gizeh, Ancien Empire égyptien, v. 2600-2500 av. J.-C.

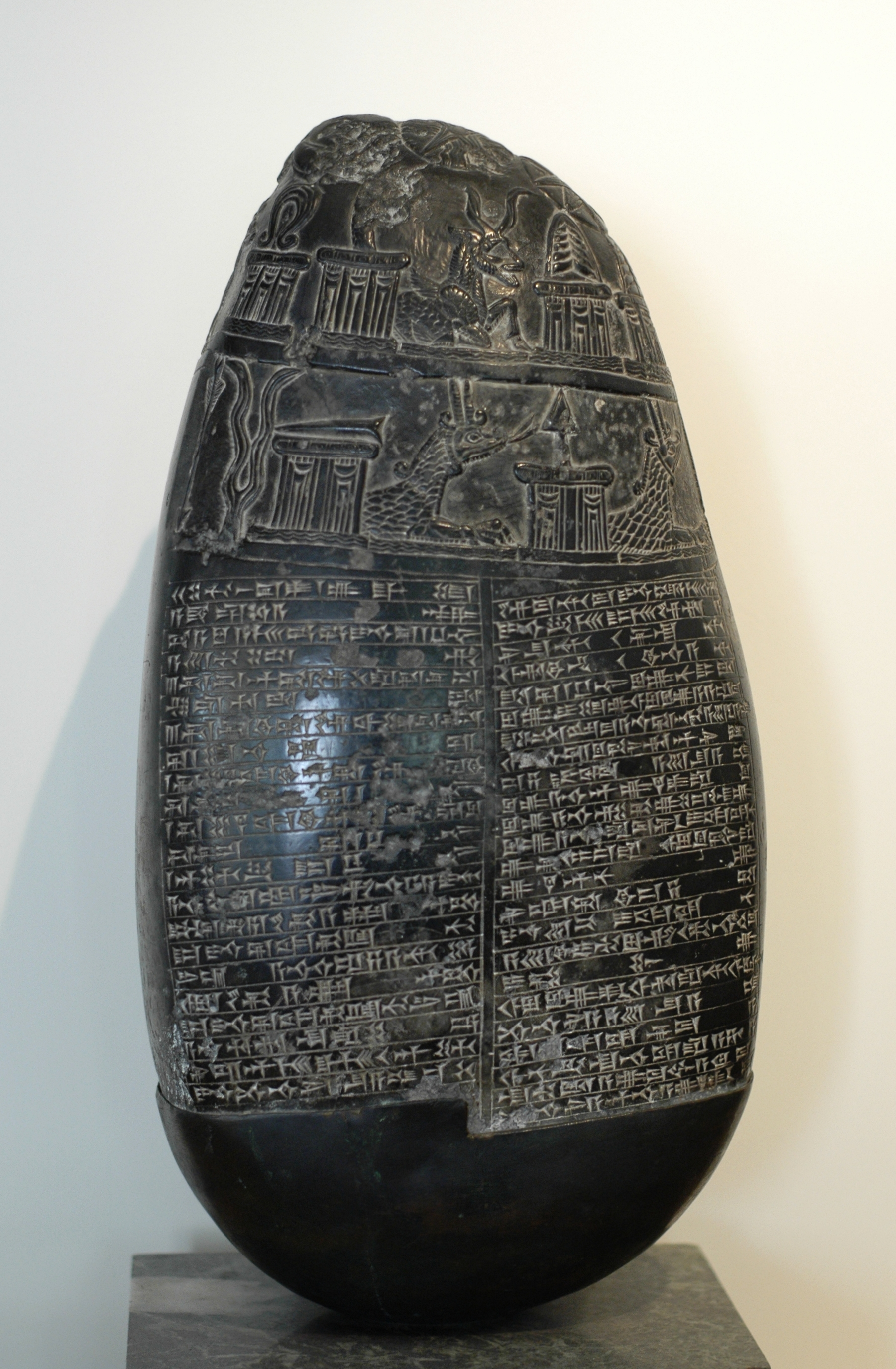
Le « caillou Michaux », stèle babylonienne du inscrite en écriture cunéiforme. Cabinet des médailles de la Bibliothèque nationale de France.

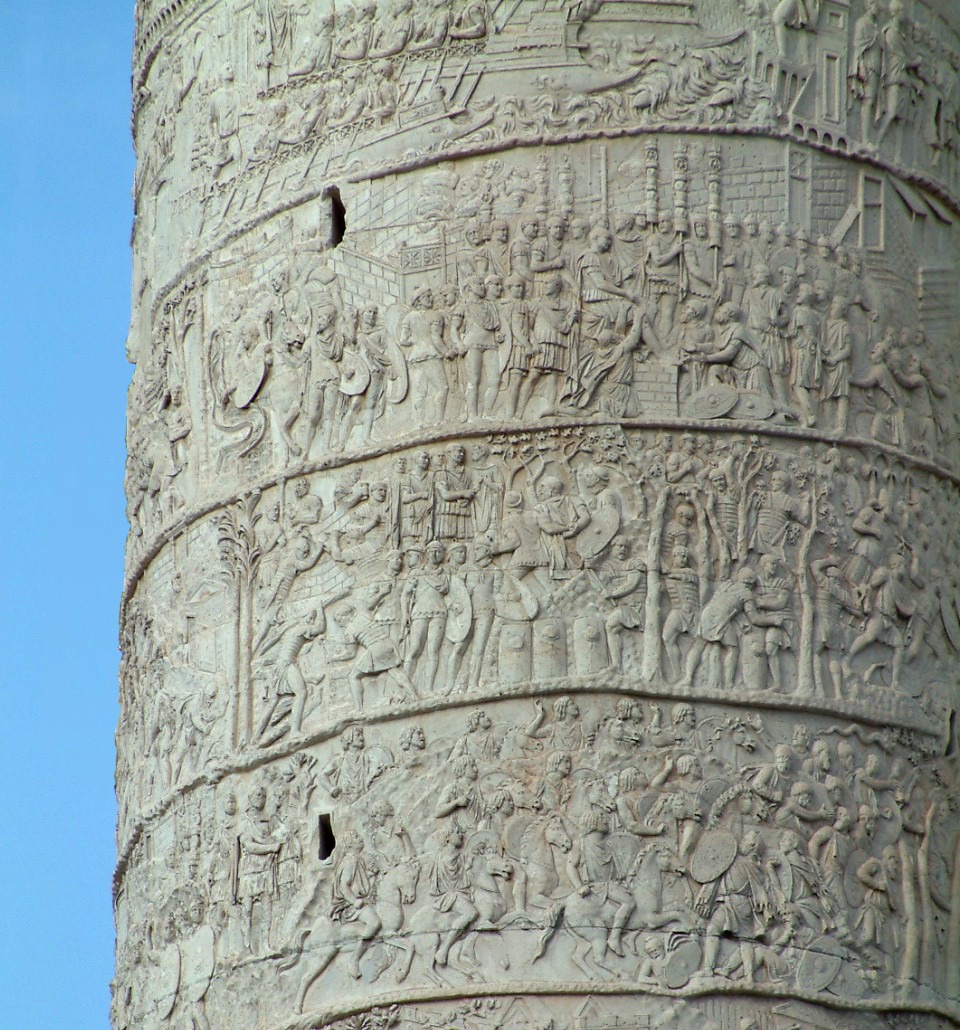
Détail du fût de la colonne Trajane, Rome, début IIe siècle.

Cet article concerne la période historique. Pour les meubles et objets anciens (« antiquités »), voir Antiquaire.
L'Antiquité (du latin antiquus signifiant « antérieur, ancien ») est une époque de l'histoire. Classiquement, elle couvre la période allant de l'invention de l'écriture, vers 3400-3200 av. J.-C., jusqu'à la chute de l'Empire romain d'Occident, en 476. Elle couvre l'Europe, l'Asie occidentale et le Nord de l'Afrique.
Par le développement ou l'adoption de l'écriture, l'Antiquité succède à la Préhistoire. Certaines civilisations de ces périodes charnières n'avaient pas d'écriture, mais sont mentionnées dans les écrits d'autres civilisations : on les place dans la Protohistoire. Le passage de la Préhistoire à l'Antiquité s'est donc produit à différentes périodes pour les différents peuples.
De la même manière, dans l'historiographie occidentale, l'Antiquité précède le Moyen Âge qui précède lui-même l'Époque moderne. Cette périodisation n'est pas forcément adaptée hors du monde occidental et vouloir l'appliquer nolens volens n'a pas grand sens.
La majorité des historiens estiment que l'Antiquité commence dans la seconde moitié du IVe millénaire avant notre ère (v. 3500−3000 av. J.-C.) avec l'invention de l'écriture en Mésopotamie et en Égypte. Ces deux civilisations fondent les premiers États et les premières villes, puis développent des royaumes territoriaux de plus en plus stables et étendus, ces phases de croissance étant interrompues par des périodes de division et d'instabilité. L'Égypte antique se forge dès le début autour du principe idéal d'une monarchie unifiée, dominant toute la vallée du Nil et s'étendant au-delà pour obtenir les ressources dont elle a besoin.
Le premier développement de la Mésopotamie se fait en particulier autour de sa région la plus méridionale, le pays de Sumer, au IIIe millénaire av. J.-C., où se constituent notamment l'écriture cunéiforme qui sera reprise par de nombreux pays du Proche-Orient ancien, et une culture savante qui sert également de référence même longtemps après sa disparition en tant qu'entité culturelle (autour de la fin du même millénaire). Son héritage est préservé et prolongé au millénaire suivant par des peuples parlant une langue sémitique, l'akkadien, qui coexistaient avec elle jusque-là, finalement rassemblés autour de la monarchie de Babylone. Plus au nord émerge dans la seconde moitié du IIe millénaire av. J.-C. une autre puissance mésopotamienne, l'Assyrie. Aux marges de ce premier monde antique se trouvent la civilisation de l'Élam dans le sud-ouest de l'Iran, et celle des Hittites au cœur de l'Anatolie. À la même époque, le Nouvel Empire égyptien porte la puissance de ce pays à son apogée.
Après une phase de reflux marqué à la fin du IIe millénaire av. J.-C., de nouvelles entités ethniques et culturelles se forment à partir du moule antérieur, en particulier en Syrie et au Levant (Araméens, Phéniciens, Philistins, Israélites). Au début du Ier millénaire av. J.-C., l'Assyrie pose les bases d'un empire qui domine progressivement la majeure partie du Moyen-Orient. Lui succède à la fin du VIe siècle un empire de Babylone, dont la conquête par les Perses en 539 av. J.-C. marque la fin de la domination mésopotamienne. L'empire perse s'étend plus loin que ses prédécesseurs, intégrant notamment l'Égypte, qui n'était pas parvenue à restaurer sa puissance passée.
L'Antiquité classique, qui va d'environ 776 av. J.-C. (date supposée des premiers Jeux olympiques) jusqu'à la crise de l'Empire romain du IIIe siècle (au plus tard jusqu'en 284 avec l'avènement de Dioclétien), est traditionnellement la période de référence de l'Antiquité, celle des civilisations grecque et romaine classiques. Elle est en particulier marquée dans sa première partie par l'émergence de la civilisation grecque antique puis le rayonnement culturel d'Athènes, et sa rivalité avec Sparte, la résistance des deux aux tentatives d'hégémonie perse. Le rayonnement de la culture grecque s'étend avec la conquête de l'empire perse par le roi macédonien Alexandre le Grand, qui marquent le début de la période hellénistique, durant laquelle des dynasties gréco-macédoniennes dominent les pays des plus anciennes civilisations antiques.
Dans l'ouest du monde méditerranéen, l'Italie passe au même moment sous le contrôle de la République romaine, qui étend ensuite sa domination sur toutes les rives de la Méditerranée, soumettant les royaumes hellénistiques, et s'imprégnant profondément de culture grecque. À la fin du Ier siècle, Rome devient une monarchie, l'empire romain, qui connaît son apogée au IIe siècle (la pax romana), avant de connaître une période d'instabilité interne et de menaces extérieures au IIIe siècle face à un nouvel empire perse à l'est et aux raids de peuples « barbares » sur sa frontière nord.
La date de fin de l'Antiquité est débattue et imprécise. La déposition du dernier empereur romain d'Occident en 476 est un repère conventionnel pour l'Europe occidentale, mais d'autres bornes peuvent être significatives de la fin du monde antique. Mais la notion d'Antiquité tardive s'est imposée depuis les années 1970, définissant une période à cheval entre l'Antiquité et le haut Moyen Âge conventionnels, connaissant de profonds changements politiques, économiques et culturels, avec la christianisation, qui amène par exemple une redéfinition de l'héritage classique, et plus largement donne un poids croissant au fait religieux. Elle se prolonge au moins jusqu'à la conquête musulmane (au plus tard en 800).

## Contours et définitions

### La notion d'«Antiquité»

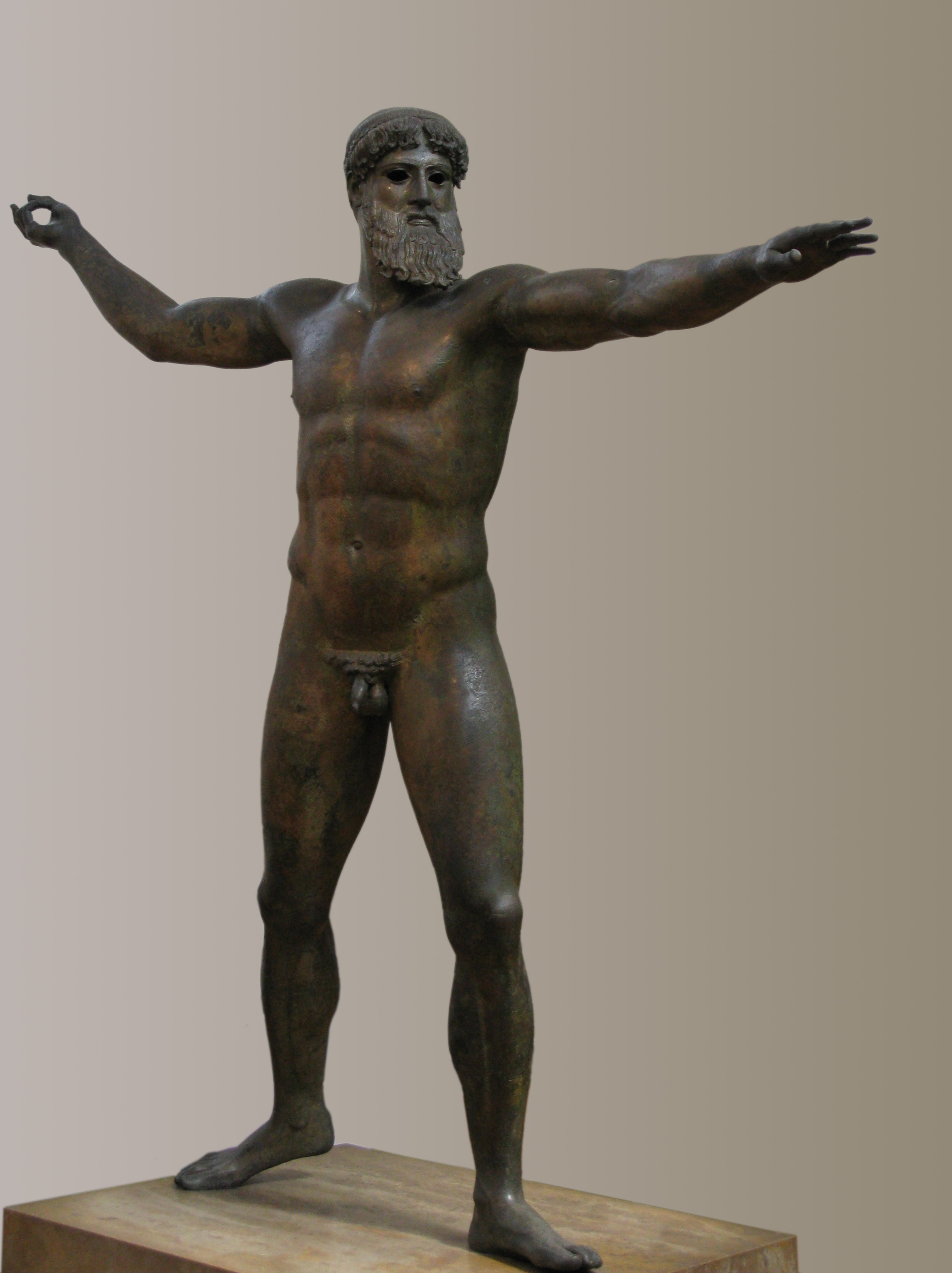
Statue en bronze du Dieu de l'Artémision, v. 460 av. J.-C. Musée national archéologique d'Athènes.

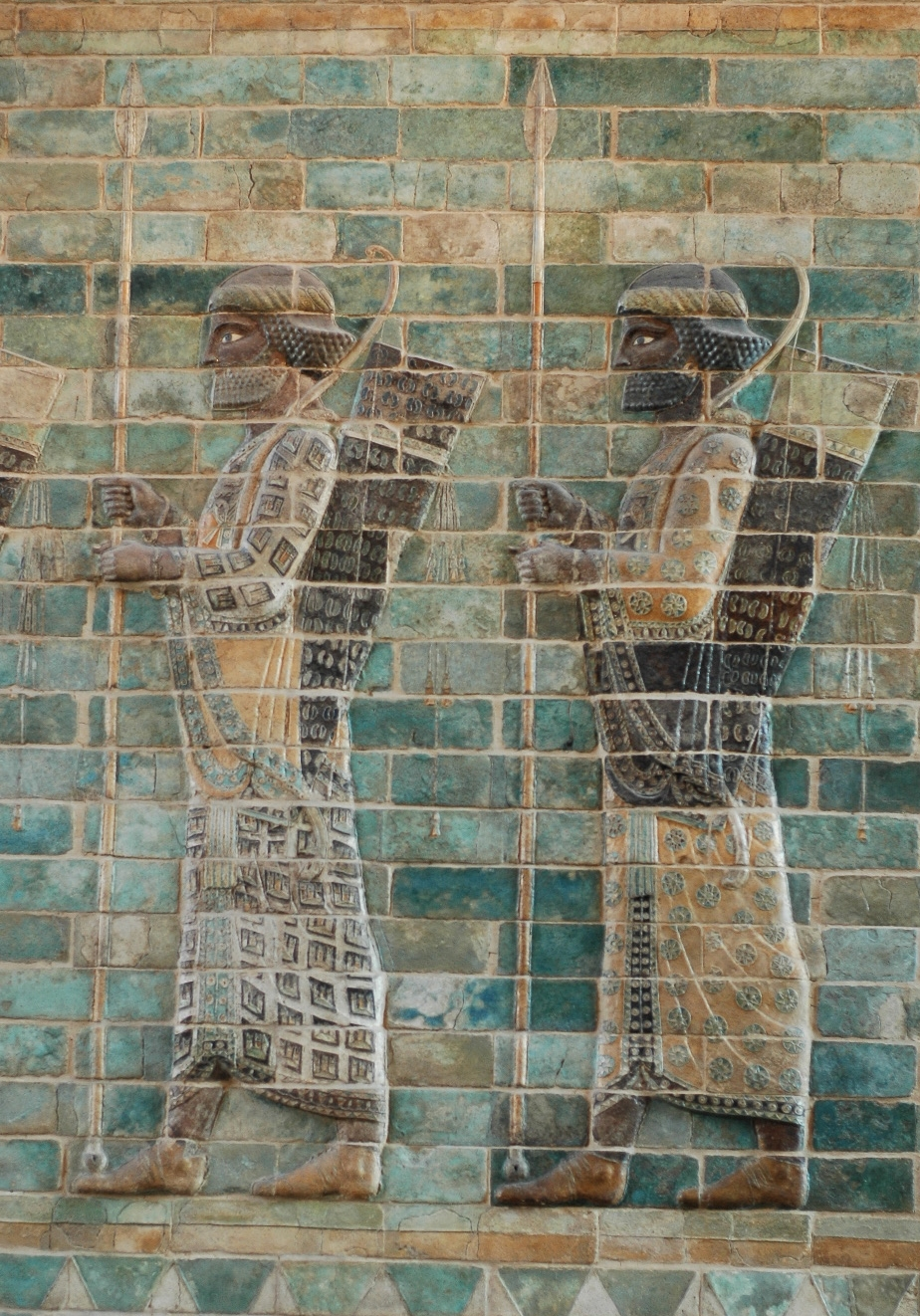
Fantassins perses, détail de la « frise des archers » du palais de Darius à Suse (Iran). V. 510 av. J.-C., musée du Louvre.

La notion d'une époque historique désignée comme l'Antiquité a des racines anciennes : au Haut Moyen Âge les mots latins antiquus ou antiquitas peuvent désigner la période gréco-romaine, puis en italien chez Dante en 1303-1308 le terme antico désigne les périodes pré-chrétiennes, et Boccace désigne par antichità une période historique. En français, le terme « antiquité » désigne une période historique chez Montaigne (v. 1580). Mais il s'agit en général de désignations vagues, et à ces périodes les termes d'« antiques » et d'« antiquités » sont avant tout employés à propos d'œuvres d'art anciennes, dignes d'être collectées et imitées, le cadre chronologique et culturel n'étant affiné que progressivement. L'antiquaire français Bernard de Montfaucon publie en 1719 L'antiquité expliquée et représentée en figures qui prend pour objet les œuvres d'art grecques et romaines jusqu'à la fin du IVe siècle. En allemand coexistent deux termes pouvant servir à désigner une période « antique », Altertum et Antike. Les travaux fondateurs de Johann Joachim Winckelmann sont décisifs pour l'histoire de l'art antique, avec une approche historique reposant sur l'étude des styles. Puis à la fin du XVIIIe siècle, avec notamment avec Auguste et Friedrich Schlegel qui étendent l'approche de Winckelmann à la littérature, se répand le concept d'une période « antique », par opposition à une époque « moderne », qui en vient finalement à désigner la culture antique (et plus particulièrement sa littérature), puis la période des civilisations grecque et romaine, souvent sous la forme de la paire « Antiquité classique » (allemand klassisches Altertum, anglais Classical Antiquity). Peu après, Friedrich August Wolf oppose cette Antiquité classique à l'Antiquité « orientale », qu'il juge inférieure, et forge le concept de « sciences de l'Antiquité » (Altertumswissensschaft). La notion d'Antiquité en tant qu'époque historique s'impose progressivement au XIXe siècle, d'abord chez les historiens de l'art, puis en histoire littéraire et enfin dans les études historiques en général. L'idée d'« Antiquité » en tant que période historique est bien établie au début du XXe siècle, au moins à partir des années 1920. L'émergence de cette notion s'accompagne de celle des grandes autres périodes historiques, à partir de la Renaissance en particulier : le Moyen Âge et l'époque moderne. Avec Christoph Cellarius autour de 1700, la césure entre période ancienne et médiévale est située durant la période qui va de Constantin à la fin de l'Empire romain. Puis, sous les Lumières c'est la conversion de Constantin, marquant le passage de l'ère païenne à l'ère chrétienne, qui est plus spécifiquement vue comme la rupture entre les deux. Mais la question de savoir où placer la limite reste discutée (voir plus bas),,.
Cette périodisation de l'histoire qui se met en place en Europe après la fin de l'époque médiévale repose souvent sur des critères moraux, qui conduisent progressivement à l'idéalisation de l'Antiquité gréco-romaine, par contraste avec le « Moyen Âge » perçu sous un jour négatif, comme une période intermédiaire et obscure marquée par la décadence et le déclin des connaissances. Par contraste, le début de l'époque moderne marque une « Renaissance », grâce à la redécouverte des savoirs de la période antique. Cette opposition résulte en partie de l'approche des Humanistes de la première modernité qui se considéraient comme les artisans de la revivification des arts et des sciences. Ce sont surtout les accomplissements culturels de l'époque gréco-romaine (ces deux cultures étant alors généralement non distinguées) qui sont alors mis en avant. Ce découpage est surtout critiqué dans son approche du Moyen Âge, défini par la négative et vu comme une période intermédiaire, une sorte d'« Âge sombre » de la civilisation, conséquence d'une décadence, qui n'est plus vraiment opératoire au regard des évolutions de la recherche historique. L'émergence de la notion d'« Antiquité tardive » est en partie destinée à résoudre ce problème en constituant une périodisation plus pertinente réunissant la fin de l'Antiquité et le début du Moyen Âge, au regard des évolutions sociales et culturelles.

### L'étude de l'Antiquité
L'histoire de l'Antiquité européenne s'appuie traditionnellement sur l'exploitation des textes hérités de l'Antiquité, en premier lieu ceux des historiens antiques (Hérodote, Thucydide, Tite-Live, Polybe, etc.), et plus largement toute la littérature grecque et latine qui a continué à être recopiée, donc le champ des « études classiques », qui prend en particulier son essor à partir de la Renaissance. Comme pour les autres périodes de l'histoire, l'histoire antique se constitue progressivement en champ d'étude autonome à partir de la fin du XVIIIe siècle et au XIXe siècle, avec la création de chaires académiques, de revues et séries de livres spécialisés, etc. tout en adoptant les principes de la discipline historique « scientifique » qui se mettent alors en place,,.
À côté de cela, l'histoire antique s’appuie grandement sur l'étude d'objets du passé antique (inscriptions, œuvres d'art, objets divers, ruines de bâtiments, etc.) et leur recherche et leur découverte constituent un aspect essentiel de la discipline. L'intérêt des humains pour les choses de leur passé lointain est présent dès l'Antiquité : des pharaons et prêtres égyptiens comme des monarques et savants babyloniens exhument des inscriptions de leurs aïeux, les copient et en analysent les caractéristiques ; des érudits chinois de la fin de l'Antiquité et d'après s'intéressent aux vases en bronze des premières dynasties, analysent leurs formes et inscriptions, et éditent et commentent les illustres auteurs du passé ; une même attitude envers les choses anciennes s'observe dans la Grèce et la Rome antiques (notamment dans les Antiquités de Varron), où on forge deux mots pour désigner les érudits s'adonnant à ces recherches : antiquitates et antiquarius, « antiquaire ». La caractéristique commune de ces hommes dans ces différentes civilisations sont d'être « des lettrés, capables de déchiffrer les écritures anciennes et qui collectionnent, souvent avec acharnement, des objets inscrits qu'ils s'efforcent, parfois avec succès, de dater et d'interpréter. » (Alain Schnapp). L'humanisme de la Renaissance européenne se caractérise par un intérêt nouveau pour les choses antiques, et donne un essor aux antiquaires. Elle concerne en priorité l'Antiquité gréco-romaine, mais s'étend aussi au passé des autres régions d'Europe, du Moyen-Orient et même de l'Amérique précolombienne que l'on découvre alors. Les antiquaires effectuent des classements typologiques des objets (monnaies, armes, inscriptions, éléments architecturaux, etc.), certains conduisent des fouilles qui préfigurent l'archéologie, et cherchent à dater et interpréter ce qu'ils découvrent. Selon l'évolution tracée par A. Momigliano, c'est de la confrontation des travaux des historiens et des antiquaires que naît l'histoire antique, discipline fondée sur une confrontation entre sources écrites et vestiges matériels, soumis à une analyse critique de plus en plus pointilleuse afin de pouvoir mieux les exploiter pour produire un discours historique,,.
L'archéologie en tant que telle émerge à partir du XVIIIe siècle, de l'exploration des ruines antiques à Herculanum et Pompei, aussi en Égypte lors de l'expédition française, qui débouche sur l'achèvement du déchiffrement des hiéroglyphes égyptiens par Jean-François Champollion, qui permet le développement de l'égyptologie. La discipline se développe au XIXe siècle et élargit son champ d'étude : exploration de sites classiques comme Delphes, Délos ou encore Olympie ; découverte des sites égéens pré-classiques avec les découvertes de Heinrich Schliemann à Troie et Mycènes, et d'Arthur Evans à Cnossos ; extension de l'égyptologie aux phases prédynastiques à la suite de Flinders Petrie ; mise au jour des capitales assyriennes (Nimroud, Khorsabad, Ninive) qui amorcent la redécouverte de l'ancienne Mésopotamie, alors que le déchiffrement des écritures cunéiformes aboutit grâce à l'exhumation de nombreux textes, ce qui marque le début de l'assyriologie, l'étude de la Mésopotamie antique (et plus largement celle du Proche-Orient ancien) par les historiens. Les découvertes archéologiques deviennent donc indispensables pour l'étude de l'histoire ancienne.
Il n'empêche que pendant longtemps l'histoire antique reste vue comme l'apanage de l'historien (donc le spécialiste de l'étude des textes), l'histoire est considérée comme la discipline centrale, et les autres disciplines dont les travaux sont mobilisés dans la construction du discours historique sur l'Antiquité (archéologie, numismatique, philologie, etc.) sont vues comme des « sciences auxiliaires ». Cette vision des choses est remise en question par l'autonomisation plus marquée de ces disciplines (en particulier avec l'essor de la « nouvelle archéologie » dans les années 1970), et s'impose dans les dernières décennies du XXe siècle une nouvelle situation dans laquelle la primauté de l'historien n'est plus de mise en histoire ancienne. Cela se marque en France par l'adoption dans le milieu de la recherche de l'expression de « Sciences de l'Antiquité », permettant une approche pluridisciplinaire dans laquelle l'histoire n'est qu'une discipline parmi d'autres permettant de reconstruire le passé antique. Le nombre limité de sources empêche néanmoins d'approcher de nombreux domaines des civilisations antiques.
L'histoire ancienne constitue dans le champ des études historiques une branche à part, qui a pu être décrite par certains de ses propres pratiquants comme « provinciale ». Parce qu'elle repose sur un nombre de sources écrites limité et a priori peu extensibles (du moins dans le contexte grec et romain), il est même arrivé par le passé qu'on prédise qu'elle toucherait un jour à ses limites. C'était sans compter sur la possibilité de jeter un regard neuf sur des textes connus depuis longtemps, et surtout sur l'apport des découvertes venant d'autres disciplines s'intéressant aussi aux périodes antiques.
La pratique de l'histoire ancienne requiert de plus une forme de dépaysement, notamment pour éviter l'écueil d'y plaquer des notions modernes sans discernement ou d'y chercher une forme de modernité qui n'en est pas en atténuant les spécificités des mentalités antiques (comme l'illustrent les débats sur la nature de la démocratie athénienne et ses similitudes et différences avec les démocraties modernes). Les civilisations antiques restent un monde différent, complexe à comprendre pour des gens contemporains. Néanmoins, la barrière n'est pas forcément infranchissable, car, comme le soulignait Claude Nicolet en s'interrogeant sur les mentalités économiques de l'Antiquité, « les Anciens ne sont pas les Modernes, mais ils ne sont pas non plus des habitants d'une autre planète. »

### Les bornes de l'histoire antique

#### Le début de l'Antiquité
Traditionnellement, le début de l'histoire ancienne, et donc le début de l'histoire tout court, est placé avec l'apparition de l'écriture, qui donne accès aux sources écrites, qui sont le type de document qu'étudient en priorité les historiens. Plus largement, l'invention de l'écriture est considérée comme un des plus grands accomplissements de l'espèce humaine, qui marquerait selon certains l'entrée dans « la civilisation » (au sens culturel). Par suite, selon les régions du monde, le passage de la Préhistoire à l'Histoire se produit lorsque l'écriture est inventée ou adoptée.
Cela revient à dire, en l'état actuel de la documentation, que l'histoire débute lorsque des administrateurs d'Uruk en Basse Mésopotamie et d'Abydos en Égypte commencent à inscrire des signes pictographiques sur des tablettes d'argile et des poteries, quelque part vers 3400-3200 avant J.-C. Néanmoins, les positions actuelles des spécialistes de cette période, sans remettre en cause la césure majeure qui a lieu à ce moment-là, sont de mettre l'emphase sur les changements politiques et sociaux que reflète l'apparition de l'écriture (apparition de l'État et des villes, développement de l'administration, etc.), plutôt que sur ce développement en lui-même. Ces phénomènes sont apparus grâce à l'apport des découvertes archéologiques qui restent primordiales pour connaître les sociétés mésopotamienne et égyptienne de ces périodes,.
Pour les civilisations connues par des textes de peuples voisins mais n'ayant elle-même pas adopté l'écriture, on parle parfois de « protohistoire ». Cela concerne notamment la Gaule avant la conquête romaine.

#### La fin de l'Antiquité

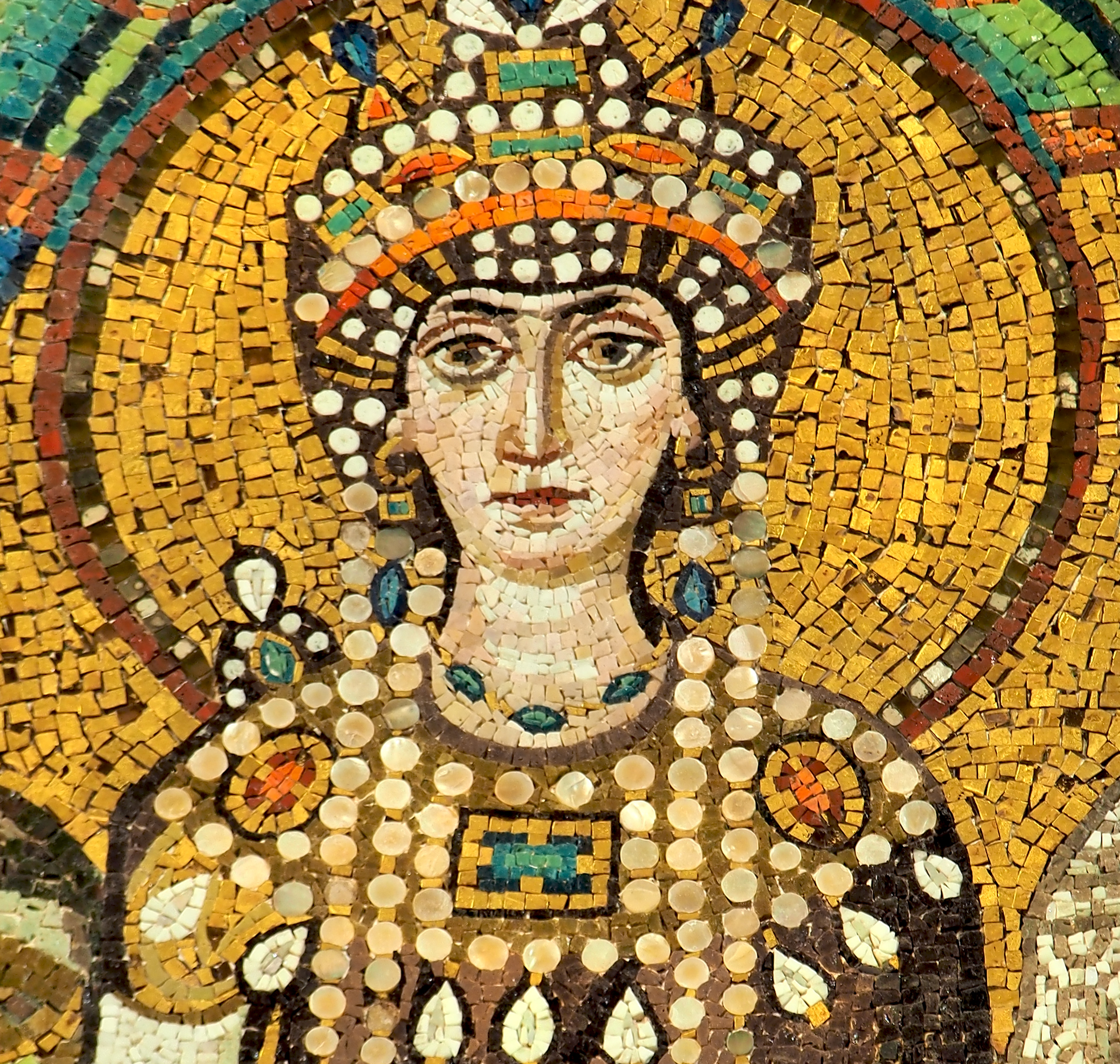
Mosaïque de l'impératrice Théodora, basilique Saint-Vital de Ravenne, VIe siècle.

Traditionnellement la fin de l'Empire romain d'Occident en 476, point d'orgue de la « décadence de l'Empire romain », marque la fin de l'Antiquité. La chute de Rome, qui s'accompagne d'autres événements marquants (notamment sa prise par les Goths en 410), est sur le plan symbolique quelque chose de très important, qui a suscité une grande quantité d'études réinterprétant sans cesse ce phénomène, qui n'a pas fini de faire réfléchir. Pour marquer la fin de l'Antiquité, d'autres dates antérieures ont pu être proposées, comme l'Édit de Milan de 313 qui autorise le Christianisme, ou bien la fondation de Constantinople en 330, ou encore la partition de l'Empire romain en deux en 395. Mais comme vu plus haut, depuis l'entre-deux guerres au moins les historiens ont commencé à remettre en cause l'importance sur le plan historiographique du déclin de l'Empire romain d'Occident. Ils ont mis en évidence une période d'Antiquité tardive qui s'étend au-delà de l'année 476 — l'importance de l'événement qu'est la chute de Rome de 476 ayant du reste été très minimisée par les recherches récentes, — et établit une continuité de la culture antique jusqu'à l'avènement de l'Islam, couvrant alors la première partie du « haut Moyen Âge » du découpage chronologique traditionnel. L'Antiquité tardive est depuis devenue une période historique à part entière. Elle s'achève au plus tard autour de 800 de notre ère.

## Sources
Les sources particulièrement mobilisées par les spécialistes de l'histoire ancienne sont :
- des sources littéraires, notamment les travaux d'historiens antiques tels qu'Hérodote, Thucydide, Polybe, Tite-Live, etc., mais plus largement l'ensemble de la production littéraire gréco-romaine (poésie, philosophie, géographie, sciences, théologie, correspondance privée, etc.) qui a été transmise jusqu'à l'époque moderne[27], également la Bible et la littérature en hébreu et araméen anciens ; ces sources dites « secondaires » sont en revanche quasiment absentes pour les civilisations du Proche-Orient ancien, dont l'histoire doit être reconstituée par des sources « primaires »[28] ;
- des sources épigraphiques, des textes retrouvés sur des sites antiques[29],[30] : les inscriptions sur pierre retrouvées sur les sites antiques, qui constituent une source importante pour l'Antiquité gréco-romaine, mais qui sont également présentes dans les autres civilisations antiques ; les ostraca, écrits sur tessons de poteries ou éclats de calcaire, constituent une autre source écrite importante ; les textes sur tablettes d'argile, essentiellement les centaines de milliers de tablettes cunéiformes, qui couvrent une vaste gamme de sujets (gestion, administration, religion, sciences, littérature, éducation, correspondance officielle et privée, etc.) et constituent l'essentiel de la documentation écrite provenant des civilisations du Proche-Orient ancien[31] ;
- des sources papyrologiques (textes écrits sur papyrus)[32],[33] : il s'agit d'une source importante pour la civilisation égyptienne antique, les conditions climatiques de ce pays permettant une bonne conservation de cette matière, et très variée ; le papyrus est également le matériau privilégié d'écriture dans le monde gréco-romain avant d'être supplanté par le manuscrit (après 500 apr. J.-C.) ;
- des monnaies (la numismatique)[34] : les pièces de monnaie sont un objet d'étude pour l'histoire politique, l'iconographie, l'économie ;
- des sources archéologiques[35],[36] : les vestiges matériels (bâtiments, objets, restes organiques) identifiés sur les sites antiques sont une source majeure pour l'histoire ancienne, et les nouvelles découvertes permettent d'enrichir les connaissances (cela comprend aussi les monnaies et sources épigraphiques et papyri mentionnés précédemment qui sont des artefacts exhumés sur des sites) ;
- des sources iconographiques, des images, ce qui rejoint le champ de l'histoire de l'art ; l'analyse des images peut être mobilisée pour mieux comprendre de nombreux domaines des civilisations anciennes (religion, politique, etc.)[37],[38].

## Les premières civilisations antiques

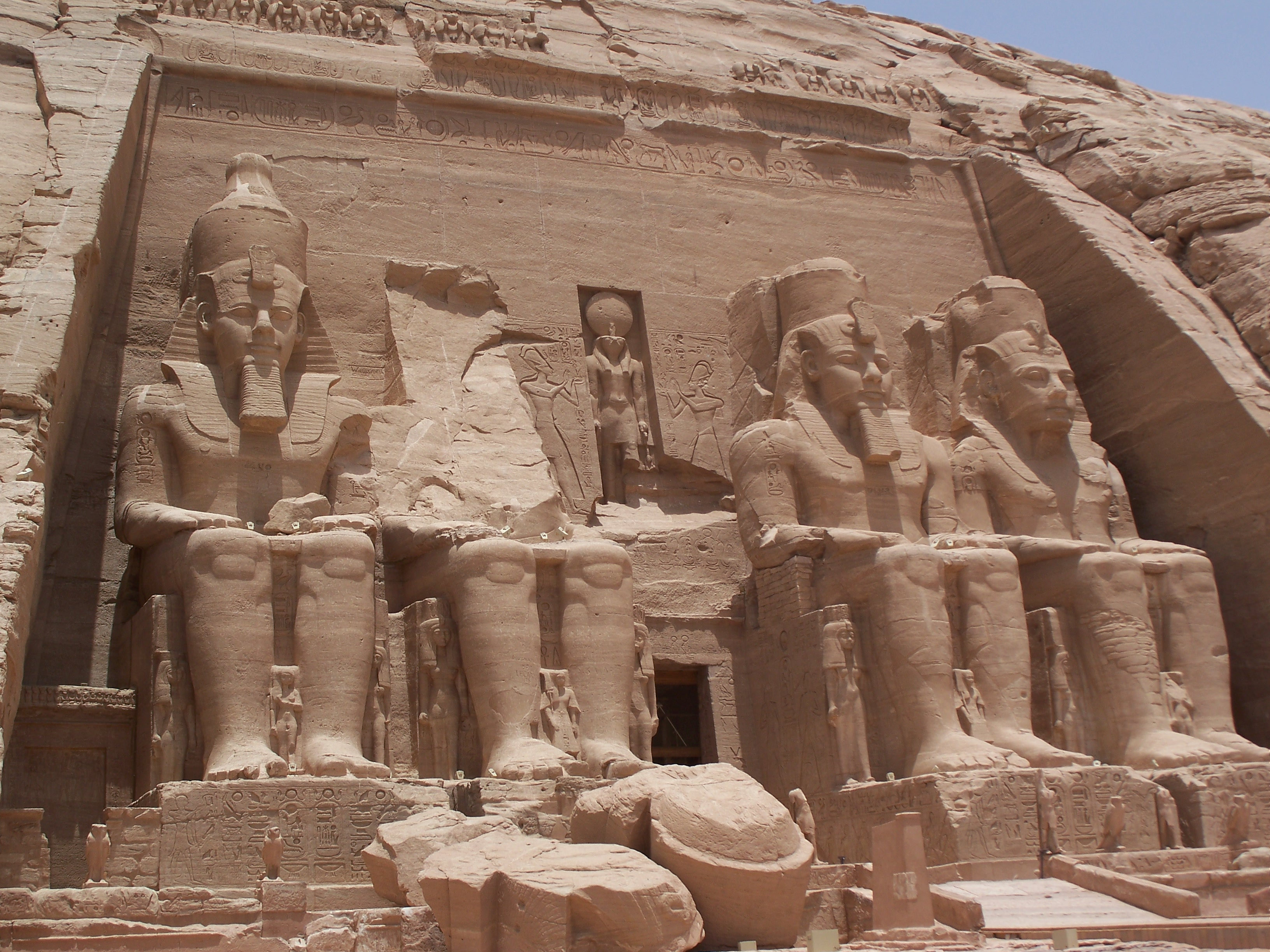
La façade du grand temple de Ramsès II à Abou Simbel (Égypte), v. 1265 av. J.-C.

La première partie de l'Antiquité débute par le passage de la Préhistoire à l'Histoire. Elle est dominée par les deux grandes civilisations que sont l'Égypte pharaonique et la Mésopotamie, quoiqu'il soit devenu courant de parler de « Proche-Orient ancien », désignation englobant l'espace allant de l'Anatolie et du Levant jusqu'au plateau Iranien, en passant par la Syrie, la Mésopotamie, débordant vers l'Arabie, le sud du Caucase et l'Asie centrale ; on y inclut parfois l’Égypte et la Nubie, ce qui permet d'avoir dans un même objet d'étude toutes ces civilisations pré-classiques, mais cette acception est minoritaire. Redécouvertes à partir du XIXe siècle, ces civilisations ont souvent été replacées dans une perspective historique eurocentriste comme des antécédents et un « berceau » de « la » civilisation, à la première place d'une séquence qui comprend ensuite l'Antiquité gréco-romaine, le Moyen Âge, puis l'Europe moderne et contemporaine. Cela est partiellement vrai, mais également réducteur, ne serait-ce que parce que l'évolution historique ne peut être résumée à une séquence linéaire de civilisations, celles-ci ayant toujours des origines variées. D'un autre côté, il y a eu un malaise croissant devant l'emploi du terme « oriental ». En effet, celui-ci charrie des préjugés raciaux, en plus de marquer une coupure entre ces premières civilisations et celle de la Grèce antique, alors que s'est installé un discours inscrivant la seconde dans la continuité des premières et que son développement ne pouvait être compris sans prendre en compte ces influences. Une autre conséquence des approches euro-centrées toujours prégnante est le fait que ces civilisations ont souvent été étudiées dans une perspective chrétienne, sous le prisme des textes bibliques, comme l'histoire des peuples interagissant, souvent de façon négative, avec les Israélites, peuple élu posant les bases du salut de l'humanité.
Les recherches actuelles ne plaident plus en faveur d'un foyer unique à l'origine de ces évolutions : on identifie plusieurs centres, ayant émergé à des époques différentes, connaissant des étapes de développement similaires, mais essentiellement construites sur une origine qui leur est propre (endogène), avec des influences extérieures limitées voire inexistantes. De fait, loin d'être un commencement, ces civilisations sont elles-mêmes les héritières des cultures qui expérimentent plusieurs millénaires plus tôt la « révolution néolithique », entre le Levant et le Zagros (le « Croissant fertile »), foyers qui essaiment vers les régions voisines par la suite (avec également l'apport d'un foyer de domestication saharien dans le cas égyptien, mais généralement tenu pour moins important). Elles récupèrent donc les avancées du mode de vie néolithique et ses évolutions postérieures durant le Chalcolithique : sédentarité, organisation communautaire villageoise ; économie reposant sur l'agriculture et l'élevage, puis l’arboriculture, l'irrigation ; le travail de la céramique, puis du métal (cuivre) développé postérieurement, industrie textile ; des réseaux de circulation des biens et des savoirs couvrant un vaste espace, etc. Ce sont des sociétés qui sont généralement vues comme égalitaires, quoi qu'organisées vers les périodes tardives en « chefferies », dont le cadre de vie et l'organisation politique sont en tout cas pré-étatiques et pré-urbains,,,. Dans leur sillage, l'Égypte et la Mésopotamie expérimentent un ensemble de changement fondamentaux qui a pu être rangé sous la dénomination de « révolution urbaine », remplissant les critères permettant de les considérer comme des « civilisations » au sens culturel, selon les propositions de G. Childe en 1950. À sa suite, les travaux actuels insistent plus sur l'apparition des premiers États, qui se caractérisent en particulier par : une stratification sociale notable, permettant de distinguer une élite dirigeante, visible notamment dans l'archéologie par la présence d'une architecture monumentale (résidences, sanctuaires, tombes) et d'un art reflétant l'idéologie de l'élite dirigeante ; un réseau d'habitat hiérarchisé, dominé par une ville principale, impliquant une forme de centralisation des activités ; l'existence d'une spécialisation des activités et d'une organisation de la production, du stockage et des échanges à l'échelle de la société ; des pratiques rituelles et un culte organisés par les élites.
L'Égypte et la Mésopotamie sont deux des quatre ou cinq civilisations à inventer l'écriture, et elles le font en même temps et avant les autres, autour de 3400-3200 av. J.-C. Cela marque en principe le début de l'histoire, mais la situation est généralement envisagée sous un angle plus complexe. Les plus anciens documents écrits étant de nature administrative et le produit des institutions des premiers États, cette invention doit être replacée au sein des autres changements survenant à l'époque, qui, pris ensemble révèlent la profondeur du bouleversement à l'origine de l'Histoire, la civilisation et/ou l'État, selon la dénomination privilégiée. Ainsi, selon M. Liverani :

« Le début de la trajectoire historique est marqué par un phénomène d'une importance énorme, à l'heure actuelle supposé marquer le passage de la Préhistoire à l'Histoire au sens propre du terme. Le phénomène peut être désigné de différentes manières. Nous pouvons utiliser l’appellation de « révolution urbaine » si nous voulons souligner les formes de démographie et d’habitat, ou de « première urbanisation » si nous prenons en compte les cycles ultérieurs d’urbanisation. On peut parler de l'origine de l'État ou de l'État primitif, si l'on préfère en souligner les aspects politiques. On peut aussi mettre en exergue le début d'une stratification socio-économique marquée, et des métiers spécialisés, si l'on veut souligner le mode de production. Nous pouvons également utiliser le terme « origine de la complexité », si nous essayons de réunir tous les différents aspects sous un concept unificateur. L'origine de l'écriture a également été considérée comme marquant le début de l'histoire au sens propre du terme, à cause de l'idée dépassée qu'il n'y aurait pas d'histoire avant que des sources écrites ne soient disponibles. Mais maintenant qu'une telle idée est considérée comme simpliste ou fausse, nous pouvons toujours considérer l'écriture comme le point culminant le plus évident et symbolique de tout le processus. »

Ces civilisations couvrent en gros 3 000 ans d'histoire, soit plus de la moitié des temps considérés comme « historiques », donc plus que toutes les autres périodes de l'histoire réunies. Elles constituent donc un champ chronologique très vaste. À la différence des civilisations antiques postérieures, leurs traductions littéraires ont été perdues après leur disparition (à l'exception notable de la Bible hébraïque) et leur histoire est peu documentée par les auteurs de l'Antiquité classique, donc peu de sources secondaires sont disponibles pour les étudier. Aussi les sources les documentant sont en quasi-totalité des sources primaires issues de fouilles archéologiques (régulières ou clandestines). Certaines régions (Égypte, Israël) sont mieux couvertes par les fouilles que les autres, a fortiori quand il s'agit de pays ayant connu des troubles politiques pendant plusieurs décennies, comme la Mésopotamie (l'Irak). Du fait de la capacité des tablettes cunéiformes à traverser le temps, certaines phases de l'histoire mésopotamienne sont très abondamment documentées du point de vue textuel, ce qui permet de connaître de nombreux aspects de leur administration, de leur société, de leur économie et de leur culture sur quelques années voire décennies, contrastant avec de longues phases de vide documentaire pour lesquelles même la chronologie et l'histoire politique sont incertaines. Cela reflète en partie les hasards des découvertes, mais aussi la tendance de la documentation à suivre la puissance et la stabilité politique, car elle est plus abondante durant les périodes d'unification et de centralisation politique que pour celles de division et de déclin des institutions, donnant des « âges obscurs » du point de vue documentaire.

### Cadre chronologique

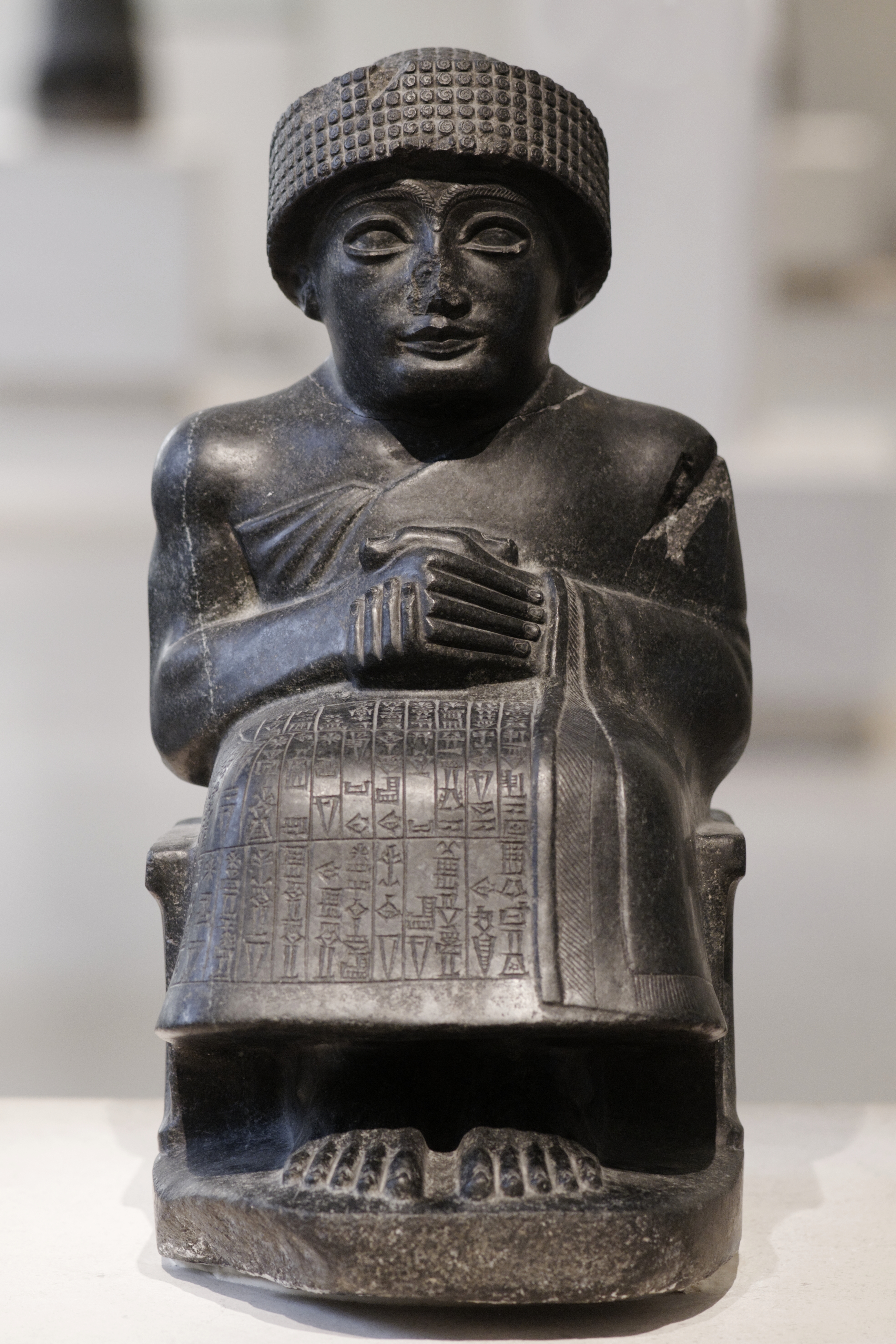
Statue du roi Gudea de Lagash (Sumer), dédiée au dieu Ningishzida, v. 2120 av. J.-C. Girsu, musée du Louvre.

La chronologie de ces périodes est très discutée, les dates étant incertaines et approximatives jusqu'au VIIe siècle Pour les plus hautes époques, les incertitudes excèdent la centaine d'années. Cela suppose de donner des dates choisies en général par convention parmi les différentes propositions (ainsi la « chronologie moyenne » qui est la plus courante pour la Mésopotamie), qui ne sont donc qu'indicatives.
Le découpage chronologique pour l'Égypte antique repose sur une alternance entre des périodes d'unification et de prospérité, les « Empires », et des périodes de division et de déclin supposé, les « Périodes intermédiaires ». En Mésopotamie, le découpage s'articule autour de phases archéologiques et d'autres reposant sur les événements politiques ou culturels.
Le découpage reposant sur les données archéologiques, découlant de la vieille théorie des « âges » de pierre et de métal est plus englobant, le seul partagé entre les différentes régions de ces hautes époques, vu qu'il est assez rare qu'un découpage chronologique ou culturel plus précis s'applique sur plusieurs régions. La notion d'âge du bronze, avec ses subdivisions en âge du bronze ancien (v. 3400/3000-2000 av. J.-C.), âge du bronze moyen (v. 2000-1500 av. J.-C.) et âge du bronze récent (v. 1500-1200 av. J.-C.), est très courante dans les études sur le Proche-Orient ancien.

#### Égypte antique
- Période de Nagada III (v. 3200-3000 av. J.-C.) : période « proto-dynastique », constitution des premiers États, début du processus d'unification ; l'écriture hiéroglyphique naît vers 3200-3100 av. J.-C., sous la dynastie 0, à Abydos.
- Période thinite (v. 3000-2650 av. J.-C.) : les rois du sud envahissent le delta du Nil et unifient le pays ; fondation de la Ire dynastie, établie à Thinis, près d'Abydos.
- Ancien Empire (v. 2650-2150 av. J.-C.) : consolidation de l'État pharaonique ; âge des pyramides.
- Première Période intermédiaire (v. 2150-2000 av. J.-C.) : contestation de l'autorité centrale par les gouverneurs de province (nomarques), division du pays et conflits. Montouhotep II finit par imposer la dynastie thébaine du sud.
- Moyen Empire (2000 à 1720 av. J.-C.) : retour à l'unité, période de floraison artistique.
- Deuxième Période intermédiaire (v. 1720-1540) : fondation des dynasties des Hyksôs au nord, finalement renversés par une dynastie venue de Thèbes.
- Nouvel Empire (v. 1540-1070) : réunification de l'Égypte, nouvelle période de prospérité et de floraison artistique, expansion et constitution d'empires en Nubie et au Levant.
- Troisième Période intermédiaire (v. 1070-650) : perte de l'empire, division du pays et affirmation de dynasties d'origine étrangère (Libye, Nubie), puis invasion assyrienne.
- Basse Époque (v. 650-332 av. J.-C.) : réunification par la dynastie saïte, puis invasion des Perses occupant le pays, chassés un temps après une révolte difficile par Nectanébo II, dernier pharaon autochtone. Les Perses sont vaincus par Alexandre le Grand en 332 av. J.-C.

#### Mésopotamie

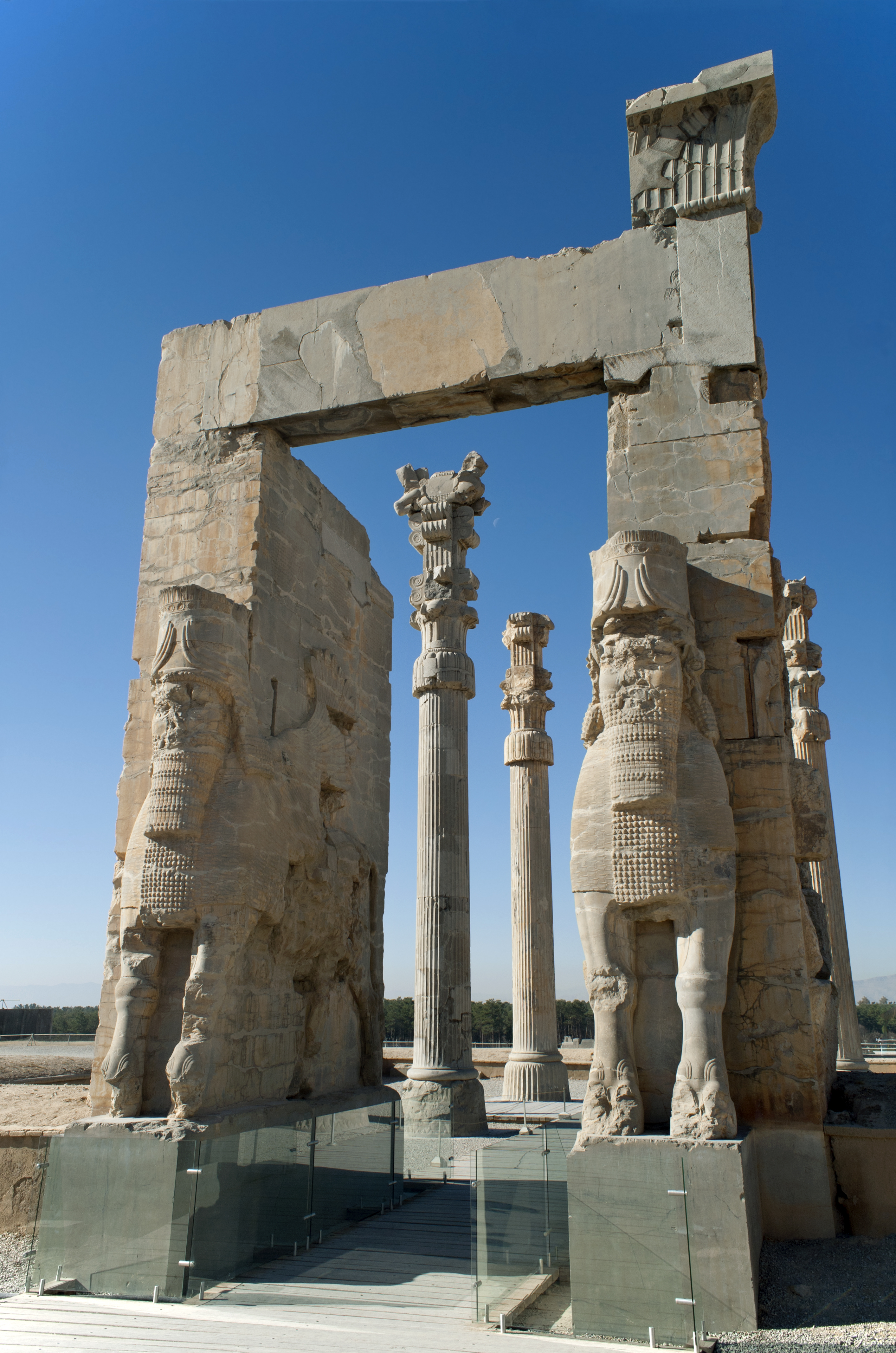
La porte des nations de Persépolis (Iran), règne de Xerxès Ier, v. 475 av. J.-C.

- Période d'Uruk récent (v. 3400-3000 av. J.-C.) : apparition des premières villes et premiers États, l'écriture se développe vers 3400/3200 av. J.-C.
- Période des dynasties archaïques (v. 2900-2340 av. J.-C.) : division en plusieurs cités-États (Uruk, Ur, Lagash, Kish, etc.).
- Période d'Akkad (v. 2340-2190 av. J.-C.) : Sargon d'Akkad met fin à la période des cités-États en les incluant dans le premier état territorial, qui se mue vite en véritable empire, notamment grâce à l'action de son petit-fils Naram-Sin.
- Période néo-sumérienne (v. 2150-2004 av. J.-C.) : nouvelle unification par la troisième dynastie d'Ur, Ur-Namma et son fils Shulgi, qui établissent un nouvel empire dominant la Mésopotamie.
- Période paléo-babylonienne (ou amorrite) (v. 2004-1595 av. J.-C.) : apparition de dynasties amorrites qui se partagent la Mésopotamie : Isin, Larsa, Eshnunna, Mari, puis Babylone, qui finit par dominer toute la région sous le règne d'Hammurabi, avant de décliner lentement jusqu’à la prise de la ville par les Hittites vers 1595 av. J.-C.
- Période « médio-babylonienne » (v. 1595 av. J.-C.-1000 av. J.-C.) et période « médio-assyrienne » (v. 1400-1000 av. J.-C.) : les Kassites fondent une nouvelle dynastie qui domine Babylone pendant plus de quatre siècles. Au nord, le Mittani exerce sa domination avant de se faire supplanter par le royaume médio-assyrien. Cette période se termine avec une crise grave, provoquée notamment par les assauts des Araméens.
- Période néo-assyrienne (934-609 av. J.-C.) : les Assyriens établissent un empire dominant tout le Proche-Orient pendant environ deux siècles, qui s'effondre à la fin du VIIe siècle sous les coups des Babyloniens et des Mèdes.
- Période néo-babylonienne (625-539 av. J.-C.) : les Babyloniens reprennent à leur profit une partie de l'empire néo-assyrien, notamment grâce à l'action de Nabuchodonosor II.
- Période achéménide (539-331 av. J.-C.) : Babylone succombe à son tour (539 av. J.-C.) sous les coups de Cyrus II qui incorpore la Mésopotamie dans l'empire perse. Fin des dynasties autochtones mésopotamiennes. Alexandre le Grand conquiert la Mésopotamie en 331 av. J.-C.

### Les débuts de la civilisation égyptienne

Carte des principales entités géographiques et des principaux sites de l'Égypte antique.

La période prédynastique égyptienne voit les fondations de l’État pharaonique égyptien être progressivement posées entre la fin du Ve millénaire av. J.-C. et celle du IVe millénaire av. J.-C., d'abord avec la culture de Badari en Moyenne-Égypte, puis la culture de Nagada en Haute-Égypte, alors qu'en Basse-Égypte se développe la culture de Maadi-Bouto, ouverte aux influences proche-orientales. L'expansion de la culture de Nagada vers les autres régions marque le début du processus d'unification de la vallée du Nil et de formation de l'État, qui se concrétise à la fin du millénaire. Abydos (Oumm el-Qa'ab) fonctionne alors comme une nécropole royale, en lien avec les deux autres sites majeurs que sont Nagada puis Hiérakonpolis. Les premiers signes écrits permettent d'identifier le début de l'administration et la présence de souverains formant une « dynastie 0 » absente de l'historiographie traditionnelle, dont il n'est pas assuré qu'elle ait dominé toute l'Égypte.
L'unification est traditionnellement attribuée au roi Ménès, assimilé à Narmer, identifié par des sources écrites et artistiques. C'est le premier roi de la première dynastie égyptienne, régnant vers 3000 av. J.-C. Avec lui s'ouvre la période thinite (v. 3000-2700 av. J.-C.) qui comprend les deux premières dynasties, la première phase d'un royaume égyptien unifié et plus largement la période qui parachève la formation de la civilisation égyptienne pharaonique. Elle est documentée par les découvertes effectuées dans les nécropoles d'Abydos et de Saqqarah.

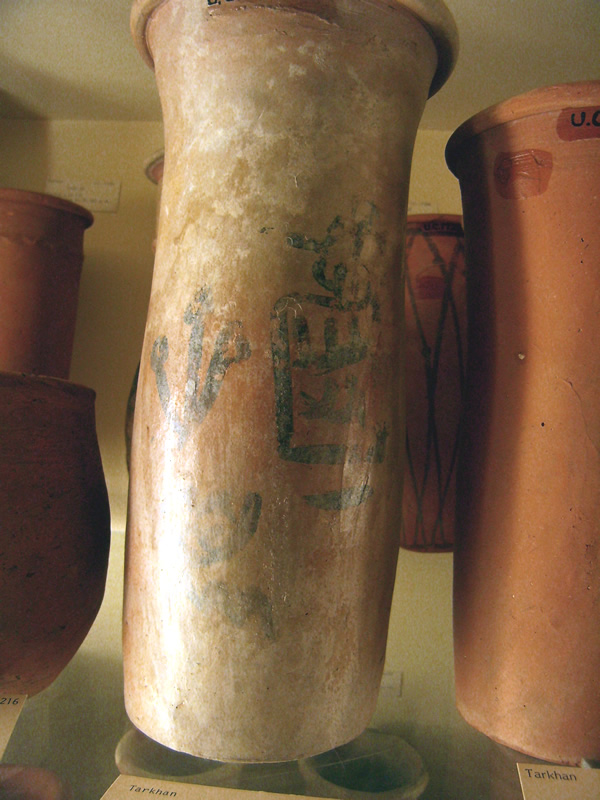
Vase sur lequel est peint le nom du roi Ka de la dynastie 0, XXXIIe siècle
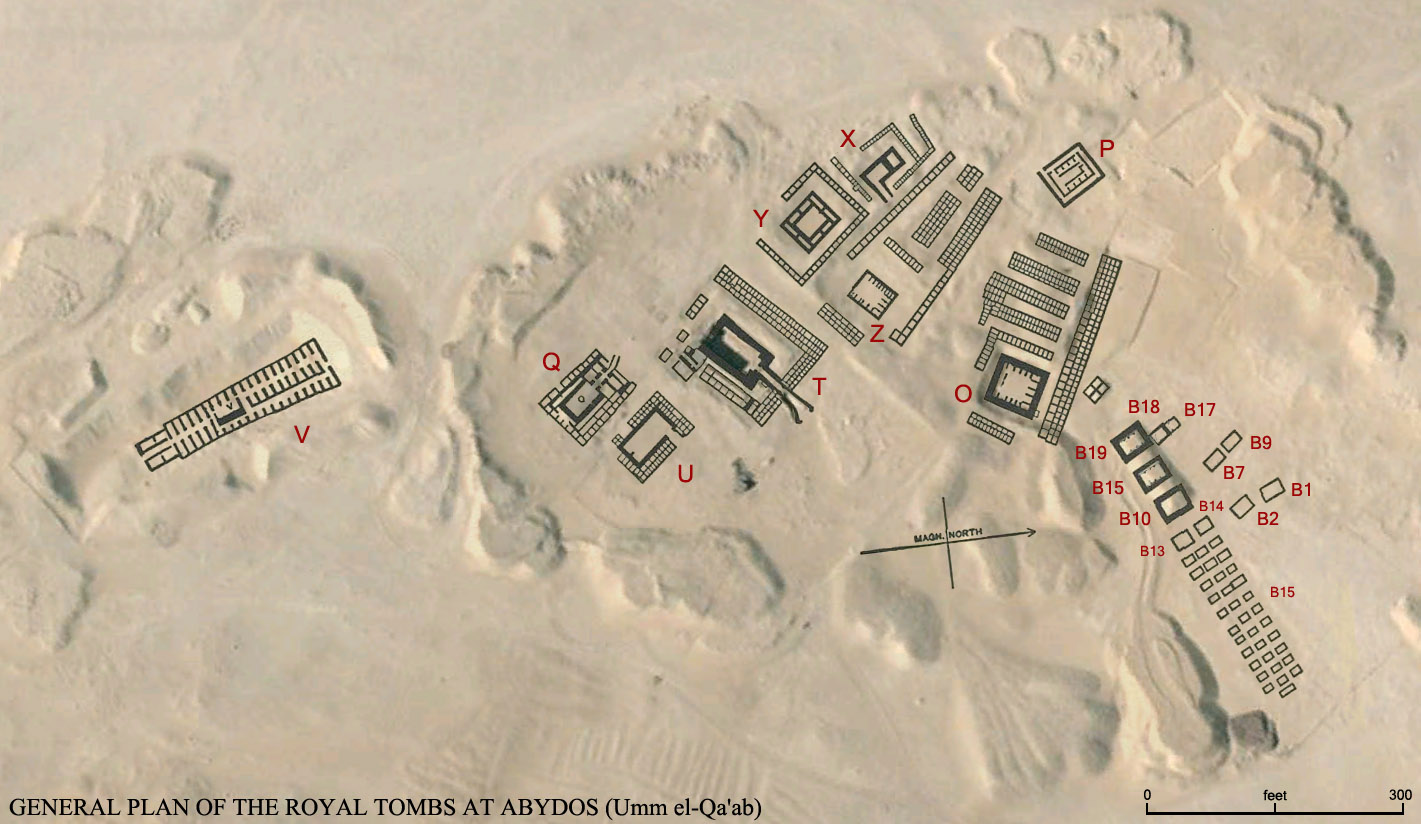
Le cimetière d'Oumm el-Qa'ab près d'Abydos, nécropole des rois des premières dynasties égyptiennes.
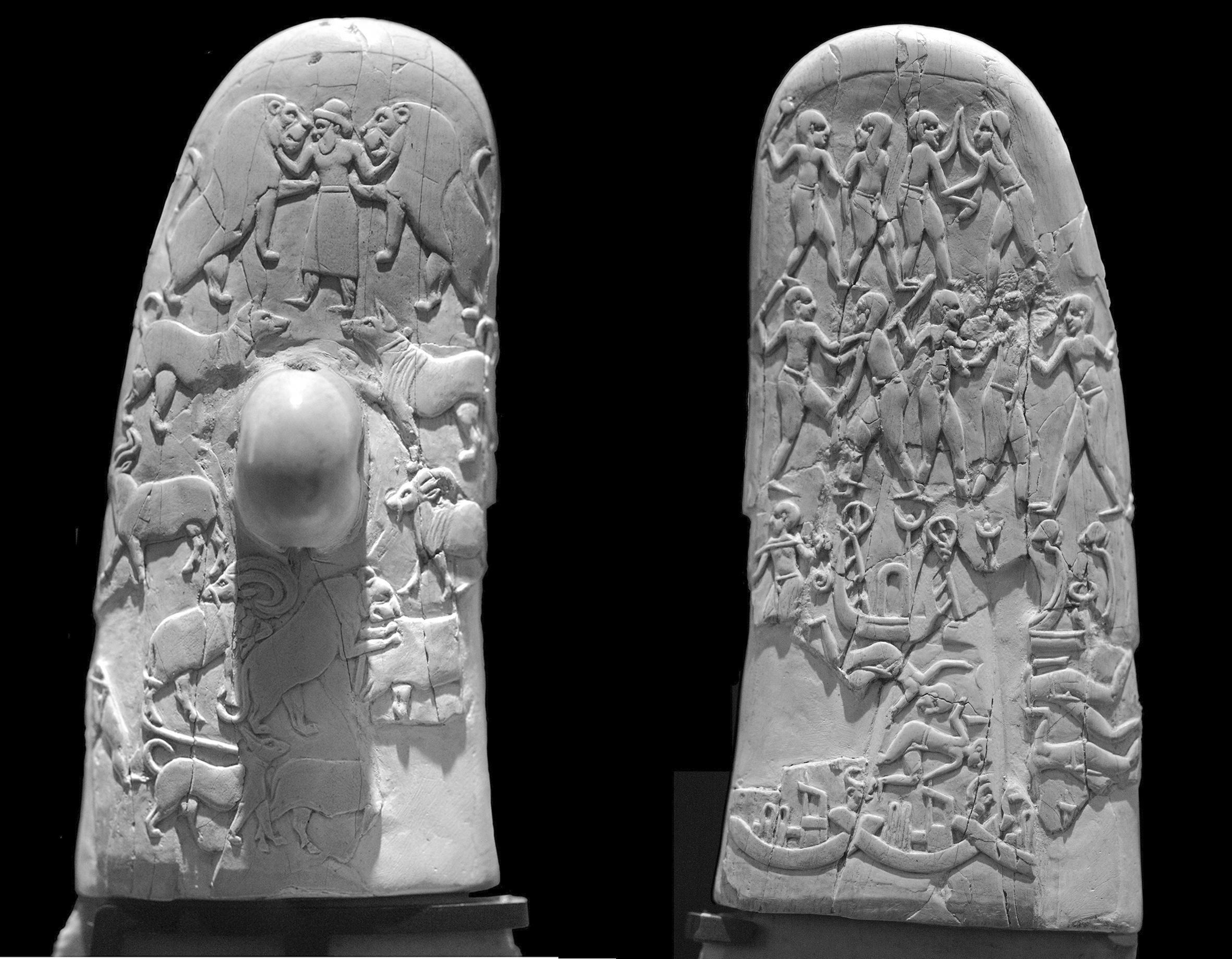
Manche du couteau de Gebel el-Arak. Abydos, v. 3300-3200 av. J.-C. Musée du Louvre.
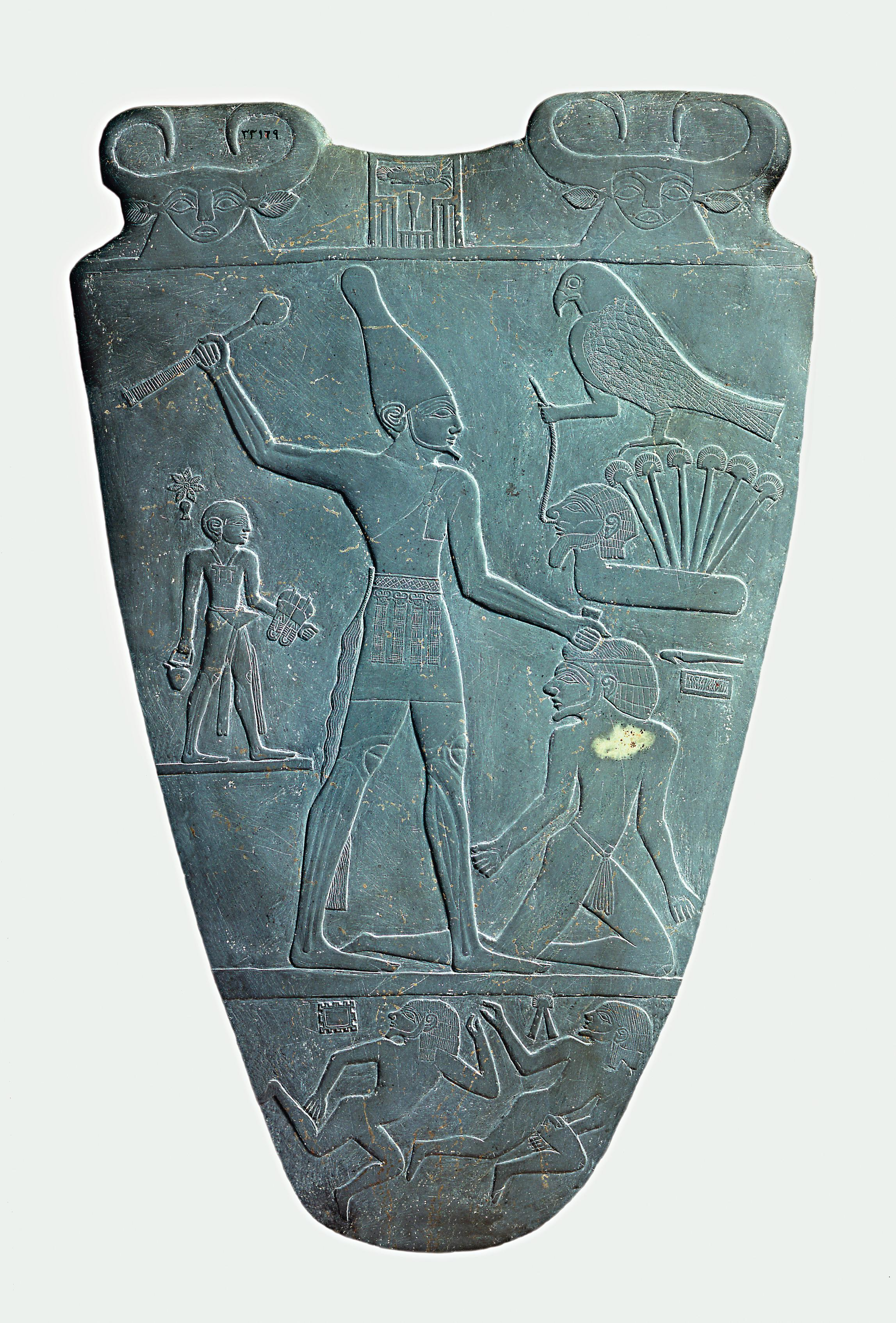
La palette de Narmer (verso). Hiérakonpolis, v. 3100-3000 av. J.-C. Musée égyptien du Caire.

La période de l'Ancien Empire (v. 2700-2200 av. J.-C.) s'ouvre apparemment sans rupture avec la précédente. Le royaume est alors centré sur Memphis et sa région. La IIIe dynastie est dominée par la figure de Djéser, le premier pharaon à se faire enterrer dans une pyramide (à Saqqarah), dont le maître d’œuvre serait l'architecte Imhotep. La IVe dynastie est celle du pharaon Snéfrou puis de ses successeurs Khéops, Khéphren et Mykérinos, qui construisent d'imposantes pyramides à Gizeh. La Ve dynastie et la VIe dynastie, marquée par les longs règnes de Pépi Ier et Pépi II, sont des périodes d'épanouissement du pouvoir monarchique et de développement administratif. Le pharaon de l'Ancien Empire est un personnage d'essence divine, bénéficiant d'un culte après sa mort, qui revêt des aspects « solaires » avec l'essor du culte du dieu-soleil Rê auquel il est assimilé (visible notamment dans l'érection de temples solaires). Il est appuyé par une élite administrative puissante qui érige à son tour ses tombes privées (dans des mastabas richement ornés). L'Ancien Empire voit également une phase d'expansion vers la Nubie et hors de la vallée du Nil, pour l'acquisition de matières premières, et l’établissement de relations commerciales et diplomatiques avec le Levant (Byblos, Ebla), aussi en direction du pays de Pount (vers l’Éthiopie).

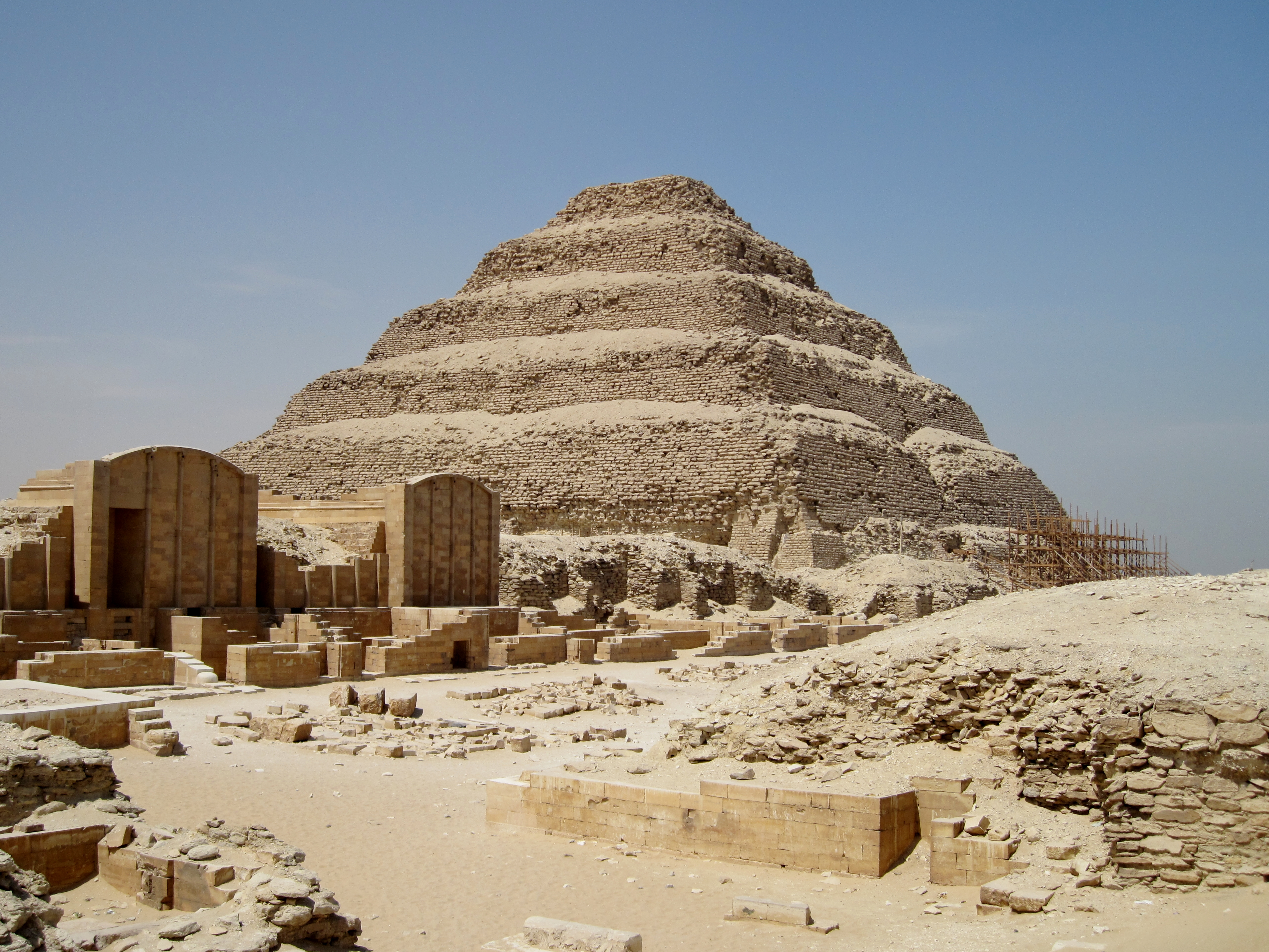
Ruines du complexe funéraire du roi Djéser à Saqqarah, dominées par sa pyramide à degrés, XXVIIe siècle.
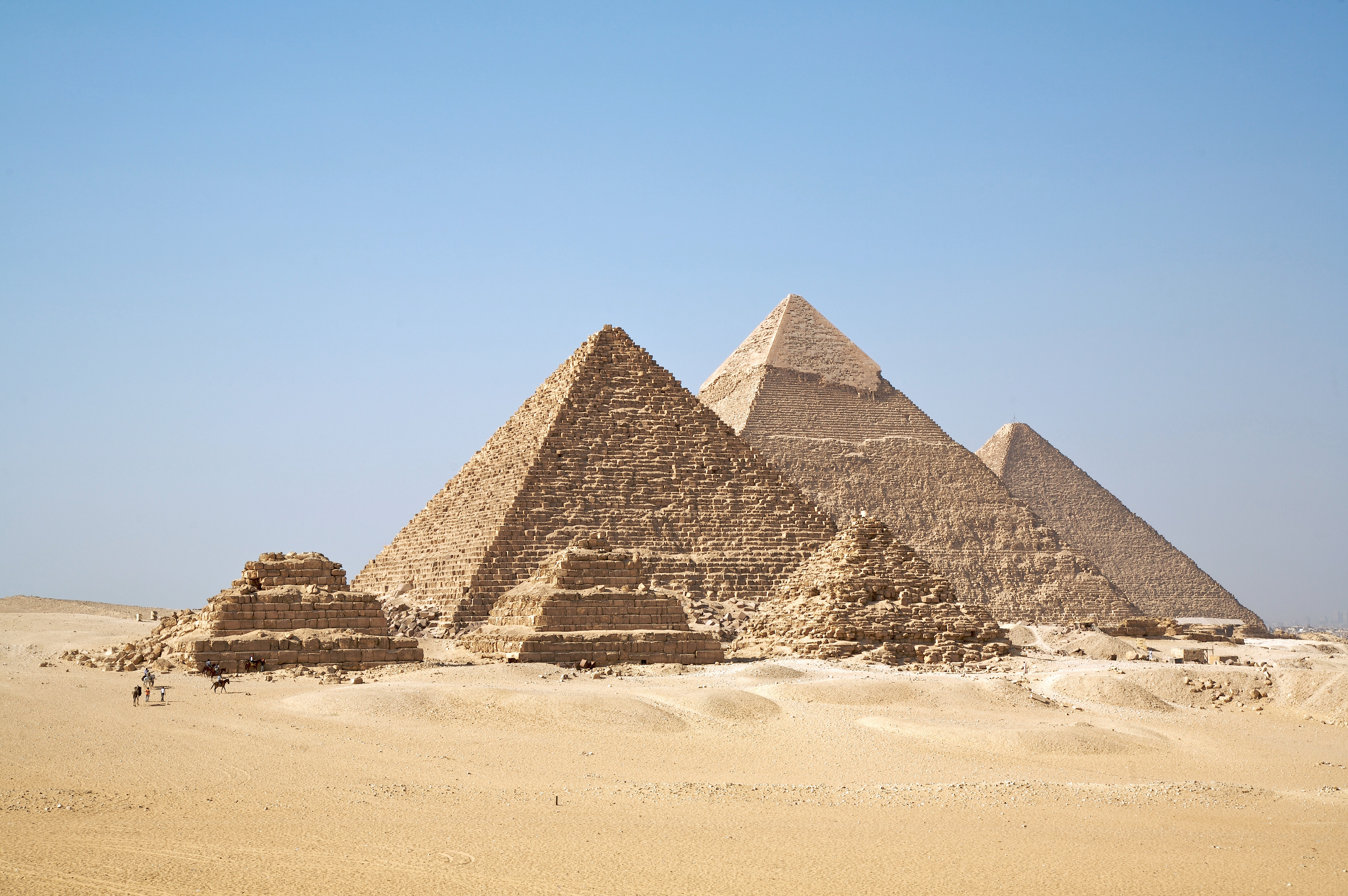
Les trois grandes pyramides du plateau de Gizeh, érigées sous la IVe dynastie.
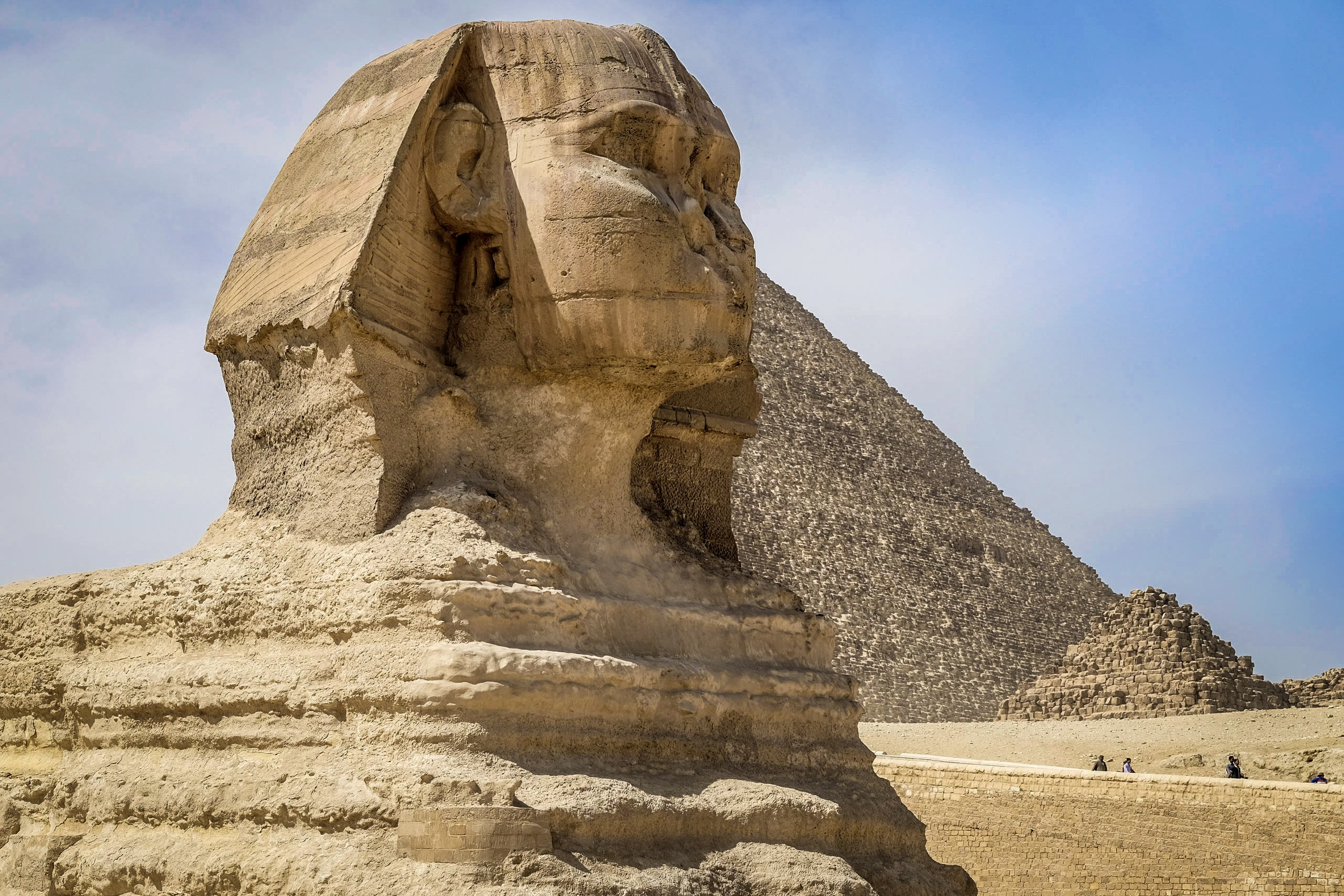
Le visage du Sphinx de Gizeh, v. 2500 av. J.-C.
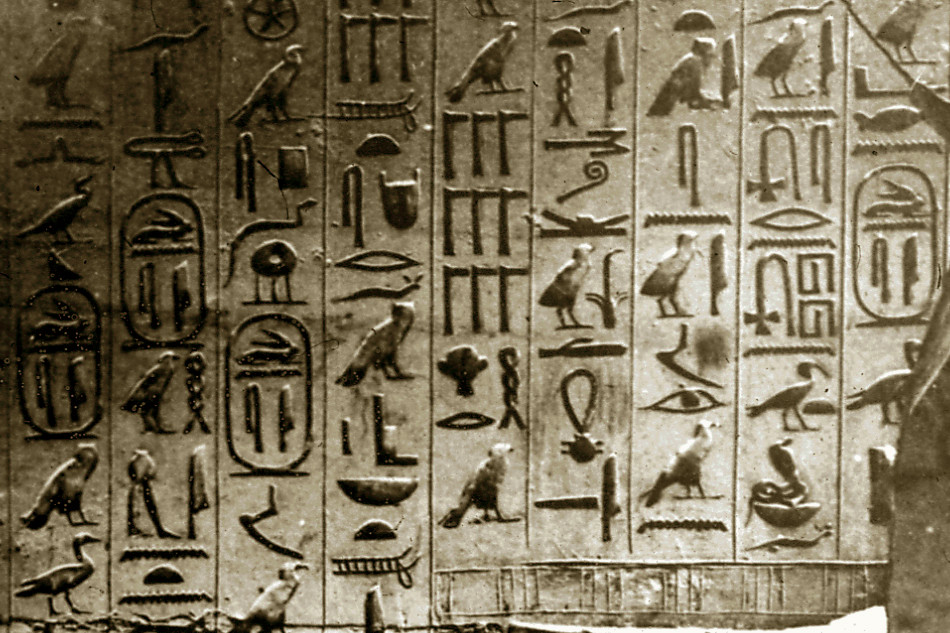
Passage des Textes des pyramides dans la chambre funéraire de la pyramide d'Ounas, Ve dynastie.
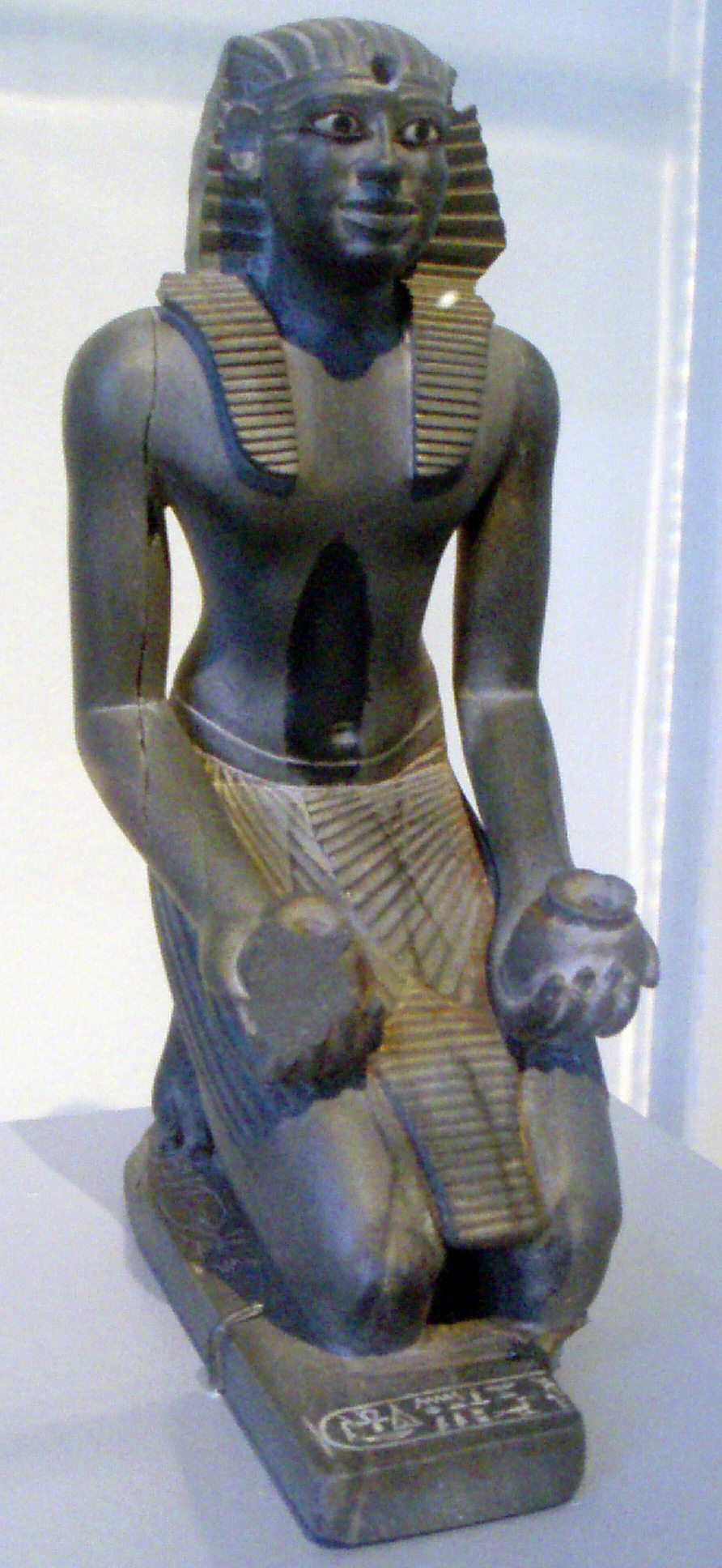
Statuette de Pépi Ier, VIe dynastie. Brooklyn Museum de New York.

La dynamique centralisatrice s'essouffle à la fin de la VIe dynastie, à laquelle succède la première Période intermédiaire (v. 2200-2030 av. J.-C.), qui comprend quatre dynasties, qui ont pu régner au même moment sur des parties différentes du pays. Le pays s'est en effet divisé politiquement, entre plusieurs centres de pouvoir (Memphis, Hérakléopolis, Thèbes). La période est mal documentée, mais les générations postérieures en ont retenu l'image d'un temps chaotique, marqué par des guerres et des famines, un traumatisme à ne plus reproduire. Les recherches modernes ont tempéré cette vision dramatique.

### Sumer et ses voisins
La Mésopotamie entre dans l'ère historique, étatique et urbaine au IVe millénaire av. J.-C., durant la période d'Uruk. Celle-ci doit son nom à la ville la plus étendue de cette période, située dans le sud de la Mésopotamie, qui est également le lieu de découverte du plus grand ensemble de monuments et des premières tablettes écrites (essentiellement de nature administrative), datées d'environ 3400-3000 av. J.-C. La période précédant cet essor est très mal connue. On sait que des villes émergent au début du IVe millénaire av. J.-C. dans le nord de la Mésopotamie (Tell Brak), également en Iran du sud-ouest (Suse), où sont également attestés des documents précédant la mise au point définitive de l'écriture (jetons comptables, tablettes numériques, premiers pictogrammes). Il est clair que la « révolution urbaine » n'est pas cantonnée à la seule Basse Mésopotamie. Il n'empêche que c'est cette dernière qui exerce la plus grande influence culturelle durant cette période, appuyée sur une économie agricole très productive grâce à ses canaux d'irrigation dérivés de ses deux fleuves, le Tigre et l'Euphrate, qui sont également des voies navigables facilitent les échanges, donc des éléments très favorables au développement d'une civilisation urbaine. Les régions voisines reprennent à des degrés divers certains aspects de la culture « urukéenne », et des comptoirs ou colonies venus de Basse Mésopotamie semblent se développer en Haute Mésopotamie,,.

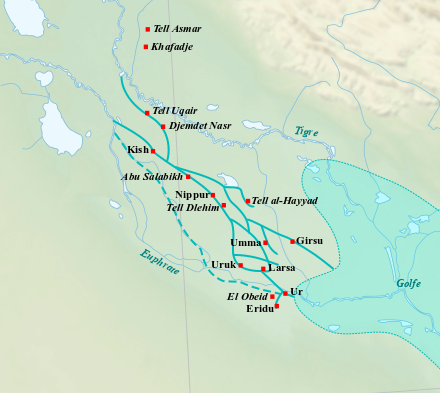
Localisation des sites principaux identifiés en Mésopotamie méridionale durant le IVe millénaire av. J.-C.
Les zones d'influence « urukéenne ».
Le groupe monumental du secteur de l'Eanna à Uruk, niveau IV, v. 3300-3200 av. J.-C.
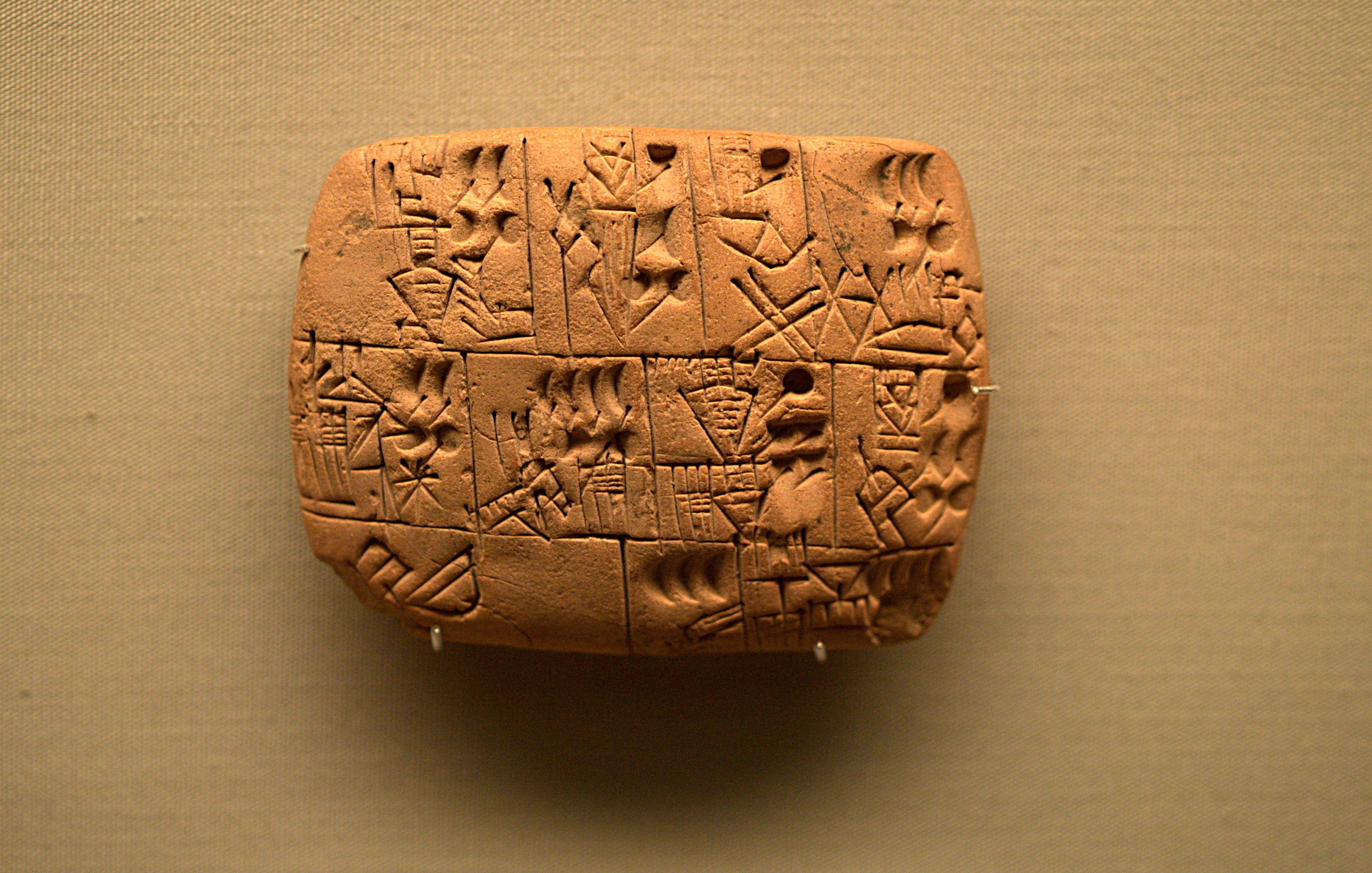
Tablette provenant d'Uruk, v. 3200-3000 av. J.-C., enregistrant des distributions de bière depuis les magasins d'une institution. British Museum.
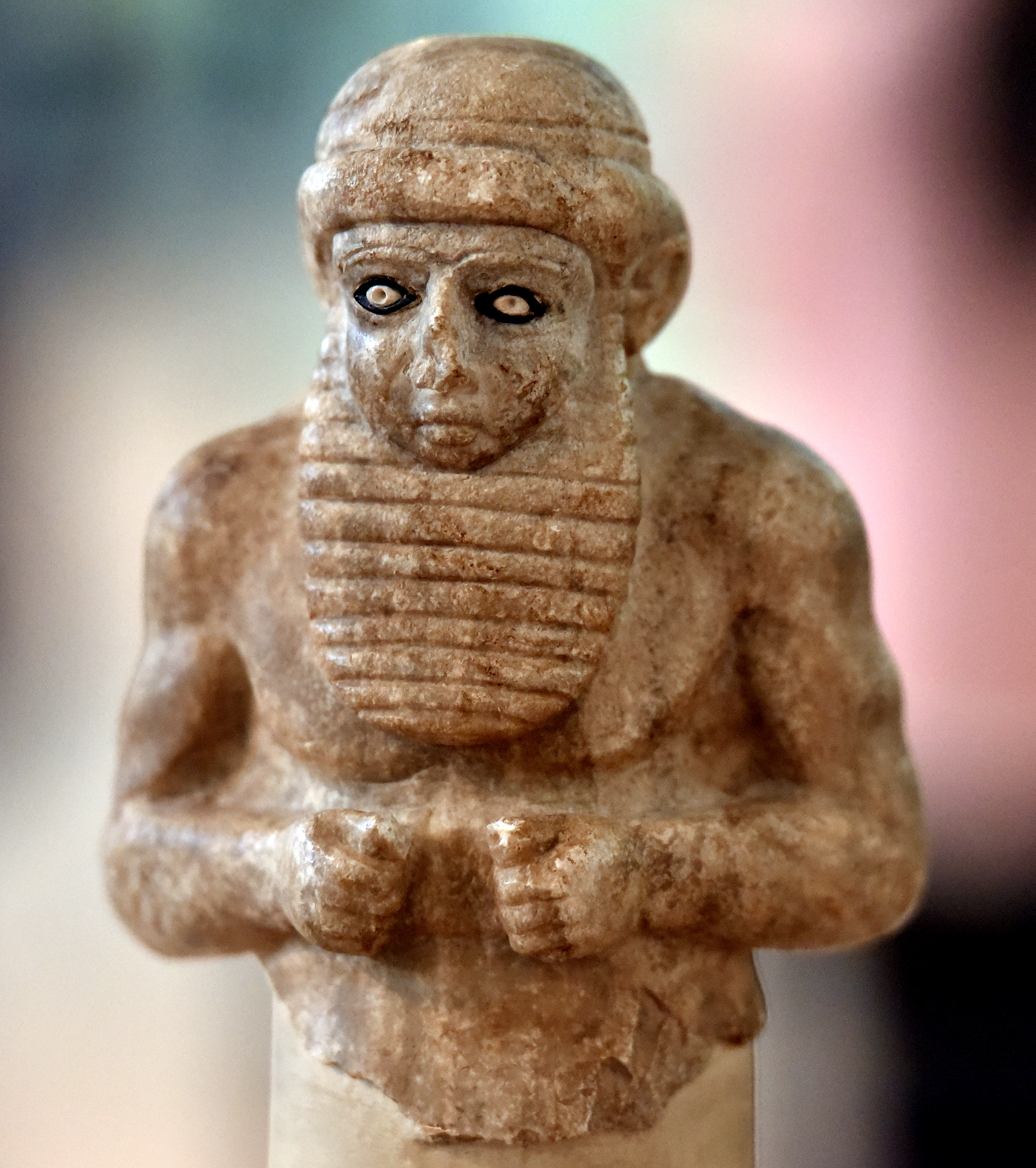
Statuette d'un « roi-prêtre », période de Djemdet Nasr, v. 3000 av. J.-C. Musée national d'Irak.
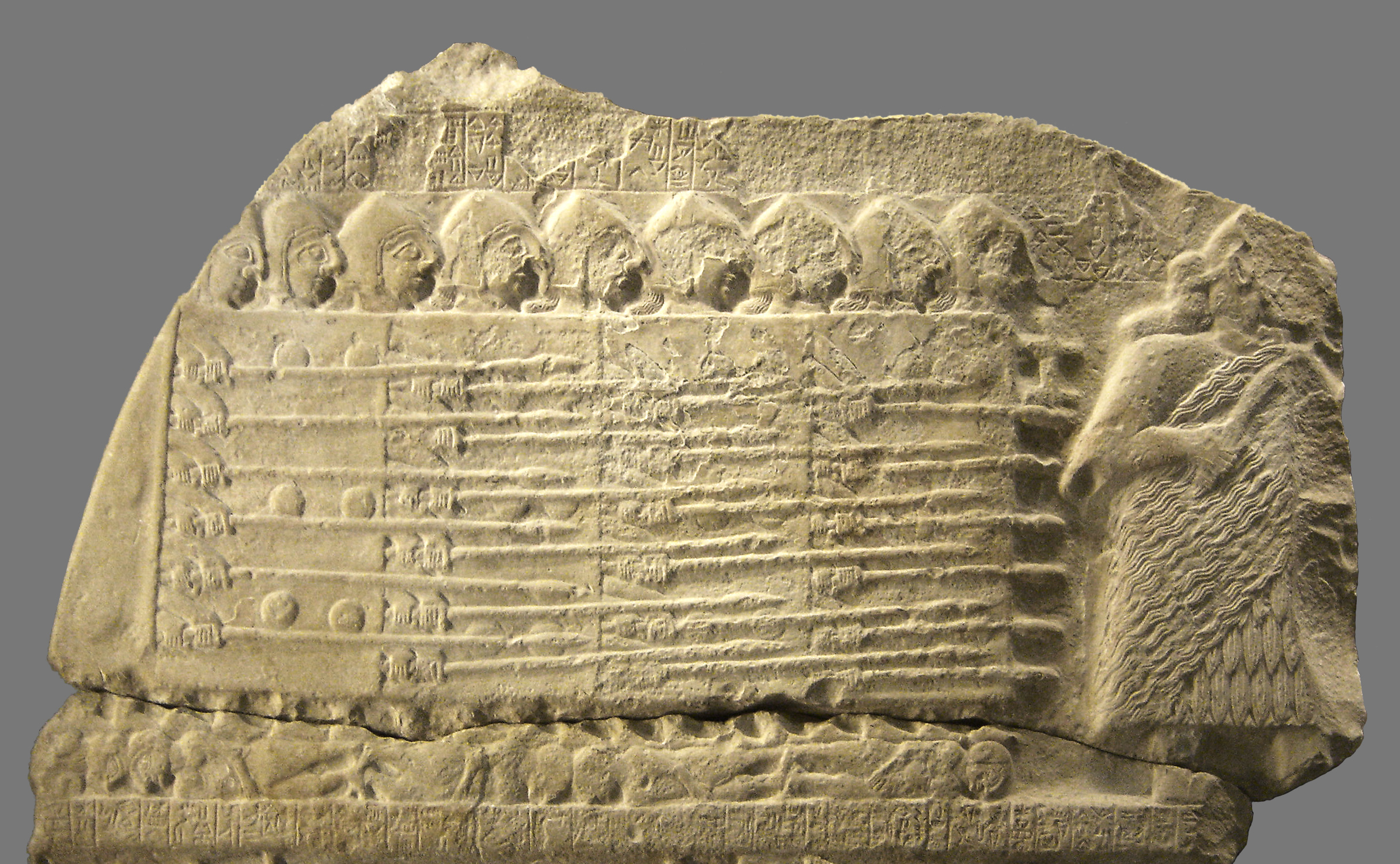
La « phalange » de l'armée de Lagash sur la stèle des vautours. Vers 2450 av. J.-C., musée du Louvre.

En dépit du recul de l'influence sud mésopotamienne au tournant du IIIe millénaire av. J.-C., la civilisation urbaine continue de prospérer au IIIe millénaire av. J.-C. La partie sud de la Basse Mésopotamie (la période des dynasties archaïques), le pays de Sumer, est constitué de plusieurs royaumes, des cités-États, disposant d'institutions bien organisées (des palais et des temples), dirigées par une élite puissante et riche (comme en témoignent les tombes royales d'Ur du milieu du millénaire). L'usage de l'écriture se développe, pour des finalités administratives mais aussi des activités savantes (archives de Girsu, Shuruppak, Adab). Du point de vue ethnique, on distingue deux peuples principaux coexistant dans le Sud mésopotamien à cette période : les Sumériens, un peuple parlant le sumérien, une langue isolée, dominante dans la partie la plus méridionale de la Mésopotamie, et derrière qui on voit généralement les inventeurs de l'écriture mésopotamienne ; les « Akkadiens », terme qui recouvre en fait un ensemble de populations parlant des langues sémitiques, majoritaires dans la partie nord,. Encore plus au nord, les autres populations sont là aussi majoritairement de langue sémitique. Des royaumes pratiquant l'écriture mésopotamienne se développent en Syrie sous l'influence sumérienne, au moins à partir du milieu du millénaire (Mari, Ebla, Nagar, Urkesh) et les sociétés connaissent un processus de hiérarchisation sociale marquée (tombes de Tell Umm el-Marra). Dans le sud-ouest iranien se développe la civilisation élamite, organisée autour de plusieurs entités politiques situées dans des régions hautes, et dont le principal centre urbain et culturel est la ville de Suse, située dans les régions basses au contact de la Mésopotamie ; elle a d'abord mis au point son propre système d'écriture, « proto-élamite », avant d'adopter le cunéiforme,.
Cette époque s'achève par l'apparition de l'empire d'Akkad (v. 2340-2190 av. J.-C.), premier État qui parvient à unifier les cités de Mésopotamie, sous la direction de Sargon d'Akkad, une des grandes figures de l'histoire mésopotamienne. Cet empire domine aussi une partie de la Syrie et du plateau Iranien et connaît son apogée sous le règne de Naram-Sîn. Après la chute d'Akkad au début du XXe siècle, dont les artisans principaux seraient les Gutis, peuple venu des montagnes occidentales, il se passe quelques décennies de division politique, durant lesquelles prennent place le règne de Gudea de Lagash, connu pour ses nombreuses statues en diorite, et celui de Puzur-Inshushinak en Élam, qui voit l'élaboration d'une nouvelle écriture, l'élamite linéaire. Puis un nouvel empire n'émerge depuis la Mésopotamie, celui de la troisième dynastie d'Ur (v. 2112-2004 av. J.-C.). Il est couramment vu comme l'archétype de l’État mésopotamien centralisateur et bureaucratique, au moins dans ses intentions, dont le plus éloquent témoignage sont les dizaines de milliers de tablettes administratives qu'il a laissées derrière lui,.

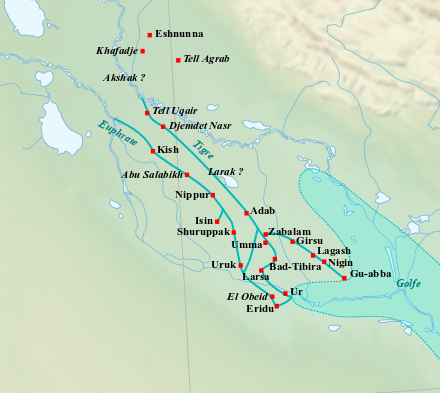
Les sites principaux de Basse Mésopotamie durant la période des dynasties archaïques.
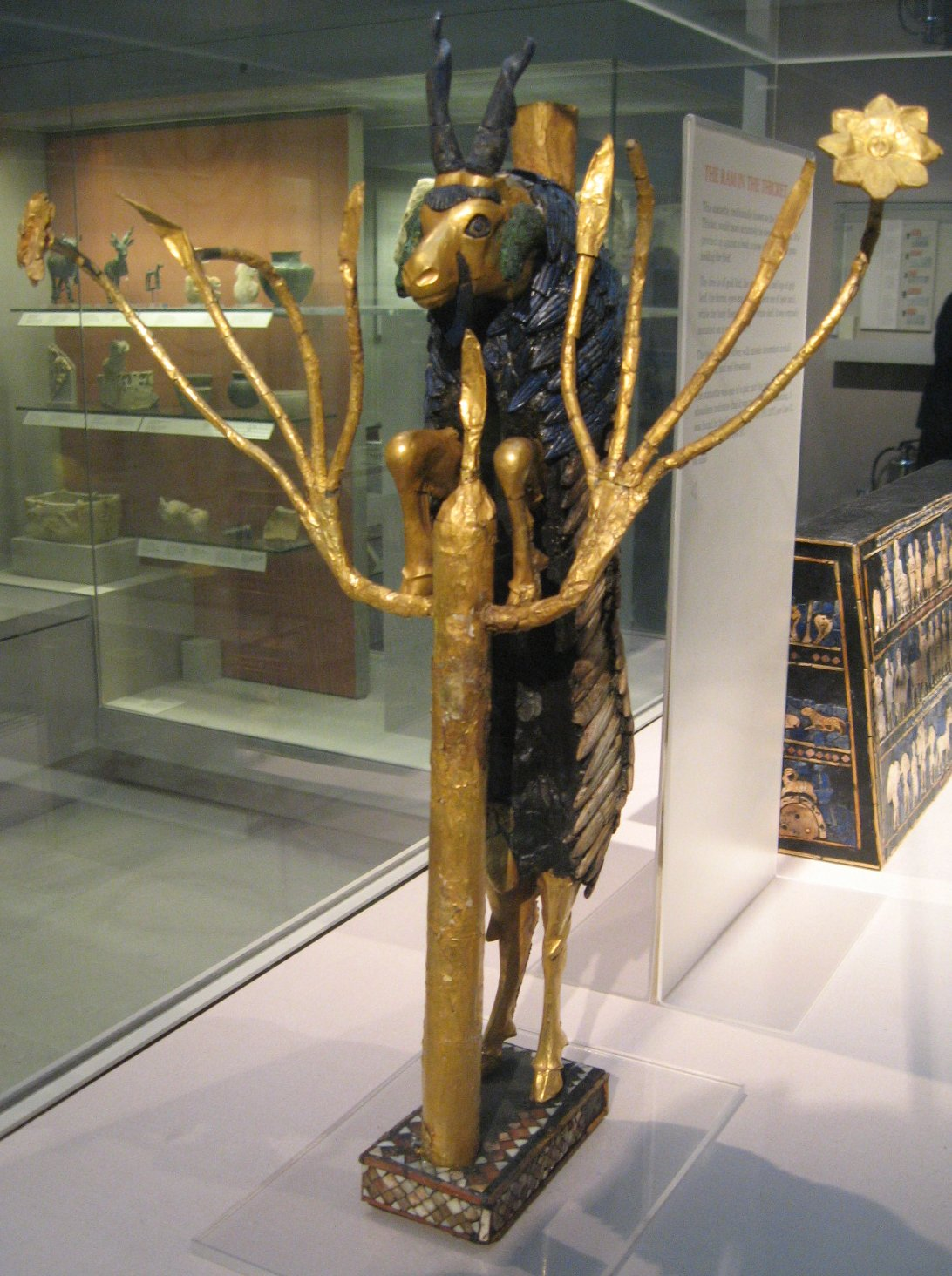
Statuette d'un bouquetin se nourrissant des feuilles d'un arbuste, tombes royales d'Ur, v. 2500 av. J.-C. British Museum.
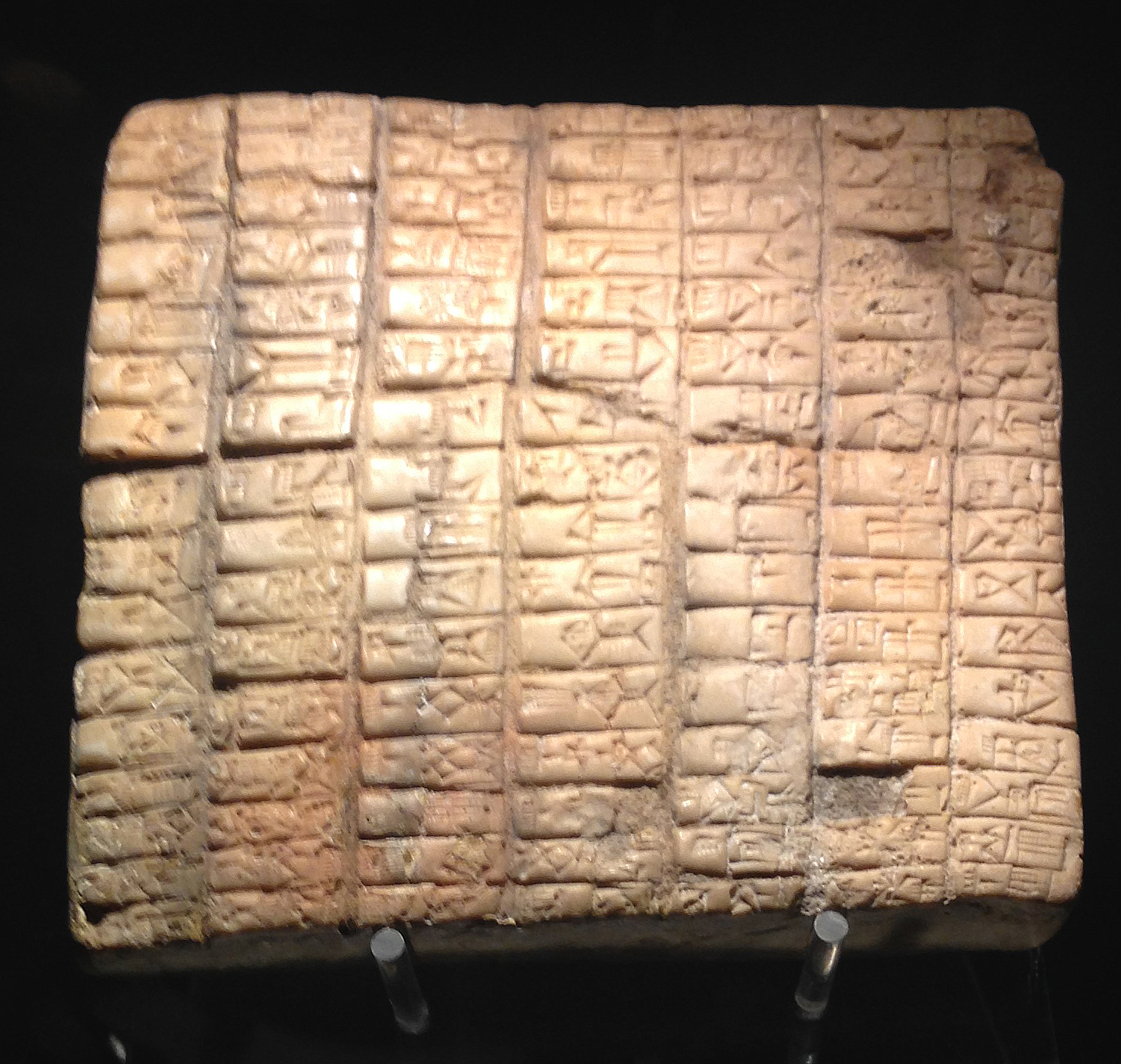
Tablette des archives d'Ebla (Syrie), XXIVe siècle Musée national d'Art oriental, Rome.
Étendue approximative de l'empire d'Akkad à son apogée v. 2250 av. J.-C., et direction des campagnes militaires extérieures.
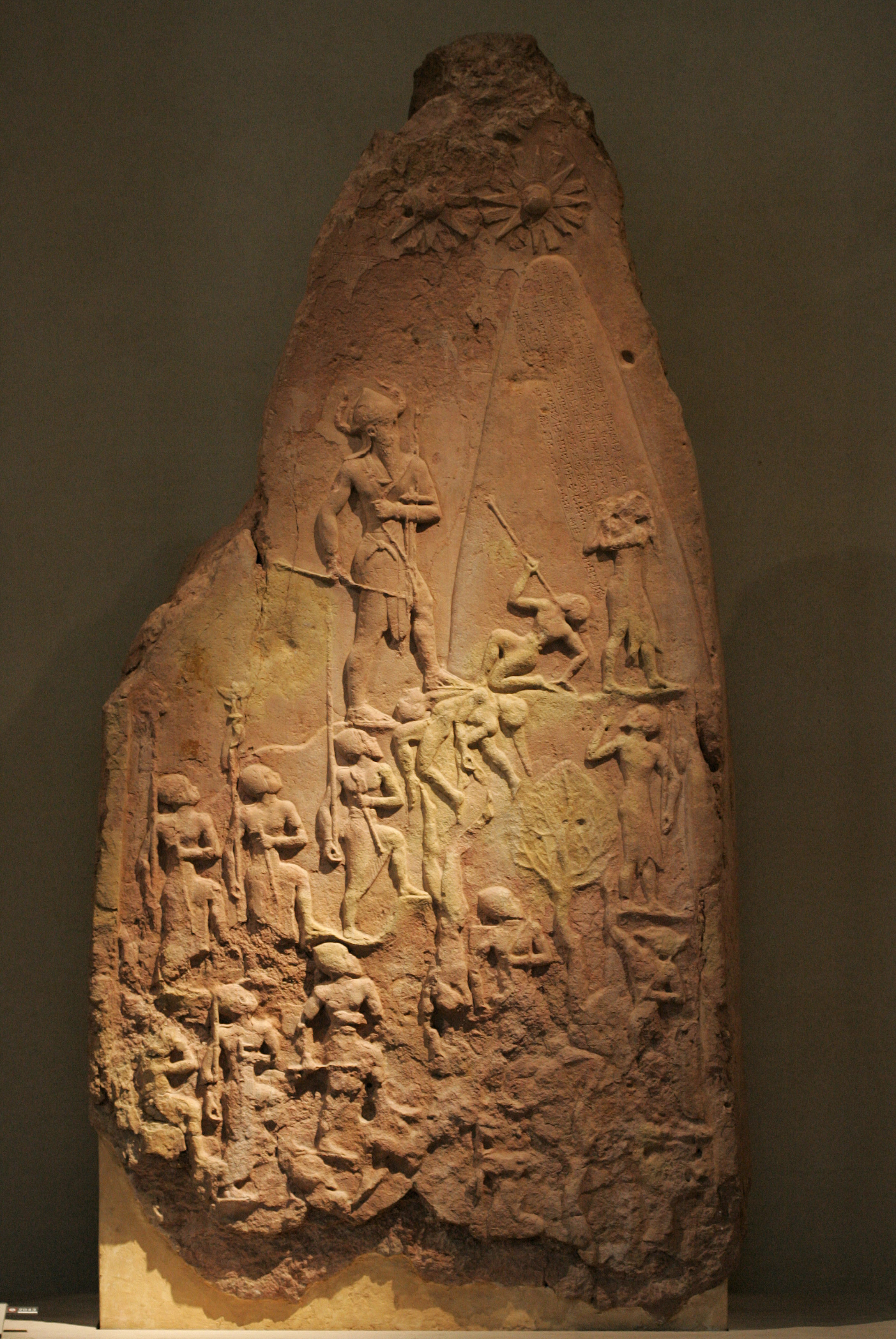
La stèle de victoire du roi Naram-Sin d'Akkad, musée du Louvre.
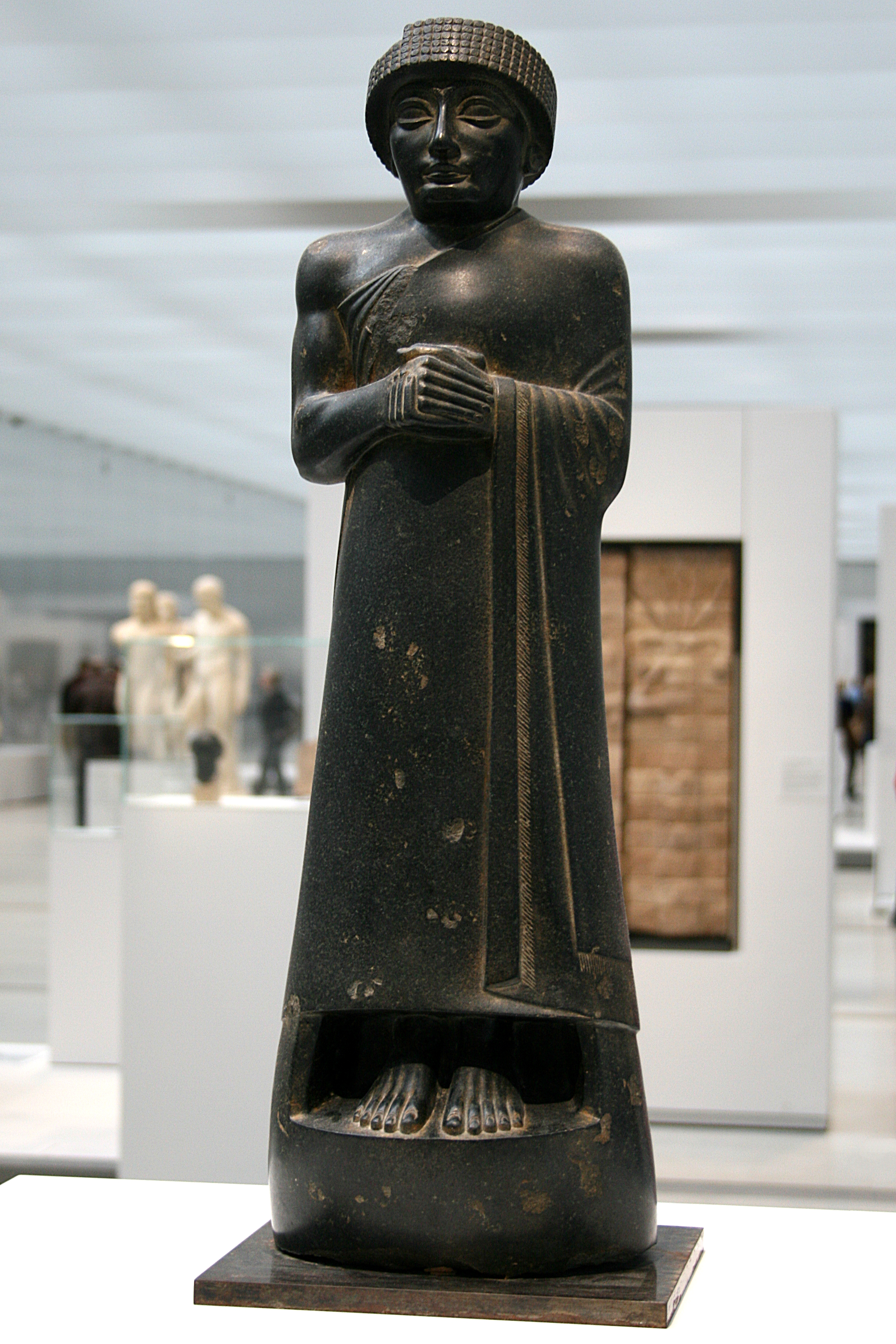
Statue de Gudea de Lagash debout. Musée du Louvre.
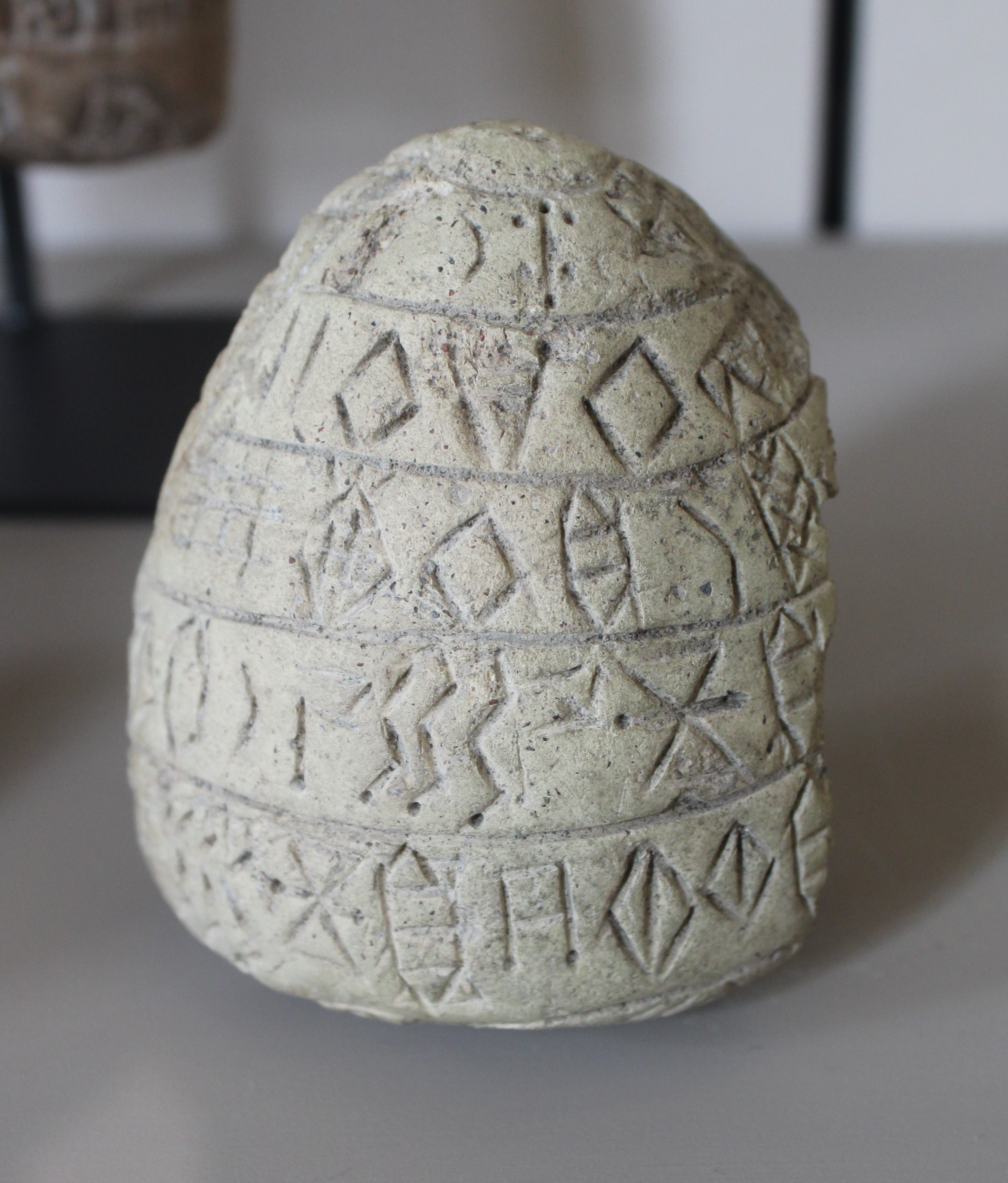
Cône portant une inscription en élamite linéaire de Puzur-Inshushinak. Musée du Louvre.
L'extension de l'empire de la troisième dynastie d'Ur sous le règne de Shulgi, et son organisation centre/périphérie.
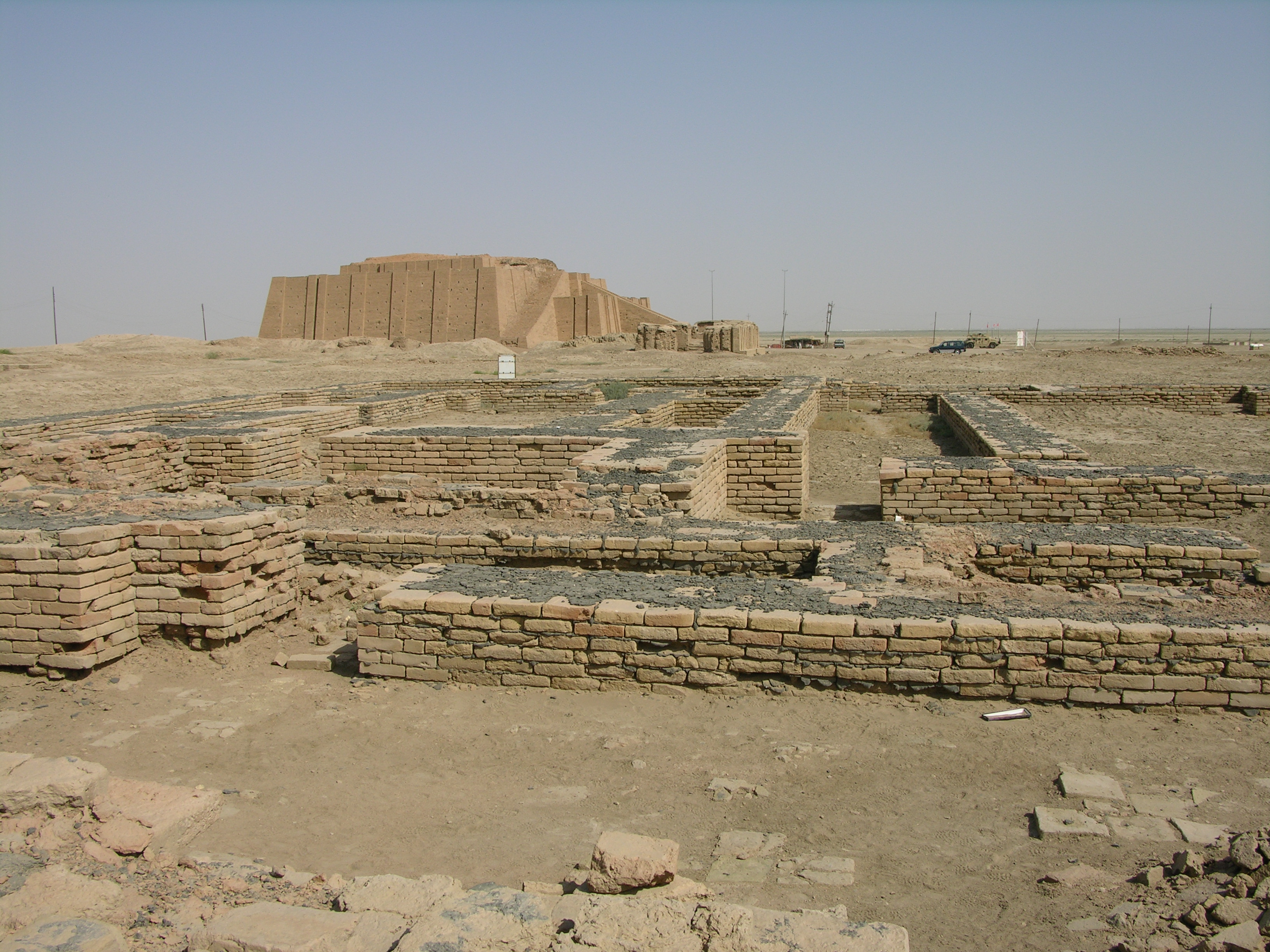
Ruines d'Ur (Mésopotamie), avec la ziggurat en arrière-plan.

### L'âge du bronze moyen
La première moitié du IIe millénaire av. J.-C. correspond dans la chronologie des âges des métaux à l'âge du bronze moyen (v. 2000-1600 av. J.-C.). Elle voit le développement d'États territoriaux dans plus de régions que précédemment, sans que des pôles culturels centraux ou des puissances politiques hégémoniques n'émergent à nouveau. Cela donne naissance à un monde multi-centré, intégrant d'anciennes périphéries (Anatolie, Syrie), qui ont désormais un niveau de développement technologique et socio-politique similaire à ceux de l’Égypte et de la Mésopotamie. Alors que la situation politique est très fragmentée au début du millénaire, progressivement se constituent des puissances régionales se partageant le concert politique dans une sorte d'équilibre des pouvoirs, situation qui prend sa forme définitive durant l'âge du Bronze récent. Par ailleurs, on voit une extension de l'espace couvert par les réseaux d'échanges vers l'ouest, avec l'intégration de la Crète, mais une rétractation à l'est où les routes commerciales du Golfe et du plateau Iranien sont moins actives à la fin de la période (ce qui semble lié à l'effondrement de la civilisation de l'Indus après 1900 av. J.-C.).
L'Égypte est réunifiée vers 2030 av. J.-C. par la dynastie de Thèbes, la XIe dynastie, avec Montouhotep II qui rétablit dans une certaine mesure l'autorité et le prestige monarchique. C'est le début du Moyen Empire (v. 2030-1780 av. J.-C.). La XIIe dynastie, des rois nommés Sésostris et Amenemhat, marque l'apogée de cette période, grâce à une reprise en main active de l'administration, qui étend son influence. L'activité de ces rois à Karnak près de Thèbes et dans l'oasis du Fayoum témoigne de leur puissance et de leur richesse retrouvées. Ils parviennent également à prendre le contrôle sur la Nubie. En revanche, si leur influence est perceptible au Levant méridional, il n'est pas assuré qu'elle se soit accompagnée d'une domination politique, et l’Égypte est à l'écart du concert international proche-oriental durant cette période. Du point de vue culturel, cette période est notamment marquée par une floraison littéraire et l'affirmation du dieu thébain Amon.

L’Égypte sous l'Ancien et le Moyen Empire.
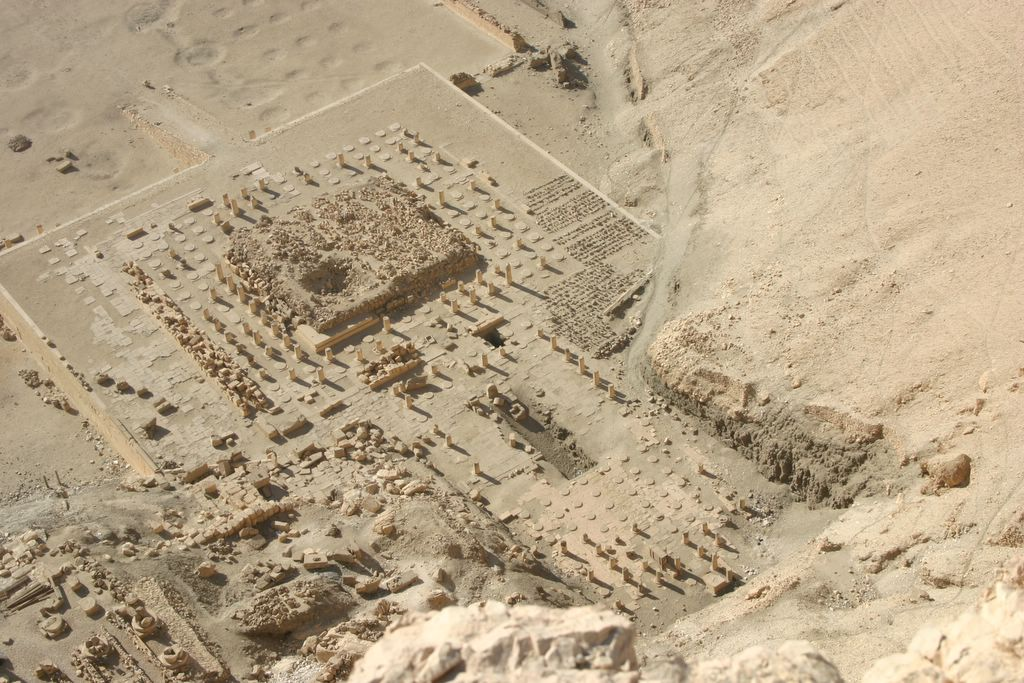
Ruines du temple funéraire de Montouhotep II à Deir el-Bahari.
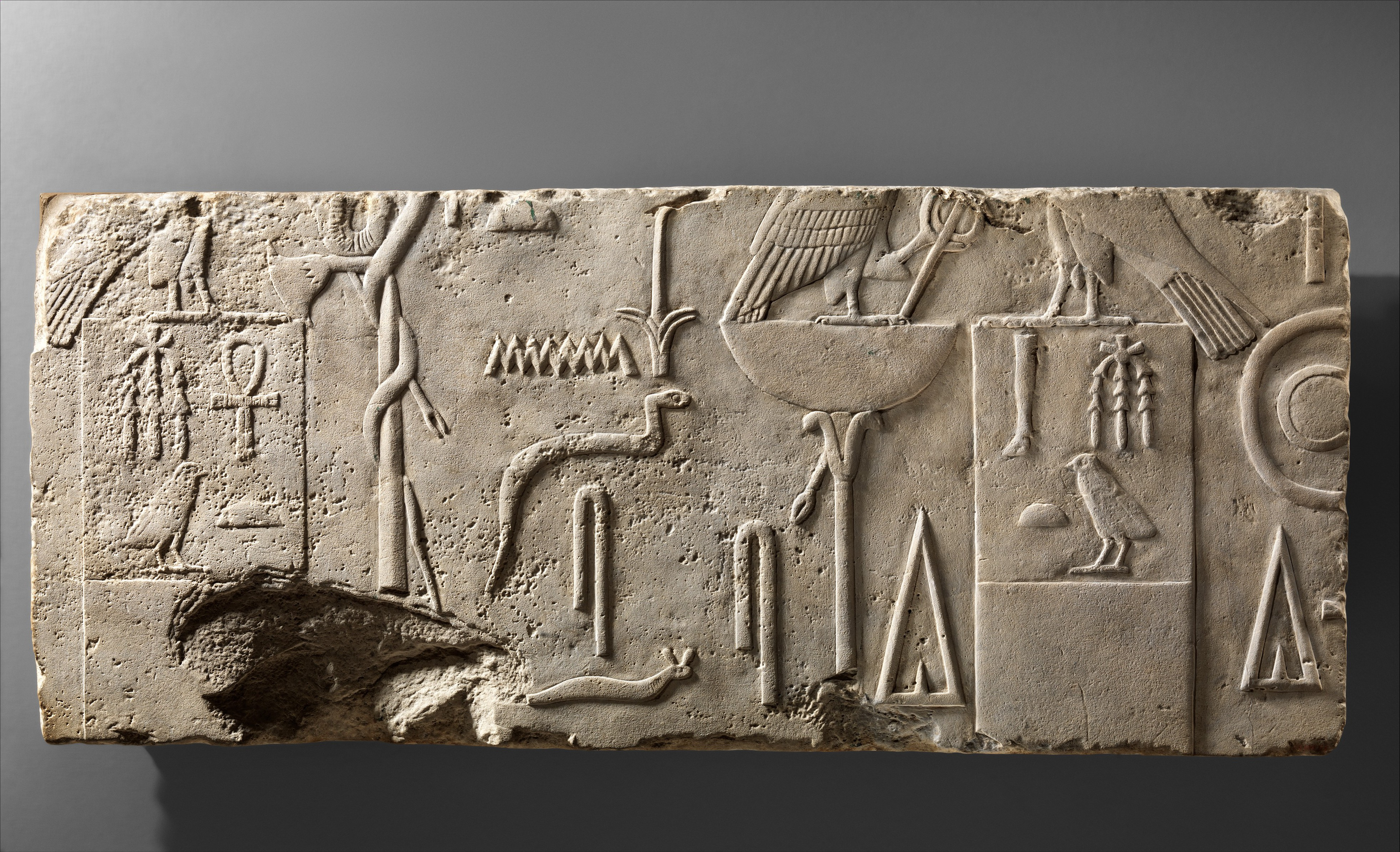
Bas-relief aux noms d'Amenemhat Ier et Sésostris Ier. Metropolitan Museum of Art.
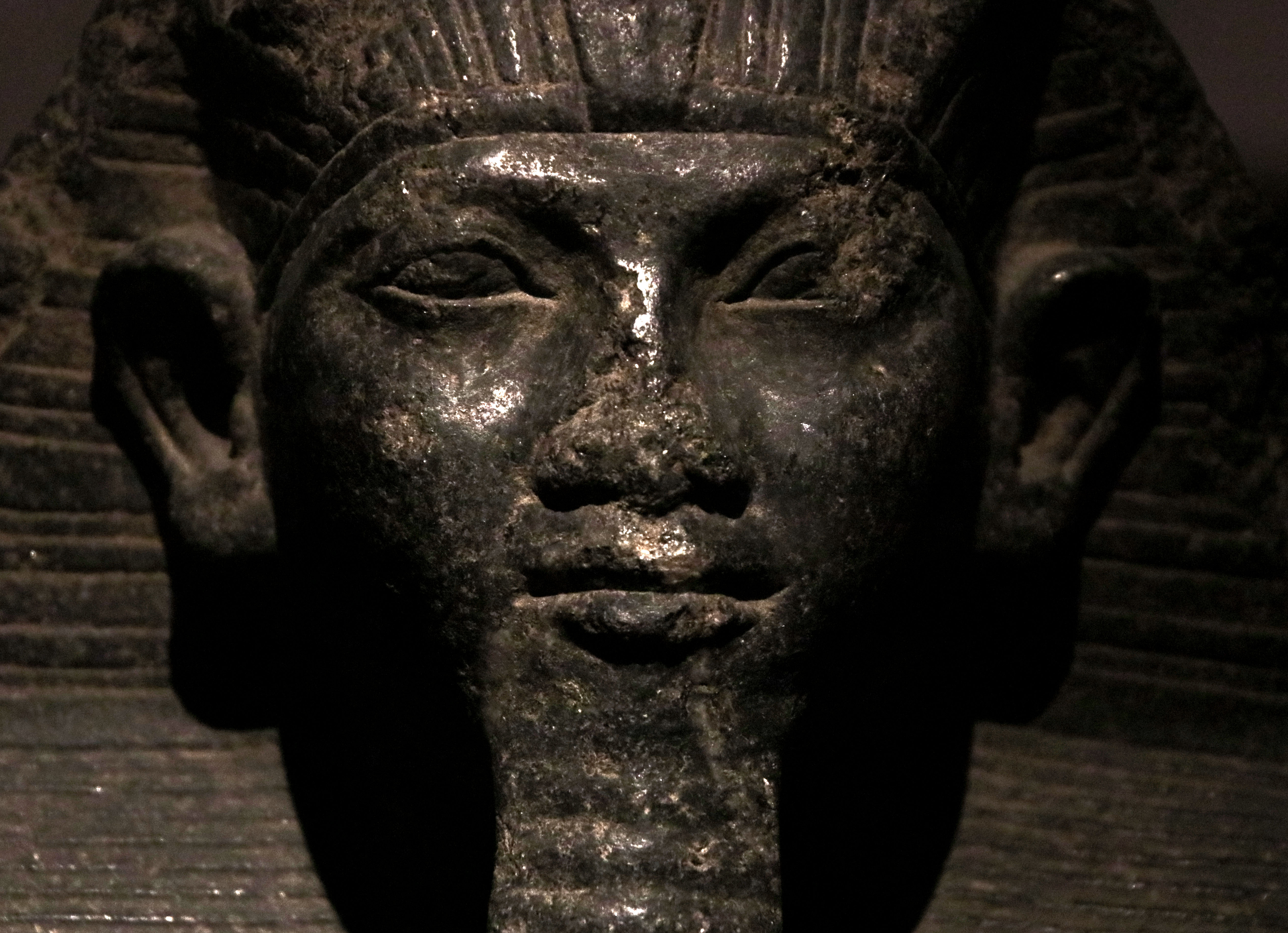
Statue de Sésostris II, détail. Ny Carlsberg Glyptotek.
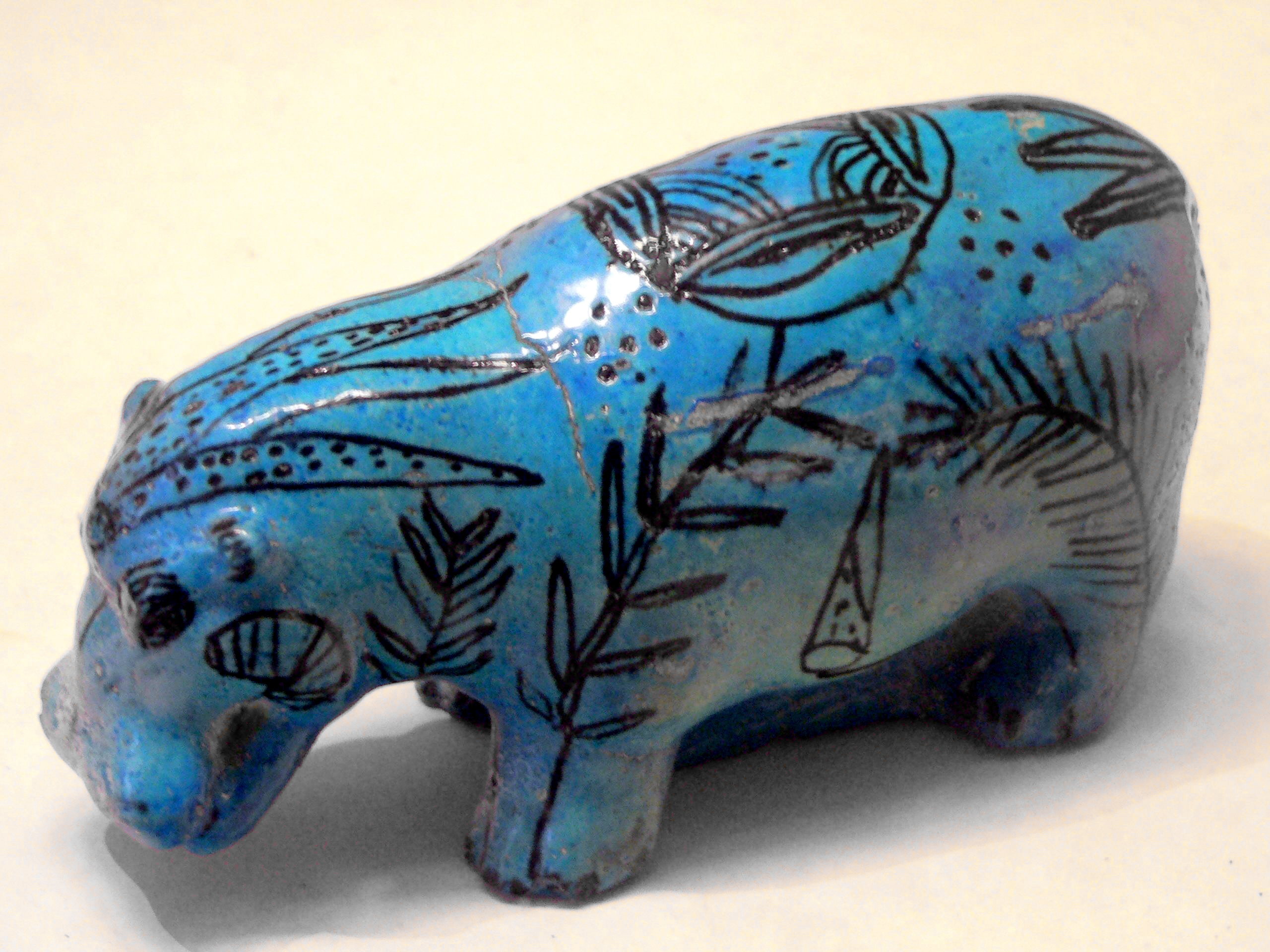
Statuette en faïence d'hippopotame. XIIe dynastie. Musée du Louvre.
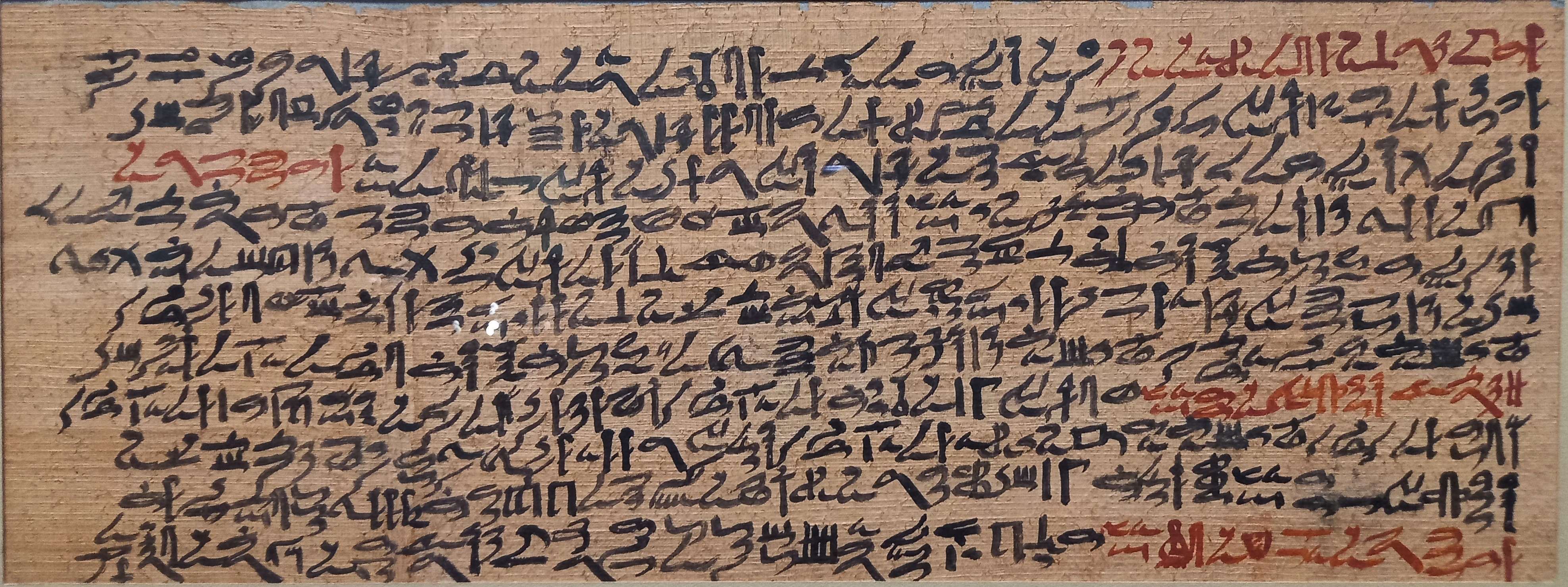
Passage du papyrus Prisse, texte des Enseignement de Ptahhotep en hiératique, v. 1800 av. J.-C. Département des Manuscrits de la Bibliothèque nationale de France.

Au Proche-Orient, le début du IIe millénaire av. J.-C. voit des chefs tribaux des Amorrites, peuple originaire de Syrie, s'installent à la tête de royaumes aussi bien en Syrie qu'en Mésopotamie, et y établissent des dynasties concurrentes, tout en formant un ensemble culturel cohérent (un koinè), reposant en bonne partie sur l'héritage syro-mésopotamien ancien mais aussi sur des pratiques originales (visibles notamment dans les relations diplomatiques). Les principaux royaumes de cette période (période paléo-babylonienne, période d'Isin-Larsa) sont Isin et Larsa dans le sud mésopotamien, Eshnunna dans les régions à l'est du Tigre, Mari sur l'Euphrate dont le palais royal a livré des milliers de tablettes, essentielles pour la connaissance de cette période, Yamhad (Alep) et Qatna en Syrie intérieure. Assur est à cette époque une cité peu puissante politiquement, mais ses marchands ont tissé un réseau commercial très lucratif en Anatolie, documenté par des milliers de tablettes mises au jour à Kültepe (période paléo-assyrienne). Un autre réseau commercial très actif est celui du golfe Persique, qui profite aux villes du sud mésopotamien (Ur, Larsa) avant de se rétracter. Autour de 1800 av. J.-C. un souverain amorrite nommé Samsi-Addu parvient à unifier toute la Haute Mésopotamie, mais à sa mort en 1775 son royaume s'effondre. Hammurabi de Babylone (1792-1750 av. J.-C.) parvient ensuite à dominer la majeure partie de la Mésopotamie. Avec lui, le royaume babylonien devient une des principales puissances du monde antique (première dynastie de Babylone). Ses successeurs parviennent à se maintenir au pouvoir tout en perdant peu à peu des territoires, jusqu'à la chute de Babylone sous les coups des Hittites en 1595 av. J.-C.,
Cet acte marque la montée en puissance d'un autre royaume amené à durer, implanté dans le pays appelé Hatti d'où vient le nom Hittites, au cœur de l'Anatolie. Ses rois Hattusili Ier et Mursili Ier constituent à la fin du XVIIe siècle un royaume en mesure d'infliger des défaites aux deux grands royaumes amorrites, Alep et Babylone. Néanmoins, des querelles dynastiques freinent son expansion.

Localisation des principales villes de la Mésopotamie des premiers siècles du IIe millénaire av. J.-C.
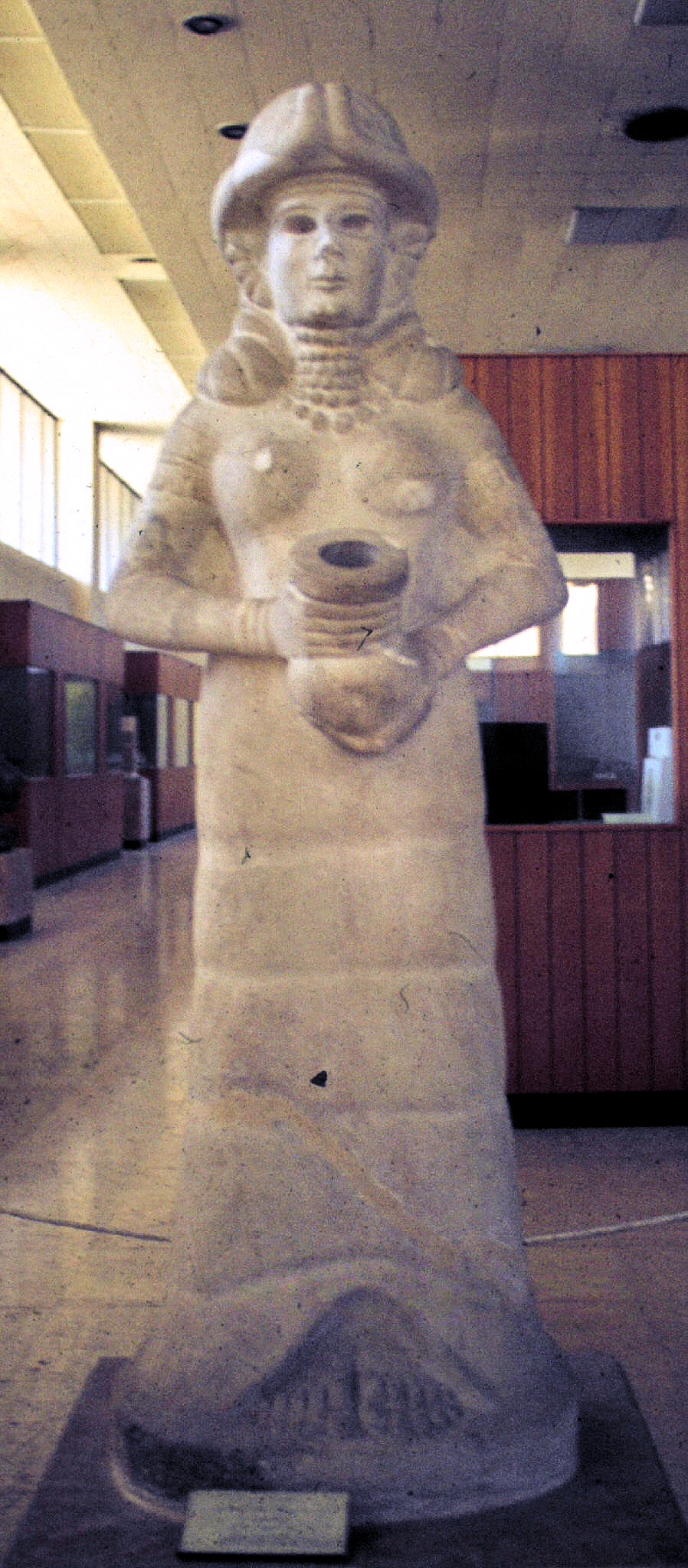
Déesse au vase jaillissant, Mari, début du IIe millénaire av. J.-C. Musée d'Alep.
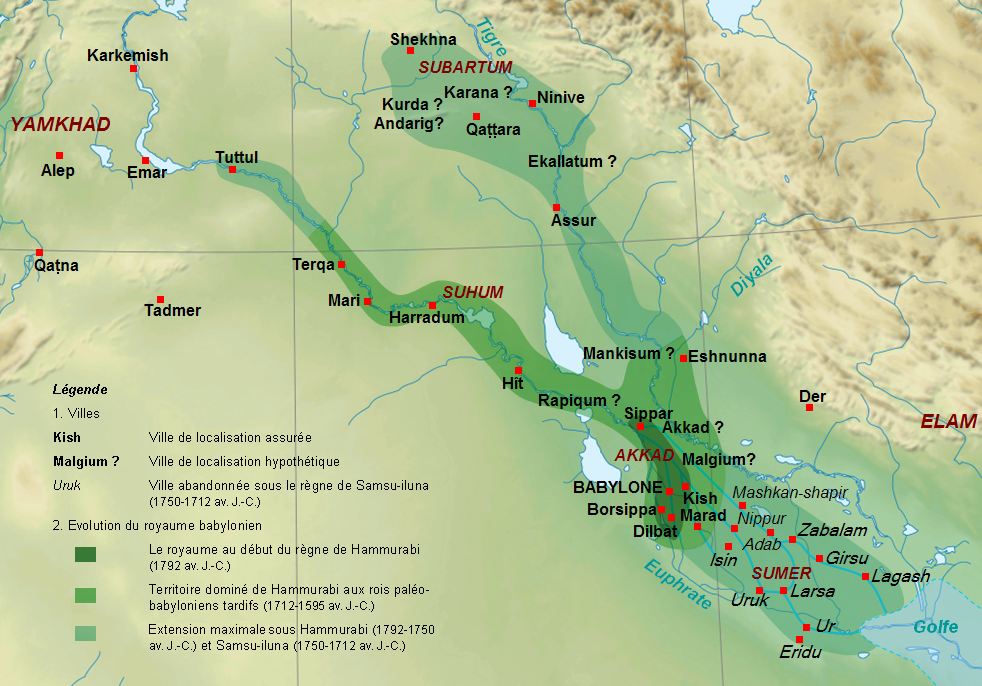
L'extension du royaume babylonien sous le règne de Hammurabi et de ses successeurs.
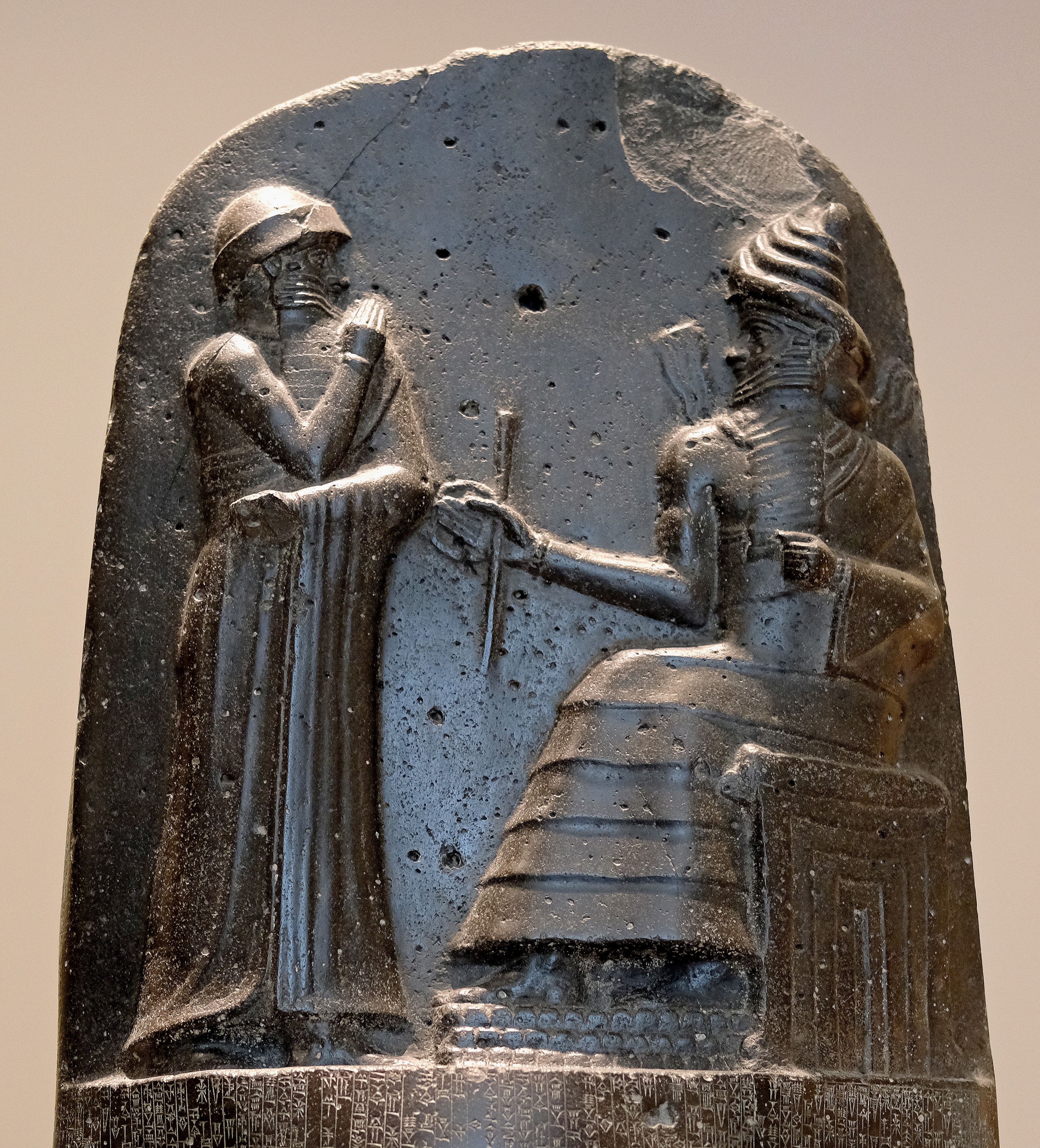
Le roi Hammurabi de Babylone (1792-1750 av. J.-C.) face au dieu Shamash, détail de la stèle du Code de Hammurabi. Musée du Louvre.
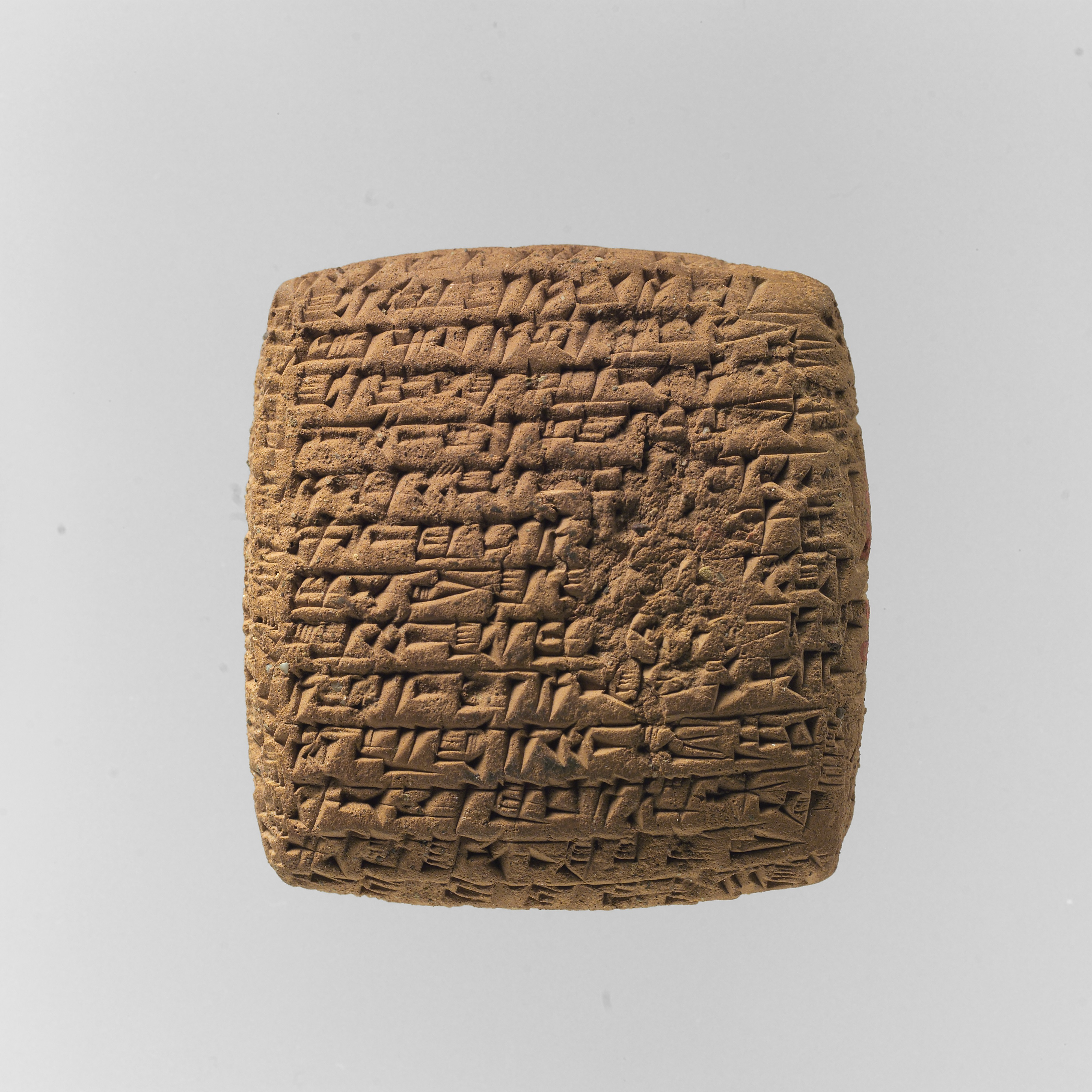
Lettre d'un marchand assyrien. Période paléo-assyrienne, XIXe siècle, Kültepe, Metropolitan Museum.

Plus au sud, le Levant central et méridional (Canaan) est peu documenté par les textes, mais on y décèle l'existence de petits royaumes comme celui de Byblos, qui prospère grâce au commerce avec l'Égypte. Les populations sémitiques du Levant ont alors des contacts réguliers avec la vallée du Nil, s'y rendent en nombre, et c'est probablement dans ce milieu que sont élaborés les premières formes d'alphabet, dérivées des hiéroglyphes (alphabet protosinaïtique).
C'est aussi dans ce contexte qu'un groupe issu des populations sémitiques implantées dans le delta du Nil, les Hyksos, y fonde des dynasties, la plus importante régnant depuis Avaris. Ils causent des pertes territoriales importantes aux rois thébains de la XIIIe dynastie dynastie, qui disparaît peu après. C'est la deuxième Période intermédiaire (v. 1750-1550 av. J.-C.). Au sud, la Nubie, le pays de Koush, se rend indépendante sous la direction des rois de Kerma. La domination Hyksôs et la division qui s'ensuit sont vus comme de grands malheurs dans la tradition postérieure égyptienne ; elle introduit des influences asiatiques, mais la tradition égyptienne résiste, y compris en pays dominé par les Hyksos où elle conserve une grande influence. Les souverains indépendants de Thèbes parviennent progressivement à prendre le contrôle de la situation.

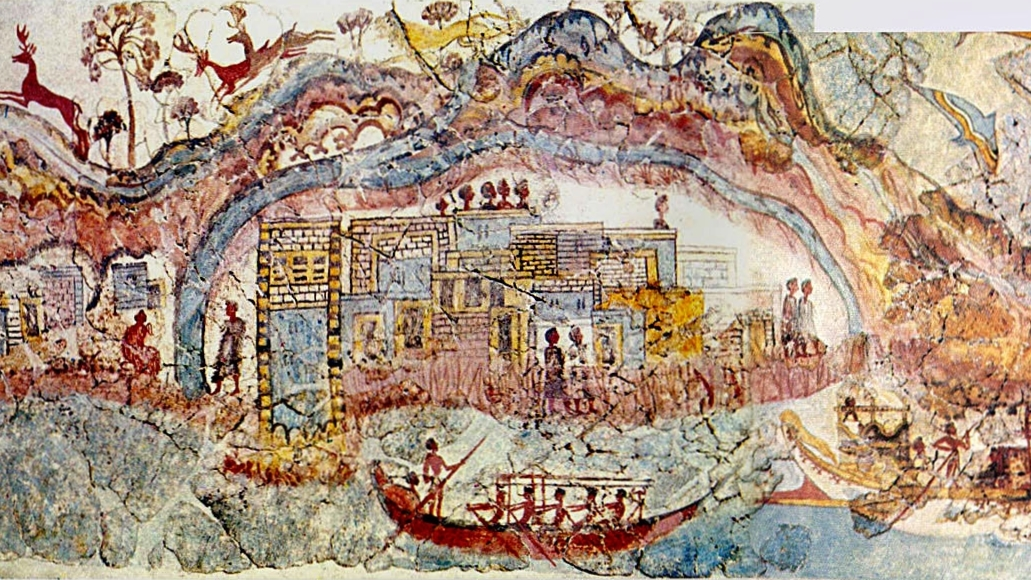
Fresque de la procession nautique d’Akrotiri (Santorin), détail, v. 1650-1500 av. J.-C.

Dans le monde égéen, l'âge du bronze est divisé entre trois aires culturelles : la Crète de culture « minoenne », les Cyclades de culture « cycladique » et la Grèce continentale de culture « helladique ». Elles se développent depuis la fin du IVe millénaire av. J.-C. et présentent toutes des spécificités, tout en entretenant des contacts les unes avec les autres. La Crète connaît l'essor le plus marqué durant le Bronze moyen, stimulée par les relations avec les régions orientales. Elle est cependant moins centralisée que ces dernières, les « palais » de Cnossos, Phaistos et Malia ne fonctionnant manifestement pas comme des centres administratifs de royaumes très hiérarchisés à l'image de ceux du Proche-Orient, mais peut-être plutôt comme des centres cérémoniels. Elle dispose de ses propres écritures, les hiéroglyphes crétois et le Linéaire A, non déchiffrées. Vers la fin de la période Cnossos semble devenir le site principal, et l'influence minoenne s'étend sur son voisinage, notamment dans les Cyclades comme l'atteste le site d'Akrotiri sur l'île de Santorin (détruit par l'éruption du volcan voisin, vers la fin du XVIe siècle). Il est néanmoins excessif d'y voir une « thalassocratie ». Les poteries minoennes se retrouvent jusqu'au Proche-Orient.
À l'autre extrémité dans le plateau Iranien, l'Élam reste une puissance politique majeure, bénéficiant notamment des retombées économiques des routes de l'étain reliant les mines situées plus à l'est à la Mésopotamie. Ce sont les armées de ce royaume qui ont porté le coup de grâce à la troisième dynastie d'Ur au début de la période, et elles réalisent régulièrement des incursions en Babylonie durant les siècles suivants, sans parvenir à s'y imposer durablement.

### L'âge du bronze récent
La période qui va d'environ 1600 à 1200 av. J.-C. est couramment définie au Moyen-Orient comme un âge du bronze récent. Dans la continuité de la phase précédente avec laquelle elle présente de nombreux points communs, elle est caractérisée du point de vue géopolitique par la présence de royaumes de puissance équivalente dominant le concert politique international, l'Égypte entrant alors en contact direct avec les grands royaumes du Proche-Orient. La concentration politique et a conduit à un système reposant sur une poignée de grandes puissances : l’Égypte, les Hittites, le Mittani puis l'Assyrie, Babylone et l'Élam. Apparaissent alors des « empires » constitués de nombreux royaumes vassaux soumis durablement par un des grands royaumes, qui se disputent en particulier la domination de la riche région de Syrie, et dont l'activité diplomatique est notamment documentée par les lettres d'Amarna. Le « monde connu » de l'époque va de la mer Égée jusqu'à l'Iran, avec un début d'intégration de la Méditerranée orientale.

La situation politique au Moyen-Orient au début de la période couverte par les Lettres d'Amarna, première moitié du XIVe siècle.
La situation politique au Moyen-Orient au XIIIe siècle après l'expansion des Hittites et des Assyriens.

En Égypte, le roi thébain Ahmôsis Ier vainc les Hyksôs vers 1540 av. J.-C., puis Koush (Nubie), ce qui marque le début de la XVIIIe dynastie, et du Nouvel Empire (v. 1540-1200 av. J.-C.). C'est la période la mieux documentée de l’Égypte pharaonique, en particulier grâce à l'activité de ses souverains. La XVIIIe dynastie rétablit la prospérité de l'Égypte, et après le règne d'Hatchepsout — la seule femme à avoir régné par elle-même dans ce royaume — Thoutmosis III réalise plusieurs campagnes militaires qui lui permettent de se tailler un empire au Levant (surtout à Canaan), et d'aller jusqu'à l'Euphrate, faisant de l’Égypte une puissance du Proche-Orient, luttant contre le Mittani et les Hittites pour l'hégémonie sur les riches cités de Syrie. Avec lui s'affirme la figure du pharaon combattant, reprise par ses successeurs. Au sud, l'empire égyptien va en Nubie jusqu'à la quatrième cataracte, et les mines d'or de ce pays servent grandement la politique pharaonique, à l'intérieur comme à l'extérieur. Les rois se font inhumer dans la vallée des Rois près de Thèbes qui, bien que pour la plupart pillées dès l'Antiquité (à l'exception notable du tombeau de Toutânkhamon), ont livré et livrent encore d'importantes informations sur l'histoire de la période. Les temples égyptiens de Karnak (Louxor) et d'ailleurs font l'objet de grands travaux reflétant la puissance du royaume et de son grand dieu, Amon-Rê. La période amarnienne (du nom de la résidence royale d'alors, Amarna) au milieu du XIVe siècle, sous le roi Amenhotep IV /Akhenaton, voit la promotion du dieu Aton (le disque solaire), réforme religieuse qui entraîne beaucoup de débats, et un art amarnien au style très original.
Après sa mort et le règne bref de Toutânkhamon qui doit sa célébrité à la découverte de sa tombe, la succession houleuse aboutit à la mise en place de la XIXe dynastie. Ses rois doivent rapidement intervenir au Levant où leur domination est bousculée par les offensives hittites (voir plus bas). Cette affaire se solde sous le règne de Ramsès II avec la conclusion d'une paix durable (et après la fameuse mais non décisive bataille de Qadesh) qui permet à l'Égypte de consolider sa domination sur ses provinces asiatiques (après des pertes notables comme Ougarit et l'Amurru). Par la suite, les Libyens font peser une menace plus directe sur le delta du Nil à la fin de la dynastie, qui se prolonge au début de la suivante, la XXe dynastie (la dynastie des Ramsès), qui est amenée à voir la fin de l'empire égyptien.

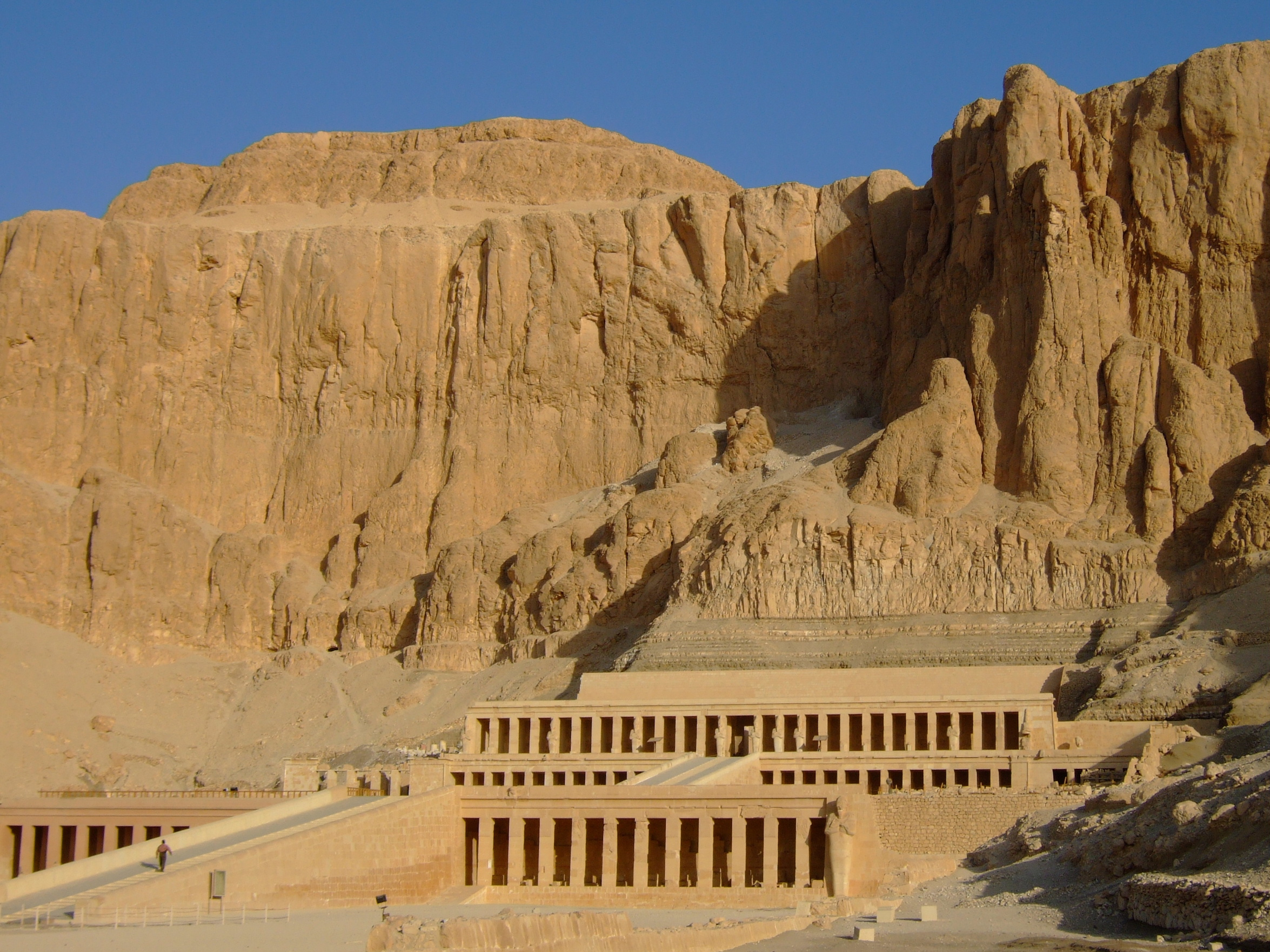
Temples de Deir el-Bahari, règne d'Hatchepsout première moitié du XVe siècle
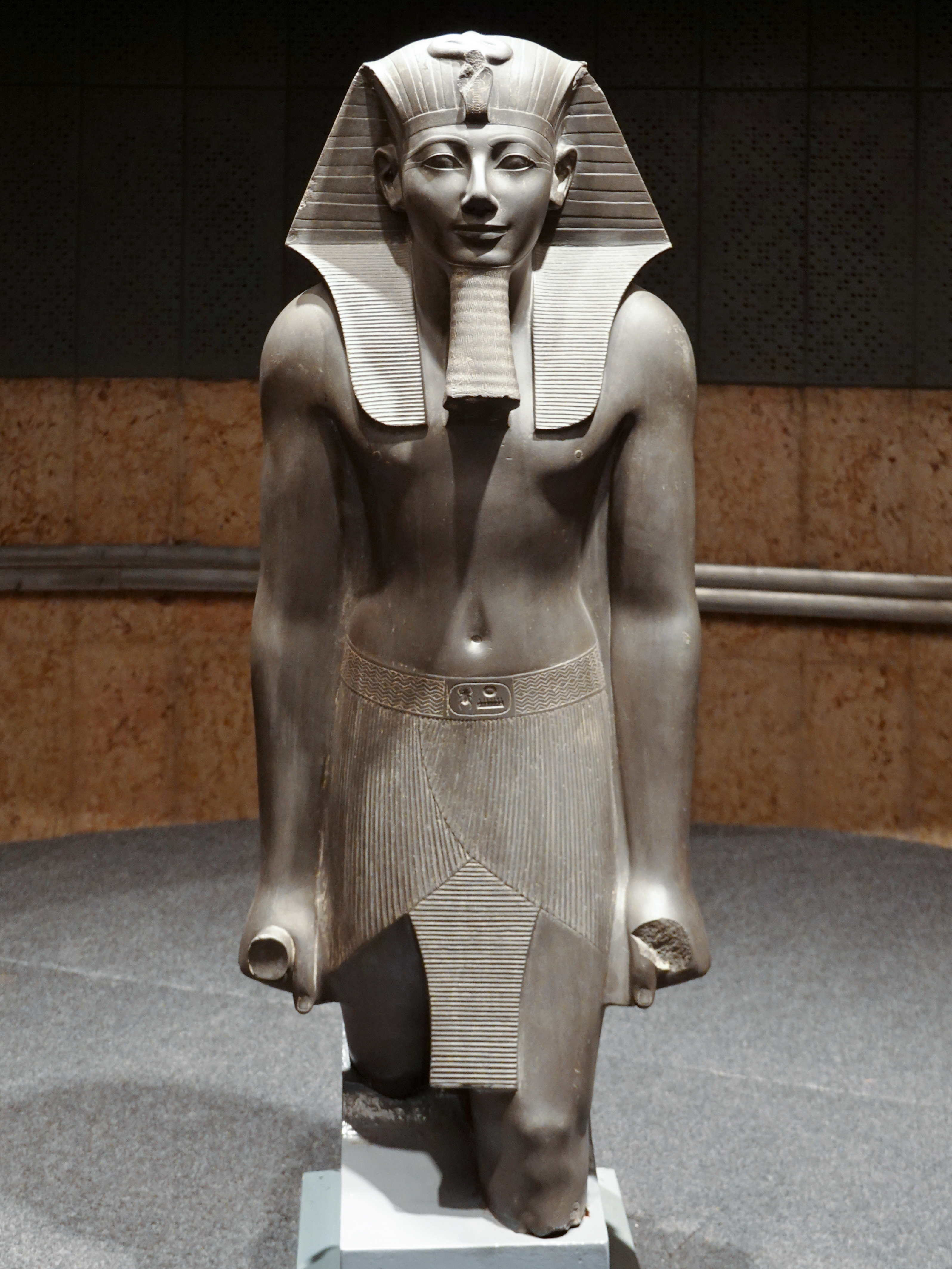
Portrait de Thoutmosis III. Musée de Louxor.
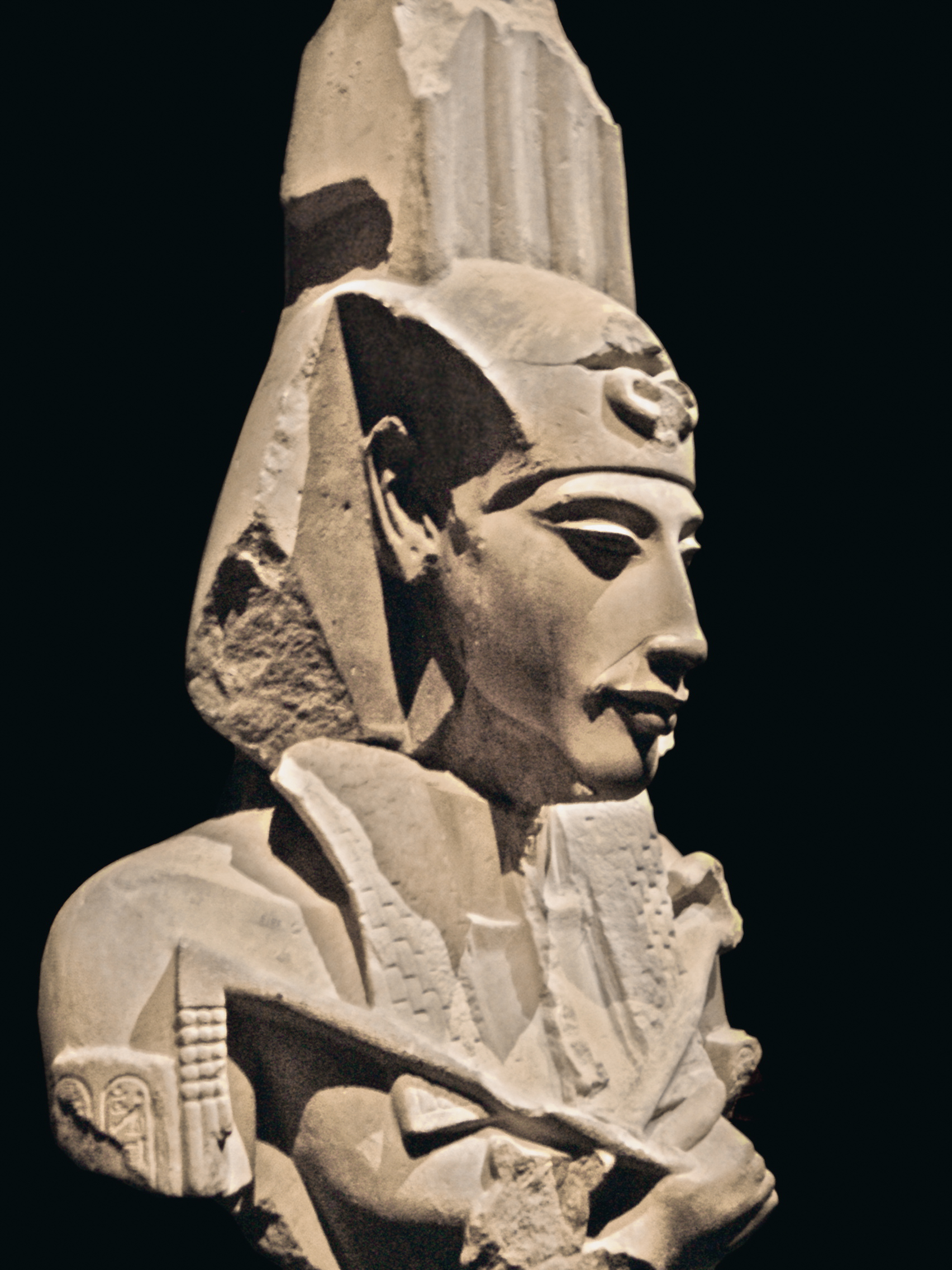
Akhenaton, orné des plumes du dieu Shou sur le némès. Musée égyptien du Caire.
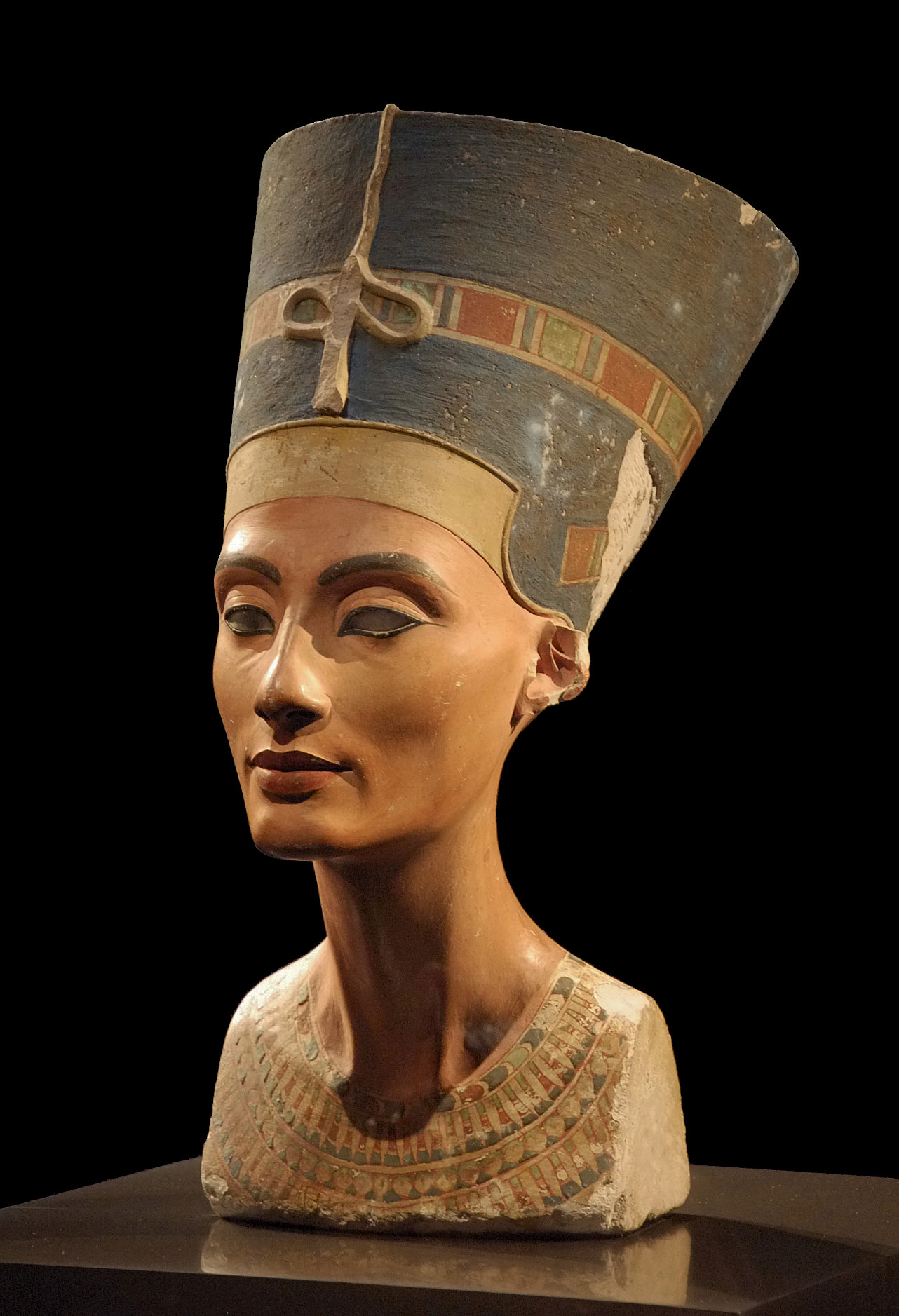
Buste de Néfertiti. Neues Museum.
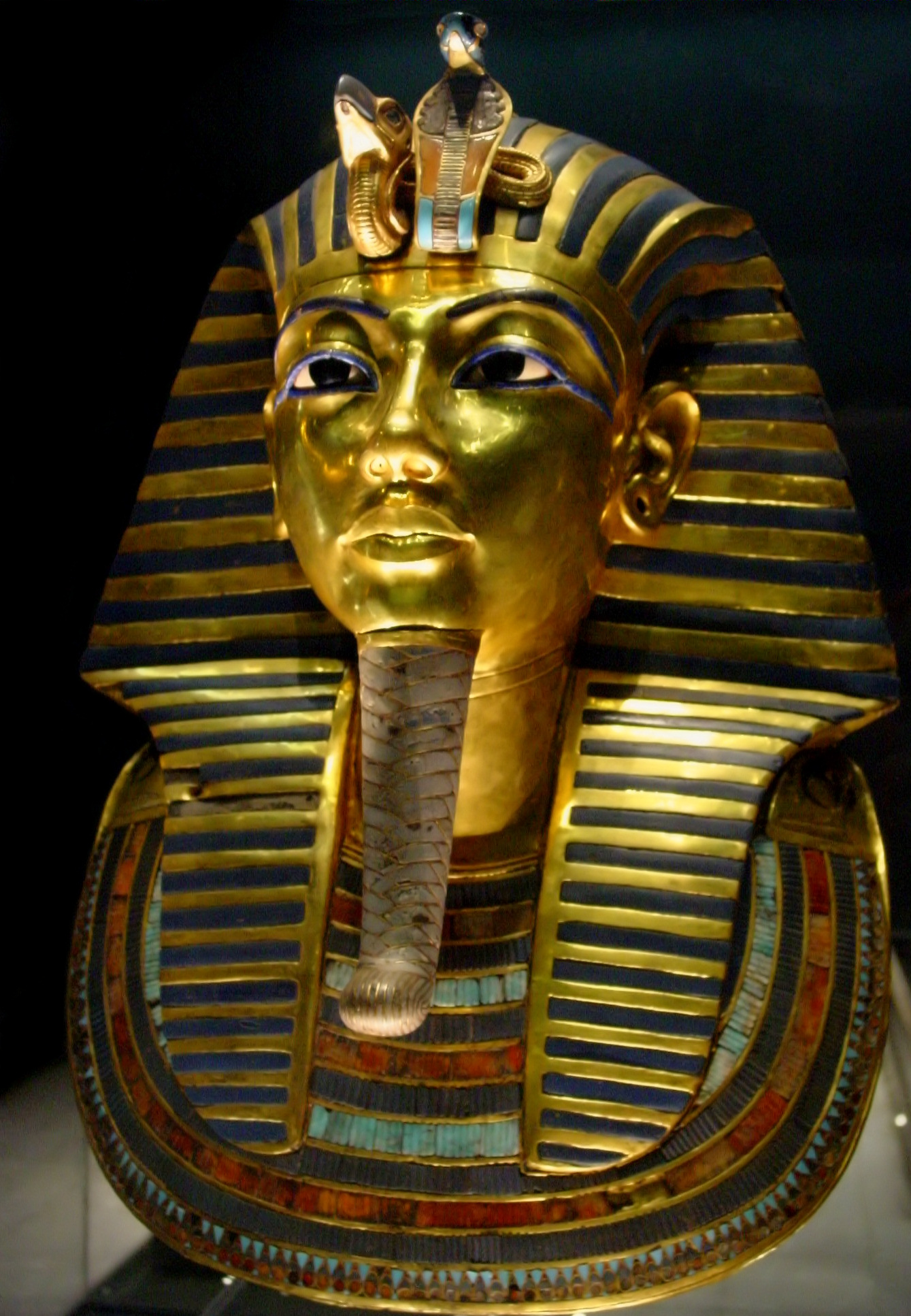
Masque funéraire en or de Toutânkhamon. Musée égyptien du Caire.
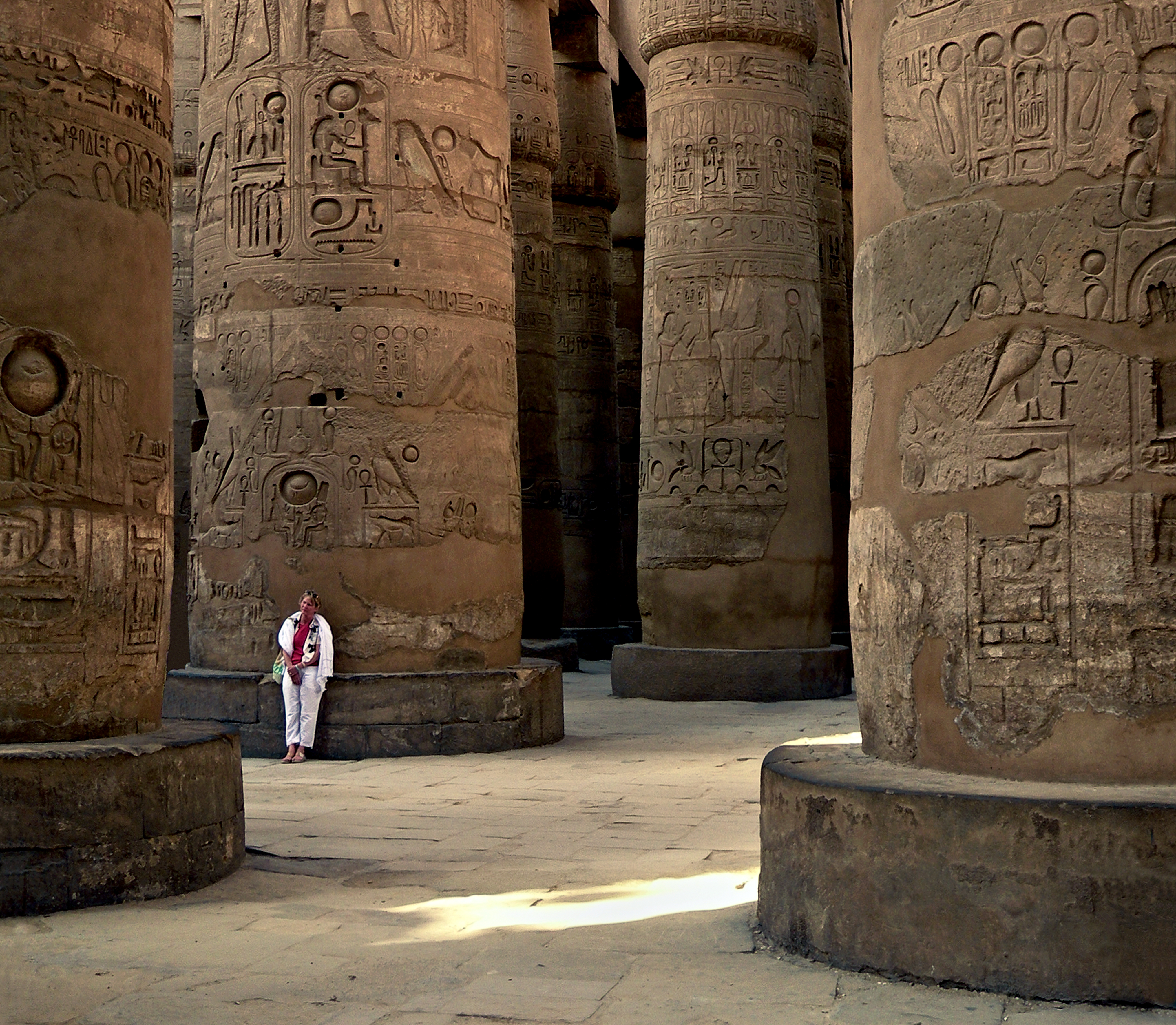
Grande salle hypostyle du temple d'Amon-Rê à Karnak. Séthi Ier.
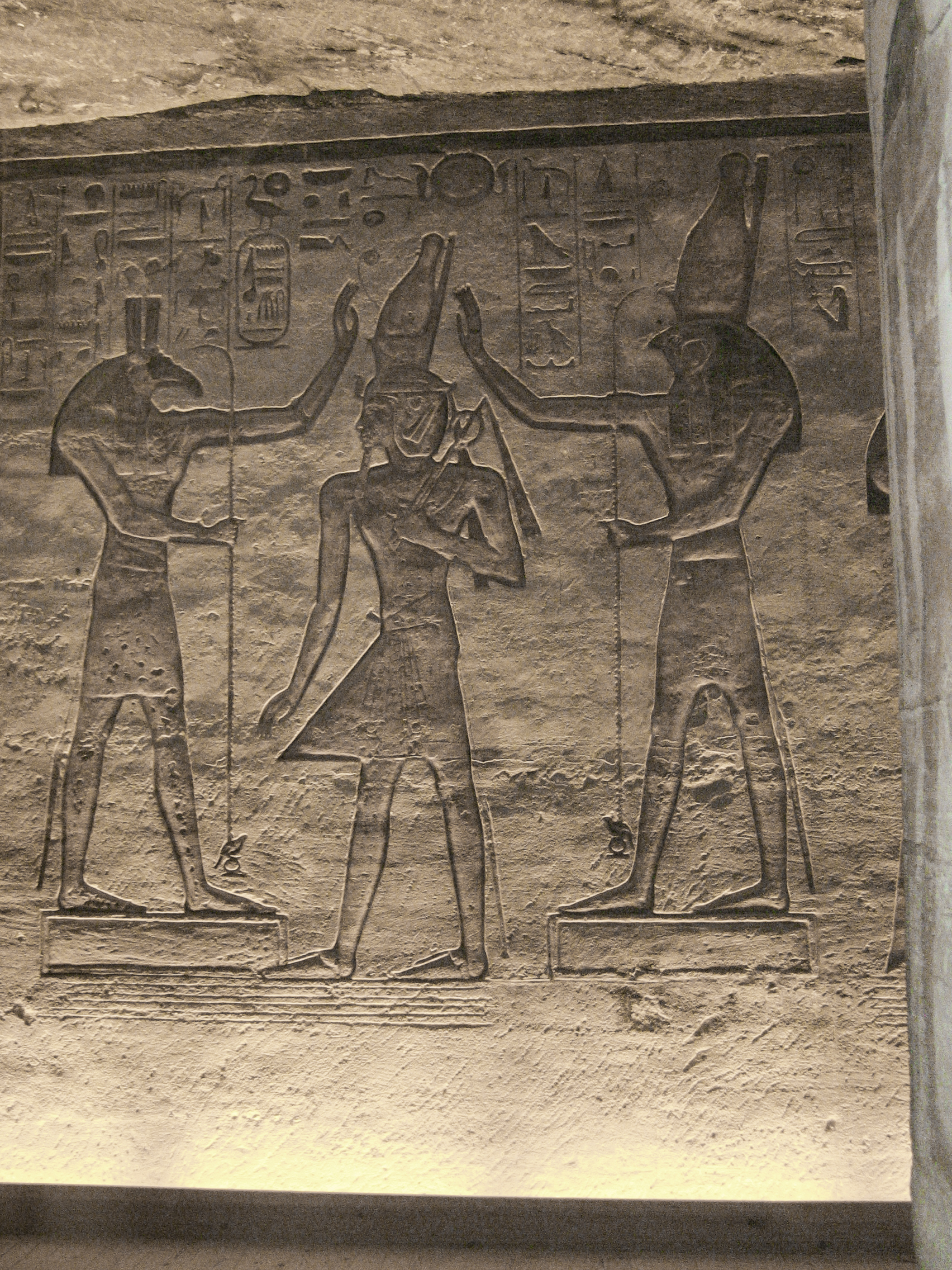
Ramsès II couronné par les dieux Seth et Horus. Abou Simbel.
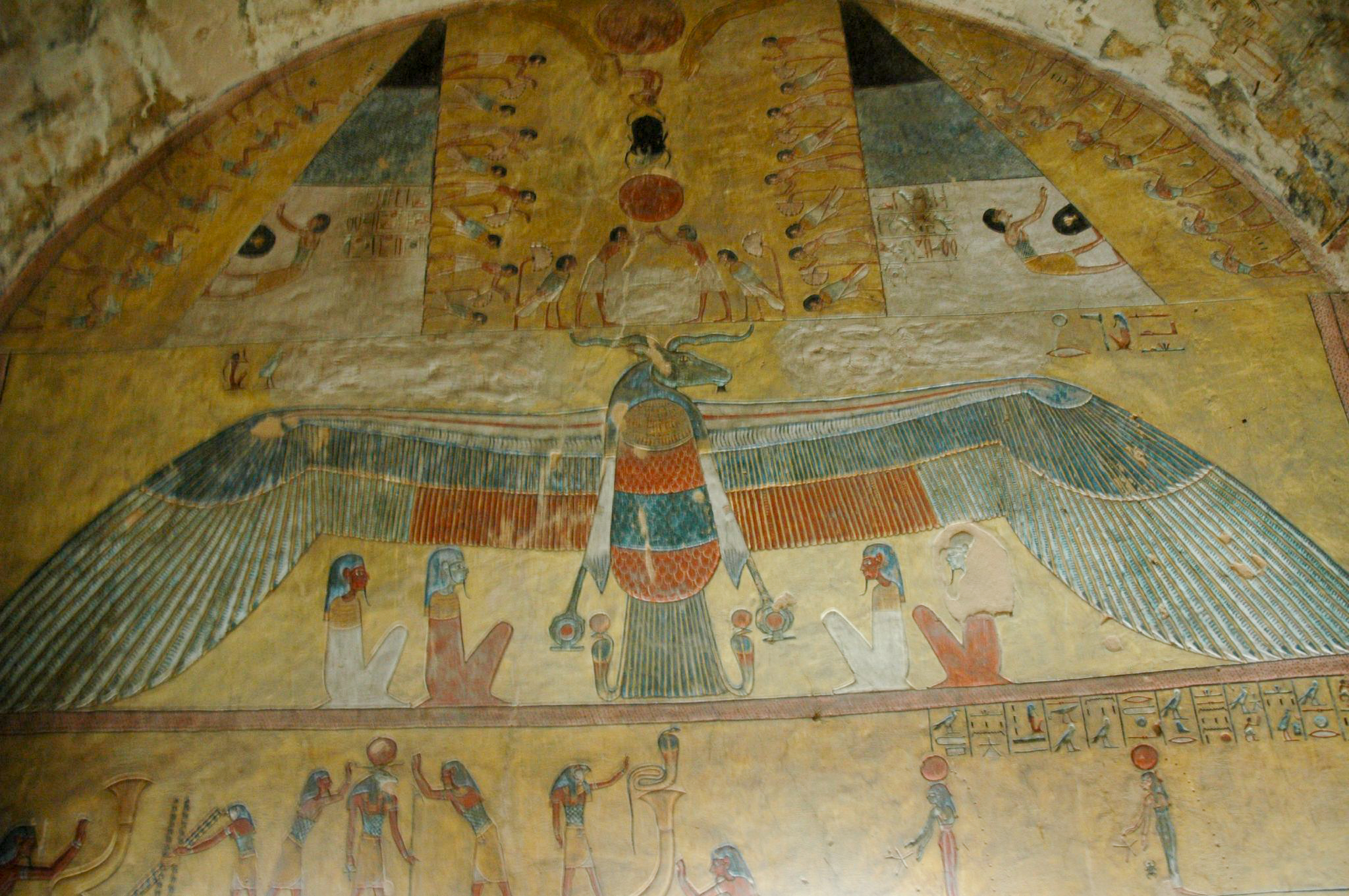
Peinture de la tombe du roi Sethnakht, premier roi de la XXe dynastie.
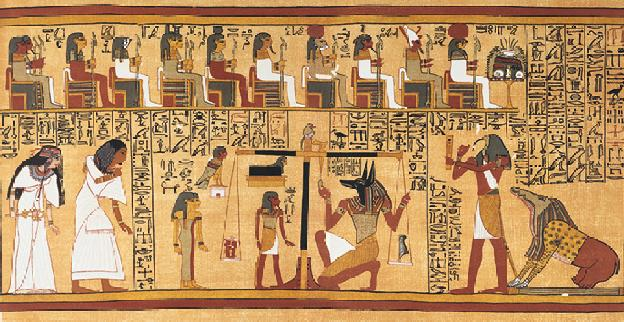
Papyrus d'Ani, copie du Livre des morts des Anciens Égyptiens, v. 1200 av. J.-C.

En Syrie et en Haute Mésopotamie, la puissance dominante au début de la période est le royaume du Mittani, dirigé par une élite hourrite depuis les cités de la région du Khabour (sa capitale, Wassukanni, n'a pas été identifiée). Fondé dans des conditions obscures au XVIe siècle, il domine les royaumes syriens (Alep, Ougarit, Alalakh, Qatna, etc.) et étend son influence jusqu'à l'est du Tigre (visible notamment à Nuzi, dans le royaume d'Arrapha). En Syrie, il doit défendre sa zone d'influence face aux incursions des Égyptiens et des Hittites,. Les petits royaumes de Syrie et du Liban que se disputent les grandes puissances (Alep, Ougarit, Karkemish, Alalakh, Ebla, Qatna, Amurru, Byblos, Tyr, Sidon, etc.) sont alors dirigés par des cités prospères, inscrites dans la continuité culturelle de la période précédente ; Ugarit est en particulier bien documenté, et présente la spécificité d'être le premier site pour lequel soit attesté un usage courant d'une écriture alphabétique (alphabet ougaritique).
En Anatolie, l'histoire du royaume hittite est marquée par différents soubresauts qui permettent à d'autres entités politiques de prendre de l'autonomie, en particulier l'Arzawa (de population louvite) en Asie mineure et le Kizzuwatna en Cilicie, qui balance entre Hittites et Mittani. Sur leur frontière nord ils font face à la menace permanente d'attaques des Gasgas, ensemble de tribus montagnardes qui ne sont jamais soumises durablement. Au XIVe siècle le royaume hittite reprend de la puissance (période du « Nouvel Empire », v. 1400-1200 av. J.-C.). Sa capitale, Hattusa, est dominée par une citadelle imposante où se trouve le palais royal, et dispose de nombreux temples. Elle a livré une abondante documentation cunéiforme qui sert de base à la reconstitution de l'histoire hittite. Sur le plan militaire, le roi Suppiluliuma Ier (1344-1322 av. J.-C.) parvient à rétablir son autorité en Anatolie puis à enfoncer les lignes du Mittani en Syrie, avant de prendre sa capitale, ce qui porte un coup fatal à son statut de grande puissance. Ses successeurs consolident leur emprise sur la Syrie face aux Égyptiens (notamment lors de la bataille de Qadesh) et en Anatolie (destruction de l'Arzawa).
La Babylonie connaît au milieu du IIe millénaire av. J.-C. une grave crise politique, économique et peut-être aussi écologique. Elle est partagée entre une dynastie fondée par des Kassites (peuple apparemment originaire du Zagros) qui règne sur Babylone, et la première dynastie du Pays de la Mer qui domine le sud. Les premiers l'emportent et réunifient le sud mésopotamien, avant d'entreprendre la reconstruction de ces grandes villes et la remise en valeur de ses campagnes. La dynastie kassite de Babylone (v. 1595-1155 av. J.-C.) est celle qui occupe le plus longuement le trône de cette cité, asseyant ainsi son autorité et son prestige en tant que capitale politique et aussi ville sacrée. Bien que d'origine étrangère, les rois kassites se fondent dans le moule culturel babylonien, qui connaît alors un rayonnement sans précédent. La langue babylonienne sert de langue diplomatique dans tout le Moyen-Orient, et est enseignée dans les principales chancelleries, y compris en Égypte ; ses textes littéraires phares, tels que l’Épopée de Gilgamesh, se diffusent en même temps et avec eux l'influence culturelle babylonienne.

Localisation des régions et principales villes de l'Anatolie hittite.
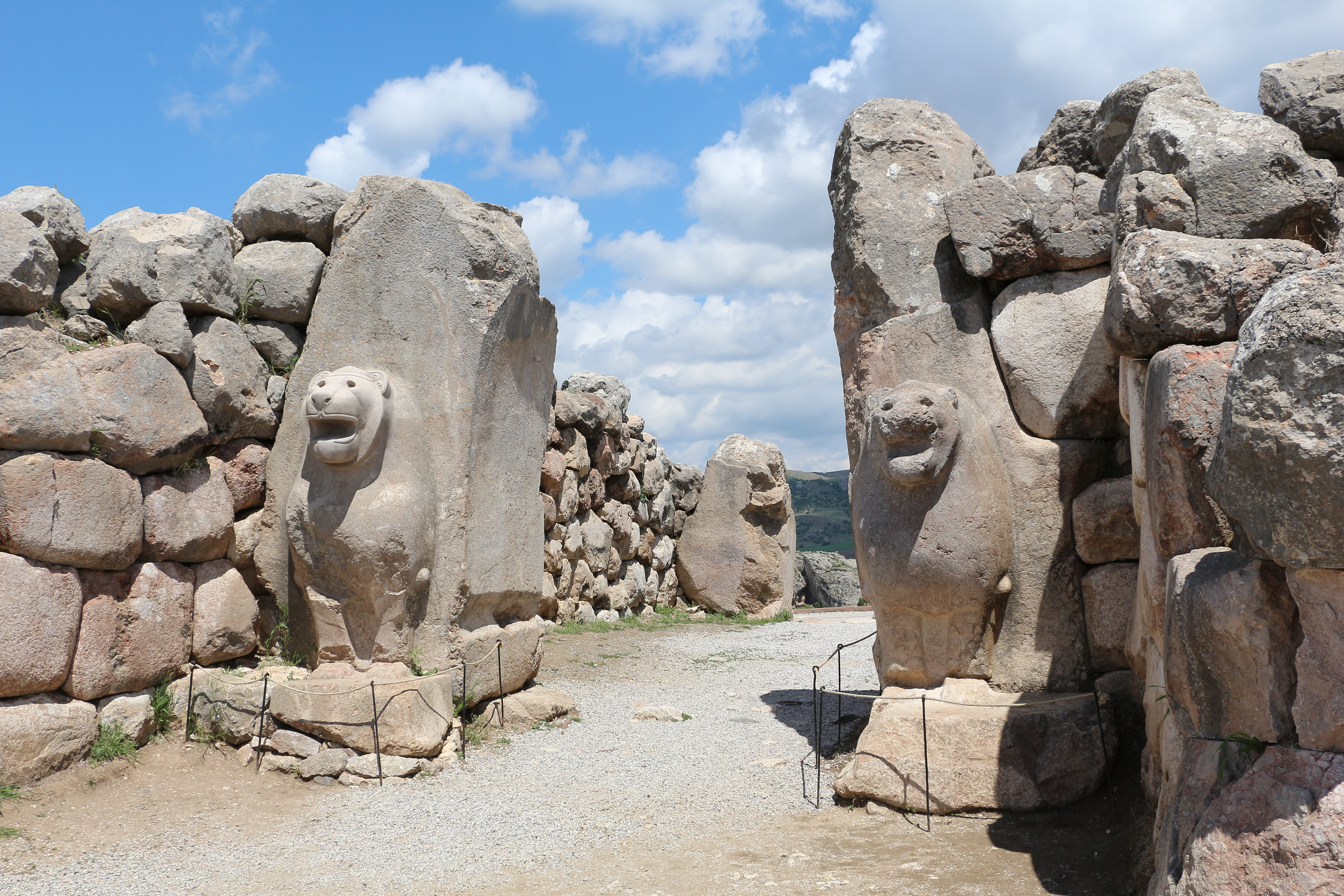
La « porte des lions » de Hattusa (Boğazkale), la capitale des Hittites.
Localisation des principaux sites de la Mésopotamie durant l'âge du bronze récent.
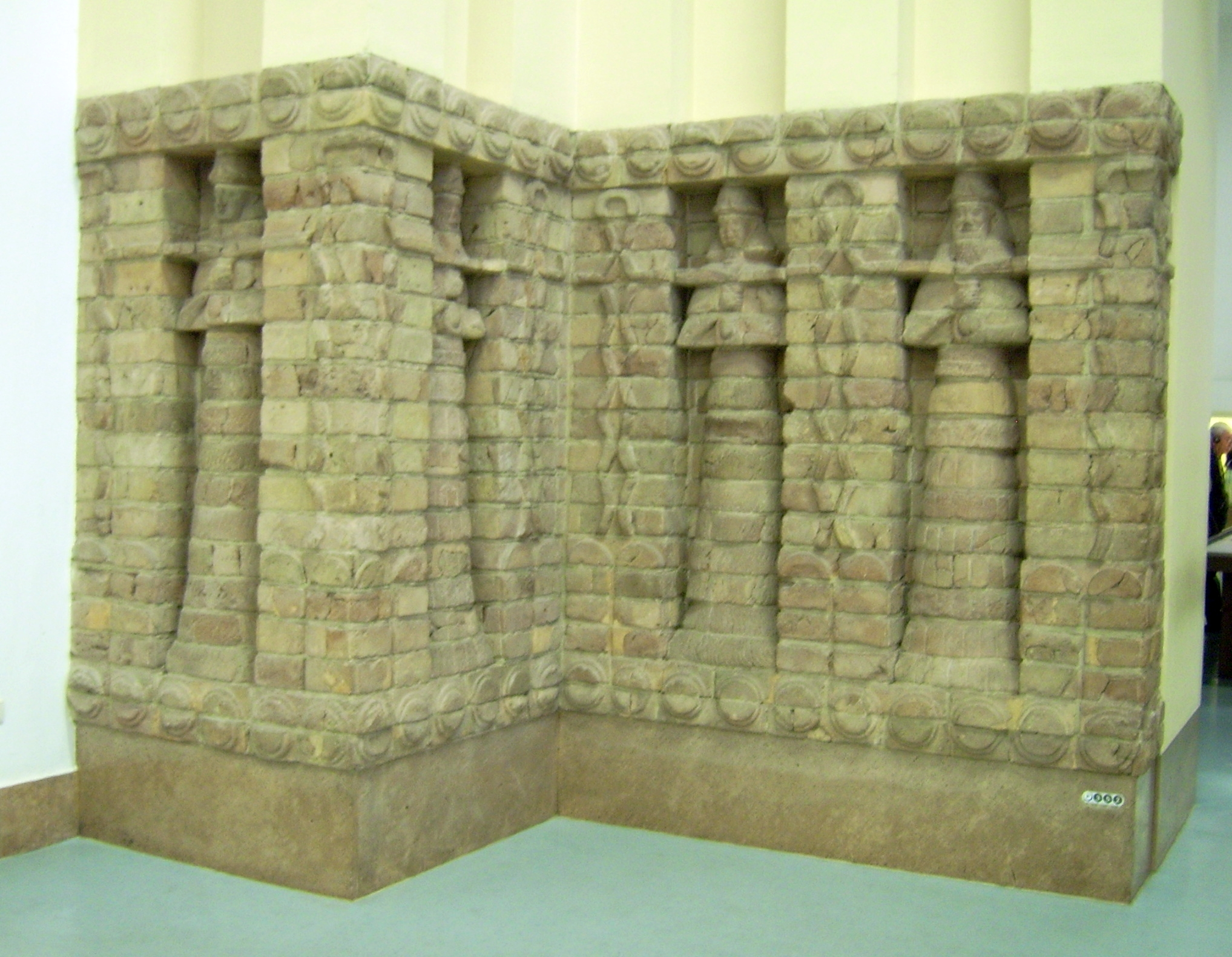
Reliefs en briques cuites du temple construit par le roi kassite Kara-indash à Uruk, au milieu du XVe siècle Pergamon Museum.

Dans le monde égéen, se développent des entités politiques plus importantes, en Asie mineure : l'Arzawa et ses successeurs ; Troie, alors un important site fortifié qui pourrait correspondre au royaume de Wilusa des textes hittites. La Crète perd son influence à la suite de troubles (apparemment internes) au milieu du XVe siècle, et lui succède une période de prépondérance culturelle de la Grèce continentale, où apparaît la civilisation mycénienne (la phase récente des cultures « helladiques »). Reprenant en partie de l'héritage minoen, qui se mêlent aux traditions locales antérieures, elle se développe autour de plusieurs cités (Mycènes, Pylos, Thèbes) et s'étend par la suite (par conquête ?) en direction de la Crète (où Cnossos et La Canée sont les sites principaux). Elle est apparemment partagée entre plusieurs royaumes dirigés depuis des citadelles fortifiées où sont érigés des palais, où des scribes produisent à l'image des royaumes orientaux des documents administratifs, mais dans une nouvelle écriture, le Linéaire B, qui transcrit une forme ancienne du grec. Les tombes rondes (à tholos) de Mycènes témoignent de la richesse accumulée par les souverains du début de la période (« trésor d'Atrée »). Il est tentant de voir derrière ces royaumes ceux des Achéens des temps héroïques décrits par Homère, mais il n'y a pas d'information sur leur histoire politique ; les textes hittites évoquent cependant un pays appelé Ahhiyawa quelque part vers l'Égée, dont le nom ressemble fortement à celui des Achéens homériques.

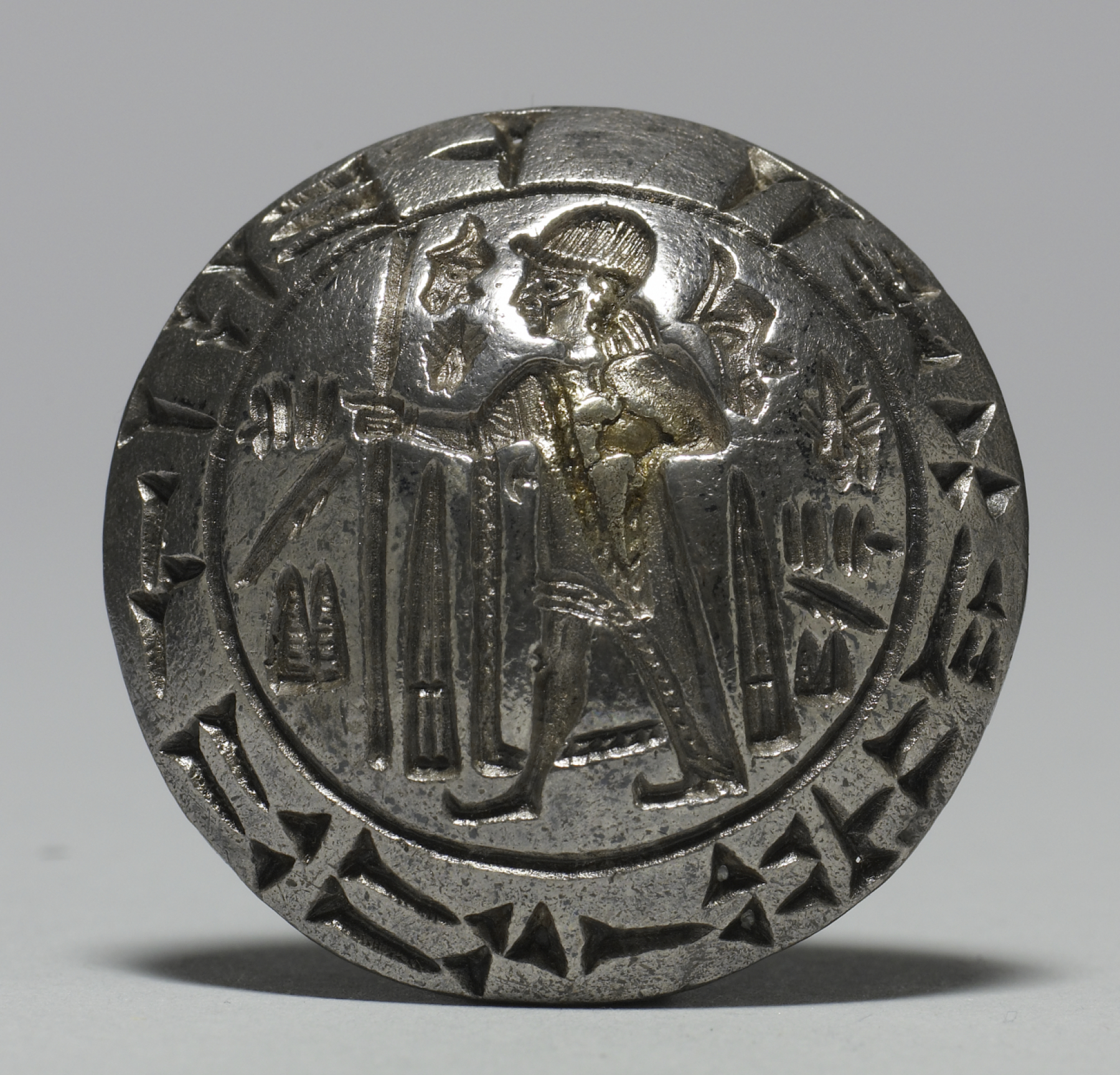
Sceau-cachet en argent inscrit en cunéiforme et hiéroglyphes hittites du roi Tarkasnawa de Mira-Kuwaliya, une des entités politiques liées à l'Arzawa, XIIIe siècle Walters Art Museum.
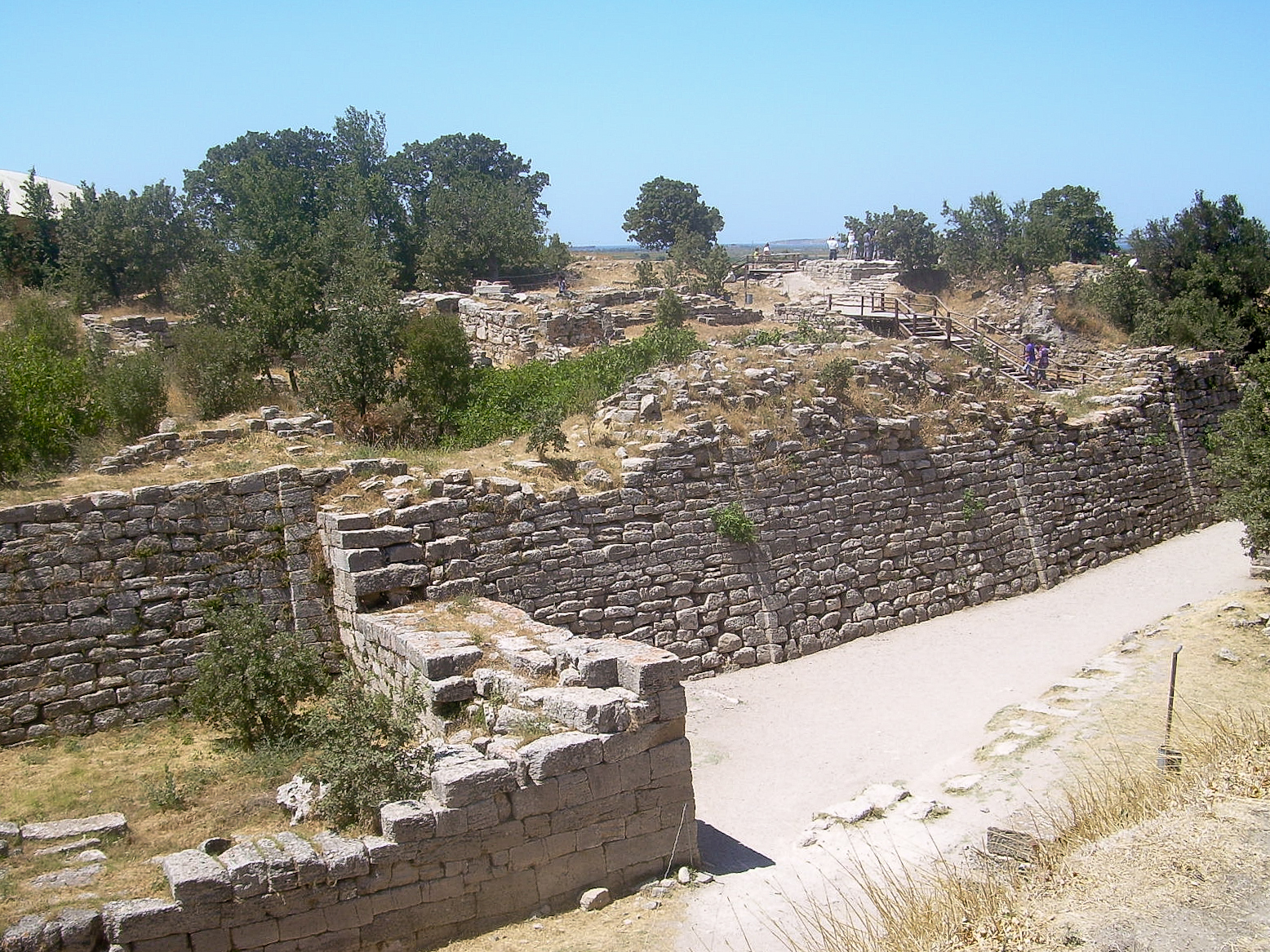
Les murs de l'acropole du site archéologique de Troie (Turquie), niveau VII, v. 1200 av. J.-C.
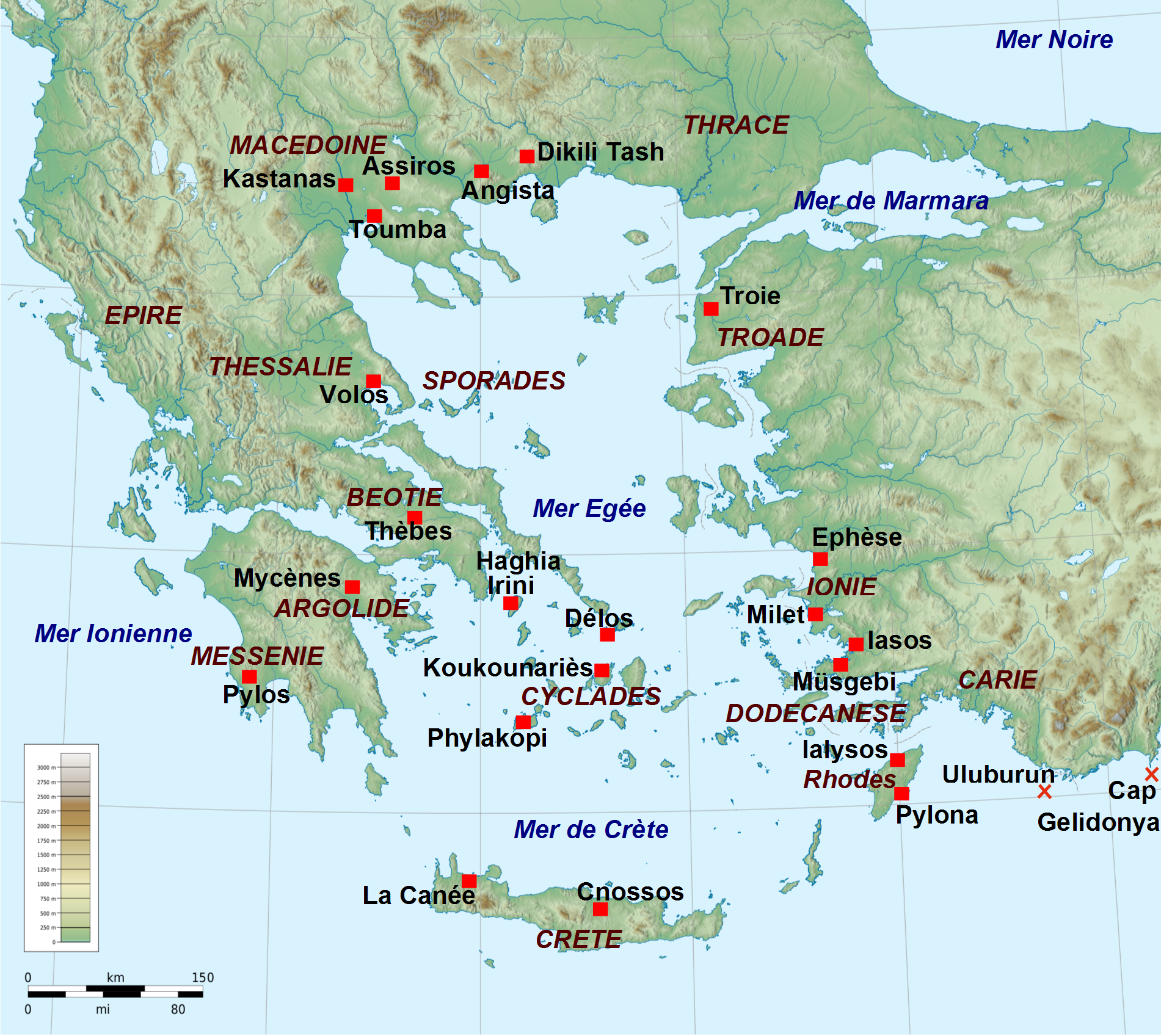
Les principaux sites archéologiques autour de la mer Égée durant la période mycénienne.
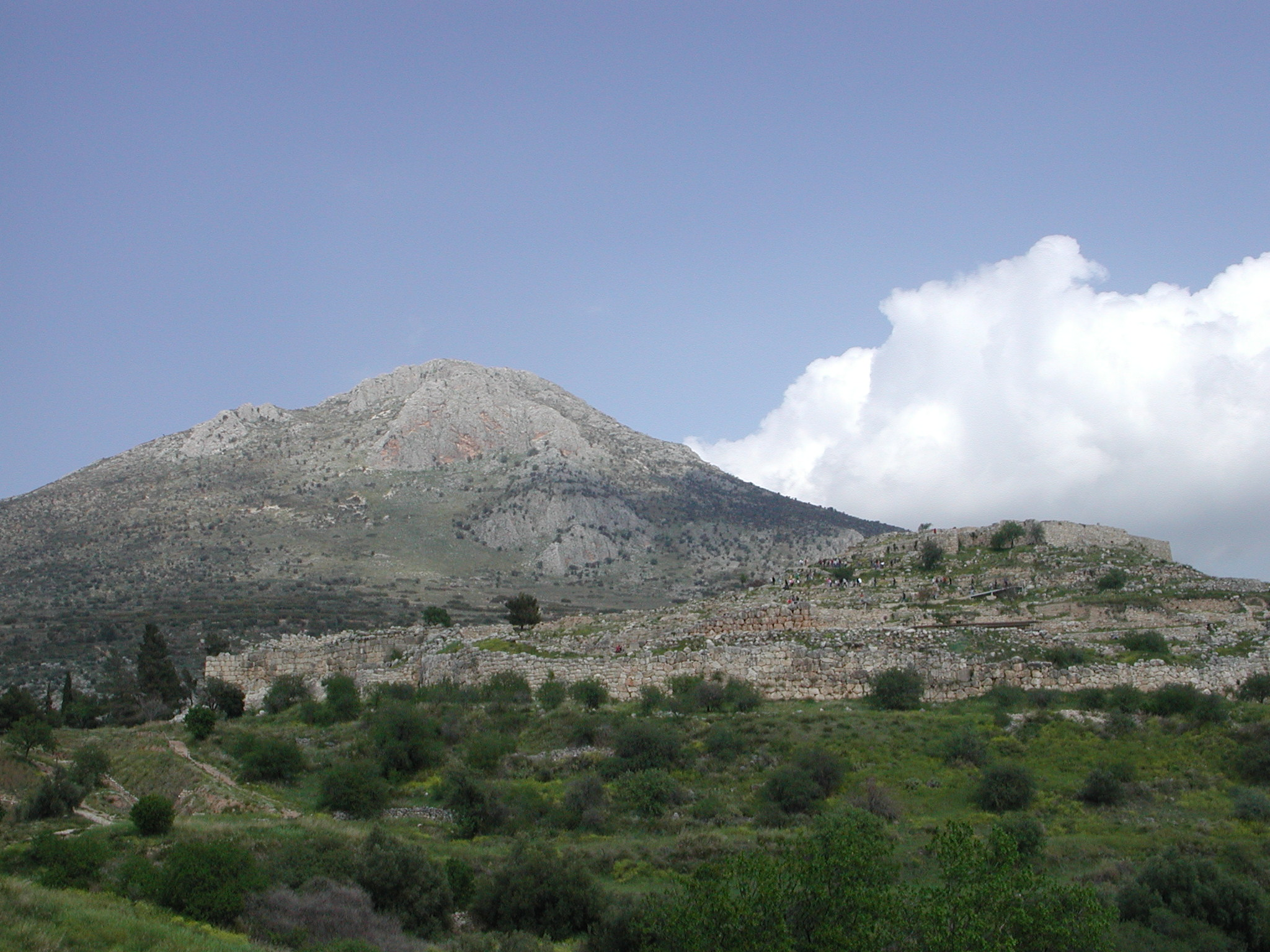
La forteresse de Mycènes.
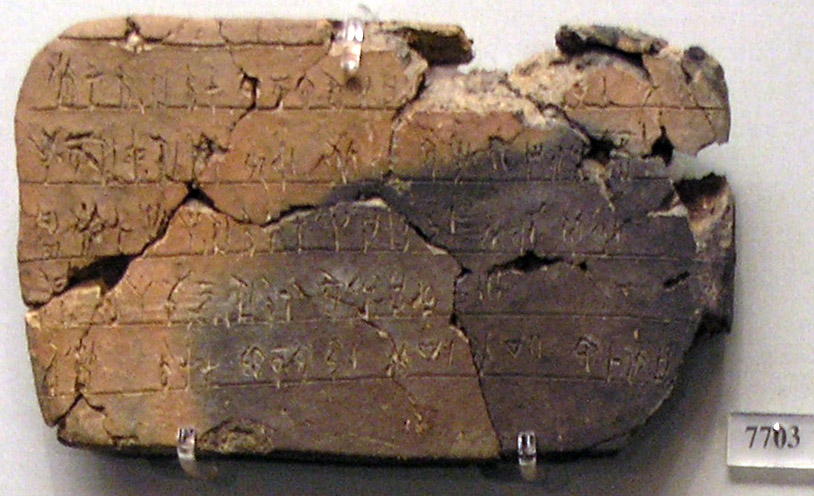
Tablette inscrite en linéaire B, XIIIe siècle, Mycènes, Musée national archéologique d'Athènes.

La défaite du Mittani face aux Hittites rabat les cartes du jeu politique proche-oriental, en ouvrant la voie aux ambitions d'un autre royaume de Mésopotamie du nord, l'Assyrie. Il est formé à partir de sa capitale éponyme, Assur, ce nom désignant aussi le dieu national Assur, considéré comme le véritable souverain du royaume (royaume médio-assyrien, v. 1400-1050 av. J.-C.). En quelques années, dans la seconde moitié du XIVe siècle, ce royaume s'affirme comme une puissance militaire rivalisant avec les Hittites et Babylone. Puis au XIIIe siècle ses rois consolident leur emprise sur la Haute Mésopotamie en annexant ce qu'il restait du Mittani puis en implantant des lieux de pouvoir dans la région (Dur-Katlimmu, Tell Sabi Abyad, Tell Chuera, etc.) et infligent des défaites cinglantes aux deux autres grandes puissances rivales.
Du côté de l'Iran, l'Élam est sorti des âges obscurs grâce à une série de rois dynamiques, qui entreprennent d'importants travaux à Suse et dans sa région (Chogha Zanbil, fondée par le roi Untash-Napirisha). Puis au début du XIIe siècle une nouvelle lignée de rois, les Shutrukides, met sur pied une redoutable machine de guerre, qui s'étend vers la Mésopotamie. En 1155, ils s'emparent de Babylone et mettent fin à la dynastie kassite, emportant de nombreux trésors depuis la Babylonie, dont la stèle du Code de Hammurabi. Mais ils ne sont pas en mesure de capitaliser sur leur succès, battent en retraite avant de subir la revanche babylonienne lors d'une offensive conduite par le roi Nabuchodonosor Ier (vers 1100). Cette victoire donne un regain de dynamisme à Babylone, notamment grâce à la récupération de la statue du grand dieu national Marduk qui avait été emportée en butin par les Élamites ; c'est sans doute à cette période qu'est écrit Enuma elish, le principal texte mythologique babylonien, célébrant la toute-puissance de cette divinité et de sa ville.

Extension approximative du royaume médio-assyrien entre la fin du XIIIe et le début du XIe siècle.
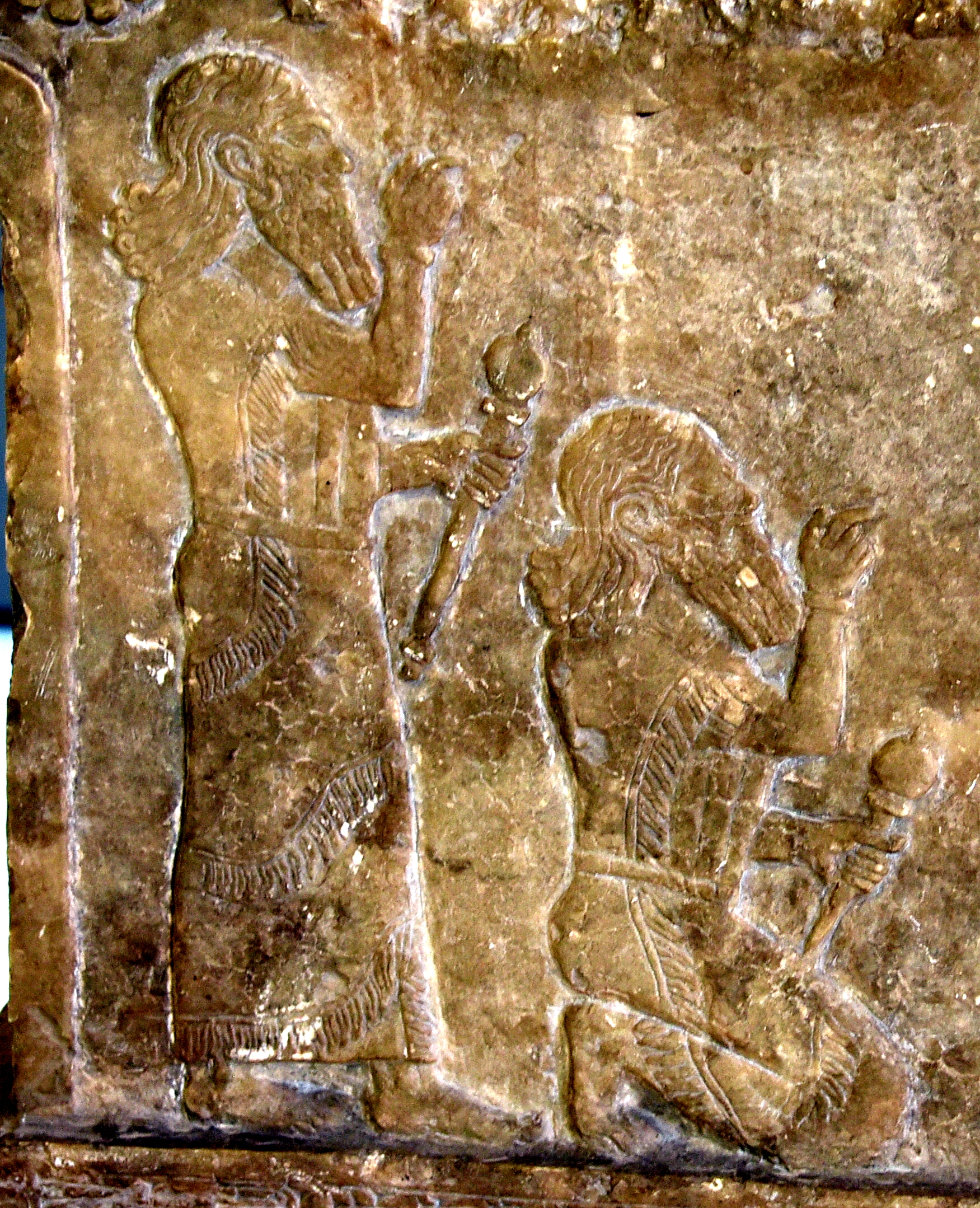
Double représentation du roi assyrien Tukulti-Ninurta Ier (1233-1197), debout et assis, sur un autel sculpté (copie). Pergamon Museum.
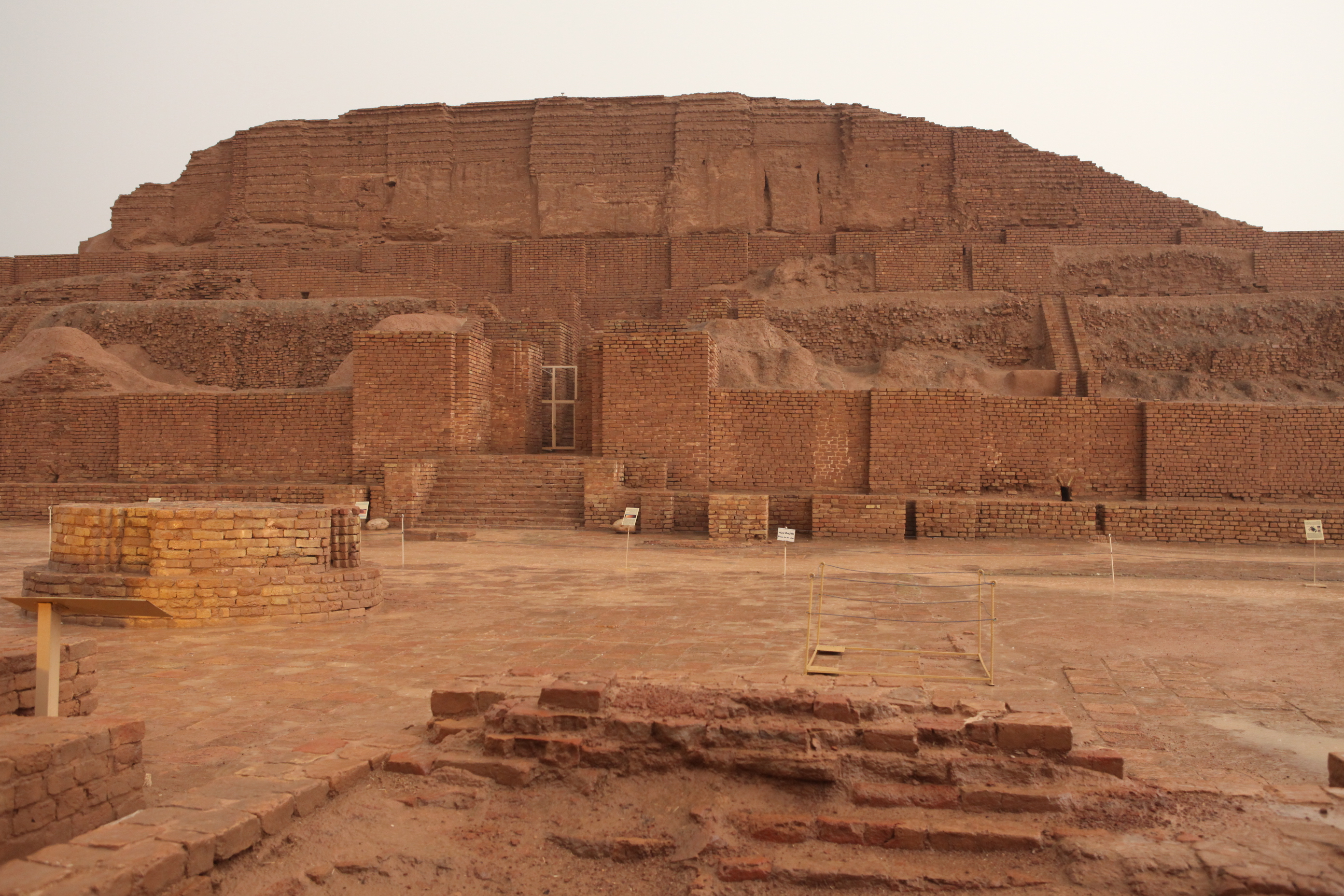
La ziggurat de Chogha Zanbil (Iran), XIVe siècle
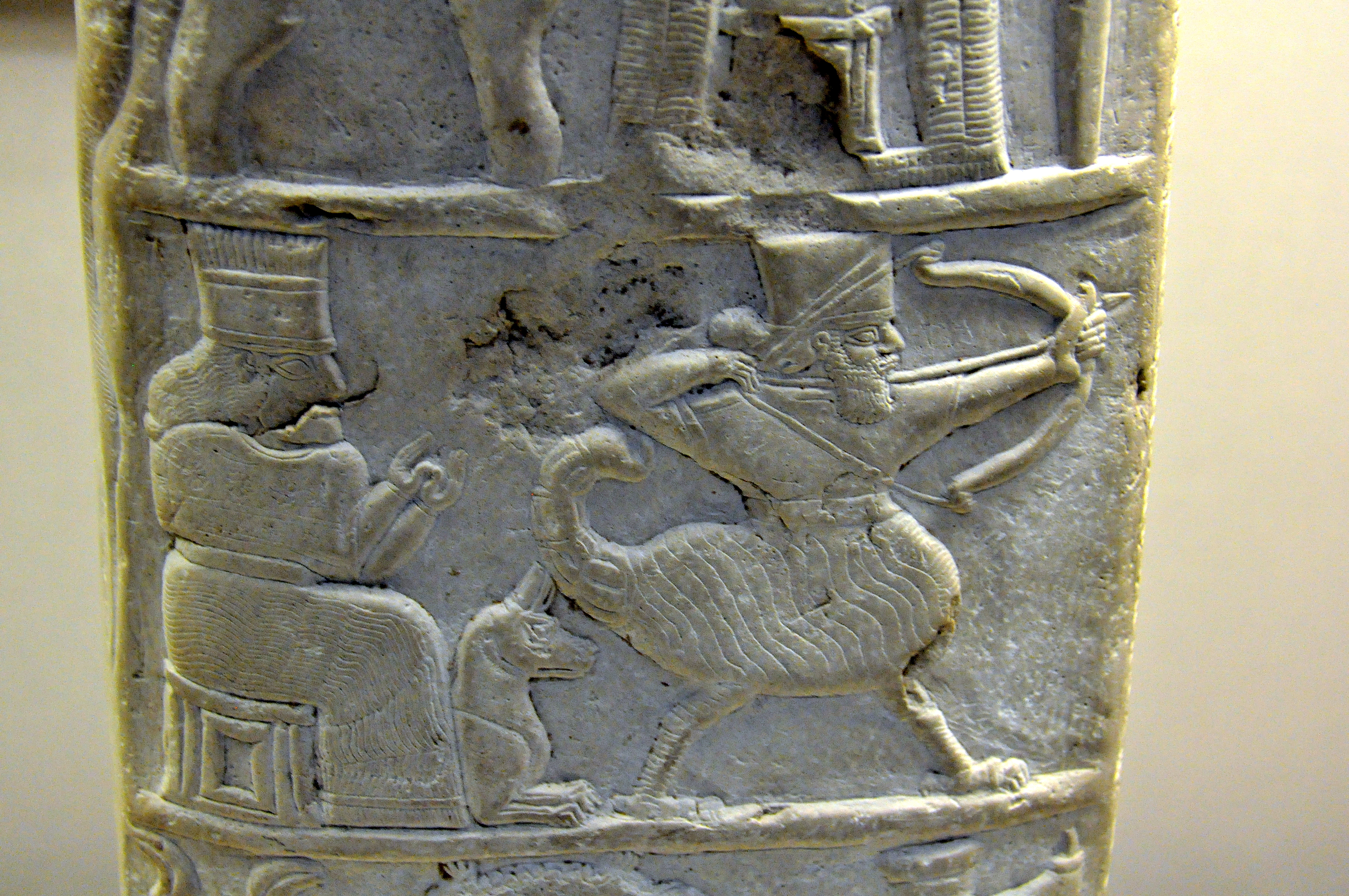
Détail d'une stèle (kudurru) rapportant les gratifications octroyées par Nabuchodonosor Ier à un de ses officiers à la suite de la victoire contre l'Élam ; représentations de divinités. British Museum.

### Effondrement et recompositions

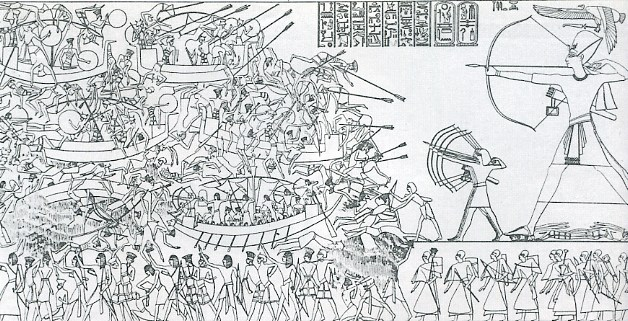
Ramsès III face aux Peuples de la mer, d'après un bas-relief de Médinet Habou.

La fin de l'âge du bronze et la période de transition vers l'âge du fer, au début du XIIe siècle, voient de grands bouleversements se produire dans tout le Moyen-Orient et en Méditerranée orientale. Le point de rupture est ce qui est souvent caractérisé comme un « effondrement », parfois comme une crise « systémique », qui voit la fin des grands royaumes du Bronze récent. L'empire hittite disparaît définitivement dans des conditions obscures et sa sphère de domination plonge dans le chaos. Les palais de la civilisation mycénienne ont eux aussi cessé d'être occupés dans des conditions tout aussi énigmatiques, et ne sont pas rebâtis, ce qui se traduit au bout de quelques décennies par la fin pure et simple de cette civilisation. L'Égypte est assaillie par des Libyens venus de l'ouest et les « Peuples de la mer », une sorte de coalition de peuples dont on situe les origines vers le monde égéen ou l'Anatolie orientale, voire Chypre. Ils sont repoussés. La vallée du Nil est donc épargnée, mais une partie des assaillants se retrouve vers le Levant méridional, où l'administration égyptienne perd pied (sans que l'on sache bien pourquoi ni comment). Plus au nord sur le littoral syrien, les villes d'Ougarit et d'Alalakh sont détruites, apparemment par d'autres Peuples de la mer, et définitivement abandonnées. Et en Syrie émerge à la fin du XIIe siècle un nouveau groupe de populations turbulentes, les Araméens, qui secouent la domination assyrienne sur la Haute Mésopotamie occidentale, puis se retrouvent aussi en Babylonie où ils rajoutent au chaos déjà existant en raison de l'instabilité dynastique succédant à la chute des Kassites. La conjugaison de ces catastrophes a incité à chercher des causes globales, au-delà des problèmes inhérents à chaque royaume. On a pu mettre en avant l'impact de migrations de divers « Barbares » mis en mouvement par des crises (causées par des sécheresses ?), qui, par effet domino, se répercutent depuis le monde égéen jusqu'au Levant ; ou des crises sociales internes aux royaumes levantins, où sont attestées durant tout l'âge du bronze des populations vivant aux marges et causant potentiellement des troubles (Apirou, tribus nomades). Encore une fois, le phénomène admet des variations géographiques, certaines régions résistant mieux que d'autres (cités phéniciennes, Assyrie). En tout cas, c'est tout le monde des palais de l'âge du bronze qui connaît sa fin, ouvrant la voie à une période de recompositions majeures qui est fondamentale pour la suite de l'histoire antique, connaissant d'importantes innovations comme la diffusion de la métallurgie du fer et de l'alphabet, et l'apparition de nombreuses « nations »,. Les changements qui ont lieu en Grèce et dans le monde méditerranéen à la même période sont à inscrire dans ce contexte (voir plus bas).

La situation politique de l'Égypte au milieu du

En Égypte, la fin de l'âge du bronze coïncide avec la XXe dynastie. L'empire égyptien du Levant disparaît après le règne de Ramsès III, ce qui porte un coup important à la prospérité du royaume. Le pouvoir pharaonique perd de son autorité, alors que les prêtres d'Amon de Thèbes pallient partiellement leur déclin et exercent une autorité forte, au moins sur leur région. La Troisième Période intermédiaire voit une nouvelle fragmentation politique et l'installation d'une dynastie à Tanis dans le delta. Des dynasties fondées par des chefs Libyens se mettent également en place. La Nubie (Kouch) recouvre son indépendance sous la direction des rois de Napata. Ceux-ci profitent de la situation chaotique de l'Égypte pour y intervenir, et ils trouvent pour principaux rivaux les rois libyens de Saïs. Comme aucun ne prend le dessus, cette rivalité débouche sur une nouvelle division du pays entre Haute et Basse Égypte dans la seconde moitié du VIIIe siècle L'Égypte est dès lors placée sous la domination de dynasties étrangères, situation qui se prolonge par la suite.
Si l'empire hittite s'effondre, plusieurs royaumes vassaux de Syrie du nord et d'Anatolie orientale occupés par des branches cadettes de la famille royale hittite survivent à cette période, en premier lieu Karkemish et Melid (Malatya). Ils servent de base à la formation d'entités politiques dites « néo-hittites », qui sont en fait surtout peuplées de locuteurs du louvite (une langue parente du hittite), et aussi d'autres populations (notamment des Araméens). Le reste de l'Anatolie connaît d'importants changements après la disparition du royaume hittite. En Anatolie centrale, l'ancien pays hittite est occupé par de nouveaux arrivants, les Phrygiens, dont le roi le plus fameux est Midas (Mita dans les textes assyriens), qui dans la seconde moitié du VIIIe siècle domine un territoire allant jusqu'en Cappadoce. Après avoir subi des offensives assyriennes, le royaume phrygien est détruit par de nouveaux arrivants, les Cimmériens, en 695 av. J.-C.. Plus à l'ouest s'est formé vers la même période le royaume de Lydie, autour de sa capitale Sardes, dont le roi le plus célèbre est son dernier, Crésus (v. 561-547). C'est là qu'auraient été mises au point les plus anciennes pièces de monnaie.
En Syrie intérieure émerge dès la fin de l'âge du bronze une nouvelle population ouest-sémitique, les Araméens, groupe semi-nomade qui connaît une expansion rapide et s'implante dans les villes syriennes. Leur essor se fait aux dépens des Assyriens qui perdent une grande partie de la Djézireh, et plus à l'ouest en Syrie centrale après le retrait des Hittites. Ils constituent plusieurs royaumes, souvent mêlés à des éléments louvites (Sam'al, Arpad, Hamath, Damas, Guzana). Les Araméens s'étendent aussi en Babylonie orientale, où ils causent de nombreux troubles avant de coexister plus pacifiquement avec les populations locales ; ils y conservent un mode de vie tribal et semi-nomade à la différence de ce qui se passe plus au nord. Les Araméens de Syrie sont les principaux adversaires des Assyriens durant leur première phase d'expansion, étant soumis puis absorbés, pour finalement former une communauté culturelle assyro-araméenne. Bien que dominés politiquement, les Araméens ont une influence considérable puisque leur langue et leur alphabet se diffusent dans tout le Moyen-Orient à partir de cette période.

Carte des États néo-hittites et araméens vers 900-800 av. J.-C.
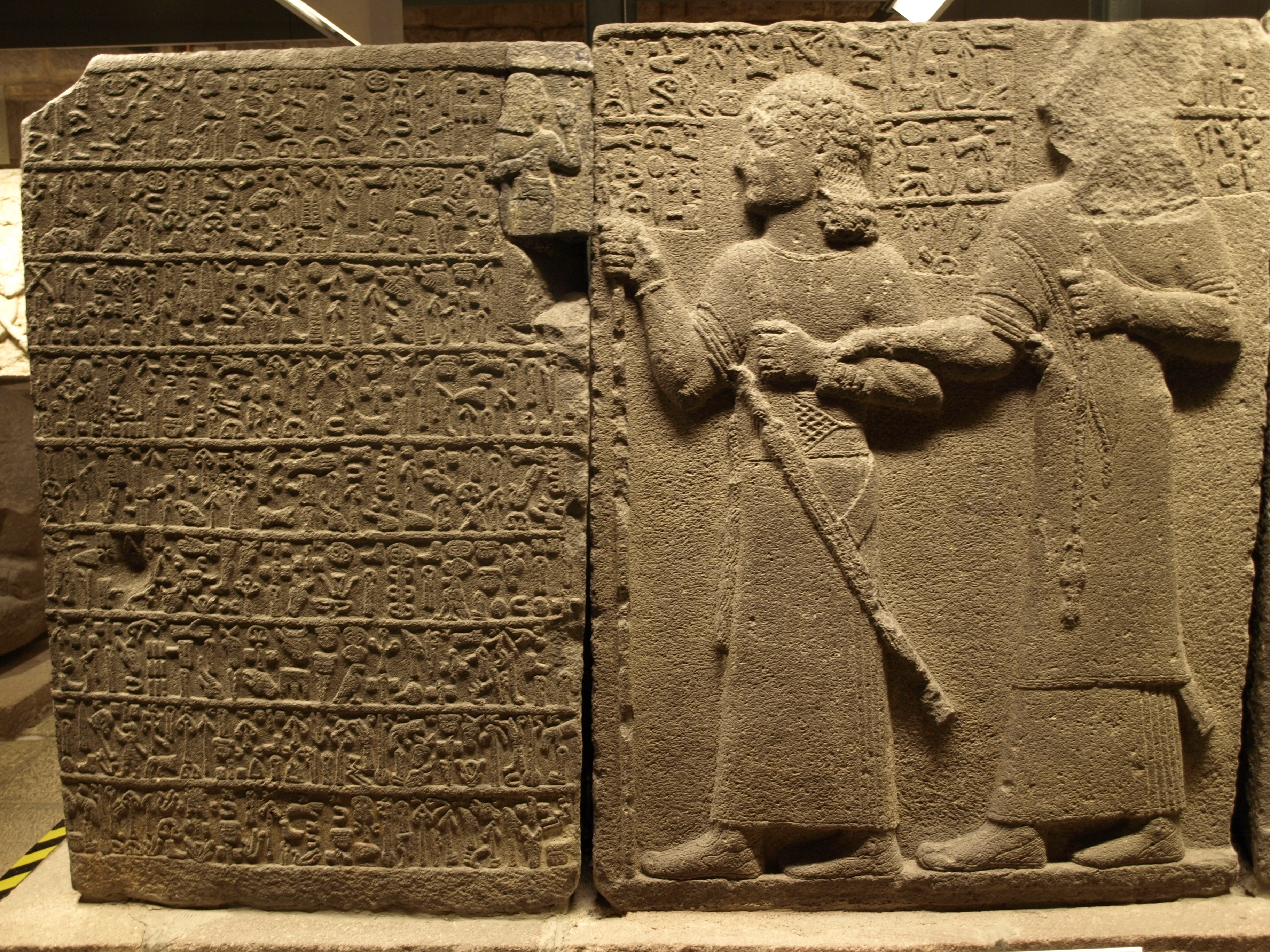
Bas-relief accompagné d'une inscription en hiéroglyphes hittites provenant de Karkemish. Musée des civilisations anatoliennes d'Ankara.
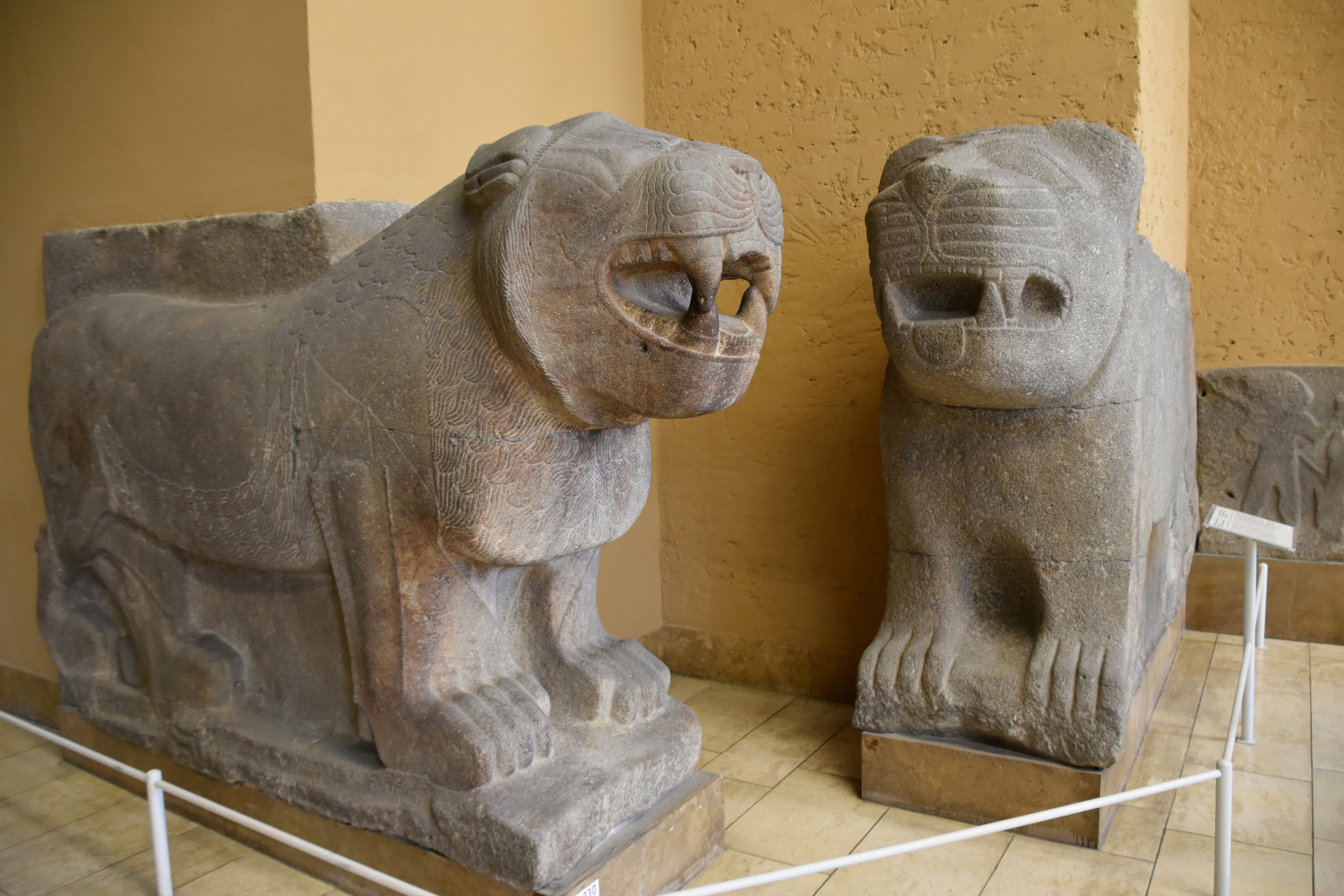
Lions gardiens de portes. Zincirli, ancienne Sam'al, Pergamon Museum.
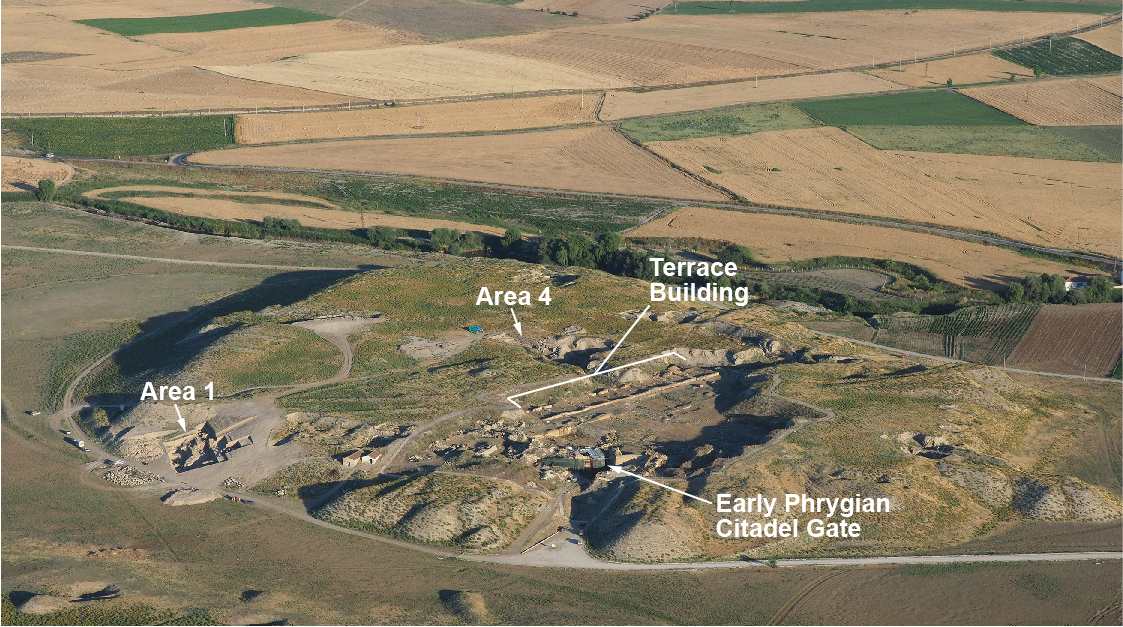
La citadelle de Gordion.

En Babylonie à la même période, arrive une autre population, sans doute d'origine ouest-sémitique et liée aux Araméens, les Chaldéens. Ils forment des entités politiques organisées autour de villes et villages, pratiquant l'agriculture et le commerce, prospérant rapidement au point de jouer un rôle majeur dans la vie politique de la région à partir du IXe siècle Ils sont très actifs dans la résistance face à l'Assyrie.
Il en résulte un temps d'épreuves pour les deux principaux royaumes mésopotamiens, Babylone et l'Assyrie, qui survivent durant cette période mais avec des fortunes diverses. En Babylonie, plusieurs dynasties se succèdent à la tête du royaume, certaines parvenant à restaurer un ordre temporaire, mais jamais de façon durable,. L'Assyrie parvient à préserver son cœur historique autour de ses principales villes (Assur, Ninive, Arbèles) et sans doute des têtes de pont dans les régions voisines. C'est sur cette base qu'elle peut partir à la reconquête des territoires perdus dès la seconde moitié du Xe siècle, marquant le début de l'époque néo-assyrienne (qui va jusqu'en 612/609). Se met progressivement en place une organisation militaire très efficace, appuyée sur des campagnes annuelles visant à prélever le tribut de ceux qui se soumettent, et à châtier très brutalement ceux qui résistent. Les souverains assyriens font coucher par écrit puis sculpter sur des bas-reliefs leurs faits militaires, y compris leurs exactions (destructions, pillages, massacres, déportations). Ils se rendent rapidement hégémoniques en Syrie face aux royaumes araméens et néo-hittites, puis atteignent la côte méditerranéenne, et reprennent aussi leurs tentatives d'expansion en Babylonie. Ils ne parviennent cependant pas à asseoir leur domination, suscitant contre eux de nombreuses révoltes, qui rassemblent dans des coalitions de plus en plus de royaumes hostiles à leurs ambitions. Mais ils sortent la plupart du temps vainqueurs de ces affrontements,.

L'empire assyrien à l'époque de la reconquête (934-830 av. J.-C.).
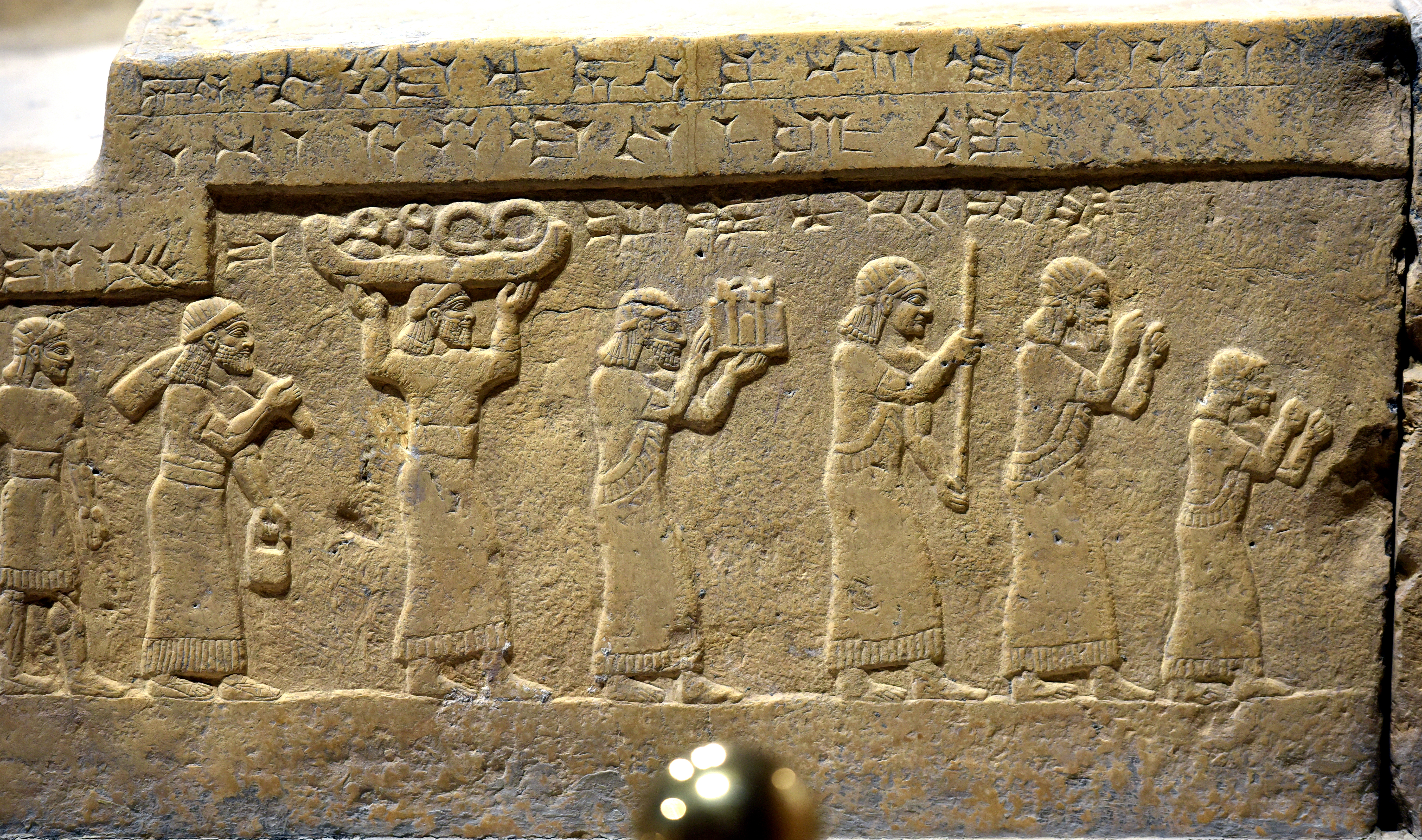
Bas-relief du podium du trône assyrien du palais du Fort Salmanazar de Nimroud, face sud : le roi Salmanazar III reçoit le tribut de Chaldéens, comprenant de l'étain, du bois précieux et de l'ivoire. Musée national d'Irak.
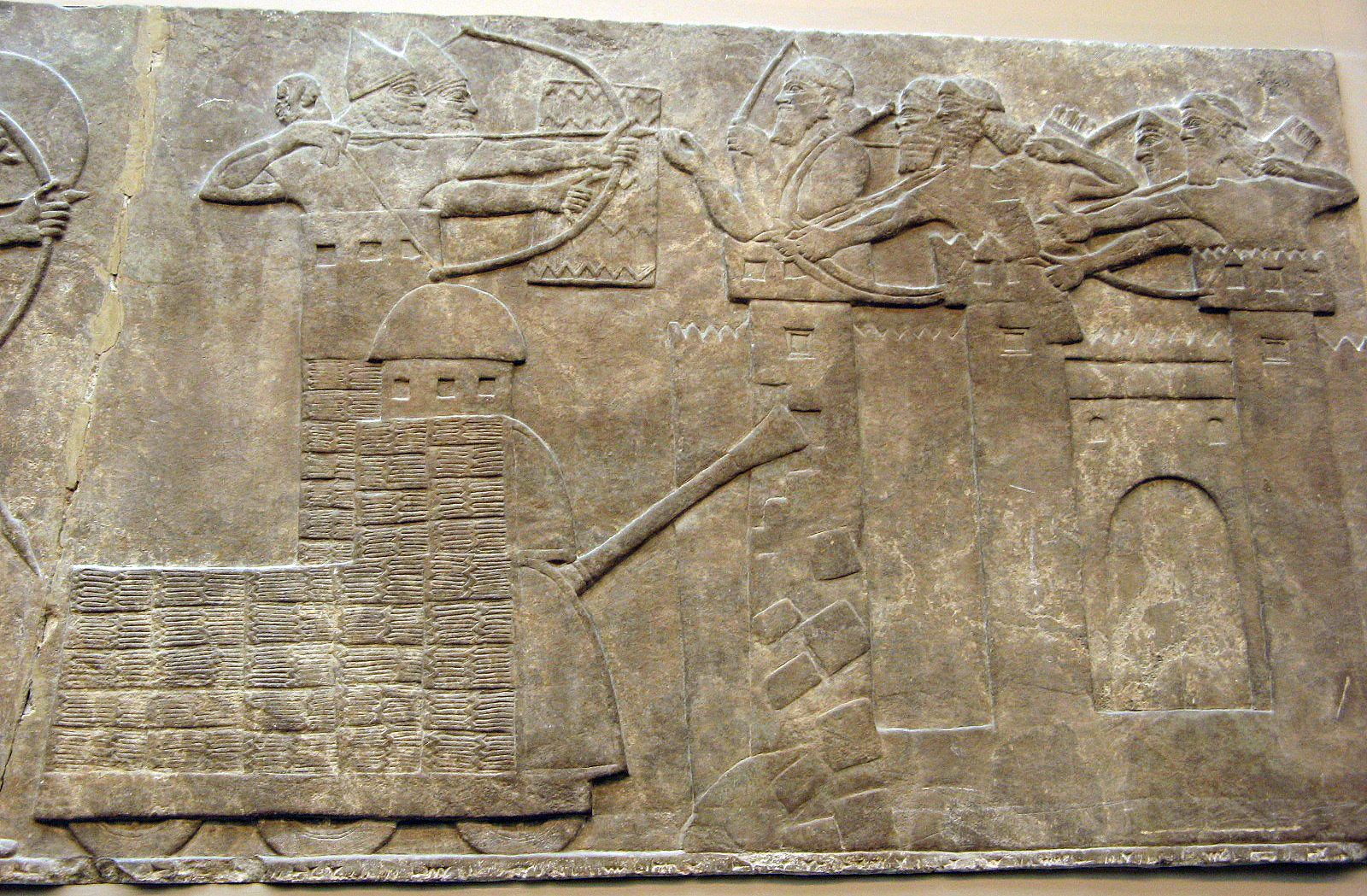
Représentation du siège d'une ville par les Assyriens, avec tour de siège et bélier. Bas-relief de Nimroud, IXe siècle British Museum.
La Babylonie des premiers siècles du Ier millénaire av. J.-C.
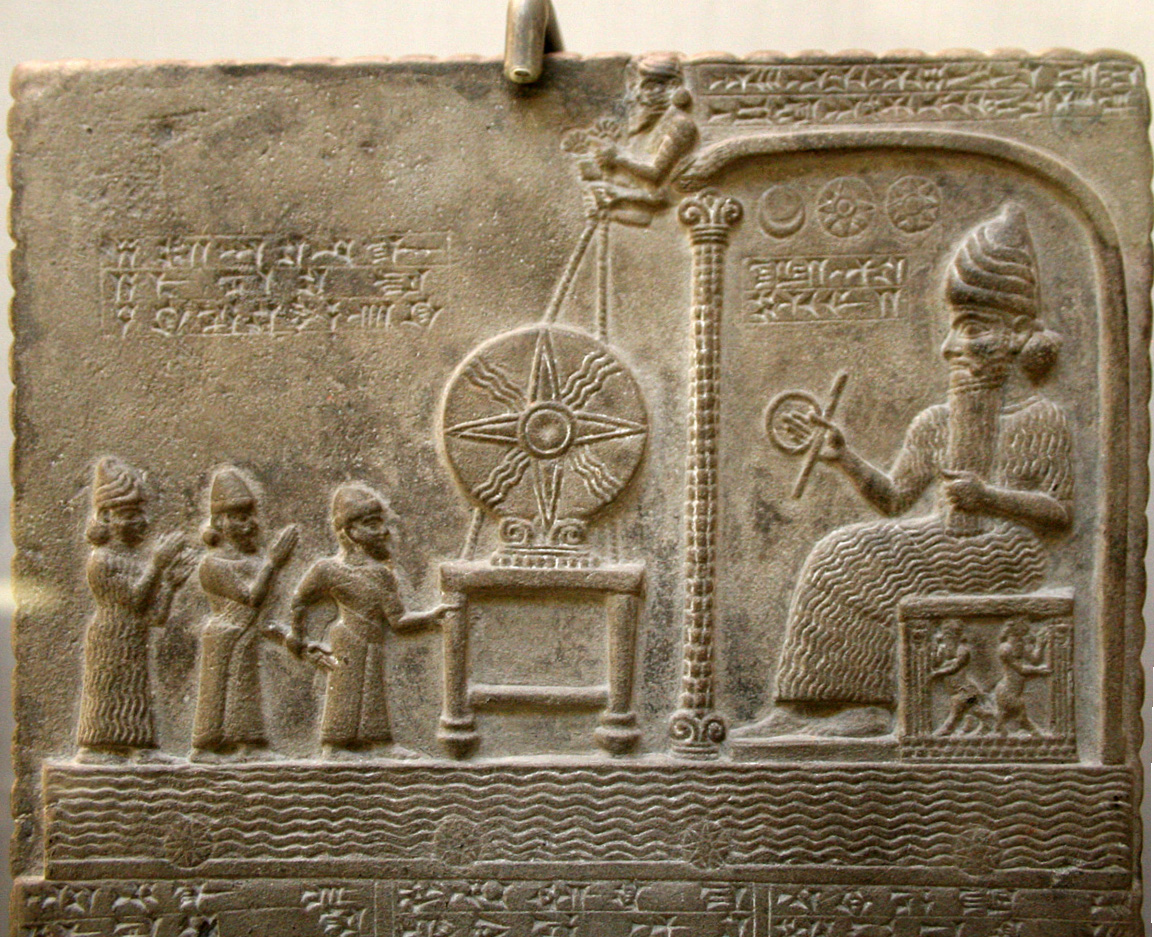
Bas-relief représentant le dieu Shamash faisant face au roi babylonien Nabû-apla-iddina (888-855 av. J.-C.). Sippar, British Museum.

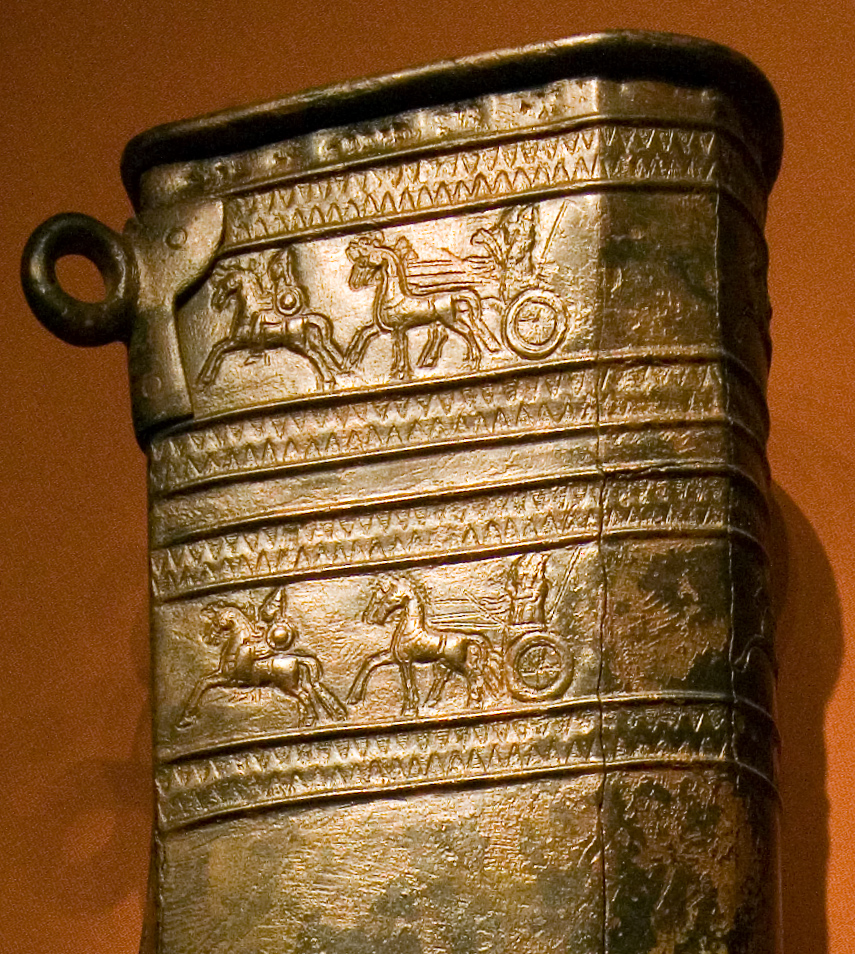
Haut d'un carquois en bronze de Sarduri II d'Urartu (764-735 av. J.-C.) gravé de frises représentant le roi sur son char. Musée de l'Ermitage.

L'Anatolie orientale connaît aussi une période de développement politique, autour du lac de Van où émerge dans le courant du IXe siècle le royaume d'Urartu. Suivant en grande partie le modèle de l'Assyrie (au moins sur le plan idéologique), et une organisation territoriale adaptée à son territoire montagneux, ses rois conquièrent les régions alentour. Ils y implantent des forteresses pour les diriger, où ils entassent les ressources prélevées sur les campagnes, qui font également l'objet d'aménagements. Ils se posent en rivaux des Assyriens, leur disputant l'hégémonie sur les régions hautes du Tigre et de l'Euphrate, et leur causant quelques revers au début du VIIIe siècle,.

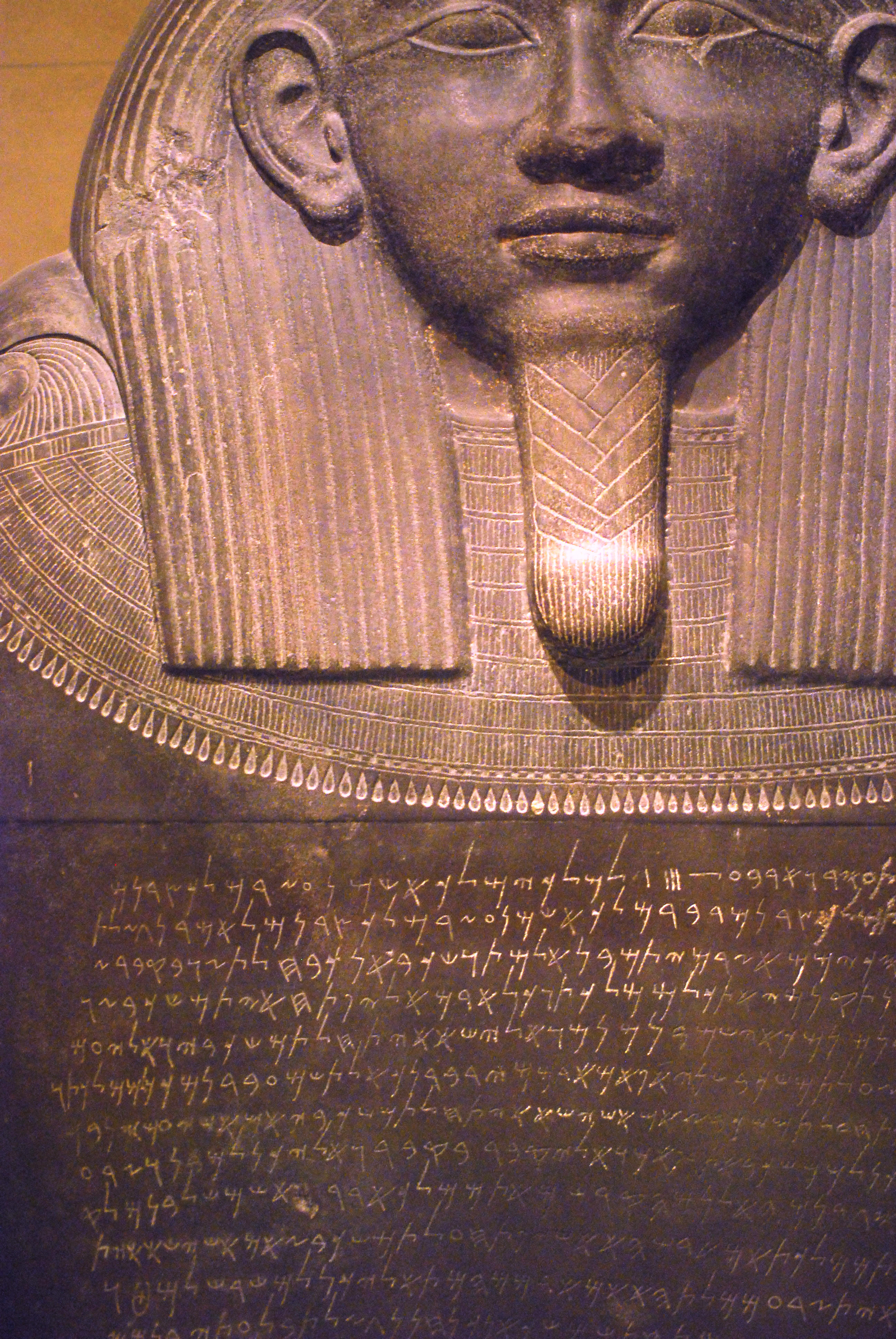
Détail du sarcophage d'Eshmunazar de Sidon et de son inscription en alphabet phénicien, Musée du Louvre.

Les cités côtières de la côte libanaise sont celles qui parmi les cités cananéennes de l'âge du bronze ont le mieux résisté aux troubles de la fin de la période. Au début de l'âge du fer, elles forment un ensemble prospère et dynamique, divisé en plusieurs royaumes, en premier lieu Tyr qui a une position prééminente, avec aussi les cités d'Arwad, Sidon et Byblos. Ils développent une écriture alphabétique qui sert de modèle aux autres alphabets qui vont se diffuser durant l'âge du fer et asseoir le triomphe de cette forme d'écriture. Les Grecs nomment cet espace la Phénicie, et leurs habitants les Phéniciens. À compter de la fin du IXe siècle les Phéniciens implantent des comptoirs et des cités autour de la Méditerranée (Chypre, Tunisie, Malte, Sicile, Sardaigne, Tunisie), y formant une diaspora. Ils font du commerce avec plusieurs régions méditerranéennes, notamment en Grèce, où leur alphabet sert de modèle à l'alphabet local. La prospérité des cités phéniciennes en fait des cibles toutes désignées pour l'Assyrie,.
Chypre, qui a été très bouleversée par la période de la fin de l'âge du bronze, reçoit manifestement un important afflux de populations grecques, à qui sont attribuées les fondations de plusieurs cités, et l'île est aussi une région d'accueil de la diaspora phénicienne, avec la fondation de Kition. Se forme ainsi un réseau urbain important, marqué par la coexistence de petits royaumes de culture grecque ou phénicienne, souvent prospères mêlant divers éléments. Cela donne une nouvelle facette au profil culturel original de l'île, pont entre les mondes égéen et levantin. Ces royaumes attirent l'attention des puissances continentales qui proclament la dominer (Assyrie, peut-être aussi Tyr, puis l'Égypte),.
Plus au sud, la côte méridionale de Canaan est la région qui a connu les bouleversements les plus importants, puisque c'est là qu'est la plus visible l'implantation des Peuples de la mer, par le biais de différents éléments matériels rappelant les cultures du monde égéen, notamment la poterie peinte. Les Philistins sont ceux dont l'implantation a eu le plus de succès (mais il s'en trouvait d'autres, comme les Tjeker). Ils s'emparent de plusieurs cités de Canaan, dont les principales deviennent les capitales de royaumes philistins (la « Pentapole » : Gaza, Ekron, Ashkelon, Gath, Ashdod), et le pays prend le nom de Philistie. Ils se fondent rapidement dans la population locale, au point que leur langue, sans doute indo-européenne, disparaît rapidement et que les dialectes sémitiques restent dominants. De même la culture matérielle prend un profil local, et les dieux vénérés sont surtout sémitiques (Dagon, Baal-zebub). Les Philistins sont connus par la Bible comme de redoutables guerriers, s'étendant en direction de l'intérieur, devenant les ennemis mortels des Israélites qui ne parviennent à les repousser qu'après une longue période de conflits.
En effet, dans les hautes terres du Levant méridional, émerge au même moment l'Israël antique. Son histoire est certes documentée par la Bible, mais il est difficile de retrouver la vérité historique derrière des textes écrits et remaniés tardivement (surtout à compter du VIe siècle) pour conter une saga nationale sous le prisme de l'Alliance entre Dieu et le peuple d'Israël. La critique textuelle des livres bibliques, les découvertes archéologiques et l'apport des textes provenant des régions voisines permettent d'affiner un peu la connaissance de cette période. En gros, tout ce qui est relaté dans la Torah (époque des Patriarches, esclavage en Égypte, Exode hors d'Égypte) et le Livre de Josué (la conquête de Canaan) est renvoyé au rang de récits légendaires ayant au mieux un rapport lointain avec des personnes et des faits ayant réellement existé ; cela est cependant considéré comme historique par les approches plus conservatrices et fondamentalistes. On retient en revanche que les conflits contre les Philistins rapportés dans les livres des Juges et des Rois contiennent le souvenir d'un contexte conflictuel ayant motivé les populations des hautes terres à mieux s'organiser, ce qui contribue fortement à l'émergence d'une identité collective et à l'apparition de l'État. L'archéologie identifie après la fin du Bronze récent une phase de très faible peuplement sédentaire des hautes terres, puis une réoccupation, avec une croissance progressive de l'habitat et l'apparition de sites fortifiés, se dotant d'une architecture monumentale au moins dans la seconde moitié du Xe siècle Les sources textuelles extra-bibliques indiquent assurément la présence au IXe siècle de deux royaumes, Israël au nord autour de Samarie, plus riche et urbanisé, et Juda au sud autour de Jérusalem, moins peuplé et plus rural, dont l'histoire correspond au moins dans les grandes lignes à ce qui est rapporté dans les deux Livres des Rois (l'existence de la monarchie unifiée étant en débat). Leur culture matérielle est similaire (par exemple maison à quatre pièces), de même que leur religion, issue du fonds cananéen, avec pour dieu national Yahweh. Les premières formes de l'alphabet hébreu sont développées durant cette période, et la pratique de l'écriture se diffuse, permettant l'émergence d'une littérature qui comprend les plus anciens textes qui devaient par la suite être intégrés au corpus biblique.
À l'est du Jourdain se développent également plusieurs entités politiques, peu documentées : Édom, Moab et Ammon.

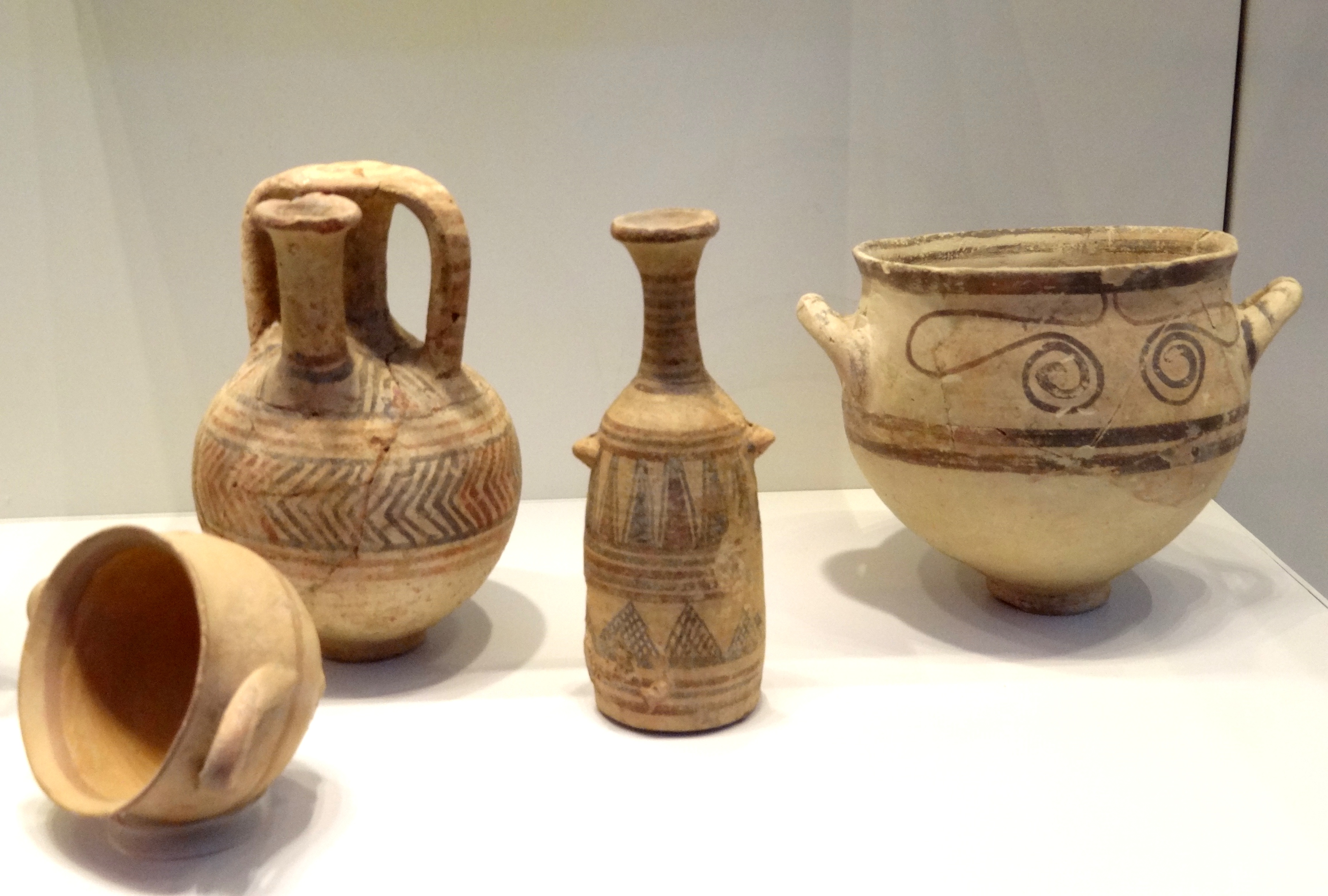
Poterie peinte monochrome de type « philistine I », avec une inspiration égéenne, XIIe siècle Musée d'Israël.
Les royaumes d'Israël et de Juda et leurs voisins vers 850 av. J.-C.
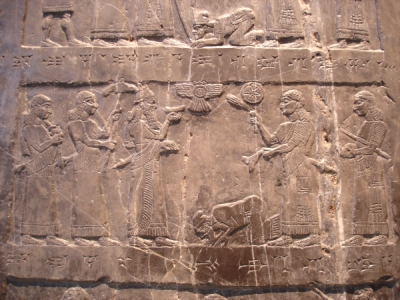
Le roi Jéhu d'Israël aux pieds de Salmanazar III d'Assyrie, v. 825 av. J.-C. Détail de l'« obélisque noir », British Museum.
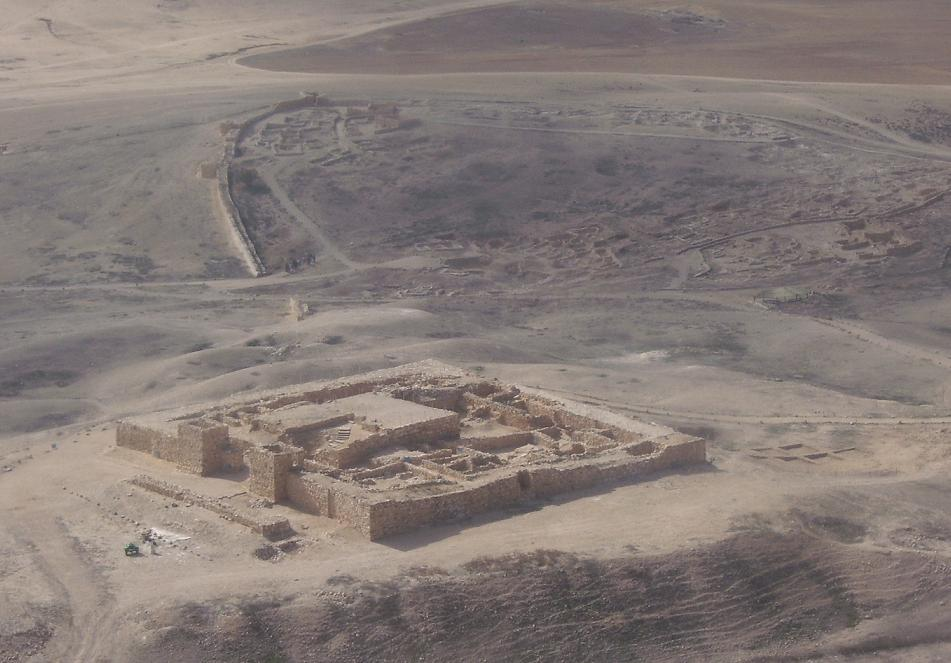
Ruines de la forteresse de Tel Arad, royaume de Juda, VIIIe siècle
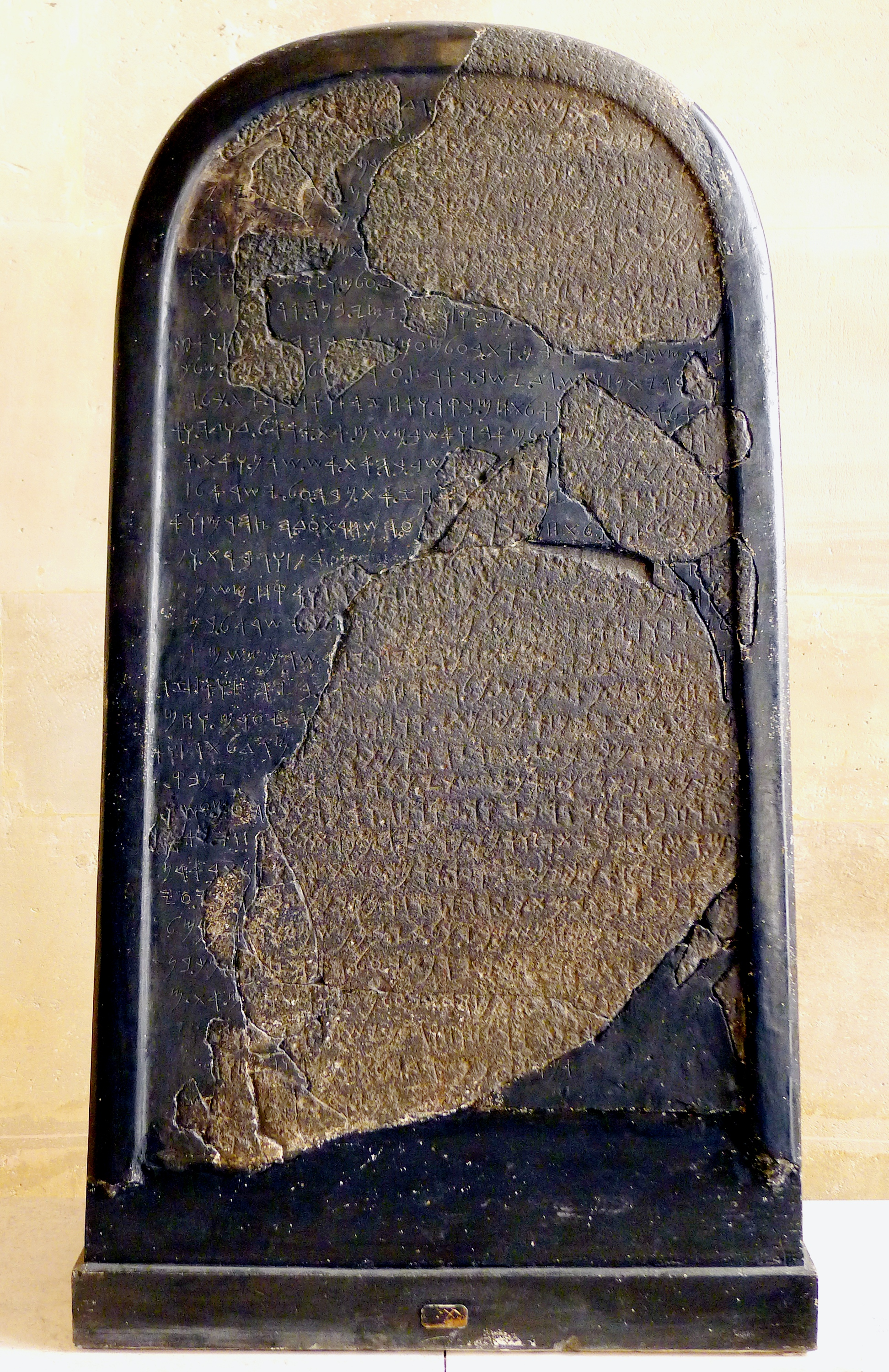
Stèle de Mesha, roi de Moab, milieu du IXe siècle Musée du Louvre.

Dans le plateau Iranien, de profonds changements surviennent également à cette époque. Le royaume élamite a décliné et s'est divisé en plusieurs entités politiques, qui poursuivent les traditions antiques et connaissent une phase de reprise au VIIIe siècle même si cette contrée semble alors marquée par l'instabilité politique. Les Élamites deviennent des alliés des Babyloniens face aux Assyriens, et ils en payent à plusieurs reprises les conséquences. De nouvelles populations sont arrivées depuis l'Asie centrale, parlant des langues iraniennes. Les plus dynamiques dans un premier temps sont les Mèdes, installés dans la région de Hamadan. Les Assyriens les rencontrent pour la première fois au milieu du IXe siècle, et ils constituent progressivement des petits royaumes appuyés sur des sites fortifiés. Selon le récit de Hérodote ils connaissent un processus d'unification et forment un empire dominant la région, mais la fiabilité historique de ce récit a été mise en doute, le soi-disant empire mède restant élusif dans la documentation. L'autre peuple iranien qui apparaît à cette période sont les Perses, qui se fixent plus au sud dans la région qui prend leur nom (l'actuel Fars), jusqu'alors un territoire de tradition élamite ; il semble d'ailleurs que se produise rapidement un mélange entre les deux populations. La région est divisée en plusieurs entités politiques, semble un temps dominée par les Mèdes, jusqu'à ce qu'une dynastie perse, passée à la postérité sous le nom d'Achéménides, ne prenne le dessus au milieu du VIe siècle. Autour du lac d'Ourmia les sources assyriennes et urartéennes documentent un autre peuple, les Mannéens, dont les origines sont obscures. Ils sont divisés en plusieurs royaumes qui opposent souvent une résistance difficile aux Assyriens avant de devenir leurs alliés.

### L'essor des empires

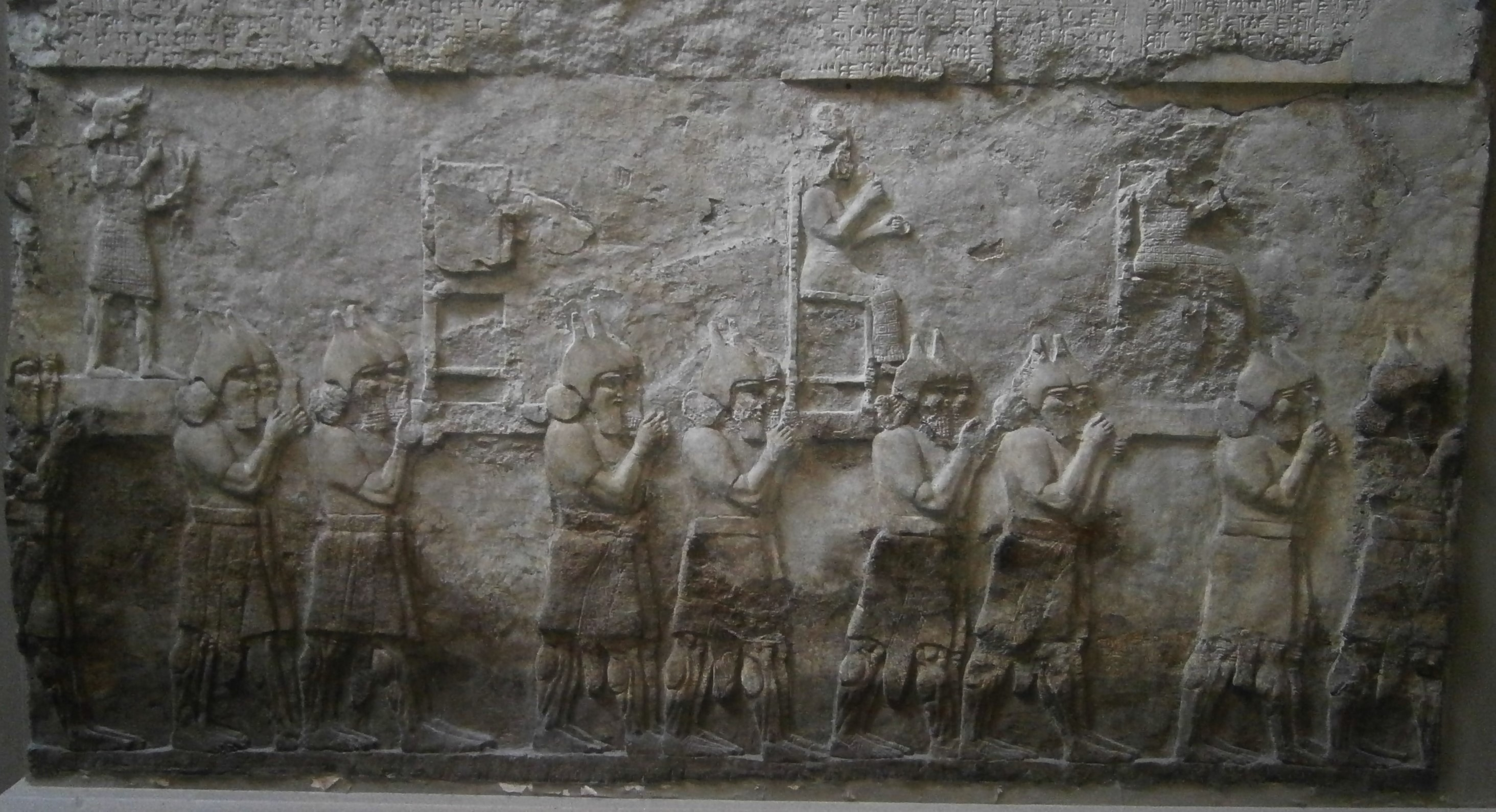
Soldats assyriens emportant des statues de divinités de vaincus. Bas-relief du palais central de Nimroud, règne de Tiglath-Phalazar III (745-727 av. J.-C.). British Museum.

Au fil du temps, les royaumes les plus puissants ont pris un aspect impérialiste affirmé, au point qu'on a coutume de désigner nombre d'entre eux comme des empires, qui sont multiethniques, exercent une hégémonie sur une majeure partie de leur monde connu, et disposent de centres du pouvoir d'une toute nouvelle dimension. Ce sont les prototypes des grands empires qui dominent les périodes suivantes de l'Antiquité et au-delà.
Les conflits du IXe siècle ont permis à l'empire néo-assyrien de s'affirmer comme la principale puissance militaire du Proche-Orient, aucun autre royaume ou coalition n'étant en mesure de s'opposer durablement à son expansion. Cela rompt la situation de fragmentation et d'équilibre politique qui avait dominé les premières phases de l'âge du fer. À ce stade cependant, les annexions sont plus l'exception que la norme, les rois assyriens se contentant d'une soumission des rois vaincus (si besoin remplacés par une autre personne jugée plus fidèle) et du prélèvement d'un tribut. L'expansion assyrienne profite à un groupe de hauts dignitaires qui dispose de grands pouvoirs, alors que l'autorité du centre s'affaisse dans la première moitié du VIIIe siècle, que l'Urartu se fait plus menaçant, et que les révoltes de pays vassaux sont toujours monnaie courante. Tiglath-Phalazar III (747-722) infléchit la politique impérialiste assyrienne vers la construction d'un véritable empire territorial, en procédant à l'annexion des vaincus, alors que le pouvoir royal se renforce, réduisant la marge de manœuvre des grands du royaume. Cette politique est poursuivie par ses successeurs, les rois « Sargonides » (Sargon II, Sennachérib, Assarhaddon et Assurbanipal) qui portent l'empire néo-assyrien à son apogée. L'Urartu, la Babylonie, l'Élam puis l'Égypte sont vaincus à plus d'une reprise, les royaumes de Syrie et du Levant annexés l'un après l'autre, une partie de leur population déportée et délocalisée dans d'autres provinces, ou en Assyrie même.
Dans ce pays, sont érigées des capitales de plus en plus monumentales : après Nimroud (Kalkhu) au IXe siècle, Khorsabad (Dur-Sharrukin) à la fin du VIIIe siècle et enfin Ninive juste après, capitale d'une taille sans équivalent, dont la citadelle voit l'érection de deux palais monumentaux où les bas-reliefs glorifient la puissance des monarques assyriens. Le pouvoir de ces derniers a pris un tournant plus autoritaire que jamais. On y collecte aussi des tablettes savantes, notamment depuis la Babylonie (qui reste en position dominante culturellement), constituant la « Bibliothèque d'Assurbanipal » qui ouvre la tradition des grandes bibliothèques savantes antiques. Ces tablettes sont essentielles pour la reconstitution par les historiens de la culture lettrée de la Mésopotamie antique.

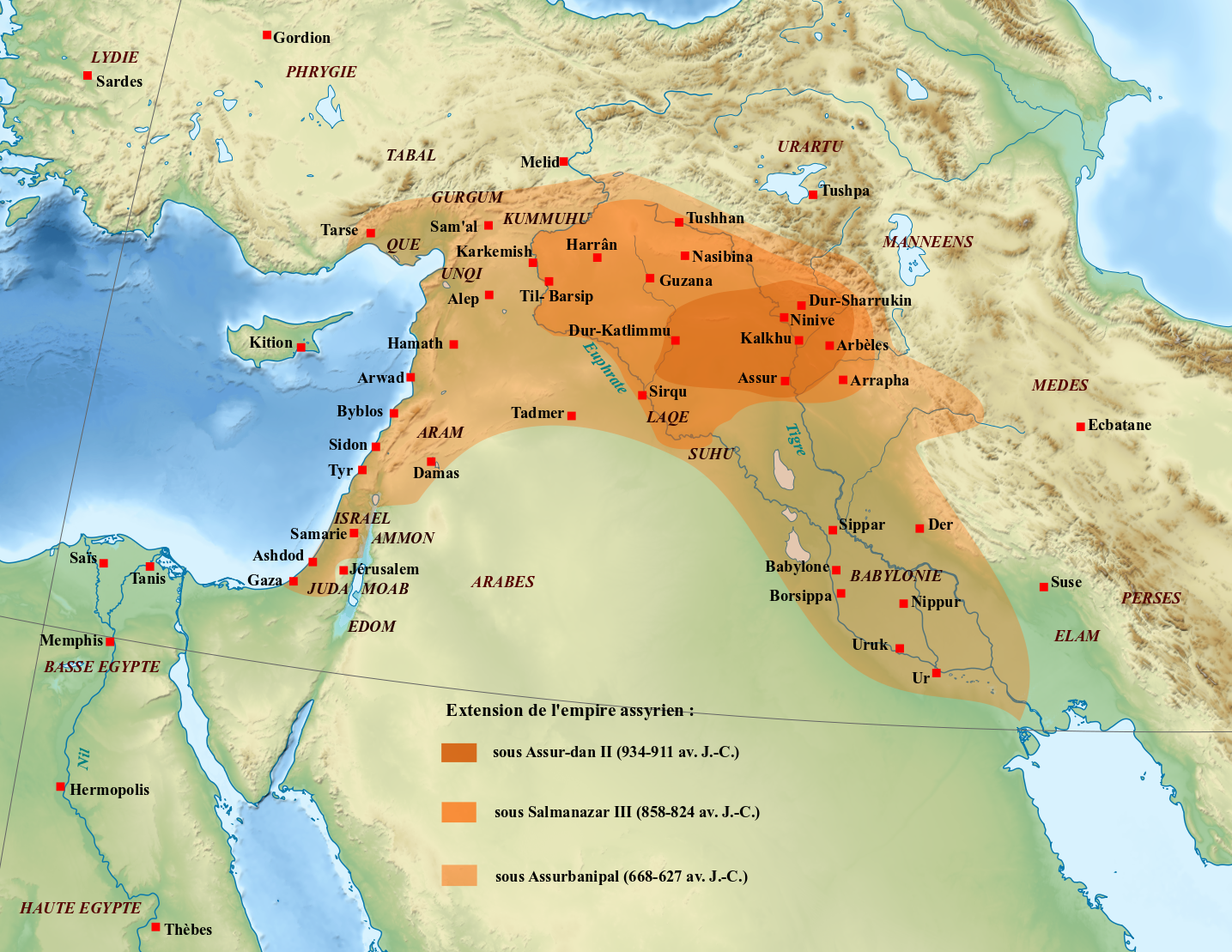
Carte des différentes phases d'expansion de l'empire néo-assyrien.
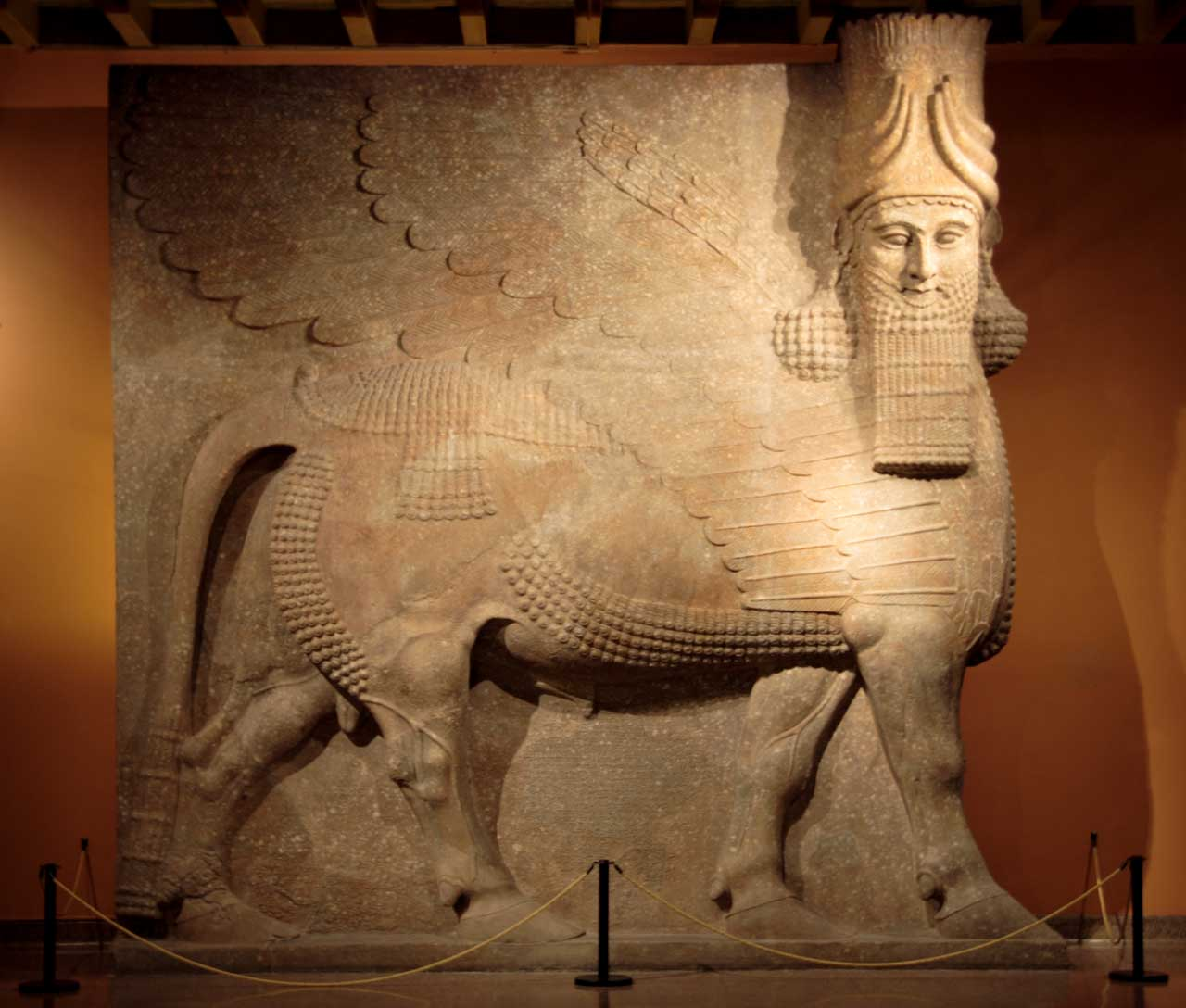
Taureau androcéphale ailé colossal du palais royal de Khorsabad. Musée de l'Oriental Institute de Chicago.
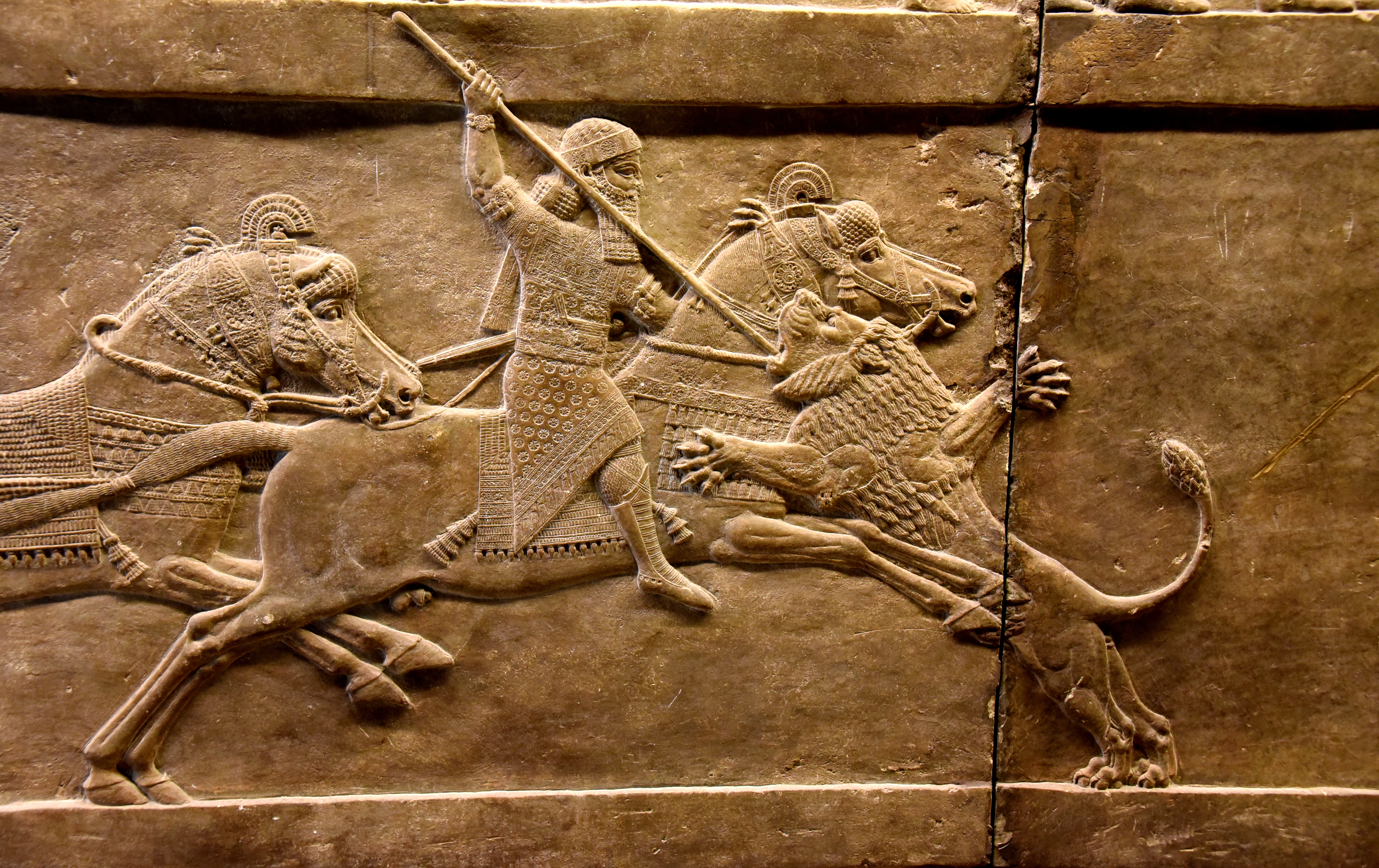
Assurbanipal à cheval contre un lion. Palais nord de Ninive, British Museum.
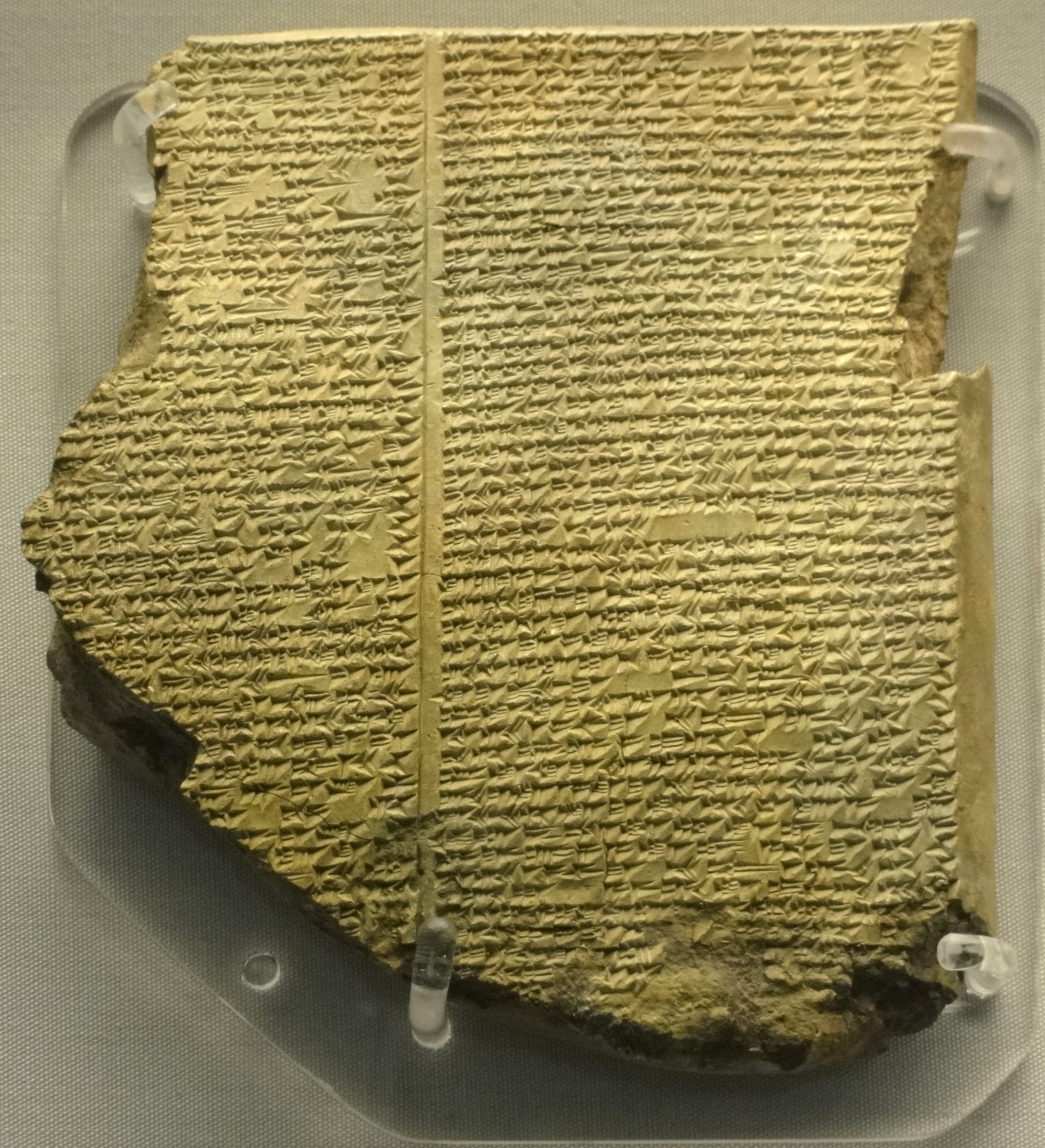
Tablette de Ninive racontant le mythe du Déluge dans sa version de l'Épopée de Gilgamesh. British Museum.
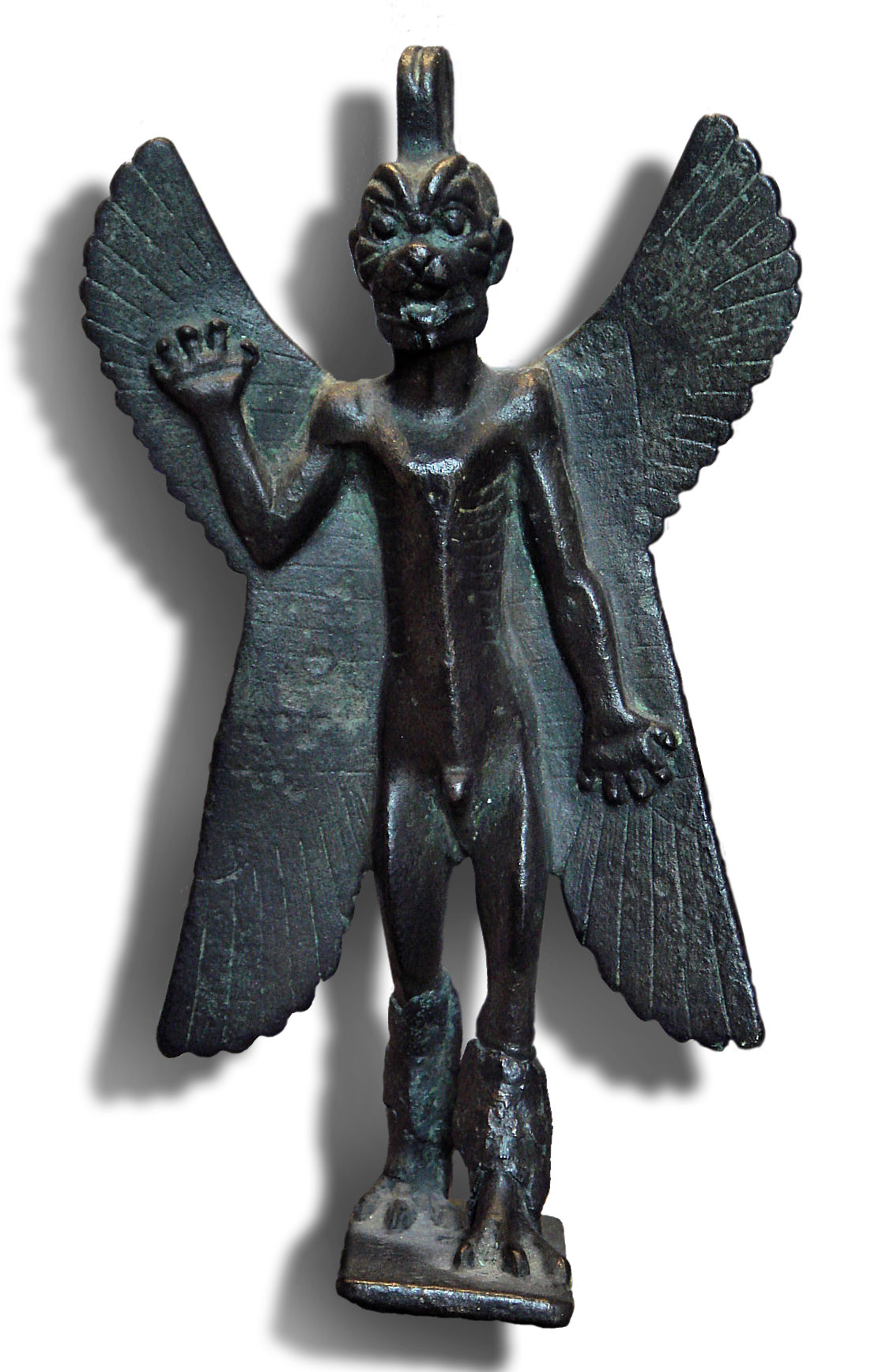
Statuette protectrice du démon Pazuzu, musée du Louvre.

Mais la domination assyrienne n'est jamais acceptée et les rois sont confrontés à des révoltes dans à peu près toutes leurs provinces, y compris en Assyrie même, où les successions engendrent à plusieurs reprises des crises. Après la mort d'Assurbanipal vers 630 ces problèmes éclatent à nouveau, mais cette fois-ci aucun des rois qui se succède ne parvient à rétablir la situation. Cela profite à un rebelle babylonien, Nabopolassar, qui repousse les Assyriens avant de les attaquer chez eux. Il est rejoint par les Mèdes, et l'alliance des deux scelle la fin de l'empire assyrien, dont les métropoles sont détruites impitoyablement entre 615 et 609 av. J.-C.,
L'empire néo-babylonien succède à l'empire assyrien dont il reprend à peu de chose près l'extension, même si son rayon d'action est moins étendu. Son principal souverain, Nabuchodonosor II (604-569 av. J.-C.), s'assure la domination du Levant face à l'Égypte durant les dernières années du règne de son père. Il y retourne pour soumettre brutalement les cités de Phénicie, de Philistie et de Juda. L'afflux de richesses et d'hommes en Babylonie à la suite des pillages et déportations (sur lesquelles les rois babyloniens ne se sont pas étendus dans leurs textes et leur art à la différence de leurs prédécesseurs assyriens) permet à Nabopolassar et Nabuchodonosor II d'y entreprendre de grands travaux, dominés par la restauration des principaux monuments de Babylone, qui devient alors une véritable « mégapole », et affirme son statut de cité sainte et de haut lieu de la culture autour du grand temple du dieu national Marduk, l'Esagil. Les campagnes babyloniennes font également l'objet de travaux de mise en valeur, et sont très productives. Des milliers de tablettes permettent d'analyser l'économie et la société de la Babylonie de cette période. En revanche, le développement des provinces ne semblent pas vraiment avoir préoccupé les rois babyloniens, qui se sont certes appuyés sur la prospérité des cités phéniciennes mais ont laissé plusieurs régions dans la désolation après leurs destructions (Assyrie, Juda, Philistie). Après la mort de Nabuchodonosor II, les successions sont houleuses, et le seul roi à rester durablement sur le trône, Nabonide (556-539 av. J.-C.) est très contesté par une partie de l'élite babylonienne, en particulier le clergé,.

L'extension approximative de l'empire néo-babylonien.
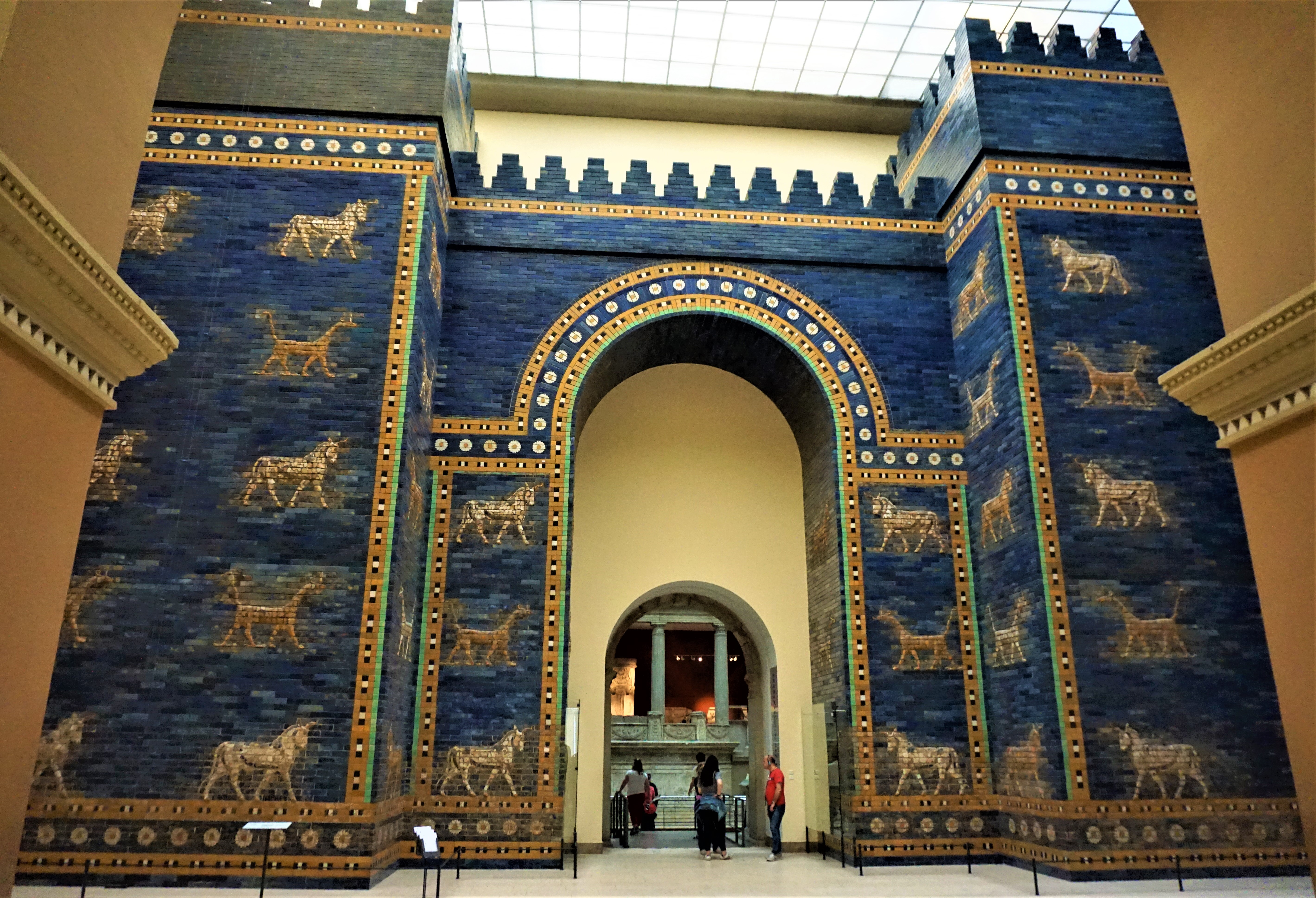
La Porte d'Ishtar de Babylone, VIe siècle, reconstituée au Pergamon Museum de Berlin.
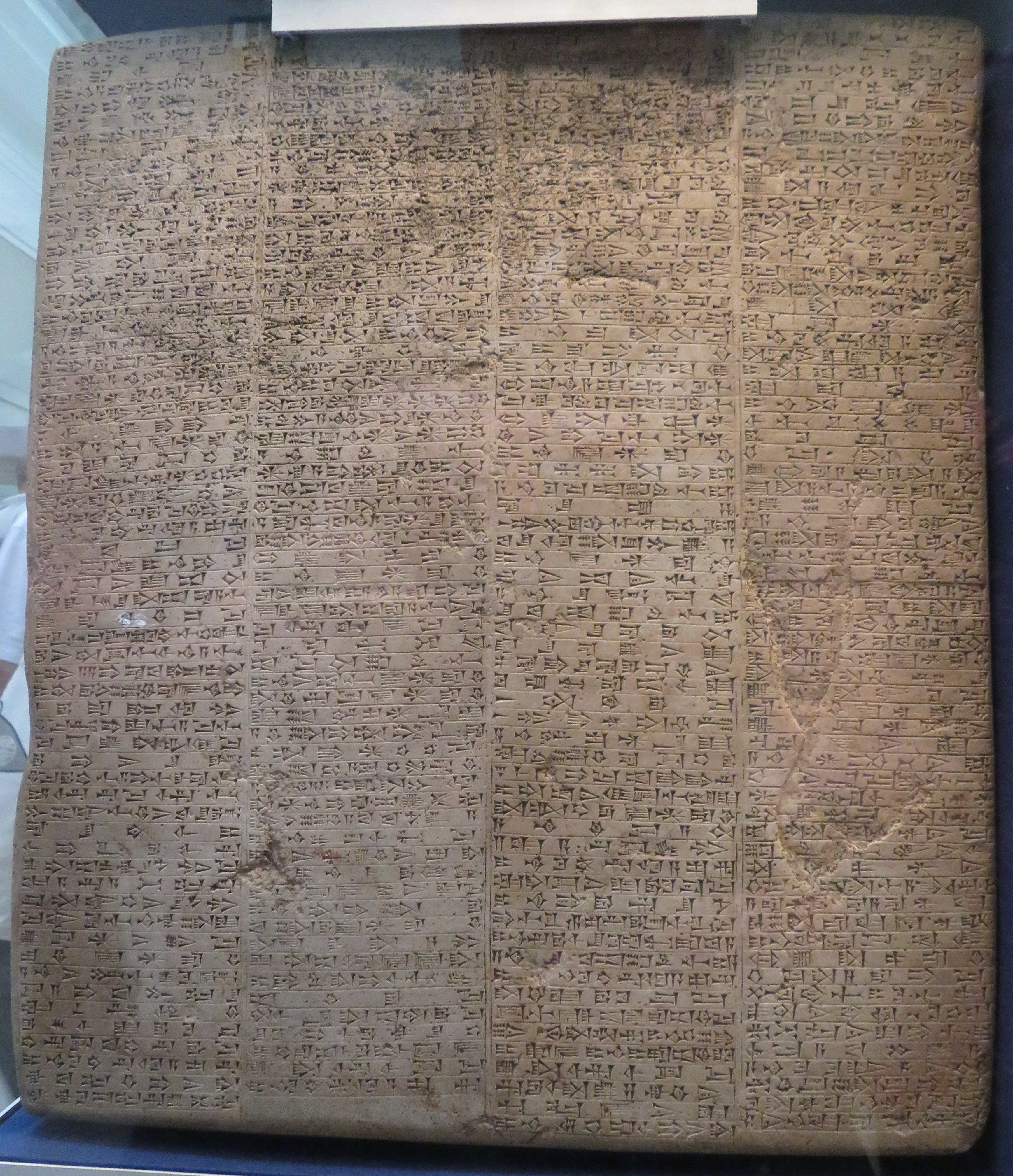
Inscription sur pierre du roi Nabuchodonosor II de Babylone (605-562 av. J.-C.). British Museum.

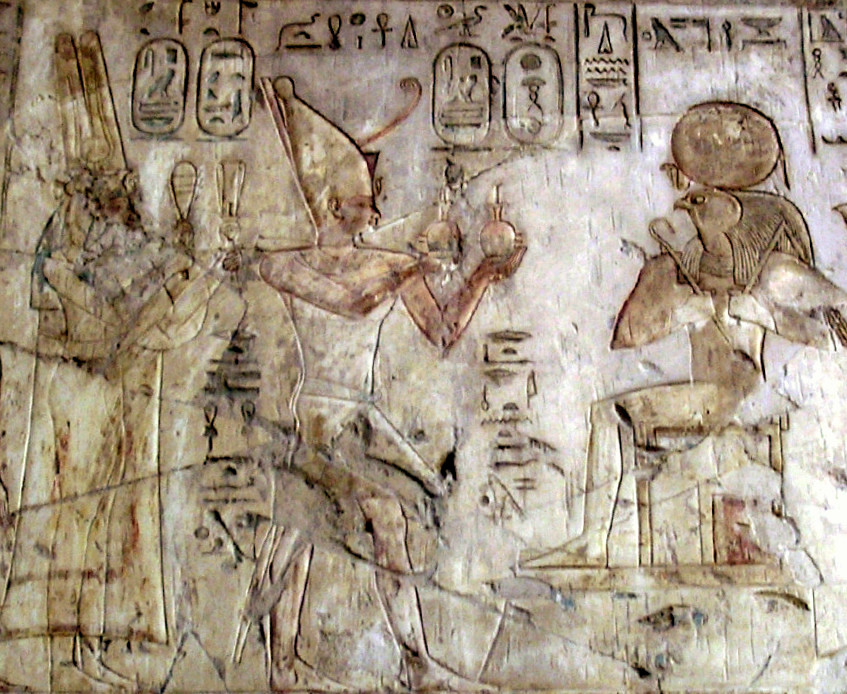
Psammétique Ier (664-610 av. J.-C.), fondateur de la dynastie saïte, faisant une offrande au dieu Rê-Horakhty. Tombe de Pabasa, Thèbes.

L'Égypte reste en retrait durant ses périodes, les dynasties qui la dominent n'étant pas en mesure de s'opposer militairement aux empires mésopotamiens. Les rois nubiens de Napata parviennent certes à asseoir leur domination sur la vallée du Nil, mais les Assyriens envahissent le pays à deux reprises et leur infligent de sévères défaites. Après cela, l'Égypte est à nouveau dominée par une lignée autochtone, la XXVIe dynastie (664-525 av. J.-C.), originaire de Saïs, qui inaugure la « Basse Époque » égyptienne (664-332 av. J.-C.). Elle se défait du protectorat imposé par les Assyriens et réunifie les deux Égypte sous Psammétique Ier. En revanche son fils Nékao II échoue à s'implanter au Levant, défait par les Babyloniens. Au sud, les rois saïtes parviennent à vaincre Napata, dont les souverains se replient vers une nouvelle capitale, Méroé.
Le second vainqueur des Assyriens, les Mèdes, sont très peu documentés. Si on suit Hérodote ils auraient constitué un véritable empire après leur victoire, mais cela ne ressort d'aucune autre source de l'époque,. Quoi qu'il en soit au milieu du VIe siècle les Perses de la lignée des Achéménides conduits par Cyrus II se révoltent contre leur domination et les battent, posant alors les bases de leur empire (vers 550). Les troupes perses se dirigent ensuite en Anatolie où elles défont les Lydiens, avant d'instaurer leur autorité sur l'Ionie. Après avoir étendu son territoire vers l'Asie centrale, Cyrus s'empare de Babylone en 539, mettant ainsi fin au dernier grand royaume mésopotamien. Il prend alors possession de tout son territoire. Son fils Cambyse II conquiert l'Égypte en 525, mettant fin à la dynastie saïte. Sa mort aboutit à une révolte et à l'intronisation de Darius Ier. Celui-ci et son fils Xerxès Ier sont connus pour leurs échecs à soumettre la totalité de la Grèce lors des Guerres médiques, mais à l'échelle de leur empire, cet échec est très relatif puisqu'ils portent ses frontières à leur maximum d'extension. Les règnes suivants sont marqués par plusieurs troubles successoraux, des revers militaires tels que celui ouvrant une nouvelle période d'indépendance de l'Égypte (de 404 à 343), mais l'édifice impérial perse est solide. Il repose sur l'héritage des empires mésopotamiens, même si les Perses ont érigé de grandes capitales en Perse (Pasargades, Persépolis, Suse). Les rois perses sont à leur tour des monarques absolus, gouvernant au nom de leur grand dieu, Ahura Mazda. Ils dirigent en s'appuyant sur l'élite perse, qui dispose notamment de la direction des satrapies, grandes provinces qui sont la base de l'organisation territoriale perse, qui à l'échelle inférieure s'appuie sur les structures locales, dont les traditions ne sont pas bousculées du moment qu'elles respectent l'autorité perse. C'est donc manifestement une organisation du pouvoir souple, mais qui réagit avec brutalité lorsqu'elle est contestée,.

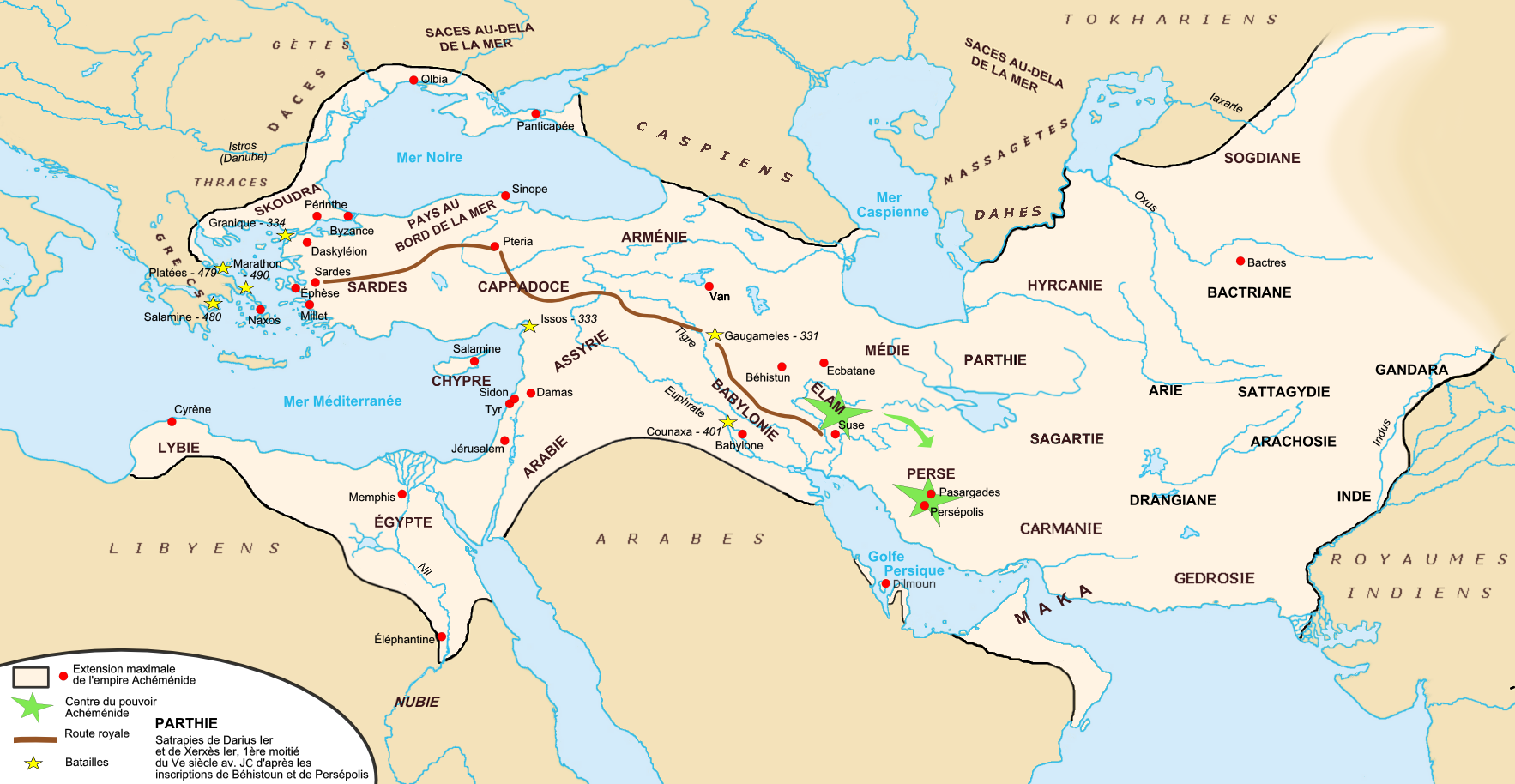
L'Empire achéménide sous Darius Ier.
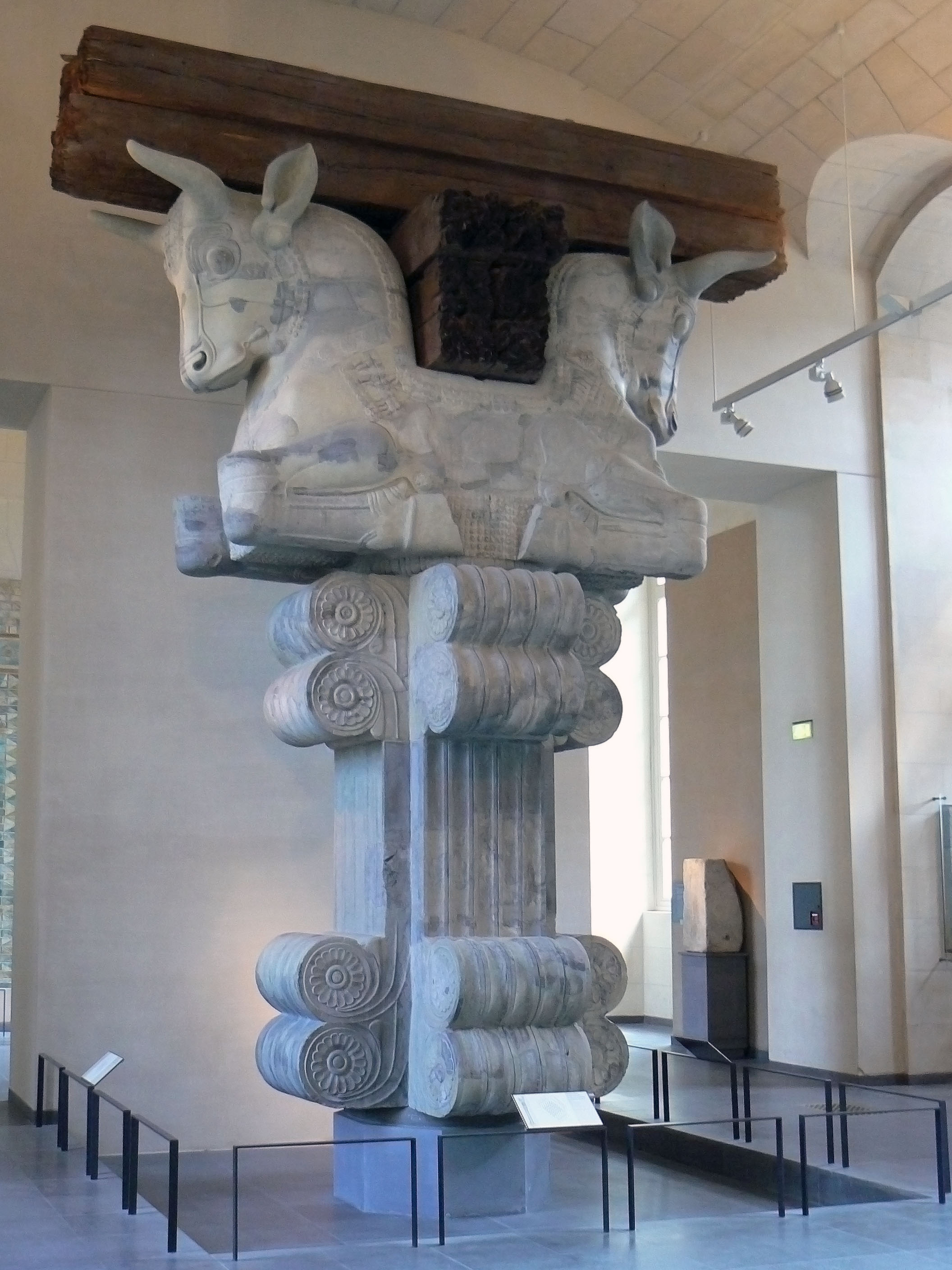
Chapiteau en forme de taureaux du palais de Suse. Musée du Louvre.
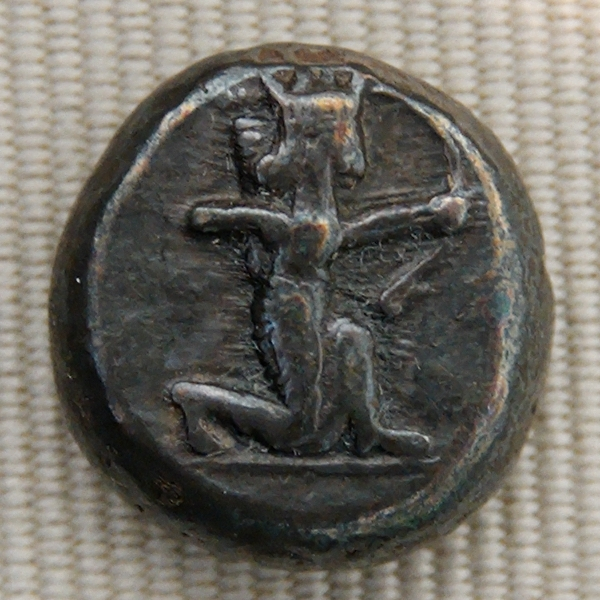
Sicle d'argent (droit) du règne de Darius Ier montrant le roi en train de tirer à l'arc, Cabinet des médailles de la Bibliothèque nationale de France.
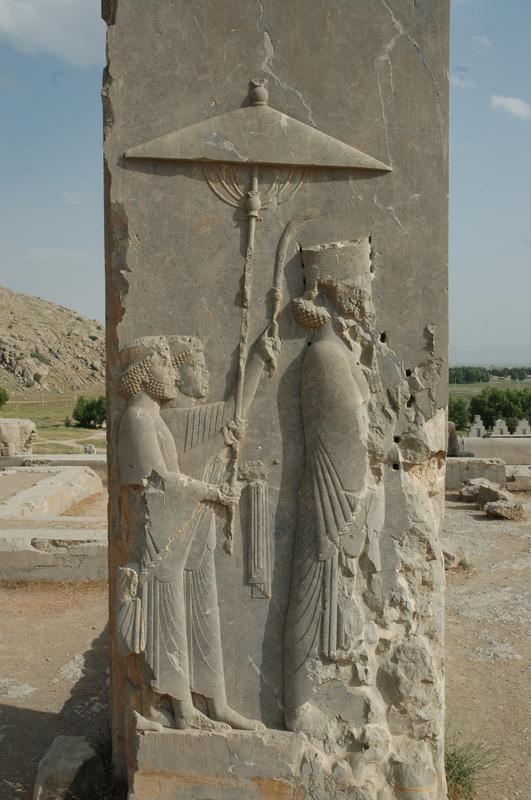
Le roi Xerxès Ier, un bas-relief d'une porte de son palais de Persépolis.

Dans le Levant méridional, la fin du royaume d'Israël en 722 av. J.-C. s'est accompagnée de l'essor de celui de Juda, où se produisent sans doute les premières phases rédactionnelles de nombreux textes bibliques (notamment sous le règne de Josias, 640-609), en particulier ceux proclamant la centralité du temple Yahweh de Jérusalem, maintenant que la cité rivale de Samarie est tombée. Puis les deux prises de Jérusalem qui ont lieu sous le règne de Nabuchodonosor II, qui succèdent à plusieurs défaites de Juda face à l'Assyrie, se soldent par la destruction du grand temple. Les déportations qui s'ensuivent sont certes des événements qui ont bien d'autres équivalents à la même époque, mais leur impact sur le futur est considérable. Le retour de certains d'entre eux à Juda, autorisé après la chute de Babylone, pour reconstruire le temple de Jérusalem (débutant la période du Second Temple), achève la constitution d'une diaspora judéenne, dont les pôles sont la Judée, la Babylonie, et également l'Égypte qui a accueilli des réfugiés après les destructions babyloniennes. C'est durant les époques néo-babylonienne et achéménide que le monothéisme apparaît définitivement, et que des scribes entreprennent une phase décisive de révision, rédaction et de compilation des textes constituant la Bible hébraïque, repensés à la lumière de la défaite et de l'exil : cela concerne en premier lieu le récit de la Torah (à commencer par la Genèse et l'Exode), mais aussi les livres prophétiques de Jérémie, d'Esdras, de Néhémie, d'Isaïe, ou encore le livre de Job,.

### Tendances et héritages politiques et culturels

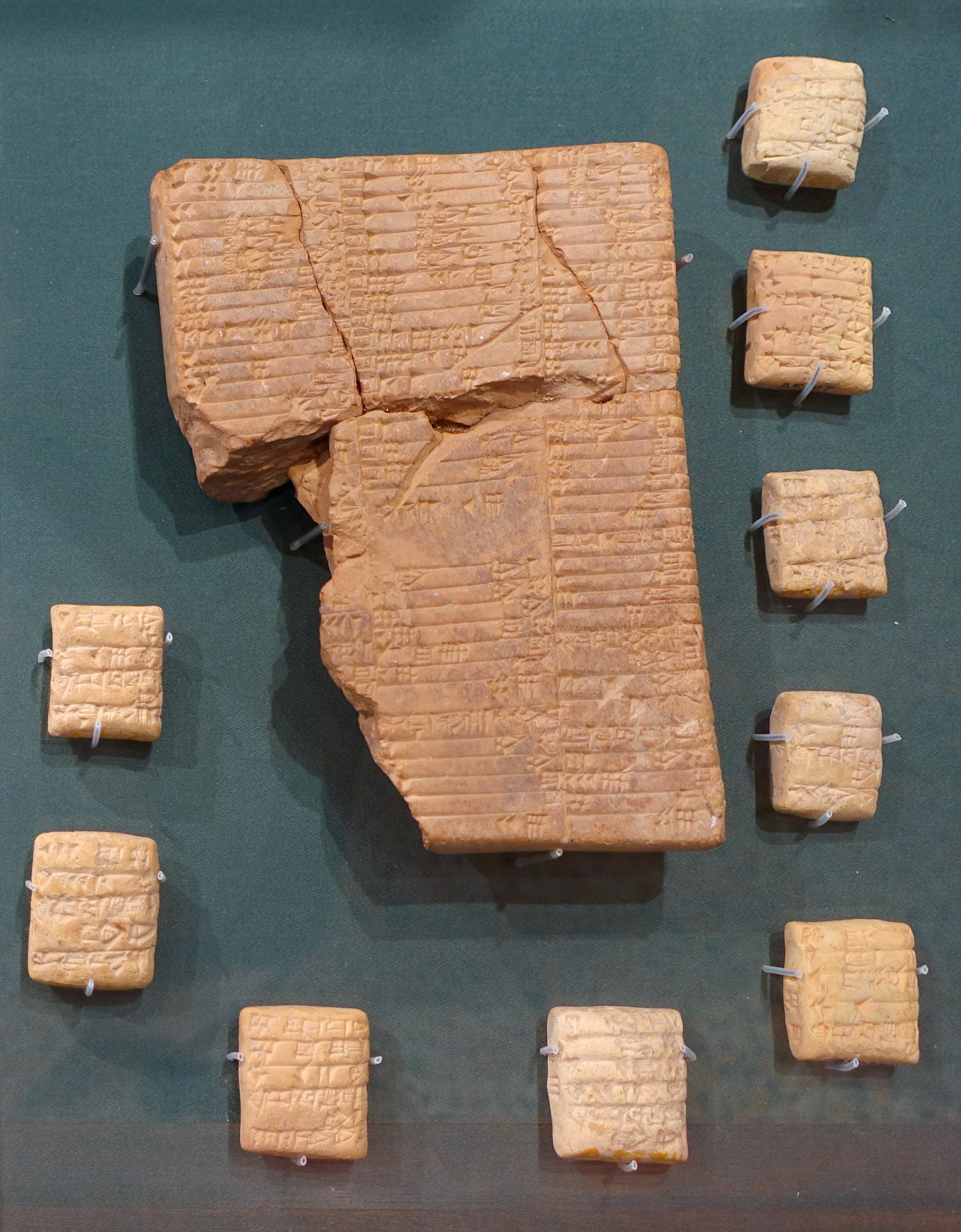
Grande tablette d'inventaire et certaines des petites tablettes de gestion quotidienne dont elle centralise les informations, sur la circulation d'animaux, issues du « Bureau central » de Puzrish-Dagan, troisième dynastie d'Ur (v. 2040 av. J.-C.). Musée de l'Institut oriental de Chicago.

Sur le plan politique au moins, et sans doute aussi économique, la première partie de l'Antiquité, héritière de la période de formation des premiers États et des premières sociétés urbaines, voit donc l'affirmation sur le long terme d'entités de plus en plus durables, étendues et intégrées, le développement des premiers empires étant une tendance majeure sur le plan politique, qui a fait l'objet de nombreuses études. Mais cette évolution est entrecoupée par des phases de rupture. Il est possible de reconnaître dans l'histoire du Proche-Orient ancien comme le fait M. Liverani des tendances de long terme vers un « élargissement de l'échelle des unités politiques, l'amélioration des technologies de production (et aussi de destruction), l'élargissement des horizons géographiques, et aussi le rôle croissant des individualités » tout en identifiant « une séquence cyclique de croissance et d'effondrement » qui crée des discontinuités. Ces tendances voyant alterner phases d'expansion et de contraction se repèrent aussi dans le monde égéen de l'âge du bronze. En Égypte pharaonique, le découpage traditionnel adopté par les historiens suit aussi cette tendance, organisé autour d'une alternance entre « Empires » caractérisés par l'unification, la stabilité et les succès économiques et politiques, et « Périodes intermédiaires » caractérisées par la désunion, l'instabilité économique et le retrait du concert international. Mais cette vision cyclique est critiquée car simplificatrice.
Ces royaumes sont liés à leurs élites, et dès qu'elles disparaissent ce qui fait leur spécificité est atténué par un retour vers des sociétés moins hiérarchisées et inégalitaires, moins encadrés par les institutions, ce qui explique aussi pourquoi elles sont des périodes « obscures » sur le plan documentaire, alors qu'il s'y passe beaucoup de choses. La perception d'« effondrements » résulte sans doute en bonne partie d'une vision de la société par le haut, alors que d'en bas (notamment au niveau des communautés rurales), elles sont peut-être moins perceptibles. Ainsi ce sont également en filigrane des révélateurs des spécificités des premiers États. Cette analyse générale du changement social sous l'angle de la « complexité » admet en pratique beaucoup de variations (régionales notamment, certaines contrées supportant mieux les « crises » que d'autres), qui nuancent certaines de ses conclusions et sont souvent mal comprises, comme l'illustrent les nombreuses discussions sur les causes des phases d'expansion et de contraction.

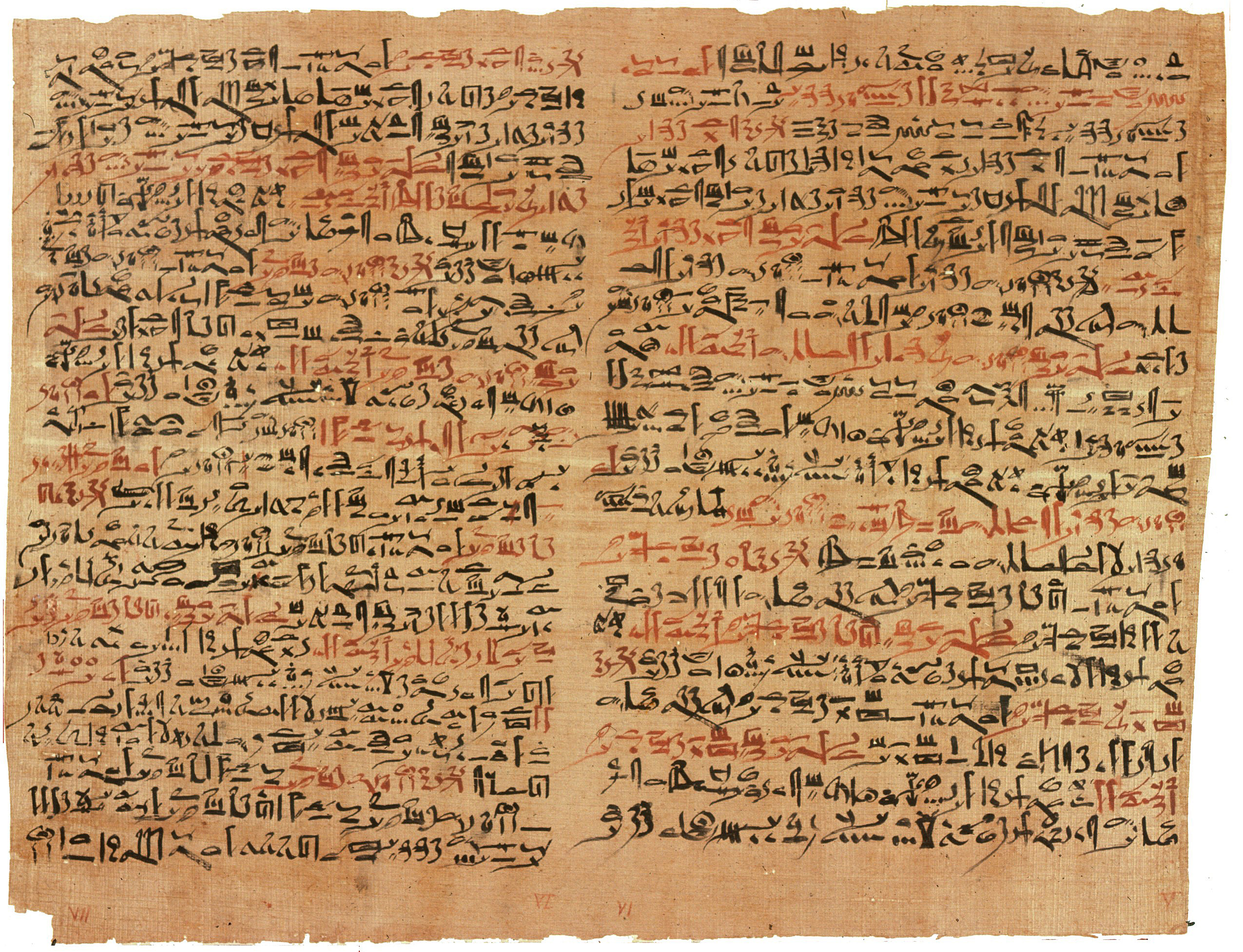
Planches et du papyrus Edwin Smith, texte chirurgical du Académie de médecine de New York.

Du point de vue technique et intellectuel, l'époque de la « révolution urbaine » qui marque le début de l'âge du bronze est notamment marquée par l'apparition de la poterie au tour, des alliages métalliques (notamment le bronze arsénié et le bronze à l'étain), la diffusion de l'usage de la roue, de l'araire, de l'arboriculture, de l'artisanat textile, en plus de l'écriture, le tout dans un contexte d'intensification du travail (développement de la standardisation dans la production artisanale, exploitation de la force animale). L'époque de la fin de l'âge du bronze et du début de l'âge du fer (tournant des IIe millénaire av. J.-C. et Ier millénaire av. J.-C.) voit la diffusion de la métallurgie du fer, de l'artisanat des matières vitreuses (céramiques à glaçure et verre) et de l'alphabet. Dans le domaine scientifique, des savants dont l'identité n'a pas été préservée réalisent diverses avancées en médecine, mathématiques et astronomie notamment, posant les bases de l'essor scientifique qui a lieu dans la Grèce antique (où étaient en particulier reconnus les accomplissements de la médecine égyptienne et de l'astronomie babylonienne).
Plus largement, tout un ensemble de changements décisifs dans l'histoire humaine ont lieu dans ces civilisations, qui sont souvent évoquées comme étant les « origines » de toutes sortes de choses qui sont fondamentales et dont l'existence est considérée comme allant de soi dans les civilisations qui ont existé depuis lors (État, villes, administration, impérialisme, écriture, etc.). Les « premières civilisations » sont les civilisations de beaucoup de « première fois » de l'histoire humaine, avec ce que cela implique comme tâtonnements, maladresses, échecs, réajustements, apprentissages et consolidations, aussi en matière d'influence sur les autres civilisations antiques qui ont adopté, adapté, prolongé et raffiné ces innovations. De fait, on retrouve certes souvent ces caractéristiques dans d'autres civilisations « primaires » (Chine, Mésoamérique), mais il y a lieu de considérer que c'est à partir du Proche-Orient et de l'Égypte qu'elles ont eu le plus d'impact, au moins pour les civilisations du Moyen-Orient, d'Afrique et d'Europe :
- Apparition des villes et constitution des premières sociétés urbaines : la ville devient durant ces époques un des cadres de vie essentiels des humains.
- Apparition d'une autorité royale et d'un gouvernement : la figure du monarque, avec ses rôles symboliques (protection de son peuple) s'impose à cette période et devient le mode de gouvernement le plus répandu.
- Apparition de l'écriture puis de l'alphabet : l'écriture cunéiforme, l'écriture hiéroglyphique, puis leurs descendants, jusqu'à l'apparition de l'alphabet, sont des innovations cruciales dans l'histoire humaine, accomplies pour la première fois dans ces régions, et diffusées à partir d'elles dans une majeure partie du monde (l'autre lieu d'origine majeur étant la Chine du Nord).
- Apparition d'une « bureaucratie » et d'un archivage des informations : c'est la conséquence des évolutions précédentes, et d'une importance capitale pour la vie des humains ; avec l'écriture, il est possible d'enregistrer des informations et les savoirs, de les conserver et de les accumuler dans une multitude de domaines de la vie pratique et savante.
- Apparition d'un esprit juridique et d'un sens de la justice (de l'équité), développés dans les cercles du pouvoir.
- Apparition d'une littérature : des genres littéraires mésopotamiens et égyptiens se sont transmis dans les civilisations postérieures, par le biais de la Bible notamment, parce qu'elle relevait des mêmes traditions et s'en était inspiré ; l'impact de ces littératures sur la période classique reste encore mal établi, mais il est manifestement à prendre en considération.
- Apparition d'un esprit encyclopédiste : les anciens Mésopotamiens développent dès l'apparition de l'écriture un goût pour la compilation des informations dans de longues listes lexicales, puis élaborent des « séries », longs textes techniques censés renfermer le savoir d'une discipline ; cela reflète une approche différente de la généralisation qui est caractéristique de l'esprit scientifique des Grecs, mais qui survit dans la vie intellectuelle des civilisations suivantes (dont la Grèce).
- Dans le domaine intellectuel plus largement, ces civilisations posent les bases des savoirs mathématiques, médicaux et astronomiques repris et améliorés dans les civilisations classiques ; elles inventent aussi des lieux d'enseignement et des bibliothèques servant à conserver et transmettre le savoir.
- Apparition d'un mode de découpage du temps : l'année divisée en douze mois calquée sur le rythme de la Lune et du Soleil, et la semaine de sept jours apparaissent en Mésopotamie et au Proche-Orient antiques.
- Apparition du monothéisme : c'est dans la religion juive qu'il se concrétise, au milieu du Ier millénaire av. J.-C., reposant manifestement sur des évolutions théologiques présentes aux périodes antérieures en Égypte et au Proche-Orient ; c'est une évolution déterminante, amenée à être adoptée par la majorité des humains[142].

## L'Antiquité classique

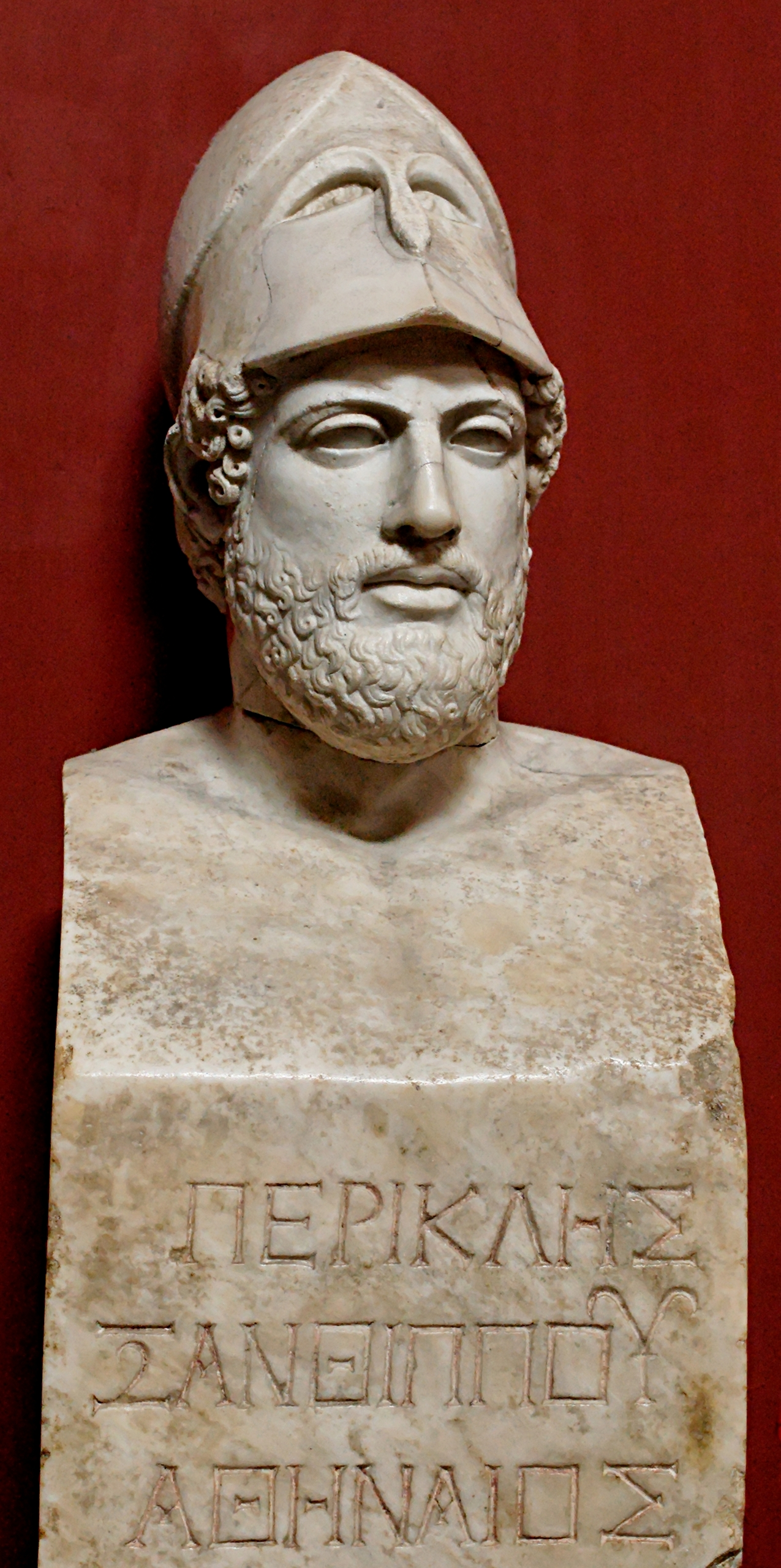
Buste de Périclès (v. 495-429 av. J.-C.), copie romaine d'après un original grec de Crésilas (430 av. J.-C.), musée Pio-Clementino.

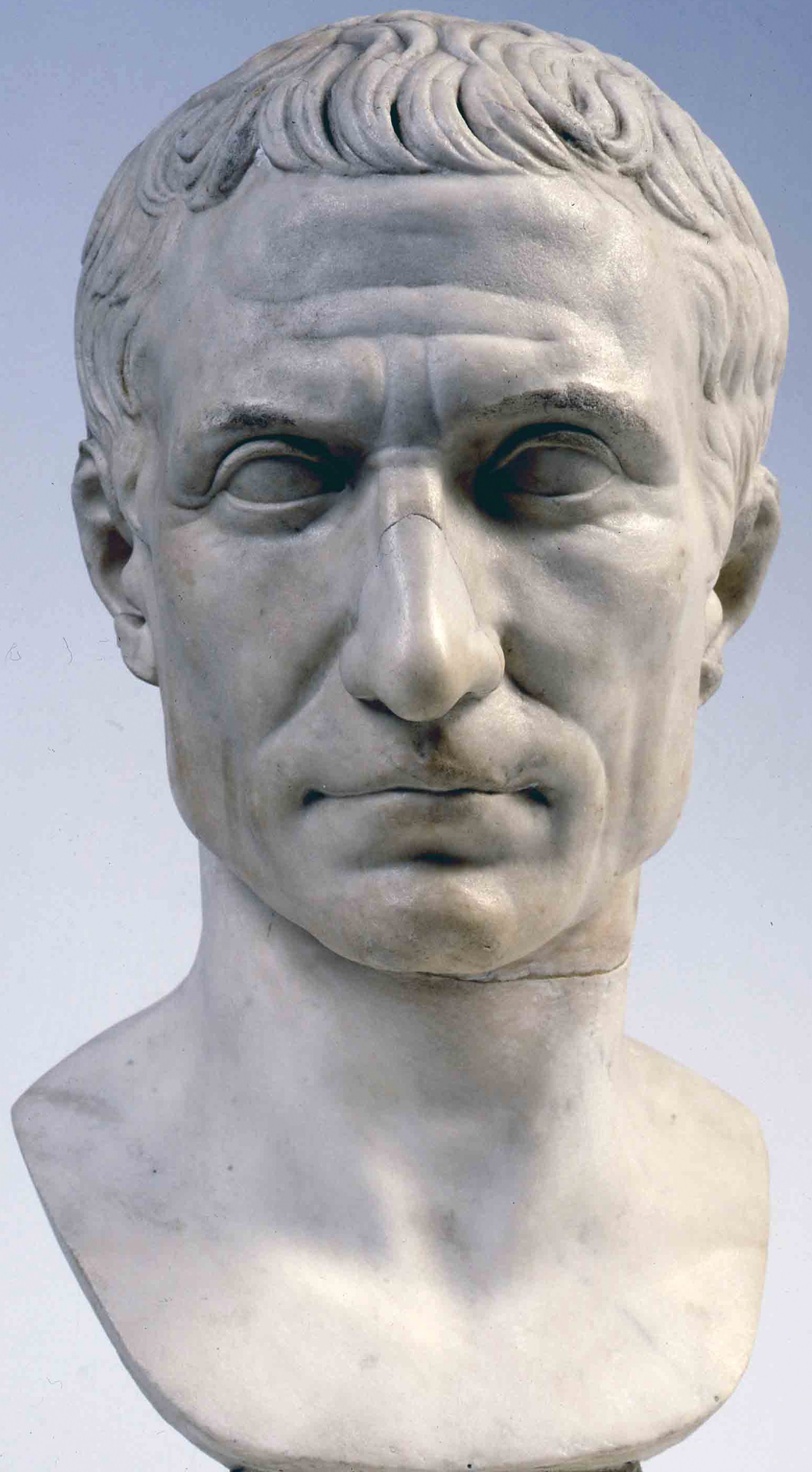
Buste de Jules César (100-44 av. J.-C.), portrait posthume, v. 44-30 av. J.-C., musée Pio-Clementino.

L'Antiquité classique correspond à la période de l'Antiquité durant laquelle se développent les civilisations grecque et romaine. Elle va conventionnellement de 776 av. J.-C., la date supposée des premiers concours athlétiques d'Olympie (les « jeux olympiques antiques »), et jusqu'en 476 ap. J.-C., la date de la fin de l'empire romain d'Occident. Cette époque est souvent désignée de façon réductrice dans les publications des pays occidentaux comme l'« Antiquité » ou le « monde antique » tout court,.
La notion de « classique » vient du latin classicus, qui renvoie dans la Rome antique aux classes sociales (classis, les catégories taxables de citoyens), puis, dans le contexte plus précis de la critique littéraire, à des auteurs de haut niveau, donc de classe supérieure, dans les Nuits Attiques d'Aulu-Gelle (IIe siècle). Le terme en vient à désigner des modèles, une tradition à étudier et dont il faut s'inspirer. Il est repris en français au XVIe siècle pour désigner des auteurs de qualité jugée supérieure, devant servir d'exemples. Puis il prend un autre sens plus spécifique, pour désigner des moments historiques : « De manière très générale, on parle de civilisations ou d'études classiques à propos de la Grèce et de la Rome antiques en tant que sources et modèles de l'Occident. D'une manière plus précise, on qualifie de classique depuis le XIXe siècle la période historique qui voit l'apogée des cités grecques aux Ve et IVe siècles (490-338) ; l'art de cette époque est classique dans la mesure où il a servi ultérieurement de modèle. » Ce sont des périodes qui ont été couramment vues comme étant de niveau supérieur, servant de références qui s'approchent de la perfection, et de modèles à suivre, en particulier dans les domaines littéraire et artistique (à la Renaissance, avec le classicisme, etc.), les autres étant renvoyées par comparaison avec cet idéal au statut de phases préparatoires, imitatrices, voire « dégénérées » (archaïque, hellénistique, baroque). Cette idéalisation et cette subjectivité marquée ne sont plus vraiment de mise dans les études historiques de ces périodes, qui y ont notamment opposé des aspects moins reluisants de ces civilisations aux yeux des modernes (exclusion des femmes de la vie publique, esclavage, traitement des étrangers et des catégories sociales basses), et de la remise en question des idées sur la supériorité de cet âge par rapport aux civilisations « orientales » ou à l'Antiquité tardive/Moyen Âge. L'emploi du terme « classique » est cependant souvent préservé dans les études historiques (surtout pour désigner plus précisément la Grèce classique), par convention, même si certains préfèrent s'en défaire pour des dénominations plus neutres,.
Cette phase débute quand la Grèce connaît un rapide développement aux VIIIe – VIe siècles av. J.-C., au contact direct du monde proche-oriental et à l'ombre de l'empire perse, évolutions qui débouchent sur la constitution d'une nouvelle civilisation grecque bien différente de celle de l'âge du bronze, organisée autour de cités, qui atteint sa forme « classique » au Ve siècle Après avoir résisté aux tentatives d'intégration à l'empire perse, les cités grecques sont soumises par le royaume de Macédoine, dont le souverain, Alexandre le Grand, parvient à conquérir l'empire perse entre 333 et 330. Cela ouvre la période hellénistique, durant laquelle des dynasties gréco-macédoniennes se partagent les dépouilles de l'empire vaincu, et qui s'accompagne d'une diffusion considérable de la culture grecque, qui devient la référence du monde antique pour les phases suivantes. Les cultures des rives de la Méditerranée connaissent un essor dans la première moitié du Ier millénaire av. J.-C., à la suite de la constitution des diasporas phénicienne et grecque, stimulant l'émergence d'aires culturelles et d'entités politiques dynamiques. En Italie, la cité de Rome, organisée suivant un système républicain, soumet ses voisins directs (dont les Étrusques) puis Carthage, s'assurant la domination de cet espace tout en partant à la conquête du monde hellénistique, qui tombe rapidement face aux redoutables armées romaines. Mais en retour, le monde grec conquiert culturellement la civilisation romaine. Rome devient une monarchie à la fin du Ier siècle, avec la constitution d'un régime « impérial » par Auguste. En Iran et en Mésopotamie s'est alors constitué un empire rival, celui des Parthes. Le Proche-Orient hellénistique et romain voit le développement de mouvements religieux autour du judaïsme, conduisant à l'apparition du christianisme, qui est amené à jouer un rôle crucial durant les périodes tardives de l'Antiquité.
La civilisation romaine s'inscrivant par bien des aspects dans la continuité de la civilisation grecque, dont elle reprend de nombreux aspects (surtout ceux de la culture hellénistique), il est courant de parler à ce propos de culture voire de civilisation « gréco-romaine » (ou « gréco-latine »), appliquée en particulier à l'époque impériale (un « Empire gréco-romain » pour P. Veyne), même si cela semble surtout pertinent pour les lettres et les arts dans lesquels les Romains ont abondamment repris aux Grecs, moins pour d'autres aspects tels que les faits religieux, juridiques et militaires. L'approche dominante est donc de voir deux civilisations distinctes se succédant avec chacune leur propre périodisation, plus rarement une seule civilisation. Une autre manière d'aborder cette période est de prendre pour champ géographique et culturel le monde méditerranéen, ce qui permet notamment d'intégrer dans les études les contributions des Phéniciens/Carthaginois et des Étrusques et d'une manière générale les civilisations « non-classiques », et plus généralement de mettre en valeur les différentes interactions qui ont lieu sur cet espace dont l'importance s'affirme tout au long de la période.

### Chronologie

#### Grèce antique
- Âges obscurs (v. 1200-776 av. J.-C.) : effondrement de la civilisation mycénienne et de son organisation sociale et politique, période essentiellement connue par l'archéologie funéraire, présentant une diversité de pratiques, poterie de style « géométrique », construction de bâtiments (dont des sanctuaires), diffusion de la métallurgie du fer.
- Époque archaïque (776-480 av. J.-C.) : période de formation des cités grecques, expansion coloniale dans la Méditerranée et la mer Noire, adoption de l'alphabet, art orientalisant, poèmes de Homère et Hésiode, philosophes présocratiques.
- Époque classique (480-323 av. J.-C.) : après avoir repoussé les assauts des Perses (lors des guerres médiques), Athènes et Sparte sont les deux plus puissantes cités athéniennes, se confrontant avec leurs alliés respectifs dans la guerre du Péloponnèse (431-404). L'affrontement des cités se poursuit au siècle suivant (avec l'émergence de Thèbes), jusqu'à la mise en place de l'hégémonie macédonienne. Période de floraison culturelle, centrée sur Athènes : art et architecture « classiques », développement de la philosophie, la rhétorique, les sciences, etc. Cette période s'achève par la conquête de l'empire perse par Alexandre le Grand, roi de Macédoine (335-323 av. J.-C.).
- Époque hellénistique (323-31 av. J.-C.) : les héritiers d'Alexandre se partagent les pays conquis (Égypte pour les Lagides, Proche-Orient pour les Séleucides, Macédoine pour les Antigonides), coexistant avec de nombreuses dynasties grecques ou hellénisées. Processus d'hellénisation, avec la diffusion de la culture grecque dans les régions conquises. Poursuite des traditions artistiques et intellectuelles grecques.
- Grèce romaine (à partir de 146 à 31 av. J.-C., jusqu'en 330 ap. J.-C.) : Rome intervient en Grèce dès la fin du IIIe siècle, puis annexe la Grèce et les royaumes hellénistiques par étapes entre 146 av. J.-C., jusqu'en 31 av. J.-C. La Grèce fait ensuite partie de l'empire romain, dont la partie orientale est de culture dominante grecque, posant les bases de l'Empire romain d'Orient, dont l'acte de naissance peut être situé lors de la fondation de Constantinople en 330.

#### Rome antique
- Royauté romaine : fondation légendaire de la ville en 753 av. J.-C. selon la tradition romaine, et fin en 509 av. J.-C. avec le renversement de Tarquin le Superbe, dernier roi de Rome. Au-delà des mythes, période de constitution de la cité de Rome, domination culturelle et sans doute politique étrusque.
- République romaine (509-27 av. J.-C.) : organisation politique autour de magistrats élus et d'un corps collégial, le Sénat, constitution d'une force militaire de plus en plus puissante qui soumet progressivement la péninsule italique, puis la Méditerranée occidentale après les défaites de Carthage (guerres puniques, entre 264 et 146). Rome établi dans la foulée son hégémonie sur le monde hellénistique, par une succession d'annexions, étendant sa domination jusqu'au Proche-Orient et en Égypte. Essor de la culture romaine de langue latine, sous une forte influence grecque. Les conquêtes ont des conséquences politiques et économiques qui conduisent à l'émergence de puissants personnages, généraux victorieux, qui prennent progressivement le dessus sur les institutions républicaines, jusqu'à César puis Auguste qui met fin à ce régime.
- Empire romain, fondé en 27 av. J.-C. (Principat d'Auguste), dure jusqu'en 476 ap. J.-C. en Occident, et en Orient, par le biais de l'empire byzantin, jusqu'en 1453.
  - La période du « Haut-Empire » (jusqu'au IIIe siècle, au plus tard en 284) voit la grande phase d'expansion romaine s'achever et se stabiliser avec la constitution des frontières (limes), le régime impérial est une monarchie absolue, à la succession souvent houleuse, sauf durant l'âge de la pax romana qui couvre le IIe siècle. Diffusion des cités et de la citoyenneté romaines et de la culture gréco-romaine (romanisation), entre un monde latinisé à l'ouest, et hellénisé à l'est.
  - La période du « Bas-Empire » (v. 192/284, jusqu'en 476 en Occident, et 330 ou plus tard en Orient), marquée par le renforcement des défenses de l'empire après une période de troubles (instabilité dynastique, migrations germaniques, attaques des Perses), et sa division progressive entre Occident et Orient, marquant le début de l'Antiquité tardive. L'Occident romain tombe progressivement sous la coupe de dynasties germaniques (« barbares »), tandis qu'en Orient l'empire subsiste autour de Constantinople, « Nouvelle Rome », un empire grec. Cette période est marquée par la christianisation de l'empire et de ses populations.

### La Grèce archaïque et classique

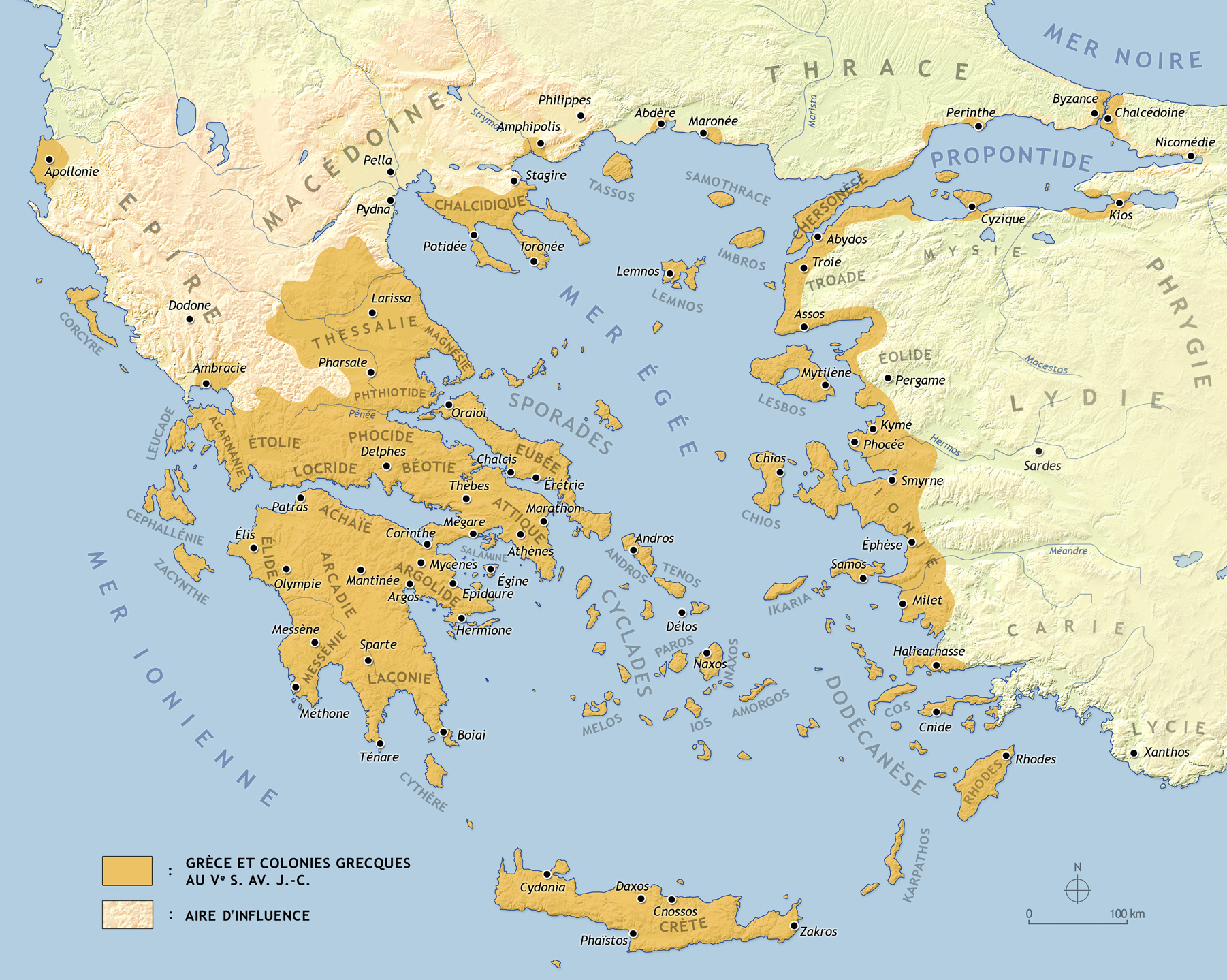
Carte de la Grèce antique au

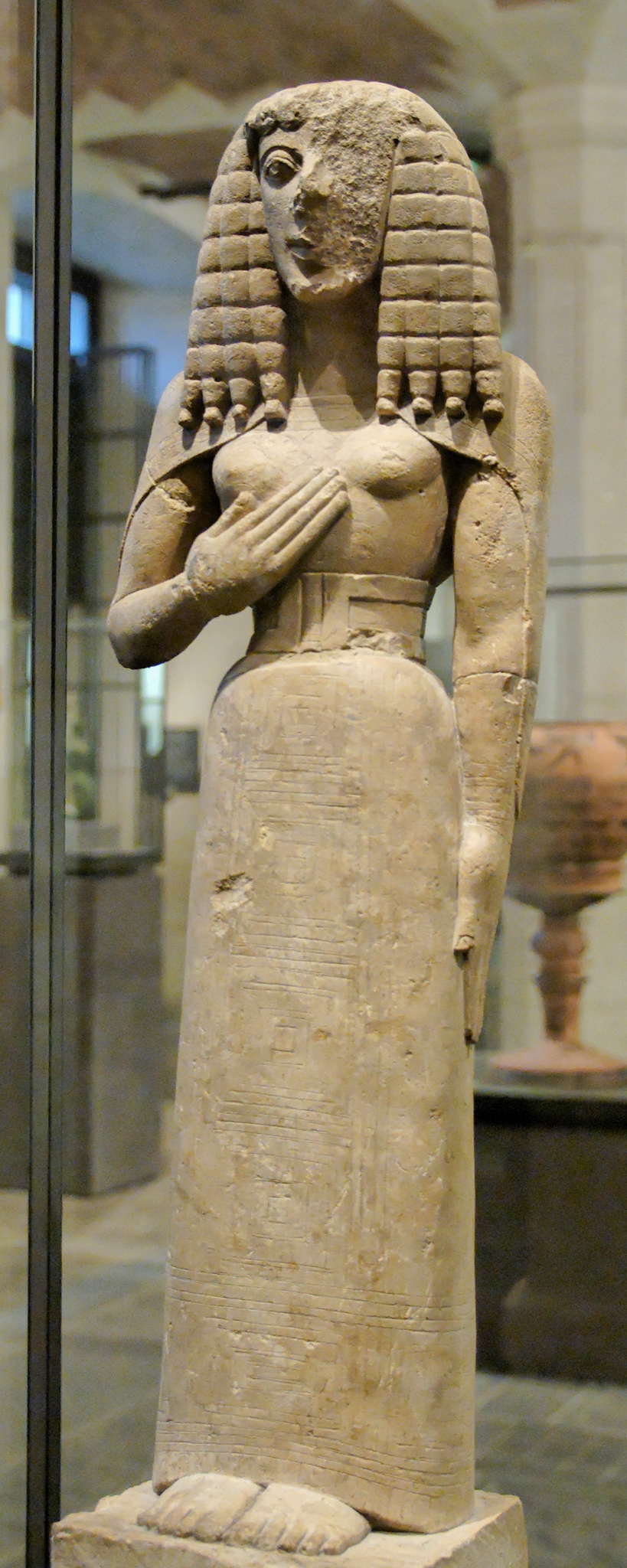
La « Dame d'Auxerre », art orientalisant crétois (style dédalique), v. 640-630 av. J.-C. Musée du Louvre.

L'effondrement de la civilisation mycénienne s'est accompagné de la disparition de son système palatial, de son écriture et, plus progressivement, de ses traits matériels. Les « âges obscurs » (v. 1200-800 av. J.-C.) sont comme leur nom l'indique très pauvrement documentés et mal connus, mais il ne faut pas le voir uniquement sous l'angle du déclin. Certes les derniers siècles du IIe millénaire av. J.-C. voient un déclin marqué de la complexité (quasi-disparition des échanges, de la métallurgie du bronze, etc.) et une fragmentation culturelle du monde égéen, mais le début du Ier millénaire av. J.-C. voit la tendance s'inverser. La documentation archéologique provient surtout de cimetières, la céramique caractéristique est dite protogéométrique puis géométrique. Le changement technique majeur est le début de la métallurgie du fer (v. 1000 av. J.-C.), les échanges à longue distance reprennent, la Crète rejouant les premiers rôles, l'architecture monumentale fait progressivement son retour (Lefkandí), les traditions prenant de plus en plus de distance avec les traditions de l'âge du bronze. Puis, à la fin de la période et au début de l'époque archaïque, les signes de reprise sont plus clairs chez les différents groupes de populations grecques sont établies sur le pourtour de la mer Égée (puisque, comme vu plus haut, elles ont connu une forte expansion en Asie mineure, notamment en Ionie), qui constituent progressivement la civilisation grecque antique. Cela passe par un processus de (re)constitution d'entités étatiques, à compter du VIIIe siècle, siècle riche en changements en Grèce (on parle souvent à son propos de « renaissance », voire de « révolution »), et qui prennent pour beaucoup la forme d'une cité-État (en grec polis, terme qui désigne plus largement une « ville »), amenée à devenir une caractéristique du monde grec, puis du monde méditerranéen, jusqu'à l'Antiquité tardive.
Selon le découpage chronologique courant, l'époque archaïque a pour début symbolique les premiers Jeux olympiques en 776 av. J.-C., et pour fin la victoire grecque à l'issue de la seconde Guerre médique en 480/479 av. J.-C. Débute ensuite l'époque classique, qui va jusqu'à la mort d'Alexandre le Grand en 323 av. J.-C., qui marque le début de l'époque hellénistique.
L'époque archaïque est certes l'époque de fixation par écrit des épopées attribuées à Homère et d'un développement de l'écriture, elle reste surtout connue par des sources écrites postérieures, qui fournissent des informations sélectives sur les événements politiques. Les découvertes archéologiques sont donc un apport inestimable pour préciser l'image de cette époque qui est par bien des aspects fondatrice. Le monde grec d'alors (donc avec les cités grecques d'Asie mineure) est divisé en plusieurs régions ayant leurs spécificités culturelles, visibles dans la culture matérielle mais aussi la forme d'alphabet employée, en dépit du fait que l'élite partage les goûts « orientalisants » qui se retrouvent dans d'autres régions de la Méditerranée. L'époque archaïque est une période d'expansion du peuplement, en Grèce et au-delà, avec le phénomène de colonisation qui aboutit à la création de cités grecques en Italie du Sud et en Sicile (la « Grande Grèce »), en France (Massalia) et sur la mer Noire, qui se rattachent chacune à une métropole située en Grèce. Cette époque est en effet celle de la naissance de la cité-État, polis, supplantant le modèle monarchique pour des gouvernements par des magistrats, organisés suivant des lois écrites (les plus connues étant celles de Sparte et d'Athènes), et ouvre la voie à l'affirmation d'identités « politiques » (par cité) qui tendent à devenir la référence fondamentale, certes jamais la seule (existent aussi des ethnè, entités politiques aux contours plus flous, coexistant parfois avec des cités, notamment au centre et nord de la Grèce avec la Thessalie, l’Épire, la Macédoine ; et les structures de parenté réelle ou fictive comme les tribus et phratries qui se mettent aussi en place). Cela s'accompagne du développement d'une vie politique très dynamique dans ce cadre où la discussion pour la prise de décision et les rivalités politiques sont constantes, aboutissant à l'élaboration de différents types de régimes politiques, définis notamment par le degré d'ouverture du corps dirigeant la vie politique de la cité, les citoyens (politai). Les systèmes sont souvent oligarchiques, avec une minorité de personnes exerçant le pouvoir. Cette période est marquée par la domination sociale d'une aristocratie marquée par un fort esprit de compétition et des rivalités parfois destructrices, aussi une culture spécifique qui se retrouve dans la poésie lyrique et la pratique du banquet (symposion). Les systèmes politiques plus ouverts ont un corps de citoyens plus large, correspondant au « peuple » (demos) de la cité ayant des prérogatives politiques, la démocratie qui finit par apparaître à Athènes à la fin du VIe siècle Les nombreuses tensions qui traversent les cités (stasis) conduisent à des changements politiques, qui conduisent dans plusieurs car à la tyrannie, une forme de gouvernement qui s'affranchit des lois écrites pour octroyer le pouvoir à un seul homme (et qui à cette période peut avoir un sens négatif comme positif). Dans le domaine religieux, le développement des cités s'accompagnent de la construction de sanctuaires reflétant l'identité et le pouvoir de celles-ci, avec de grands temples. Chaque cité en vient à disposer de son propre panthéon où trône sa divinité « poliade », issue du panthéon grec commun (qui repose largement sur des bases mycéniennes), qui lui permet d'affirmer sa spécificité. La vie religieuse publique est émaillée de fêtes célébrant l'unité de la cité. Apparaissent aussi des sanctuaires panhelléniques dont les cultes impliquent tout le monde grec, l'exemple le plus éloquent étant la grande fête du sanctuaire du grand dieu Zeus d'Olympie, accompagnée de concours athlétiques, les « Jeux olympiques », qui attire hommes et offrandes. Dans l'économie, cette période voit la diffusion de l'utilisation des pièces de monnaie à partir de l'Asie mineure,.
La période archaïque est également fondatrice sur le plan intellectuel, profitant de la diffusion de l'écriture, des épopées, de l'émergence de la vie civique, en plus des influences orientales qui sont absorbées et intégrées dans la nouvelle culture grecque, qui reste de ce fait bien distincte de ses sources d'inspiration. Les cités de Ionie (Milet notamment) et de Grande Grèce sont alors les centres intellectuels les plus dynamiques. Du début de cette époque datent les œuvres primordiales attribuées à Homère (l’Iliade et l’Odyssée) et Hésiode (la Théogonie, Les Travaux et les Jours), puis à leur suite se développent les réflexions des « présocratiques » (Thalès, Pythagore, Démocrite, Héraclite, etc.) au crédit desquels sont mis le développement de la philosophie et plus largement de la science grecque, là encore à partir d'apports égyptiens et proche-orientaux remodelés dans un nouveau cadre conceptuel, qui doit manifestement beaucoup au développement de la vie civique, une société moins hiérarchisée que celles des monarchies du Moyen-Orient, avec un goût très prononcé pour le débat d'idées. Plusieurs éléments laissent à penser que les médecins, artistes et ingénieurs grecs les plus brillants égalent, voire dépassent rapidement leurs maîtres orientaux, puisque certains d'entre eux sont employés par les rois de Perse.

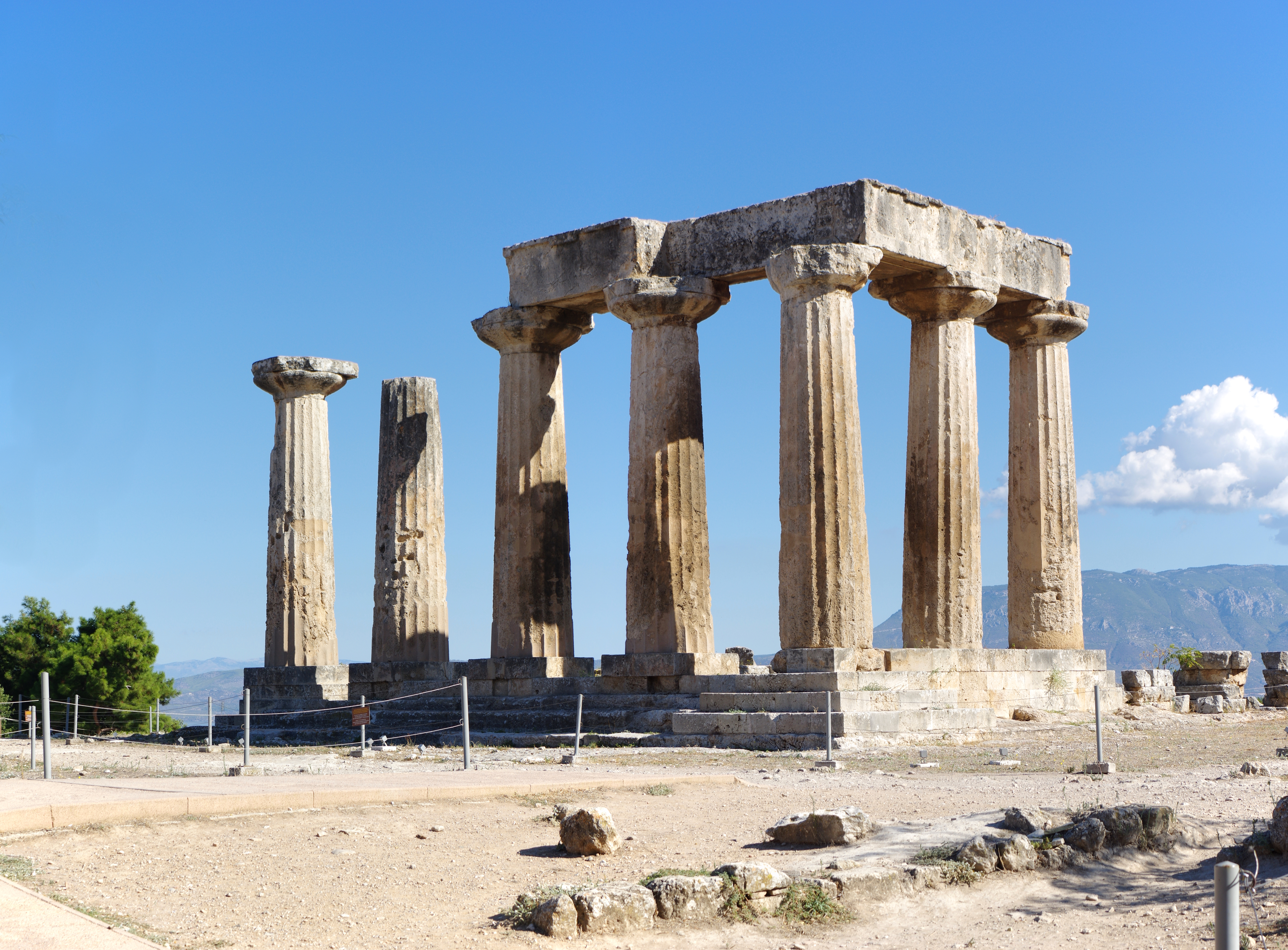
Ruines du temple d'Apollon de Corinthe.
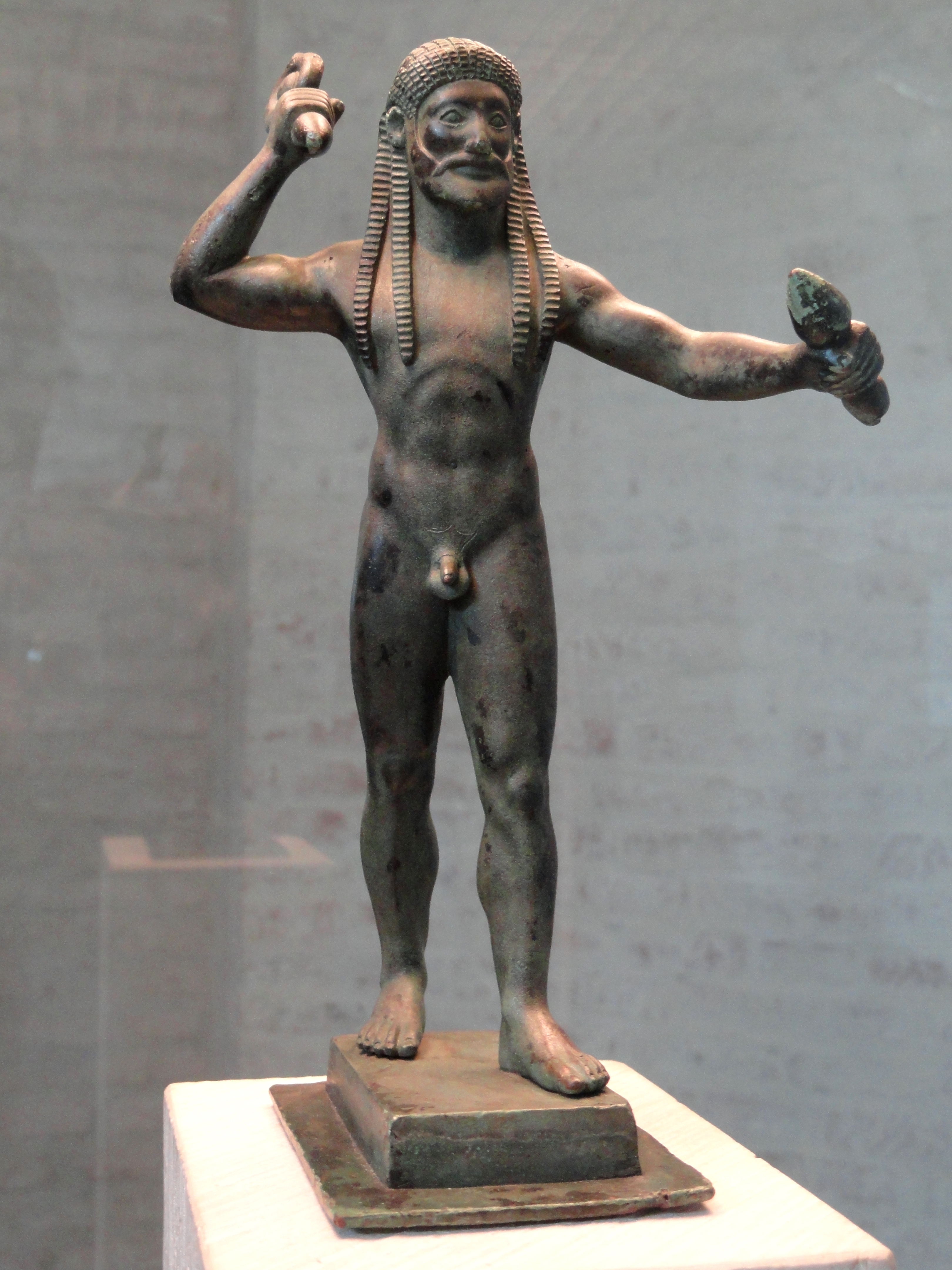
Statue de Zeus représenté avec des éclairs dans les mains. Glyptothèque de Munich.
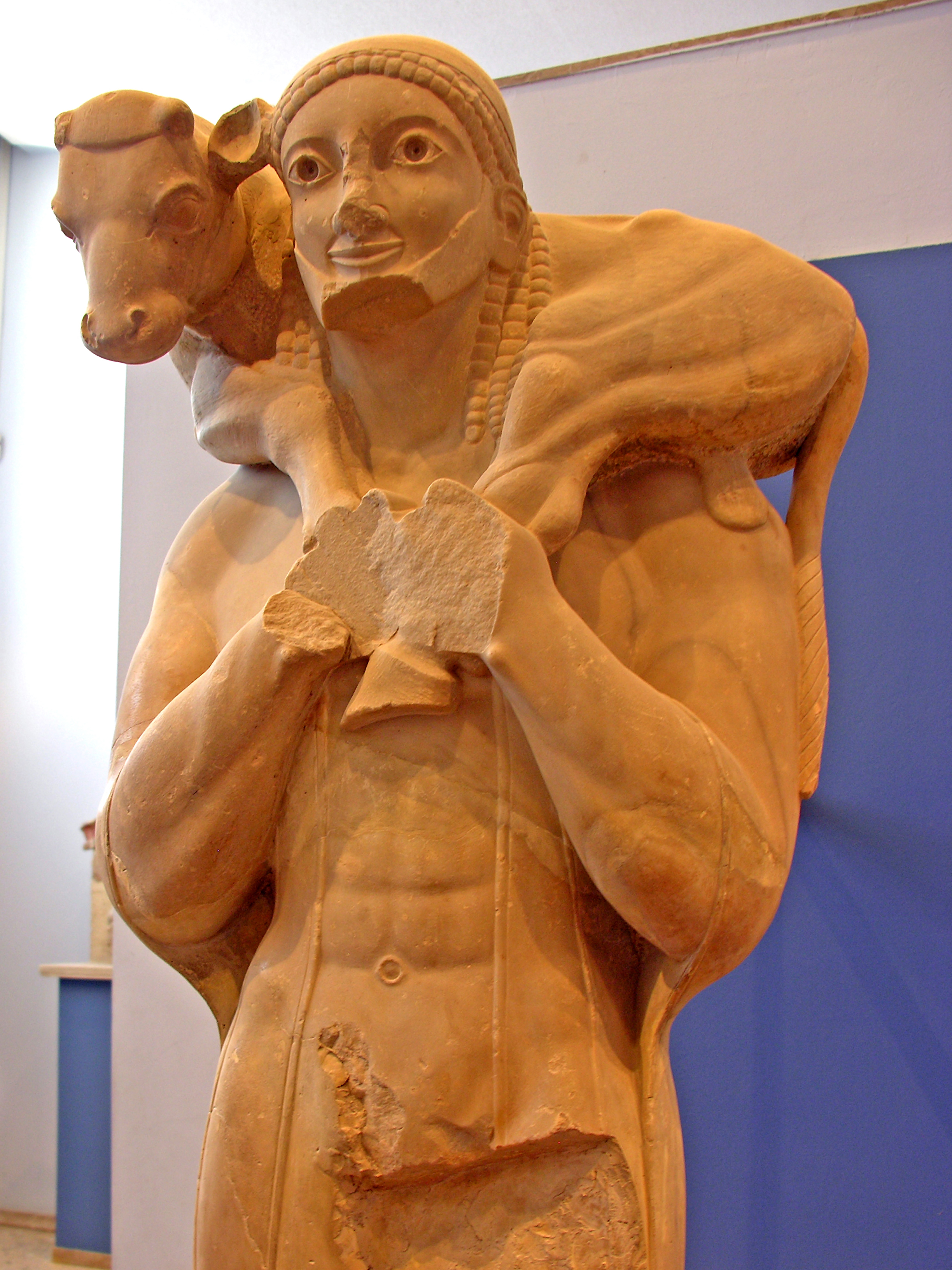
Le Moschophore (« porteur d'agneau »), statue datée de v. 570-550 av. J.-C. Musée de l'Acropole d'Athènes.
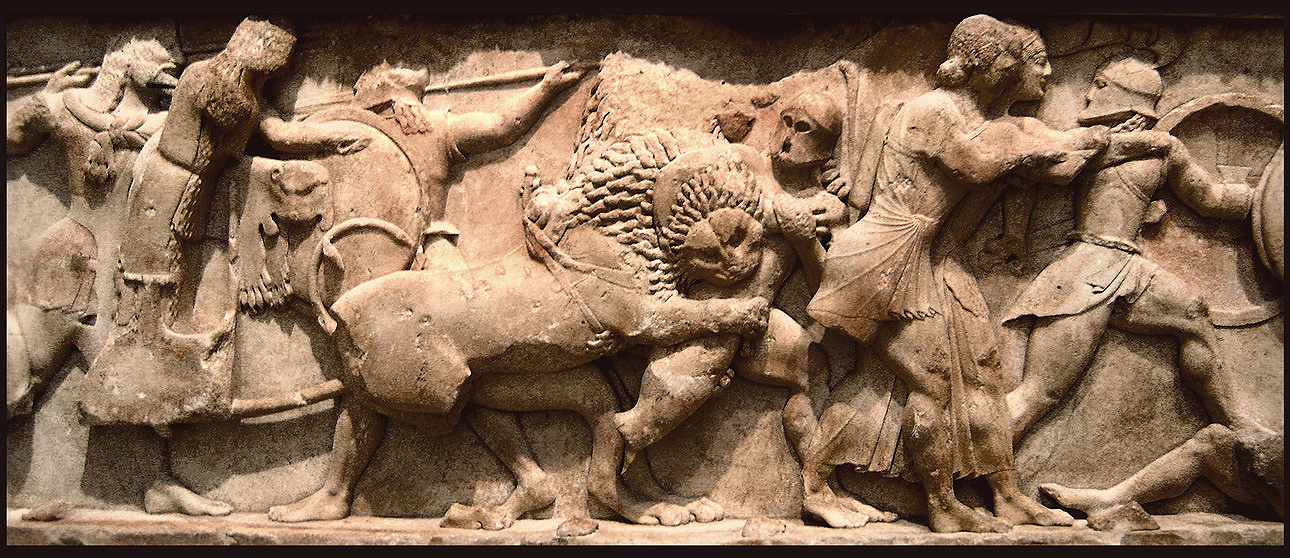
Frise du trésor de Siphnos représentant une gigantomachie, Delphes, v. 525 av. J.-C. Musée archéologique de Delphes.
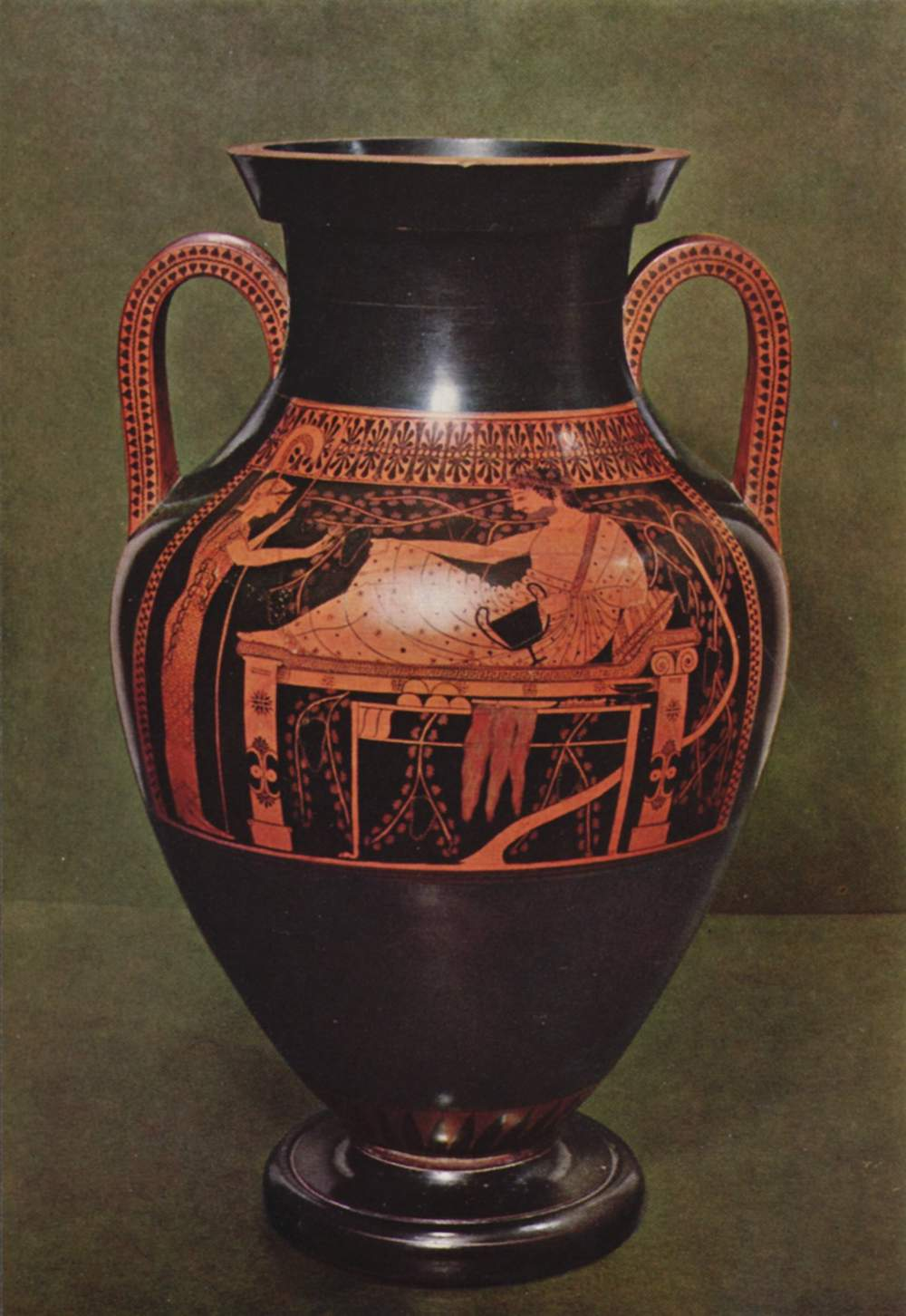
Une amphore attique à figures rouges. Collection des Antiquités de Munich.
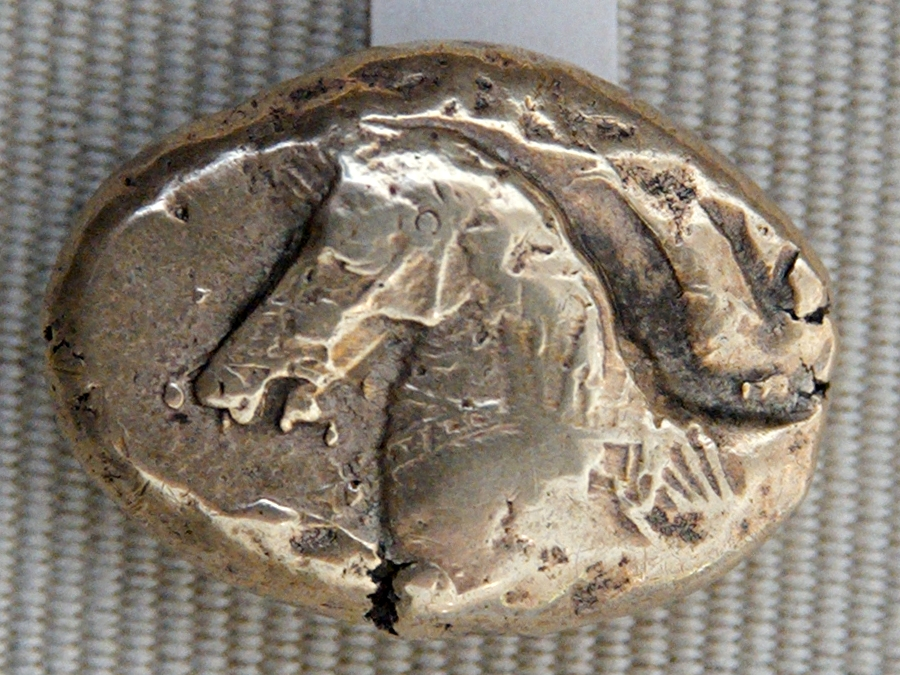
Statère d'électrum, Ionie, vers 600-580 av. J.-C. Cabinet des médailles de la Bibliothèque nationale de France.
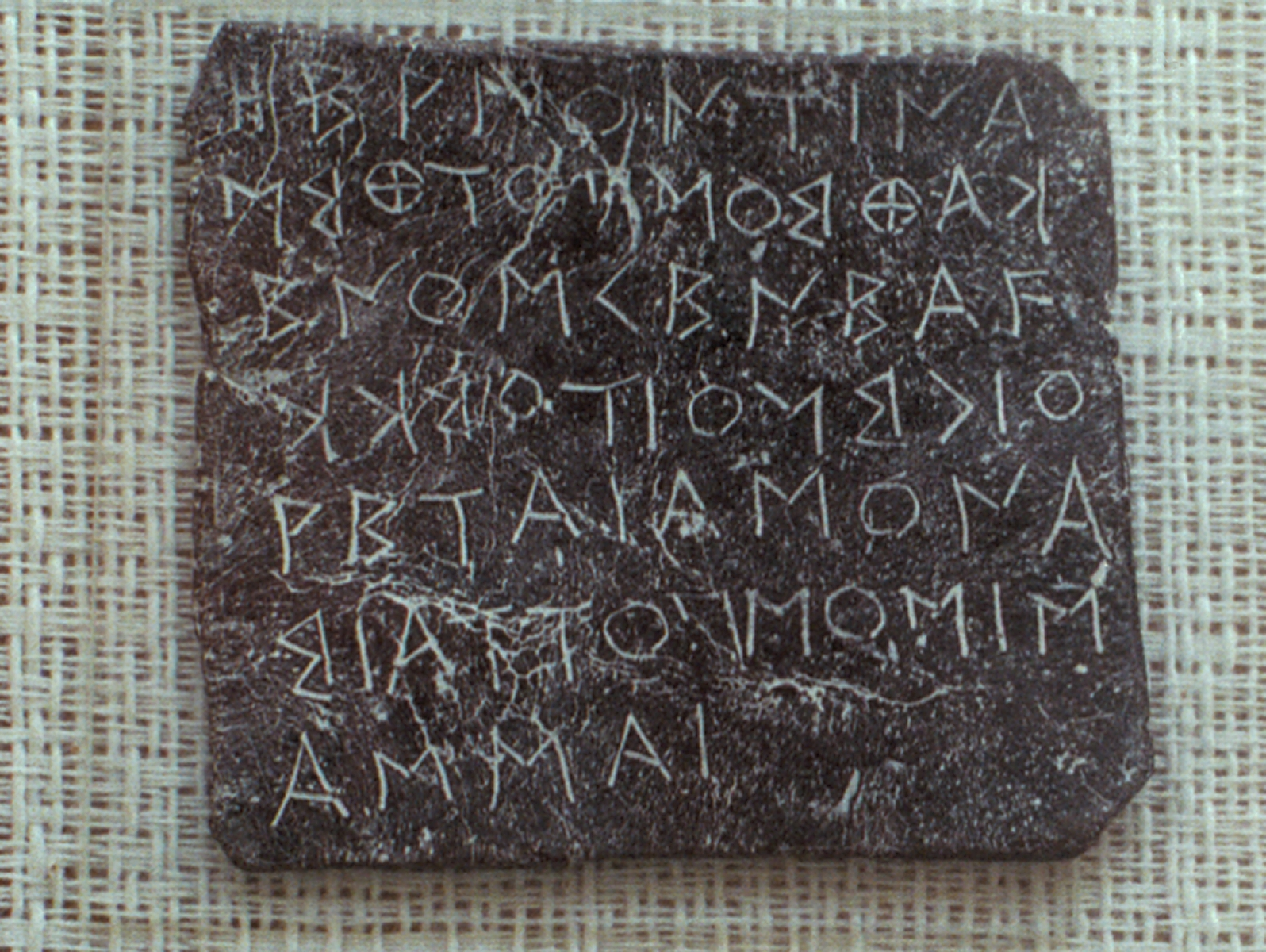
Inscription oraculaire sur lamelle de plomb, Dodone, fin du VIe siècle Musée archéologique de Ioannina.

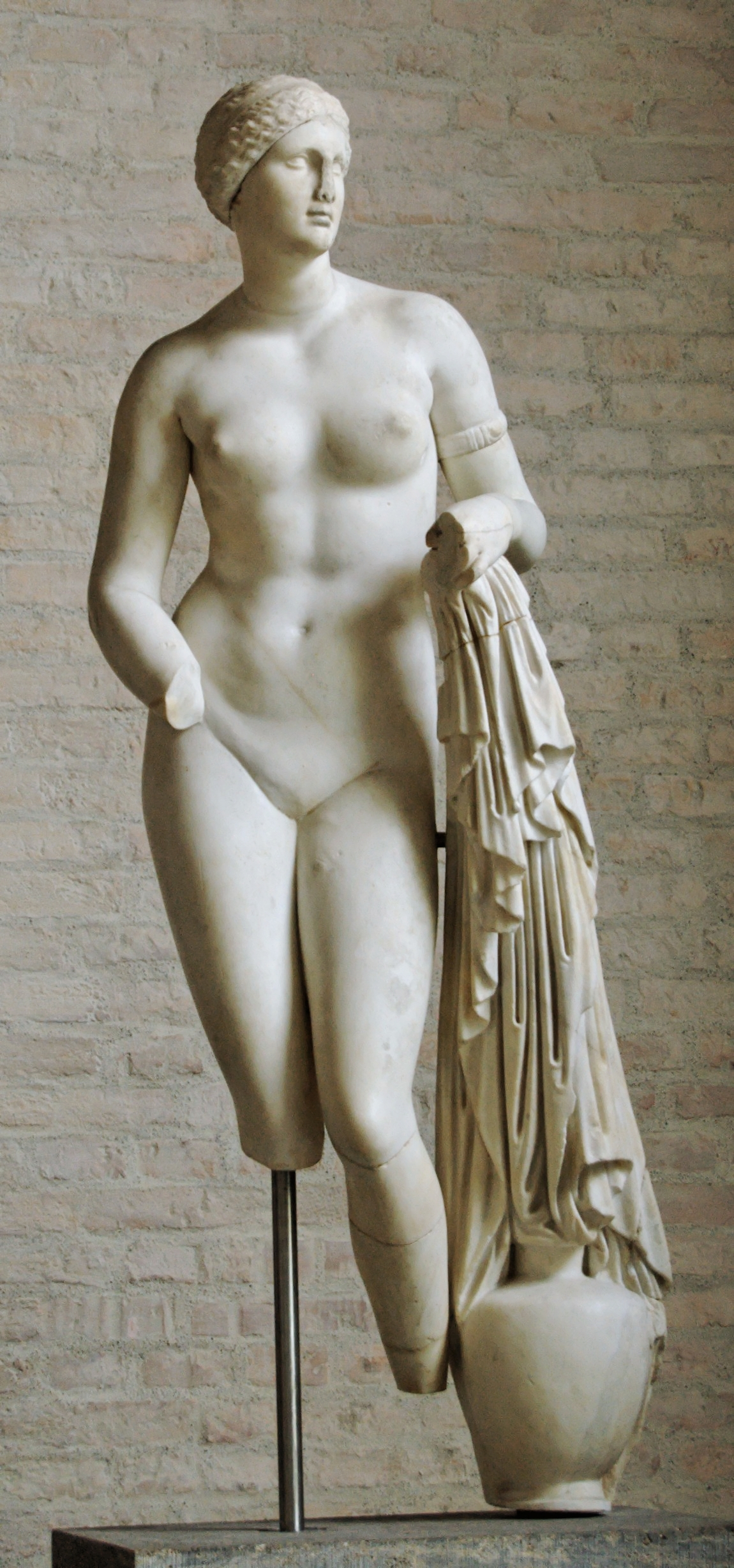
Aphrodite Braschi, du type de l'Aphrodite de Cnide, statue attribuée au sculpteur Praxitèle., glyptothèque de Munich.

Le monde grec égéen pendant les guerres médiques (v. 500-479 av. J.-C.)
Le monde grec égéen pendant la guerre du Péloponnèse, de 431 à 404 av. J.-C.

L'expansion occidentale de l'empire perse a abouti à la soumission des cités grecques d'Ionie. Quand les Perses cherchent à dominer la Grèce continentale, quelques cités choisissent de résister, sous la direction d'Athènes et de Sparte. Les guerres médiques, relatées par Hérodote qui en faisait (comme beaucoup de Grecs) une lutte de la liberté contre le despotisme, se soldent par la défaite des Perses (batailles de Marathon, Salamine, Platées), qui consolide la position dominante des deux cités dans le jeu politique grec. Ce conflit marque le début de l'époque classique. Sparte dispose d'une armée terrestre très bien organisée et de l'alliance de plusieurs cités du Péloponnèse. Athènes a de son côté une puissante marine de guerre, consolidée par les richesses qu'elle tire des mines du Laurion. Elle forme la Ligue de Délos pour tenter de libérer les cités grecques orientales, qu'elle transforme progressivement en empire maritime à sa solde (impérialisme athénien). La rivalité entre les deux cités aboutit à la guerre du Péloponnèse (431-404), période de conflits très destructeurs qui s'achève par la défaite d'Athènes. L'hégémonie spartiate tourne court face au rétablissement rapide d'Athènes et à l'émergence de Thèbes, qui dirige la ligue béotienne. Aucune des trois puissances ne parvient à prendre le dessus sur les autres, alors qu'au Nord le royaume de Macédoine monte en puissance. Son roi Philippe II (359-336 av. J.-C.) parvient à placer les cités grecques sous sa coupe, après la bataille de Chéronée (338 av. J.-C.) et la constitution de la ligue de Corinthe. Le devenir politique et militaire du monde grec est dès lors l'affaire des royaumes, les cités ayant perdu la prééminence dans ce domaine, même si elles restent le cadre de vie fondamental de la majorité des Grecs jusqu'à la fin de l'Antiquité. Lorsque Alexandre monte sur le trône de Macédoine en 336, il doit encore réprimer une révolte de cités puis sa domination est suffisamment consolidée pour qu'il puisse envisager de partir à la conquête de l'empire perse,.
La période classique est abondamment documentée, avant tout par la production écrite athénienne (qui est le fait d'Athéniens comme de gens originaires d'autres cités mais installés à Athènes), alors que sa rivale Sparte la « laconique » n'a quasiment rien laissé derrière elle, notamment dans le domaine architectural, ce qui fait que sa puissance serait indécelable sans sources écrites extérieures. La richesse minière et commerciale d'Athènes, sa puissance politique, son cosmopolitisme, sa vie politique intérieure dynamique et plus largement l'habitude de discourir ont stimulé une période de grande création intellectuelle, devenue une référence incontournable par la suite. La production intellectuelle de l'époque comprend des pièces de théâtre (Eschyle, Sophocle, Aristophane), des réflexions des philosophes (Socrate, Platon, Aristote), des écrits d'historiens (Hérodote, Thucydide, Xénophon), l'essor de la rhétorique (Sophistes, Isocrate). Les réalisations artistiques et architecturales sont toutes aussi marquantes, en premier lieu le chantier de l'Acropole avec le Parthénon. La ville est aussi caractérisée par son poids économique : ses riches mines, son très actif port du Pirée, ses pièces de monnaie, les « chouettes », qui sont très diffusées dans le monde antique et deviennent un étalon de référence, peut-être jusqu'au développement d'une économie « proto-capitaliste » avec échanges monétisés et mécanismes de marché (c'est débattu). Finalement, il apparaît que sa place prépondérante dans les sources de l'époque n'est pas fortuite. Sa vie politique et sociale repose en partie sur le développement d'un système politique original, la démocratie athénienne, donnant une place large part aux citoyens (uniquement des hommes) dans la prise de décision politique, et en partie sur l'exploitation d'une masse d'esclaves d'origine extérieure, qui sont notamment employés dans les mines, deux facettes opposées de la liberté, qui servent de socle à l'impérialisme athénien et au prestige culturel du « siècle de Périclès », du nom de sa figure politique principale. Cela assure à la ville une importance majeure pour les siècles suivants en dépit de son déclin politique. Du reste dans ce domaine, l'époque hellénistique doit plus aux approches hiérarchiques développées à l'époque classique dans le royaume de Macédoine ou chez les tyrans des cités siciliennes, et aux ligues « fédérales » qui se développent dans plusieurs régions de Grèce pour assurer leur défense face aux agressions extérieures. En dehors d'Athènes, il y a aussi une vie intellectuelle, comme l'illustre par exemple le développement durant cette période du corpus attribué à Hippocrate de Cos (mais probablement pas dû à un seul auteur), de première importance dans l'histoire de la médecine.

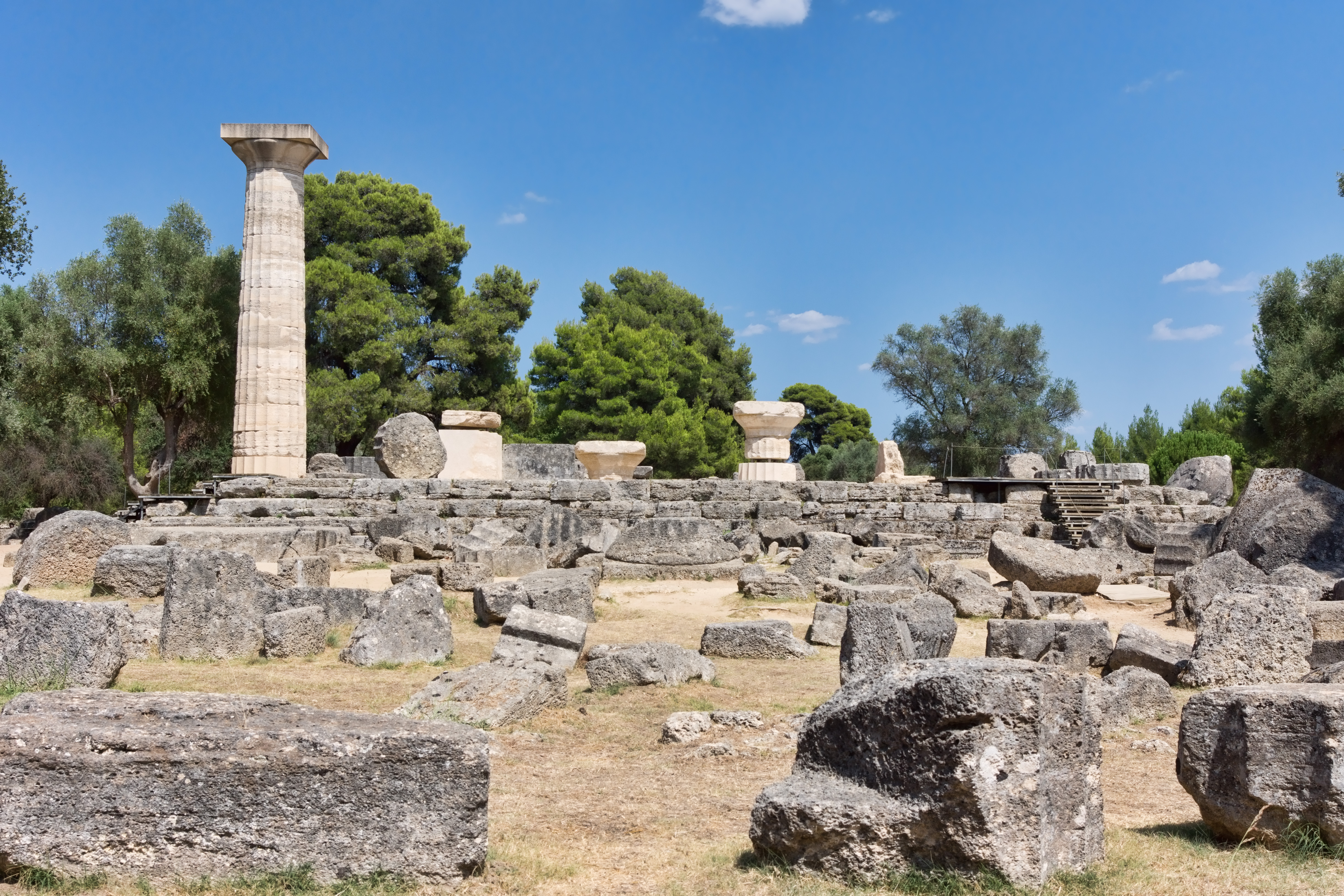
Le temple de Zeus d'Olympie, Ve siècle
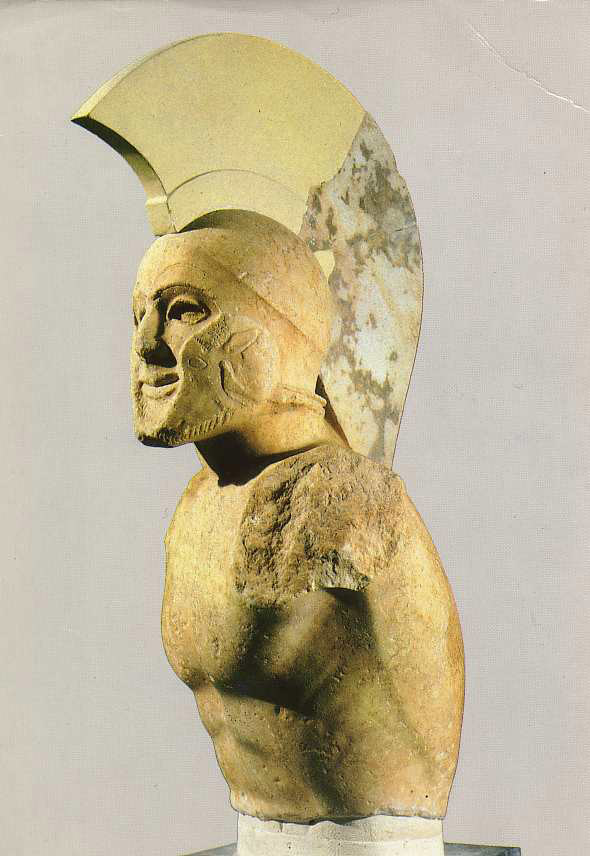
Buste d'un hoplite casqué, dit « Léonidas », début du Ve siècle, Musée archéologique de Sparte.
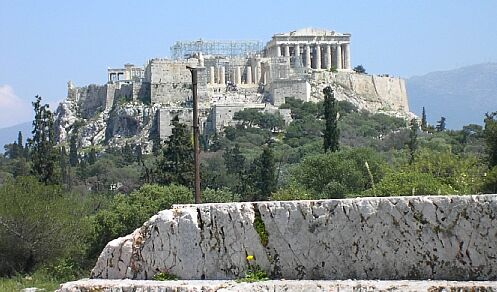
Athènes classique : plate-forme de la Pnyx, et en arrière-plan, l'Acropole.
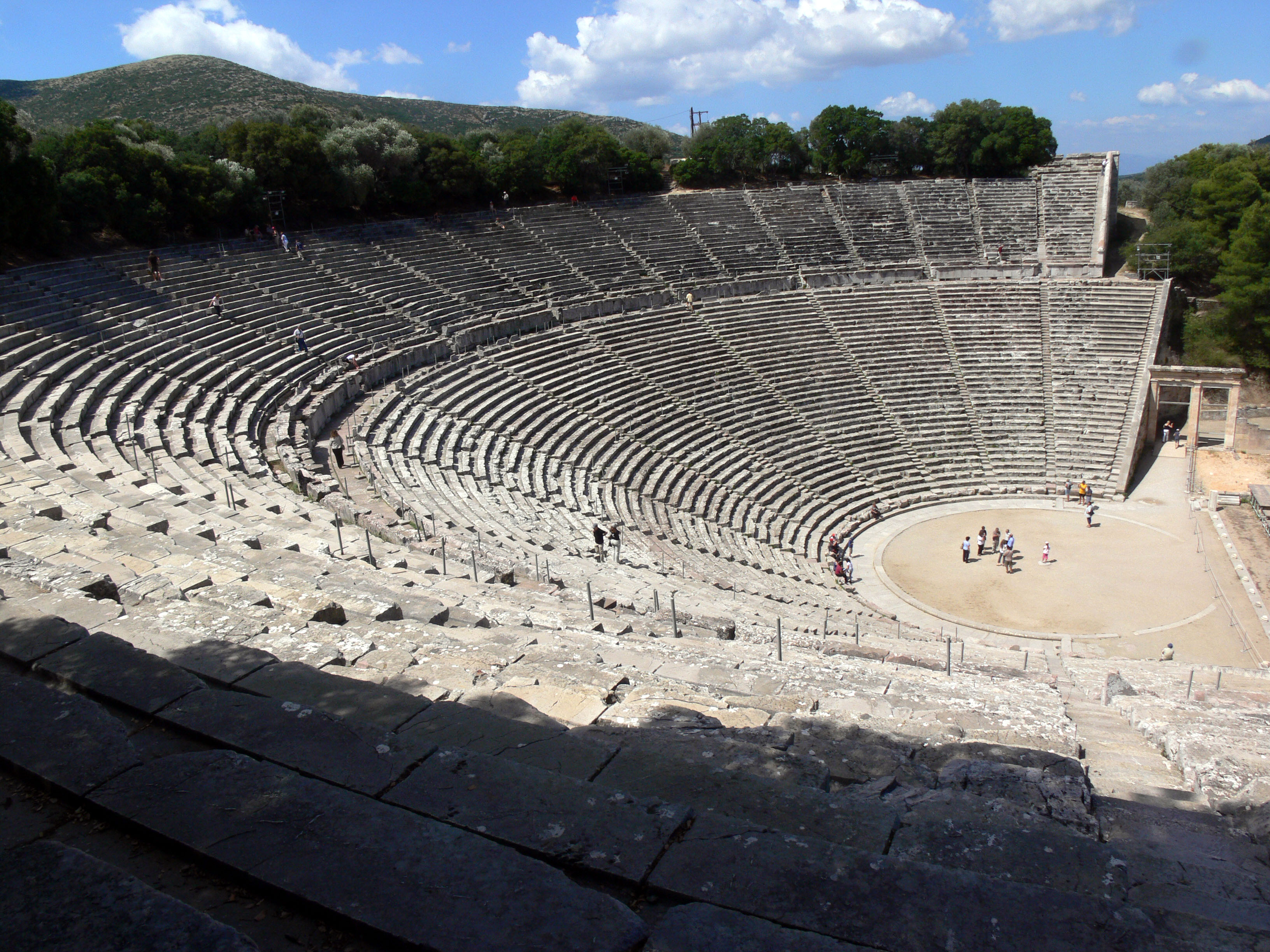
Le théâtre d'Épidaure, IVe siècle ou début du IIIe siècle
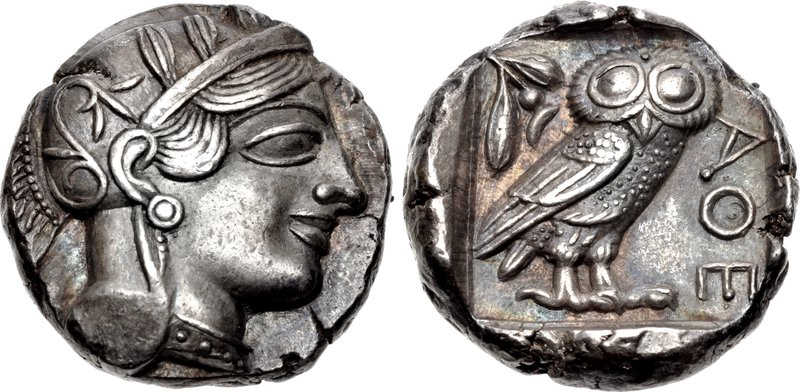
Tétradrachme athénien, avec la tête de la déesse Athéna au droit et la chouette la symbolisant au revers. Après 449 av. J.-C.

Au sortir de cette période, la Grèce est devenue un foyer culturel de premier plan, ce que les conquêtes militaires de la période hellénistique vont consolider et propager. L'hellénisme s'érige en modèle dont bien des aspects sont amenés à influencer les civilisations voisines et postérieures.

### L'essor de la Méditerranée occidentale

Routes du commerce phénicien.

La mise en relation des régions de la Méditerranée occidentale avec celles de la partie orientale (surtout la Phénicie et la Grèce) aboutit à une phase de développement de la première.
Le déclencheur est manifestement l'implantation de comptoirs et colonies venues de l'est. Ce phénomène concerne d'abord les Phéniciens, qui installent à partir du VIIIe siècle des cités en plusieurs régions : Afrique du Nord (Carthage), Malte, Sicile (Motyé, Solonte), Sardaigne (Tharros, Nora), Italie (Pyrgi), Andalousie (Cadix), puis sur le littoral atlantique (Mogador au Maroc). La plus célèbre de ces fondations est Carthage, colonie de Tyr, fondée selon la légende en 814/3 av. J.-C. Cette cité devient rapidement un centre urbain et portuaire de grande importance, dirigé par un conseil oligarchique, avec des marchands et navigateurs très entreprenants, qui fondent à leur tour des colonies. Elle prend en quelque sorte la direction commerciale puis militaire des implantations phéniciennes d'Occident. D'abord tournée vers la mer, elle s'intéresse à son arrière-pays à partir du Ve siècle À son contact, les populations locales, les Numides, connaissent un début d'organisation politique qui aboutit à la création d'un royaume indépendant au IIIe siècle sous la direction de Massinissa. Il en va de même pour les groupes vivant plus loin, les Maures, unis par le roi Baga.
La colonisation grecque concerne avant tout la Sicile et la partie Sud de la péninsule italienne, la « Grande Grèce ». Cumes est fondée vers 740 av. J.-C. puis se constituent d'autres villes qui prospèrent rapidement : Syracuse, Tarente, Naples, Héraclée etc. La colonisation grecque se porte également plus à l'est, où la principale fondation grecque est Massalia (v. 600 av. J.-C.), qui devient la porte d'entrée de l'influence grecque vers la Gaule et le nord de la péninsule Ibérique.

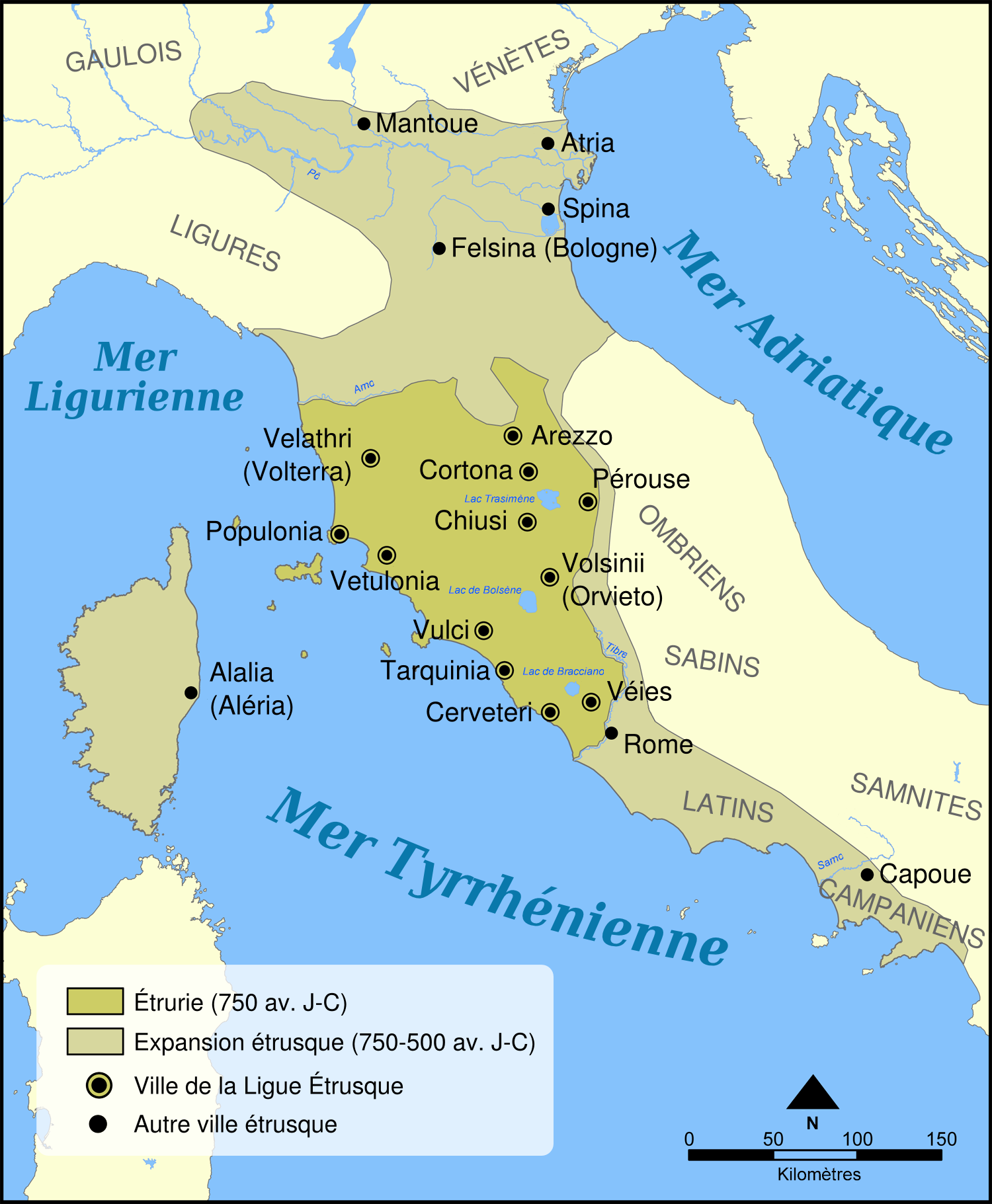
L'extension de la civilisation étrusque.

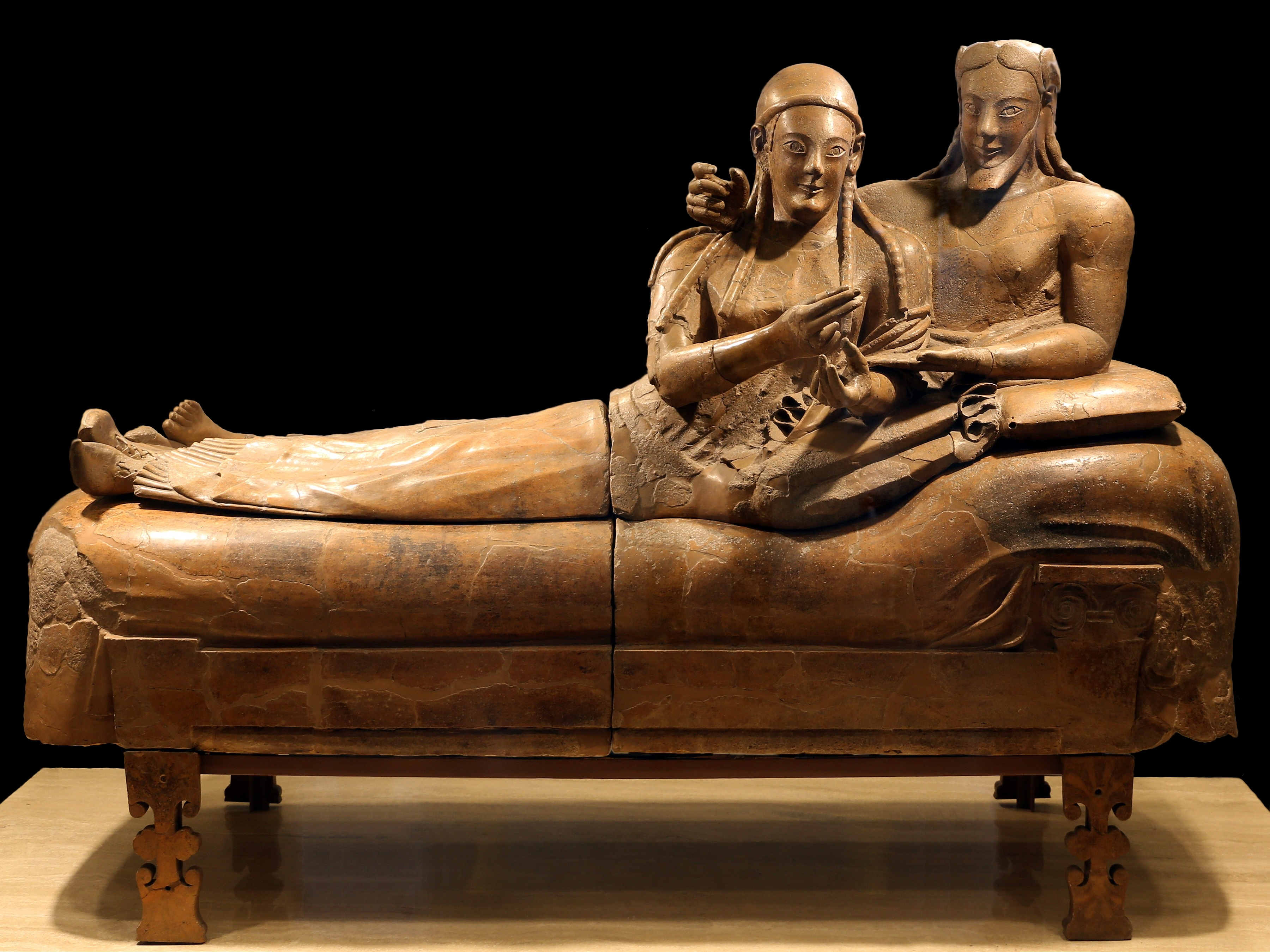
Sarcophage des Époux, art funéraire étrusque du. Exemplaire du musée national étrusque de la villa Giulia.

Le contact avec les Phéniciens et les Grecs a pour effet le développement culturel de l'Italie. Ces régions sont déjà occupées par un ensemble de peuples aux origines obscures, de langue indo-européenne ou autres. Les Étrusques sont les mieux connus. Ils émergent autour de l'actuelle Toscane, en Étrurie, où s'étendait la culture de Villanova (sans doute pluri-ethnique). Les élites étrusques, principalement documentés par les objets mis au jour dans leurs riches sépultures peintes, adoptent la mode « orientalisante » en s'ouvrant aux nouvelles influences. Elles empruntent l'alphabet grec pour créer un alphabet étrusque qui peut être déchiffré, mais n'est pas compris car la langue étrusque n'a aucune parenté connue qui pourrait aider à sa traduction. Émergent progressivement un ensemble de cités-États étrusques, sur les modèles grec et phénicien, prospères et dynamiques (Tarquinia, Capoue, Bologne, Vulci, etc.), qui étendent leur autorité et leur influence culturelle sur les régions alentour aux VIIe et VIe siècles av. J.-C. À leur contact en Italie centrale se trouvent plusieurs peuples non étrusques (Samnites, Sabins, Volsques, Ligures, etc.). Dans le Latium, les cités connaissent aussi un développement, au contact des Grecs et des Étrusques. Rome est fondée vers cette période, 753 av. J.-C. selon la légende, mais la formation de la cité vient sans doute bien plus tard, quoique le site soit peuplé depuis plus longtemps. La ville est d'abord dirigée par des rois, passerait un temps sous la domination d'une dynastie étrusque, avant de s'en débarrasser et de fonder la République romaine (509 av. J.-C. selon la date conventionnelle), qui commence ensuite son expansion vers les territoires voisins. Au nord de la péninsule se trouvent d'autres peuples, et des Gaulois s'y installent vers la fin du Ve siècle, donnant naissance à la Gaule cisalpine. L'influence celtique au nord est visible dans les tombes de la culture de Golasecca. Ces Gaulois chassent progressivement les Étrusques de la plaine du Pô, et lancent des raids plus au sud, dont le fameux sac de Rome de 386 av. J.-C.
La coexistence de ces différents peuples aux tendances expansionnistes engendrent des frictions et des conflits maritimes. Ainsi Carthaginois et Étrusques coalisés battent les Massaliotes et leur métropole Phocée à Alalia (Corse) en 535 av. J.-C., consolidant la position hégémonique de Carthage dans la Méditerranée orientale. Les deux siècles suivants sont marqués par des affrontements entre Carthaginois et Grecs, notamment Syracuse.

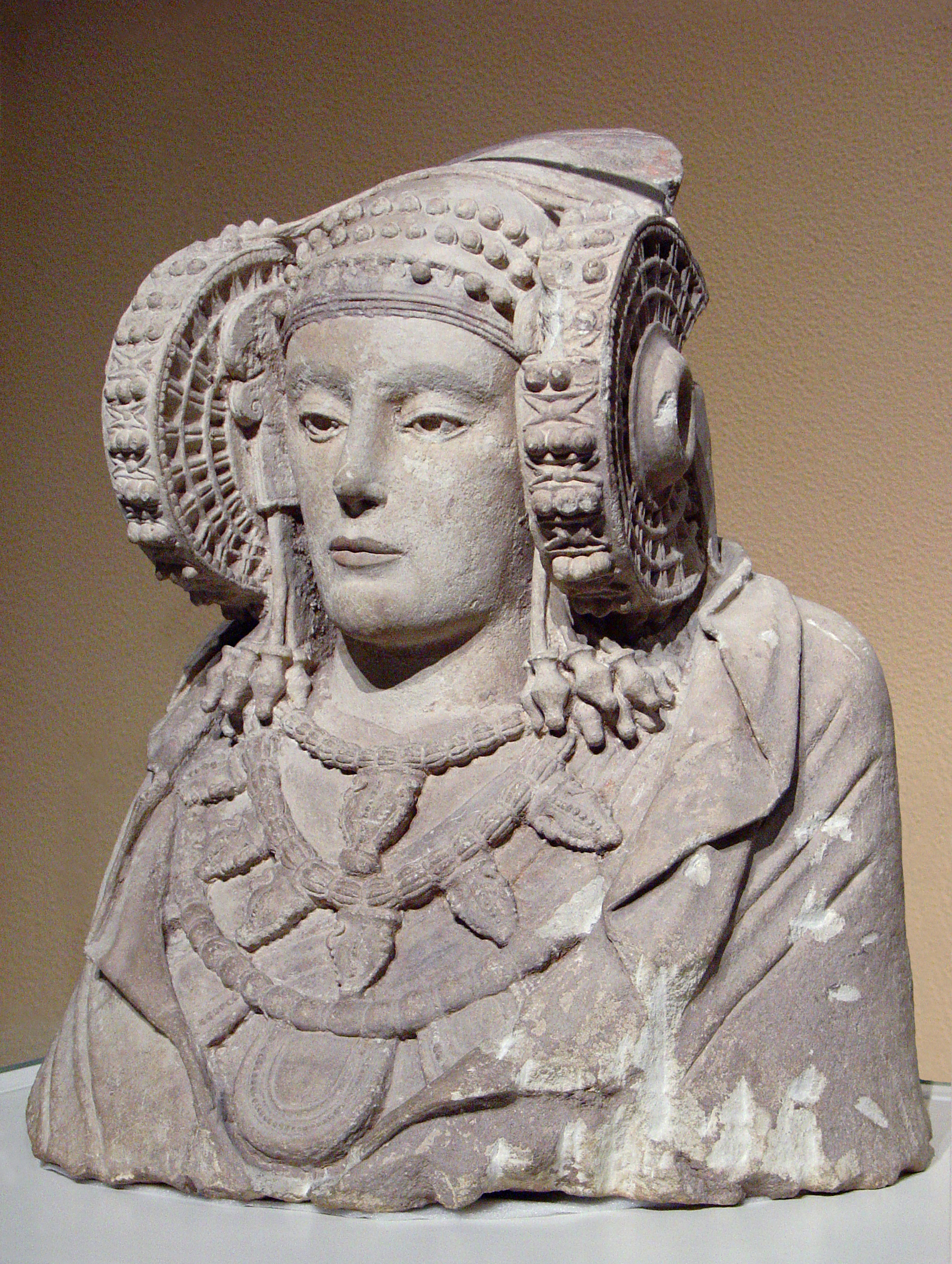
La « Dame d'Elche », art ibérique, Musée archéologique national de Madrid.

La péninsule Ibérique est le lieu de fondations phéniciennes, avant tout Cadix (aussi sur Ibiza), et grecques (Emporion). Cela stimule le développement des cultures locales, où les élites et les artisans s'ouvrent à leur tour aux tendances orientalisantes. C'est le cas du pays de Tartessos, dans l'est de l'Andalousie au contact direct de Cadix, et qui dispose de riches ressources minières, qui connaît l'essor le plus important entre 750 et 550 av. J.-C. Il adopte la métallurgie du fer, ainsi que l'écriture (écriture tartessienne). Ailleurs, les textes antiques attestent la présence de peuples Ibères, et dans la partie nord l'expansion du monde celtique, donnant naissance aux « Celtibères ». Là aussi la tendance à la complexification culturelle s'observe. Ainsi plusieurs régions orientales de la péninsule adoptent également l'écriture, pour transcrire des langues ibères et aussi le celtibère (écritures paléo-hispaniques).

### Le reste de l'Europe
Le paysage ethnique de l'Europe non méditerranéenne de l'âge du fer peut être approché à partir des rares et vagues descriptions laissées par des auteurs grecs et romains, dont peu avaient visité ces contrées et compris ce qu'ils avaient sous les yeux. Tout cela ne laisse généralement qu'une impression très floue, que la recherche moderne avec son goût pour les catégorisations ethniques a eu tendance à simplifier de façon excessive. Les découvertes archéologiques ont permis de mieux connaître ces cultures, et les discussions récentes incitent à la prudence sur la correspondance entre ethnie et culture archéologique, qui est loin d'aller de soi.

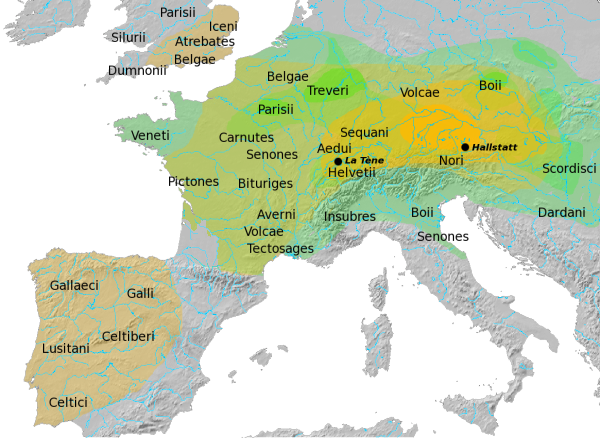
Extension des cultures « celtiques » de Hallstatt (jaune) et de La Tène (vert).

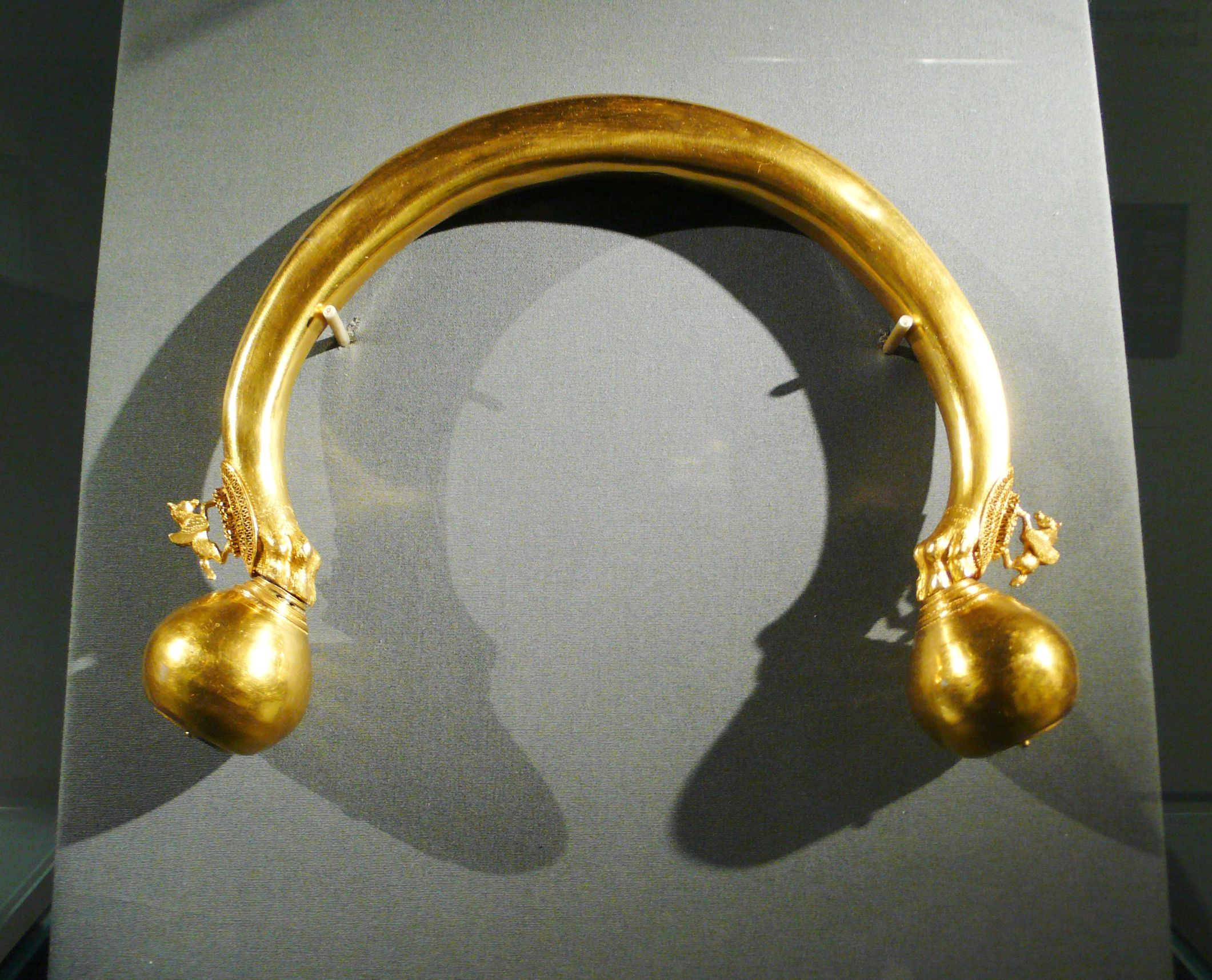
Torque en or, tombe de Vix, fin (culture de Hallstatt). Musée du Pays châtillonnais.

C'est le cas des « Celtes » évoqués par les textes grecs, catégorie ethnique qui a depuis été discutée, vu qu'on ne sait pas comment ils se dénommaient eux-mêmes. Les Romains parlent quant à eux de Gaulois. Ces peuples sont généralement associés aux deux cultures archéologiques de l'âge du fer s'étendant entre l'Europe centrale et occidentale : Hallstatt (v. 900-450 av. J.-C.) et La Tène (v. 450-50 av. J.-C.). Elles sont caractérisées par des tombes de chefs dans lesquelles se retrouve notamment du matériel d'origine grecque et romaine, symbole de son prestige aux yeux des détenteurs du pouvoir dans ces contrées, des constructions fortifiées (oppidum, dont le rôle exact est discuté), un remarquable artisanat du fer. La première période est plus spécifiquement marquée par la constitution de principautés puissantes, tandis que durant la seconde, les pouvoirs sont plus dispersés. Quoi qu'il en soit, les textes grecs indiquent que certains groupes celtes orientaux lancent en 280-279 une offensive d'envergure contre le monde hellénistique (Grande Expédition), pillant Delphes, tandis que certains s'installent en Anatolie (Galates). Et comme vu plus haut on repère également par les textes des Celtes dans le nord de l'Italie (Gaule cisalpine), la péninsule Ibérique (Celtibères), et aussi dans les Îles Britanniques. La conquête romaine de la Gaule (58-50 av. J.-C.) y met fin aux cultures archéologiques « celtes ». Alors qu'en raison de l'échec de la conquête de la Germanie, les peuples germaniques restent indépendants et aux marges du monde romain.
Dans la partie orientale de l'Europe, les Grecs mentionnent les Scythes, peuple essentiellement nomade, qui est au contact des colonies qu'ils établissent au nord et à l'ouest de la mer Noire. Dans la littérature scientifique moderne, le terme « scythe » a été repris pour désigner un ensemble de cultures allant jusqu'à la Sibérie occidentale, un « horizon culturel », sans qu'il ne soit possible de déterminer quels peuples cela recouvre exactement faute de sources écrites. Ces cultures sont caractérisées par la présence de tombes de chefs, en forme de tumulus, les « kourganes », au riche matériel funéraire présentant des affinités grecques et un style « de steppe » (animalier), avec des chevaux sacrifiés. L'urbanisation se développe vers 400 av. J.-C. (Kamenskoye Gorodishche),.
Plus directement au nord de la Grèce, le peuple le plus mentionné par les Grecs sont les Thraces, qui sont soumis par les Perses puis les Macédoniens. Leurs élites sont également enterrées dans des tombes à tumulus disposant d'un riche matériel funéraire, avec des influences grecques. L'ouest des Balkans est occupé par les Illyriens, qui sont eux aussi au contact d'implantations coloniales grecques (Epidamnos, Apollonia) et des Macédoniens.

### Alexandre et la période hellénistique

L'empire d'Alexandre le Grand.

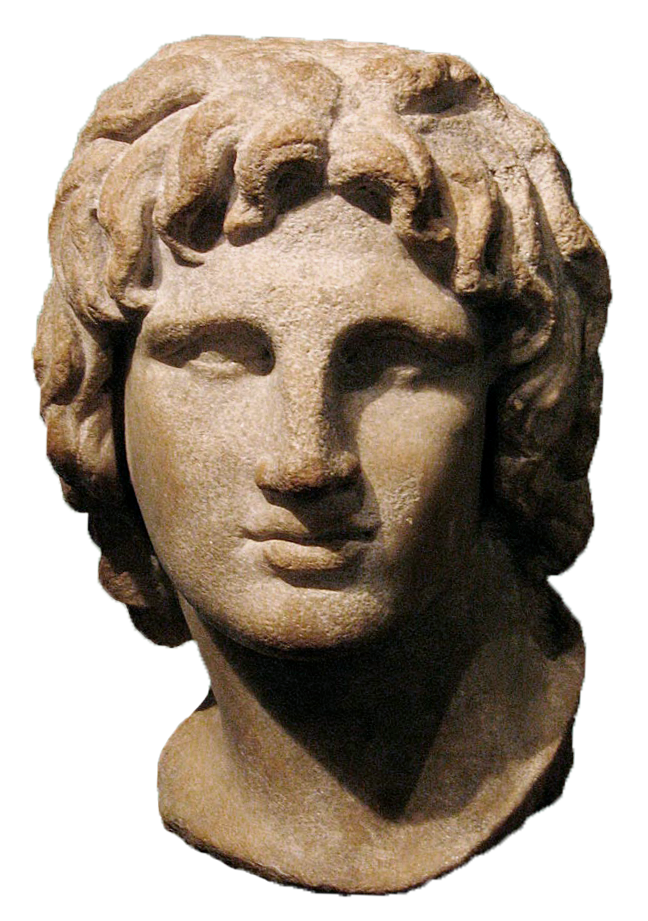
Buste d’Alexandre,, British Museum.

Après la mise au pas de la Grèce par la Macédoine et sa puissante armée (reposant notamment sur la phalange), son roi Alexandre (III) part à l'assaut de l'empire perse en 336 av. J.-C. Il lui faut à peine cinq ans pour faire tomber son rival Darius III (bataille de Gaugamèles puis entrée dans Babylone en 331), et dominer l'Anatolie, le Levant, l’Égypte, et la Mésopotamie. Il poursuit sur sa lancée en emmenant ses troupes à travers le plateau Iranien, jusqu'en Asie centrale et dans la vallée de l'Indus en 326-325, avant que celles-ci ne le forcent à rebrousser chemin après une dizaine d'années de campagnes sans interruption. Entre-temps il a fondé plusieurs colonies, cités grecques dans les zones conquises, récompenses pour ses soldats et instruments de domination, la première et la plus fameuse étant Alexandrie d'Égypte. De retour en Perse puis en Babylonie, il s'attelle à l'organisation de son empire, notamment par une politique d'intégration de l'élite perse dans son appareil politique, mais sa mort en 323 laisse son héritage incertain. Conquérant par excellence, monarque absolu, personnalité hors norme, Alexandre « le Grand » est depuis l'Antiquité une figure historique et légendaire majeure aussi bien en Europe qu'au Moyen-Orient, dont la portée est très discutée : il a pu être présenté par le passé comme une sorte de héros civilisateur, d'autres fois on a mis en avant son côté destructeur ; il peut aussi bien être interprété comme un artisan d'une domination hellénique qu'un promoteur de la fusion des cultures, comme le premier roi hellénistique ou le dernier roi achéménide,.

Les royaumes des Diadoques.

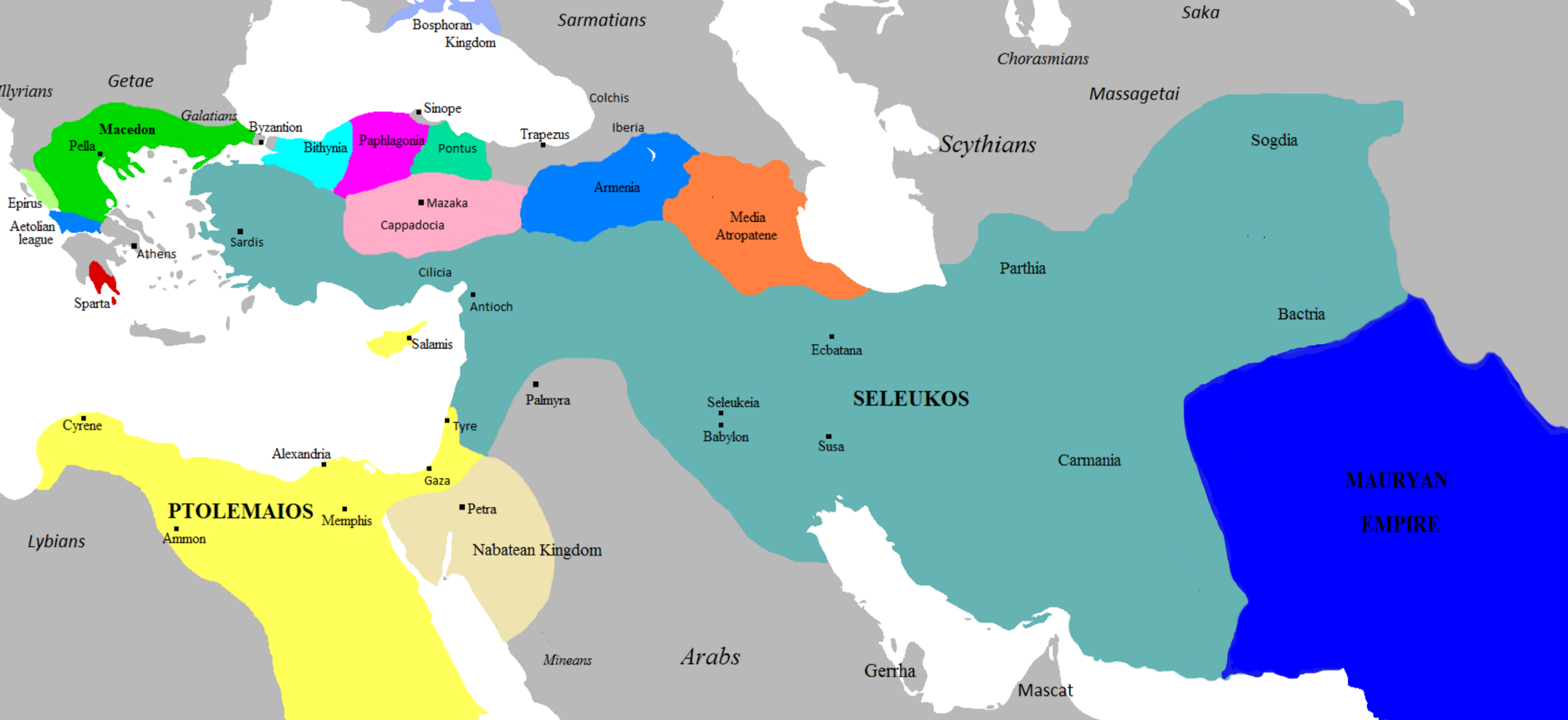
Le monde hellénistique vers 281 av. J.-C.

Après la mort d'Alexandre, comme il n'avait pas de successeur désigné, ses généraux macédoniens, les Diadoques, combattent pour se partager son empire. Aucun ne l'emportant, celui-ci est divisé, et s'installent trois royaumes dominants dirigés par des dynasties macédoniennes, la Macédoine, le royaume des Lagides, et celui des Séleucides. Ils contrôlent des territoires majoritairement peuplés de non-grecs, et coexistant avec beaucoup d'autres formations politiques plus ou moins autonomes (royaumes, cités, ligues). S'ouvre alors la « période hellénistique » (323-31/30 av. J.-C.),.
Le royaume de Macédoine passe après de nombreuses vicissitudes sous la domination de la dynastie des Antigonides, descendants d'Antigone le Borgne (qui en pratique n'a jamais régné sur la Macédoine), de 277-6 à 168-7 av. J.-C. Les rois macédoniens ont à composer avec diverses entités politiques en Grèce continentale, et ces relations engendrent des conflits à répétitions : contre une coalition menée par les cités d'Athènes et de Sparte, contre ses voisins directs, le royaume d’Épire (dirigé par Pyrrhus Ier, adversaire malheureux des Romains), devenu plus tard une ligue, les ligues d'Étolie et d'Achaïe, les ligues étant devenues une forme d'organisation politique courante en Grèce hellénistique, et contre les Illyriens. Ces conflits attirent finalement les Romains en Grèce continentale, et ceux-ci soumettent la Macédoine après plusieurs « guerres macédoniennes ».

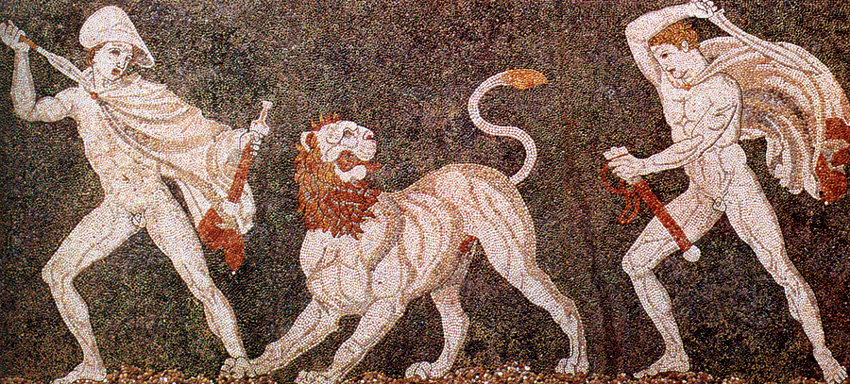
Alexandre le Grand (à gauche) chassant un lion asiatique avec Cratère, détail d'une mosaïque de la fin du IVe siècle, musée archéologique de Pella.
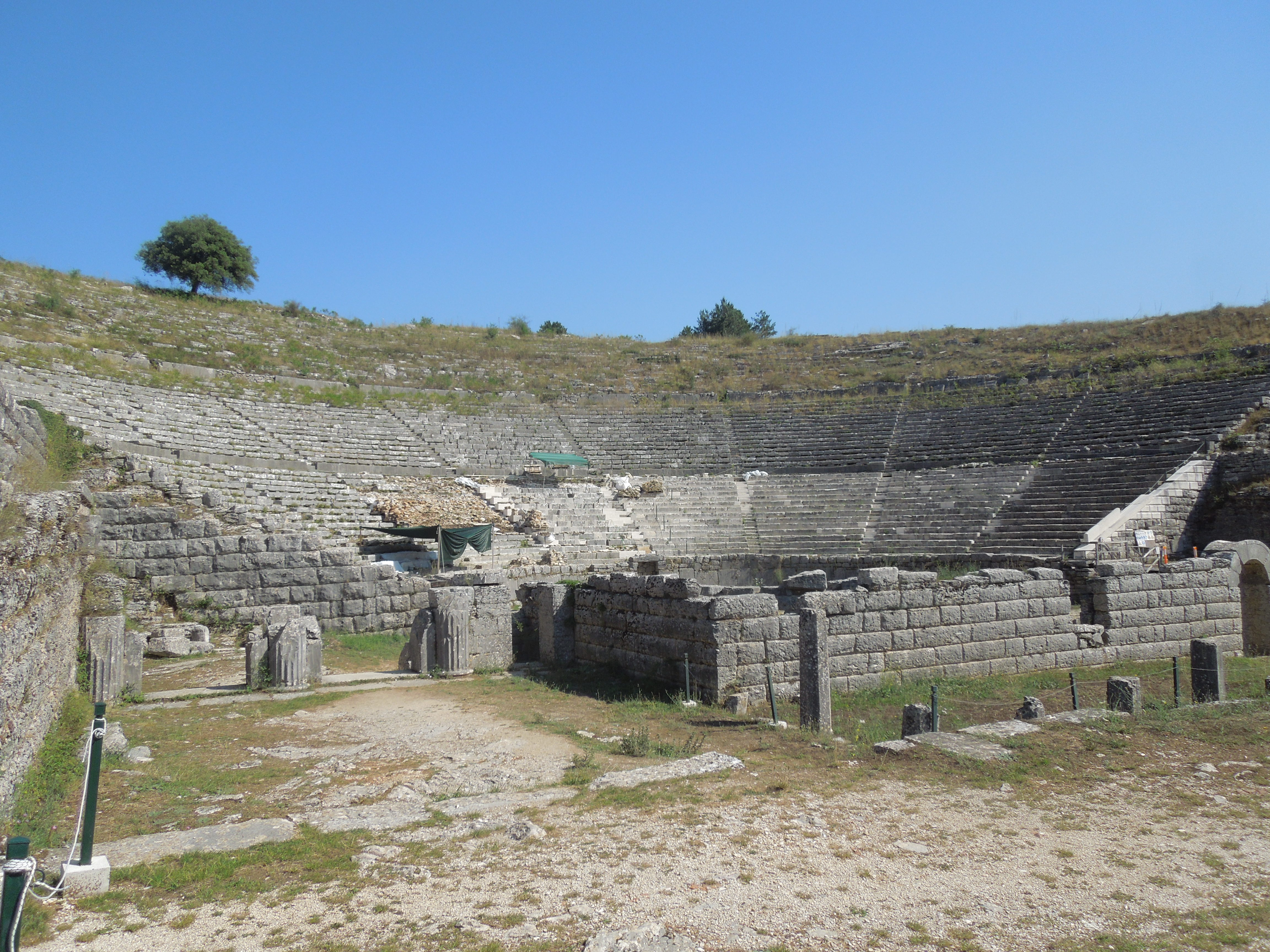
Le théâtre du sanctuaire de Dodone, Épire.

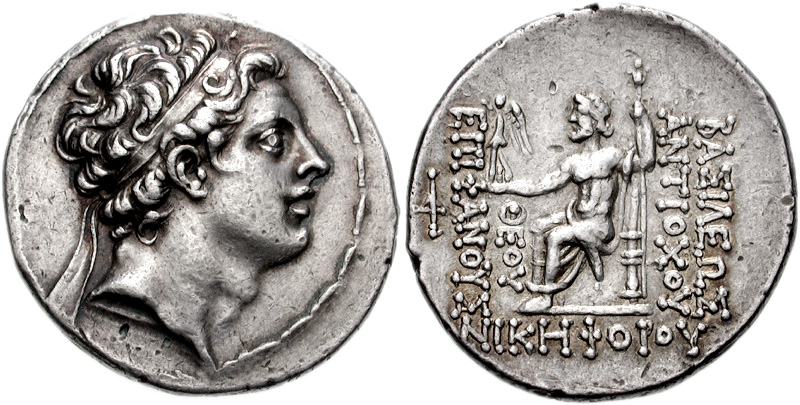
Monnaie à l'effigie du roi séleucide (175-164 av. J.-C.).

Le Levant, la Mésopotamie et l'Iran sont le domaine des Séleucides, dynastie fondée par Séleucos Ier, qui est la plus marquée par l'héritage institutionnel et politique achéménide, repose en bonne partie sur les richesses de la Babylonie, aussi sur la Syrie du Nord où se trouve la « Tétrapole », cités fondées par Séleucos pour servir de centres de pouvoir, les Séleucides employant à leur tour une politique de colonisation et de fondation de cités grecques (« poliadisation ») active. Mais sa domination sur le Levant est menacée par les Lagides jusqu'à la fin du IIIe siècle (les « guerres syriennes »). La taille du territoire et l'autonomie large laissée aux gouverneurs ainsi que les conflits à répétition fragilisent l'édifice séleucide, qui se morcelle dès la fin du IVe siècle avec la perte de l'Indus au profit des rois indiens de l'empire Maurya. Puis à la fin du IIIe siècle c'est la Bactriane qui est perdue, et au début du siècle suivant, c'est Rome qui commence à empiéter sur son territoire en lui prenant l'Anatolie, tandis qu'à l'est émerge une nouvelle menace, les Parthes, qui lui enlèvent leurs possessions orientales, puis la Babylonie en 141 av. J.-C., initiant une série de conflits. Les offensives des Romains et des Parthes des deux côtés du royaume érodent progressivement l'assise territoriale séleucide, jusqu'à l'annexion de ce qu'il en reste (en Syrie) par Rome en 64 av. J.-C.,

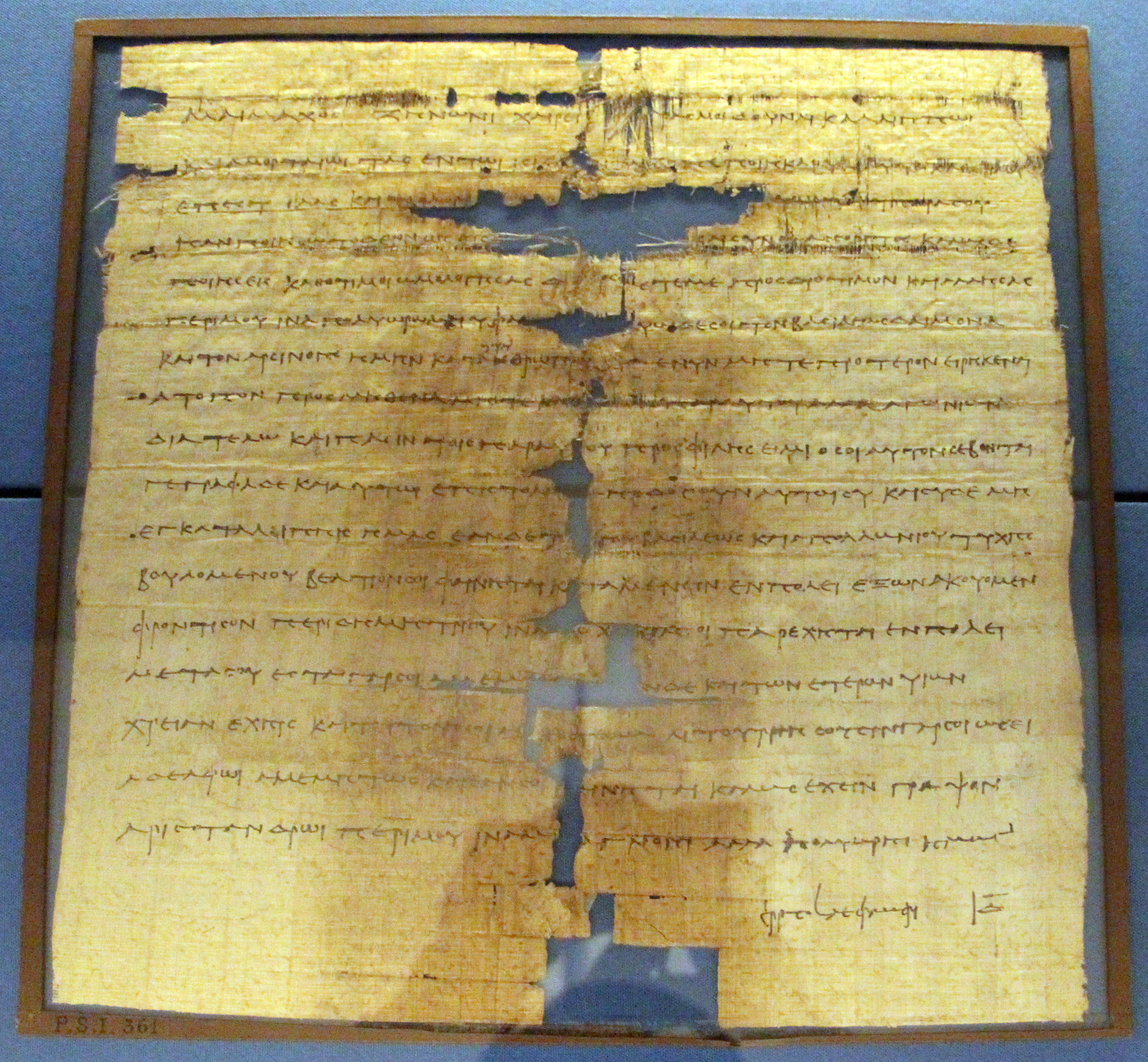
Papyrus des archives de Zénon de Caunos, provenant du Fayoum en Égypte. Vers 251 av. J.-C. Bibliothèque Laurentienne.

En Égypte, le pouvoir est exercé par les Lagides, successeurs de Ptolémée Ier (et qui portent tout le même nom que leur ancêtre). Disposant d'un territoire cohérent autour de la vallée du Nil, riche et rarement menacé, reconnaissant les cultes et les traditions juridiques et administratives égyptiennes, ils bénéficient d'une stabilité interne que n'ont pas les autres royaumes. Leurs ambitions extérieures les entraînent cependant dans des conflits usants, en mer Égée et en Asie mineure où leur autorité est reconnue au début de la période, et surtout au Proche-Orient contre les Séleucides (guerres syriennes). Ils sont à peine mieux armés que les autres royaumes hellénistiques pour faire face à l'expansion romaine, et passent sous son autorité avant l'annexion en 30 av. J.-C.,
Le monde hellénistique ne se résume pas à ces trois grandes puissances, outre les cités et ligues de Grèce continentale. Rhodes monte en puissance au début de la période, et devient une des grandes cités commerçantes du monde grec ; elle est restée célèbre pour son colosse, érigé pour commémorer la victoire contre Démétrios Poliorcète. En Asie mineure, la dynastie des Attalides installée à Pergame prospère au IIIe siècle et se détache de la domination séleucide, avant de reconnaître la domination romaine. Sur les bords de la mer Noire se développent des royaumes dirigés par dynasties d'origine non-grecque mais hellénisées, en Bithynie et au Pont, qui connaît son apogée sous son roi Mithridate VI (120-63 av. J.-C.) connu pour être le principal opposant à la domination romaine en Anatolie. La Cappadoce, la Commagène (avec le site de Nemrut Dağı) disposent également de dynasties hellénisées. Au sud du Caucase se développent les royaumes d'Arménie (dirigé par les Orontides puis les Artaxiades) et d'Atropatène. Sur la côte nord de la mer Noire un royaume grec s'est constitué depuis le milieu du Ve siècle, le royaume du Bosphore, et il prospère jusqu'en 250, avant d'entamer un déclin face aux avancées des Scythes qui avaient été tenus en respect jusqu'alors, puis il devient un état-client de Rome. En Asie centrale, en Bactriane, les rois « gréco-bactriens », issus des colonies grecques, qui se rendent indépendantes des Séleucides à la fin du IIIe siècle, bâtissent la ville d'Aï Khanoum qui illustre la fusion des cultures dans la région. Les derniers rois grecs de Bactriane disparaissent vers 130 av. J.-C. Cet « Extrême-Orient hellénistique » se projette encore plus loin quand des rois grecs se taillent des royaumes dans la vallée de l'Indus (royaumes indo-grecs), attestés entre le milieu du IIe siècle et le début de notre ère.
La tendance marquante de la période hellénistique est donc l'expansion du peuplement grec, des royaumes dirigés par des dynasties gréco-macédoniennes, et de la culture grecque, ce que l'on regroupe sous le terme d'« hellénisation ». Cela s'appuie sur la fondation de nombreuses nouvelles cités, surtout en Asie, et donc d'un fort mouvement de colonisation grecque. Désormais, on trouve des centres de culture grecque hors de Grèce, en particulier à Alexandrie avec sa gigantesque bibliothèque, aussi en Syrie, et jusqu'en Bactriane. Il ne faut pas surévaluer cette influence, qui varie fortement selon les contextes, a connu des résistances, l'acculturation des populations non-grecques restant globalement limitée et les clivages ethniques marqués, et de toute manière les rois grecs n'essayèrent jamais d'imposer leur culture. Du reste, les Grecs ont intégré et réadapté des éléments orientaux à cette période (cultes « orientaux », persianismes, pratiques de gouvernement perses et égyptiennes),.

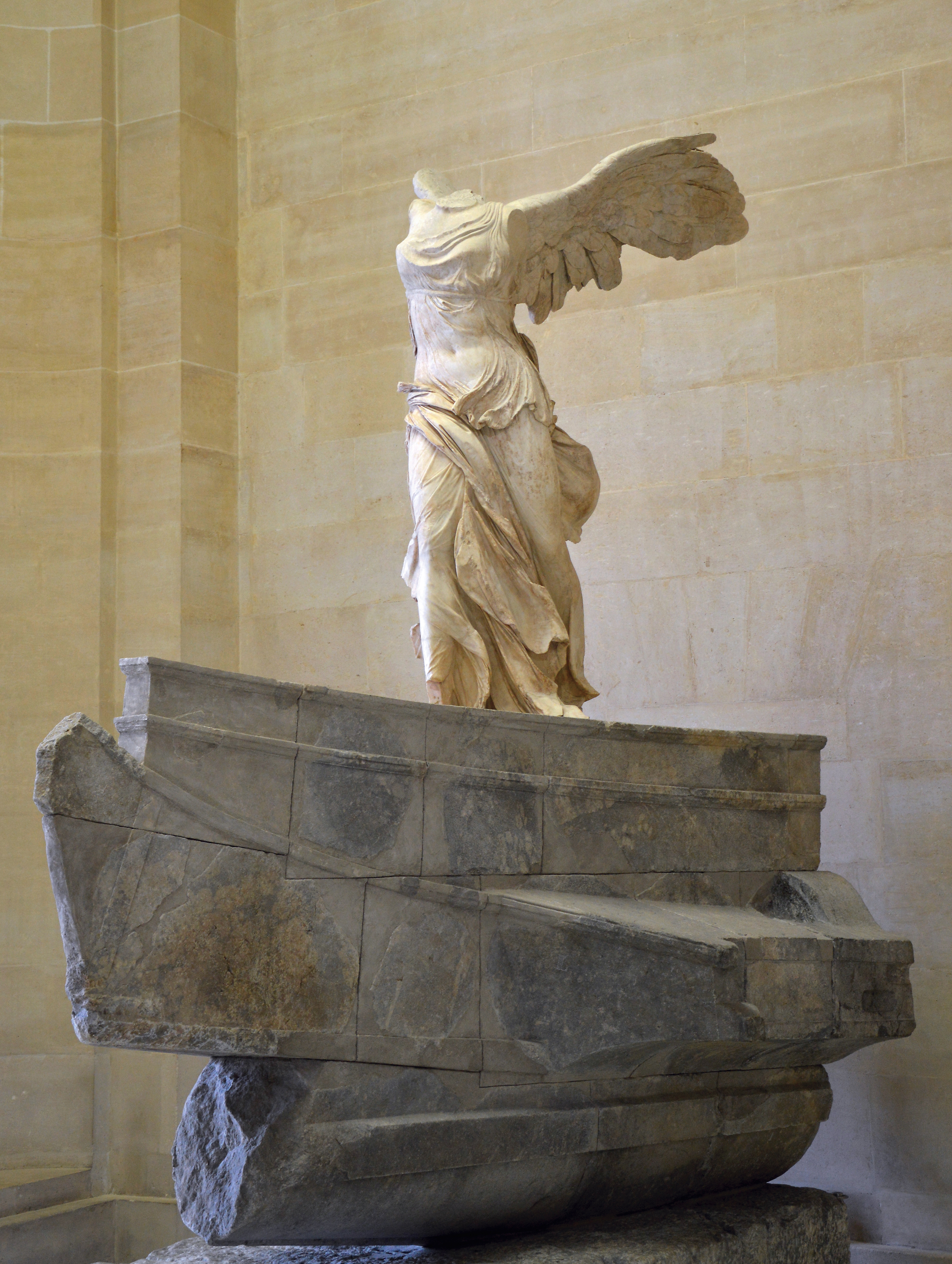
La victoire de Samothrace, début IIIe siècle Musée du Louvre.
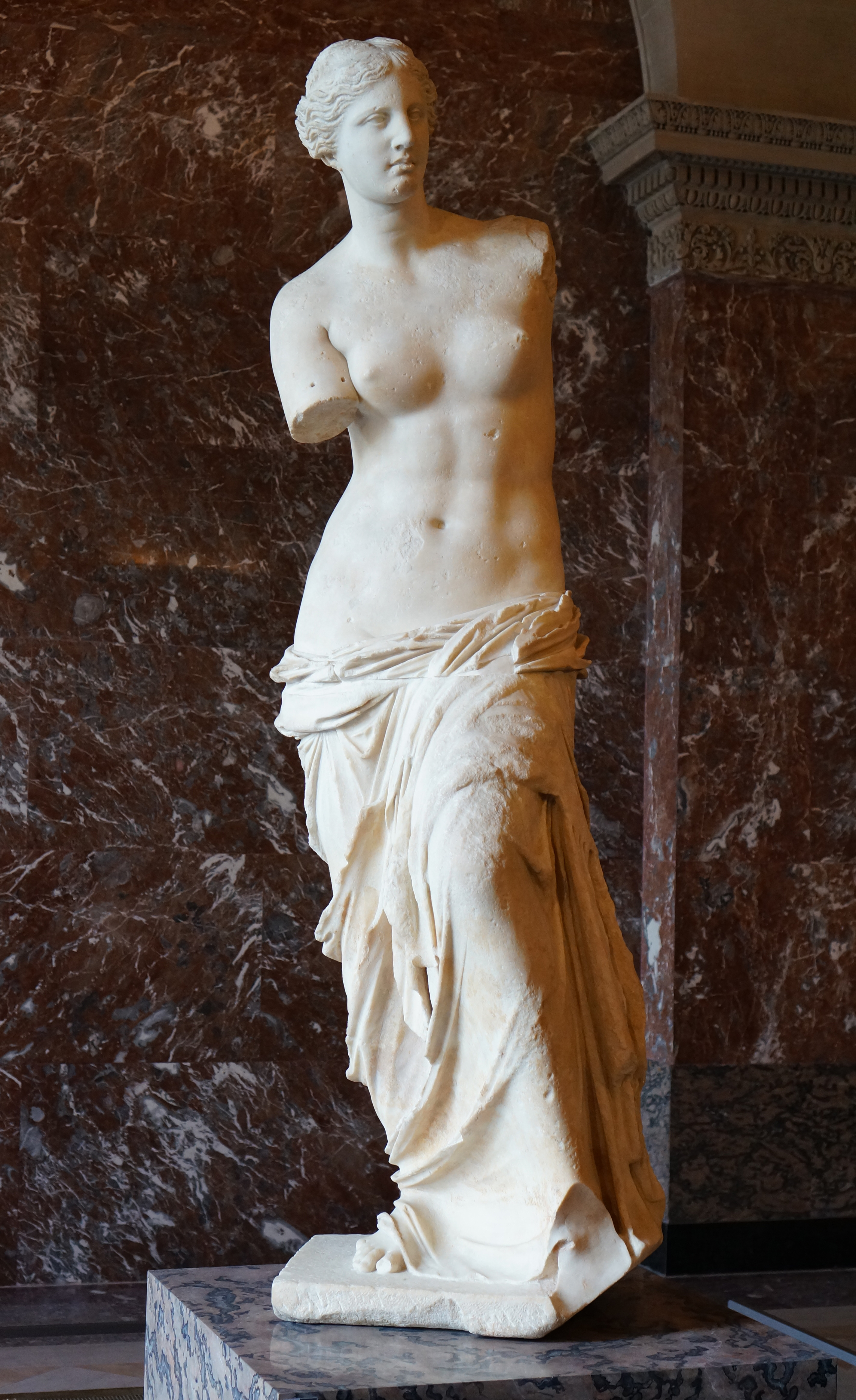
La Vénus de Milo, IIe siècle Musée du Louvre.
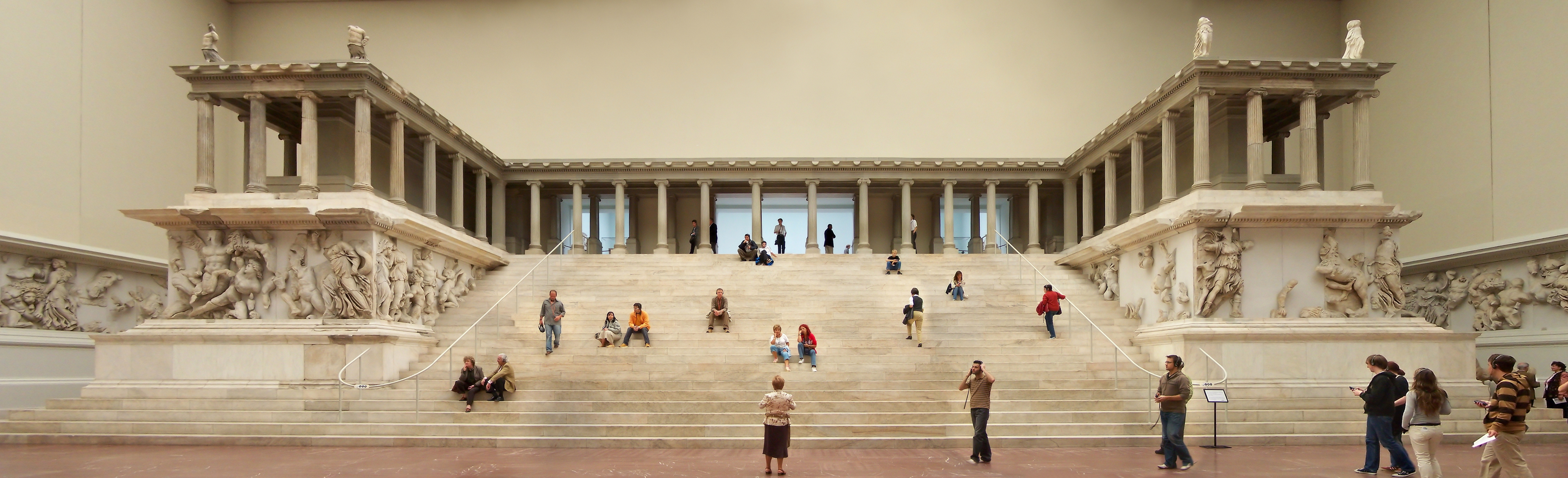
Le grand autel de Pergame, reconstitué au musée de Pergame, Musées d'État de Berlin.
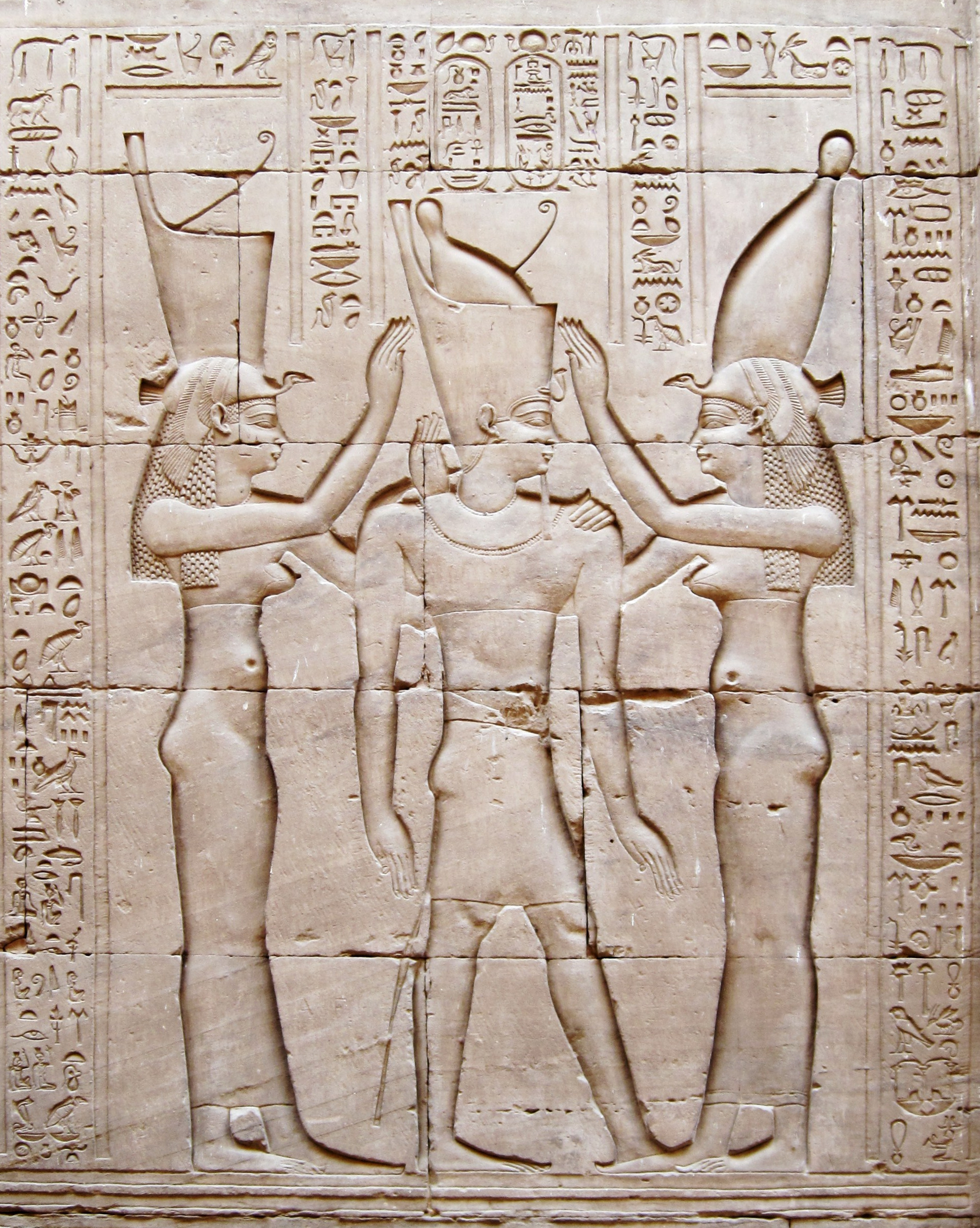
Ptolémée VIII en tenue de pharaon, entre les déesses Ouadjet et Nekhbet. Temple d'Horus à Edfou.
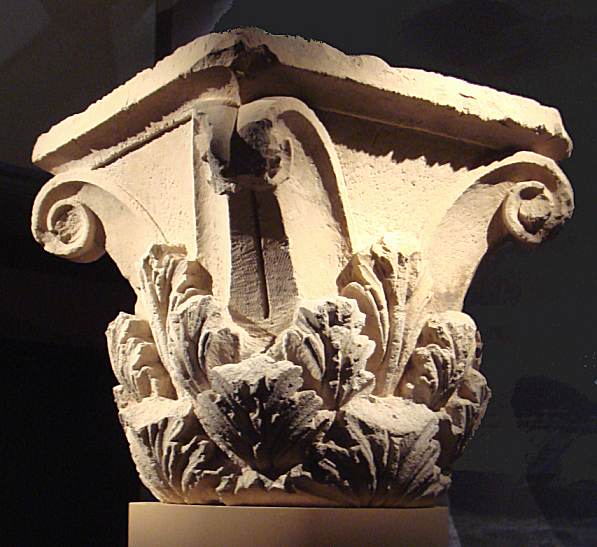
Chapiteau corinthien. Aï Khanoum (Afghanistan). Musée National d'Afghanistan, Kaboul.

Du point de vue intellectuel, les savants et techniciens grecs sont à nouveau très actifs à l'époque hellénistique, appuyés sur de grands centres intellectuels, en premier lieu Alexandrie avec sa grande bibliothèque, mais pas seulement (aussi Athènes, Rhodes, Syracuse, Pella, Pergame). Dans le domaine des mathématiques et de la technique, cette période est marquée par les travaux d'Euclide, d'Archimède, d'Ératosthène ; l'astronomie se développe avec Aristarque de Samos et surtout Hipparque (à partir d'éléments repris des écoles babyloniennes de l'époque) ; d'autres savants accomplissent des travaux en médecine à la suite des avancées hippocratiques ; etc.. Dans le domaine de la philosophie, cette période voit le développement de l'épicurisme et du stoïcisme.

### La République romaine

Évolution du territoire de la République et de l'Empire romains.

L'histoire des deux premiers siècles de la République romaine est essentiellement connue par des sources datant de la fin de ce régime ou du début de l'Empire (Polybe, Tite-Live), ce qui rend sa reconstitution incertaine. Il apparaît au moins que Rome met en place aux Ve et IVe siècles av. J.-C. un système d'institutions visant manifestement à s'équilibrer et dépendre les uns des autres : des magistrats en exercice, en premier lieu les deux consuls, qui dirigent les affaires de la cité pour une année ; le Sénat, conseil surtout constitué d'anciens magistrats, qui donne des avis et contrôle ; le Peuple, le corps des citoyens (des hommes adultes), organisé en centuries de poids électoral inégal (ce sont aussi des unités servant pour les impôts et pour les mobilisations militaires), qui élit les magistrats et peut se prononcer lors d'assemblées sur des affaires politiques ou militaires. La majeure partie de la population appartient au groupe des Plébéiens, qui s'oppose à l'élite monopolisant les plus hautes fonctions et les terres, les Patriciens, et obtient après une lutte âpre la possibilité d'exercer toutes les magistratures, la création de la fonction de tribuns de la plèbe, qui disposent d'un droit de veto sur les affaires politiques, et diverses mesures économiques. Se constitue ainsi une vie politique complexe, largement déterminée par les hiérarchies sociales, qui transcendent au fil du temps l'opposition entre Patriciens et Plébéiens. Les familles les plus riches (la nobilitas) se disputent les faveurs du peuple (notamment par le biais de relations entre patrons et clients), et s'appuient sur leurs accomplissements dans l'exercice des magistratures, leur prestige et leur morale. Ils tendent à exercer les charges les plus importantes, accomplies dans un ordre déterminé (cursus honorum). Avec le temps, l'afflux de richesses et les guerres contribuent à rendre la vie politique plus conflictuelle et déséquilibrée,.

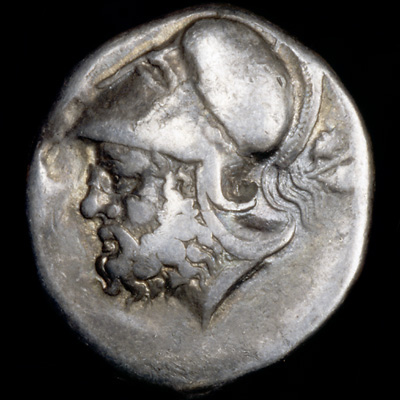
Pièce romaine de monnaie en argent, de 281 av. J.-C. représentant Mars, le dieu de la guerre.

La République romaine dispose d'une armée très efficace, disciplinée tout en étant ouverte aux évolutions, reposant sur les citoyens propriétaires, organisés en légions, appuyées à partir du IVe siècle par des auxiliaires Latins et Italiens. L'expansion romaine doit aussi son succès à une conception ouverte de la citoyenneté, qui se traduit par l'intégration de populations des cités soumises et l'accroissement du corps citoyen, également la création de colonies dans la péninsule italienne, ce qui transforme progressivement la cité en État territorial et augmente ses moyens militaires. Rome parvient après une période de difficultés à conquérir des territoires voisins, puis à établir sa domination sur l'Italie, à compter de la fin du Ve siècle, à peine ralentie par son sac par les Celtes (390 ou 386). Elle gagne du terrain sur les Étrusques et les Samnites, et doit ensuite vaincre ses alliés Latins qui s'inquiètent de sa montée en puissance, jusqu'à sa victoire lors de la guerre latine de 340-338. Elle peut alors accélérer sa politique expansionniste, s'appuyant sur sa redoutable armée, en fondant des colonies en des points stratégiques, gagnant des appuis chez les vaincus et éliminant les résistances (guerres samnites). Autour de 300, elle est devenue la puissance hégémonique d'Italie. Les cités de Grande Grèce sont soumises durant les premières décennies du IIIe siècle, et sa victoire contre Pyrrhus d'Épire puis la conquête de Tarente en 272 av. J.-C. la font connaître dans le monde hellénistique. Dans le sens inverse, Rome s'ouvre de plus en plus aux influences grecques. Celles-ci étaient déjà perceptibles bien avant en Italie comme vu plus haut, mais elles s'accentuent à l'époque républicaine, et cela s'accélère avec la conquête du monde hellénistique, et s'amorce alors la formation de la culture « gréco-romaine » qui triomphe à l'époque impériale,.

Campagnes de la deuxième guerre punique.

La principale conséquence de cette expansion est le conflit avec l'ennemi principal des Grecs d'Italie et la puissance dominante de la Méditerranée orientale, Carthage. S'ouvre alors la période des guerres puniques (punique étant synonyme de carthaginois). La première (264-241) est un conflit long et difficile pour Rome, qui subit plusieurs revers et de lourdes pertes, mais parvient à l'emporter et à établir sa domination sur la Sicile, puis la Sardaigne dans la foulée. La seconde (218-201) est restée célèbre pour l'audacieuse expédition du chef des armées carthaginoises, Hannibal, qui envahit l'Italie et inflige plusieurs défaites cinglantes aux armées romaines (la plus retentissante étant Cannes, en 216). Mais la loyauté de la plupart des alliés de Rome et les campagnes de Scipion l'Africain renversent la situation en faveur de Rome, qui inflige une victoire décisive à ses ennemis sur leurs propres terres (bataille de Zama, 202). Carthage perd alors la plupart de ses possessions et se voit contrainte de réduire son armée à peau de chagrin, alors que Rome prend sa place dans la péninsule Ibérique. La troisième guerre punique (149-146) est de ce fait à sens unique : elle se solde par l'anéantissement de ce qui reste des forces carthaginoises, et la destruction de la ville. Entre-temps Rome s'est étendue vers l'est où elle s'est confrontée au royaume de Macédoine à trois reprises (guerres macédoniennes). Après la victoire de Pydna (168), elle divise son territoire. Dans les années 140, Rome fait face à des oppositions en Macédoine et en Grèce, qu'elle éteint (destruction de Corinthe en 146), puis annexe ces territoires. Elle prend aussi pied en Asie mineure où sont constituées des provinces, et en Cyrénaïque (Libye actuelle).
Cette série de conquêtes successives a plusieurs conséquences majeures. D'abord, l'expansion vers le monde grec entraîne à Rome un processus d'hellénisation marquée, visible dans l'art et la littérature, avant tout chez les élites, quoique la littérature en latin connaisse un essor (Cicéron, Lucrèce, Catulle). Ces élites ont consolidé leur pouvoir et monopolisent les hautes fonctions, elles ont tiré de grandes richesses des conquêtes leur permettant d'entretenir un train de vie très dispendieux, de disposer de nombreux clients et dépendants, de vastes domaines (latifundia), beaucoup étant exploités par une masse d'esclaves issus des conquêtes (ce qui explique aussi les révoltes serviles ayant lieu à cette époque, dont celle de Spartacus). D'un autre côté la petite paysannerie, engagée dans des expéditions militaires lointaines, n'est plus en mesure de travailler ses terres, et les perd au profit des puissants, de nombreux paysans se retrouvant sans activité une fois démobilisés. Quelle que soit l'ampleur réelle du phénomène, discutée par les historiens, la croissance des inégalités sociales conduit à des tensions très graves, qui éclatent lors des tentatives des frères Gracchus de mettre en place une politique de distribution des terres, sans succès (en 133 et 123-121). Les alliés Latins et Italiens engagés dans les campagnes militaires subissent de mêmes types de désagrément, générant des révoltes, qui culminent lors de la guerre sociale (91-88) qui plonge l'Italie dans le chaos. Rome triomphe, mais en retour, elle octroie la citoyenneté aux peuples d'Italie au sud du Pô. La puissance romaine s'appuie à nouveau sur de nombreux octrois de citoyenneté, et aussi une politique de colonisation très active fournissant des terres à ceux qui en étaient dépourvus. La ville de Rome devient très vaste et très peuplée, y affluent des produits de tous les territoires dominés et d'au-delà,.

La République romaine vers 70 av. J.-C.
Les conquêtes de Pompée entre 64 et 60 av. J.-C.
Les conquêtes de César entre 58 et 46 av. J.-C.
Les états vassaux de Rome en 44 av. J.-C.

Rome fait face au tournant du Ier siècle à plusieurs difficultés militaires (invasions des Cimbres et des Teutons en Gaule méridionale, révolte de Jugurtha de Numidie en Afrique) qui conduisent à une réforme de l'armée dans un sens plus professionnel, menée par Caius Marius, qui a pour effet d'ouvrir l'armée au prolétariat. La guerre sociale puis les tentatives de Mithridate VI du Pont de secouer la domination romaine en Asie mineure créent de nouveaux troubles. Les chefs militaires romains de l'époque prennent plus de pouvoir, appuyés sur leurs victoires et la fidélité de troupes qui ont désormais un rapport plus personnel à eux, et se disputent le pouvoir lors de premières guerres civiles (88-81). Sylla en sort vainqueur et devient dictateur. Bien qu'il se retire du pouvoir par la suite, cela montre la voie à d'autres généraux ambitieux et populaires : Crassus et Pompée, qui ont remporté des victoires en Asie, rejoints par Jules César avec qui ils forment le premier triumvirat pour contrôler la vie politique romaine, le Sénat étant de plus en plus soumis à leurs volontés. La disparition de Crassus au combat contre les Parthes en 53 laisse les deux autres face à face, plongeant Rome dans la guerre civile. César, auréolé de gloire et appuyé par des troupes fidèles après avoir conduit la conquête de la Gaule transalpine, choisit l'affrontement armé, qui tourne à son avantage. Les partisans de la République sont ensuite vaincus sur plusieurs champs de bataille, mais plusieurs d'entre eux assassinent César en 44 av. J.-C., alors qu'il est quasiment devenu un monarque. Un second triumvirat est fondé par les généraux de César, Marc Antoine et Lépide, rejoints par Octave, le neveu et héritier désigné de César. Les derniers partisans de la République sont vaincus, et Marc Antoine et Octave se retrouvent finalement face-à-face. Le premier, installé en Égypte auprès de la reine Cléopâtre VII, est vaincu à Actium en 31 av. J.-C. Octave a alors les mains libres pour mettre fin à la République en établissant un régime monarchique.

### L'Empire romain

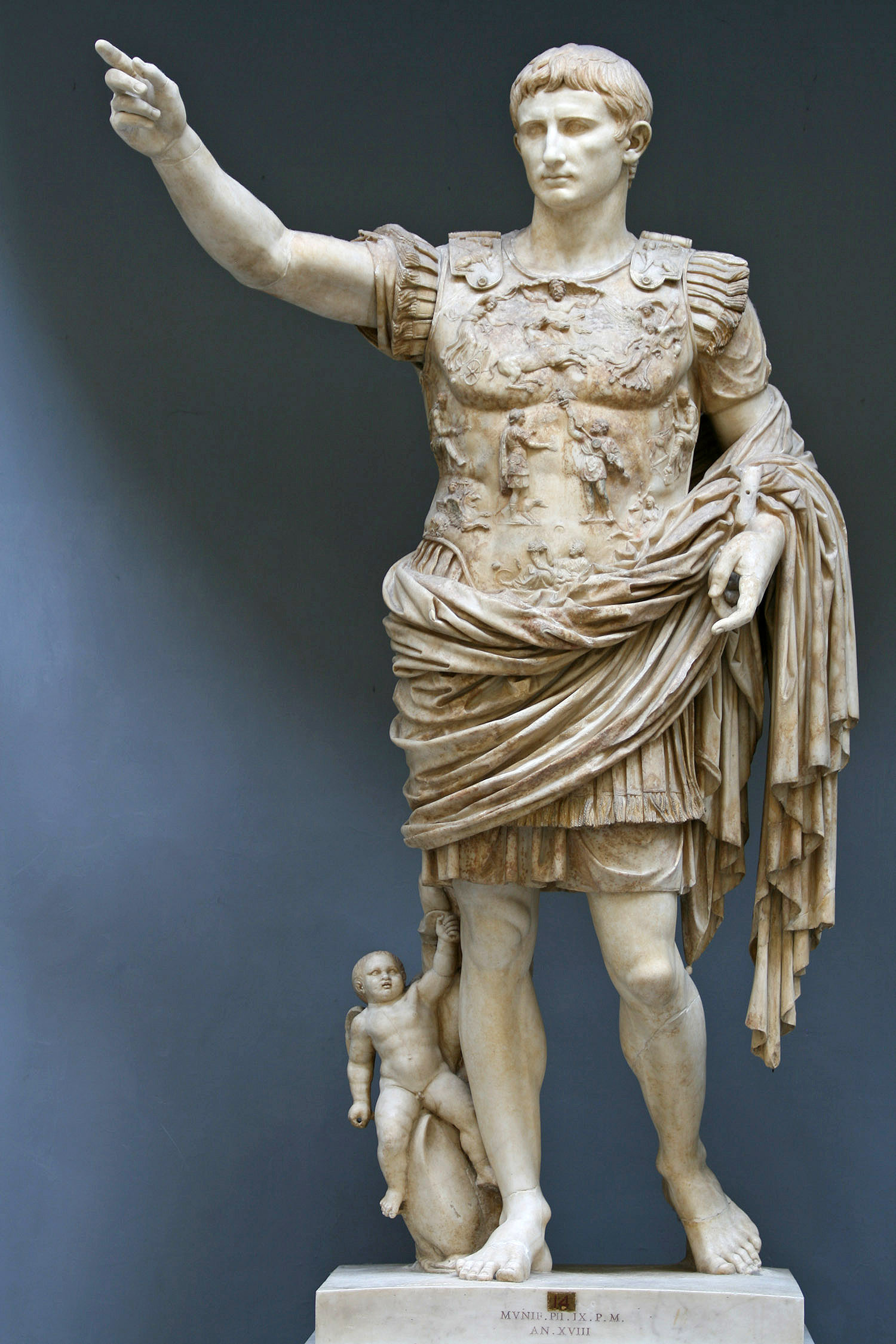
Statue d'Auguste dite « de Prima Porta ». Musées du Vatican.

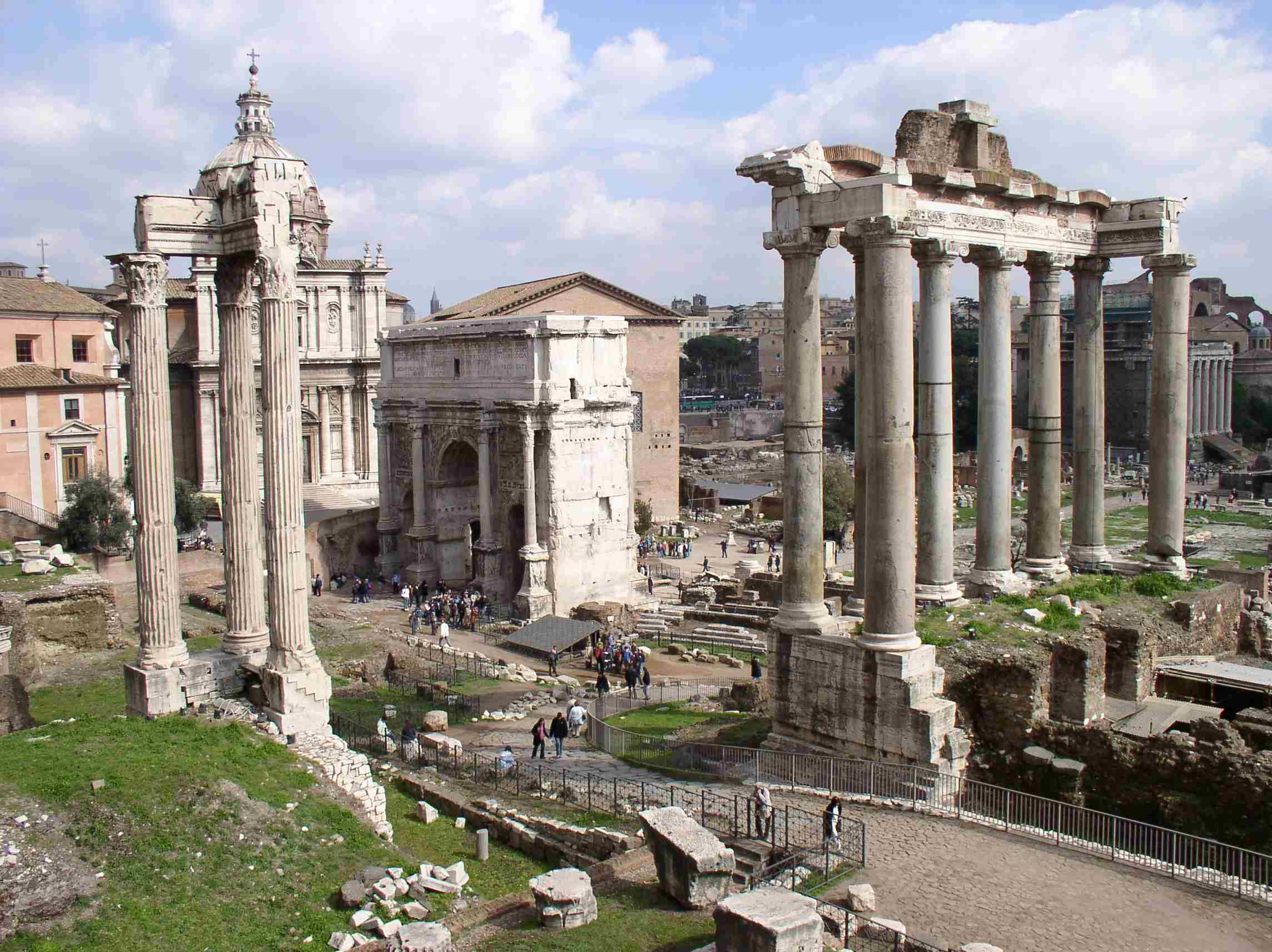
Vue du Forum de Rome : temple de Vespasien à gauche, temple de Saturne à droite.

Le triomphe d'Octave permet l'établissement d'un régime monarchique à Rome, mais le vainqueur doit jouer sur les mots et les apparences pour ne pas donner l'impression de reconstituer une royauté à Rome, ou un régime tyrannique, et de mettre fin à la République. Il est donc le « premier du Sénat », Princeps senatus, et premier citoyen (on parle de « Principat »). Il monopolise les principales magistratures, dispose d'une immunité totale, est reconnu par le Sénat qui est laissé en place, qui lui octroie en 27 av. J.-C. le titre d'« Auguste ». Ainsi sont posées les bases de ce qu'on devait désigner par la suite l'Empire romain, parce que son chef est détenteur de l’imperium suprême, pouvoir qui lui donne notamment la direction permanente des légions dans toutes les provinces, bien que l'« empereur » cherche à donner l'impression qu'il ne l'est pas. Après la mort d'Auguste en 14 de notre ère, ses successeurs de la dynastie julio-claudienne reprennent ses pouvoirs mais ils ne disposent pas de son prestige personnel, et leur pouvoir est très instable. Après l'assassinat de Néron en 68, une guerre civile conduit à l'établissement d'une nouvelle dynastie, les Flaviens, appuyée par les troupes, suivant un schéma amené à se répéter inlassablement durant l'histoire de la Rome impériale. Avec les premiers Antonins, Trajan (98-117) et Hadrien (117-138), l'Empire romain dispose de souverains généralement reconnus comme capables (à la différence de la plupart de leurs prédécesseurs depuis Auguste). Les empereurs choisissent leur successeur en l'adoptant, suivant un principe dynastique. Le IIe siècle, période de paix romaine, est considérée comme l'apogée de l'Empire romain, d'une inhabituelle stabilité qui se poursuit sous Antonin le Pieux (138-161) et Marc Aurèle (161-180), malgré des conflits extérieurs et l'irruption de la peste antonine à compter de 165,.

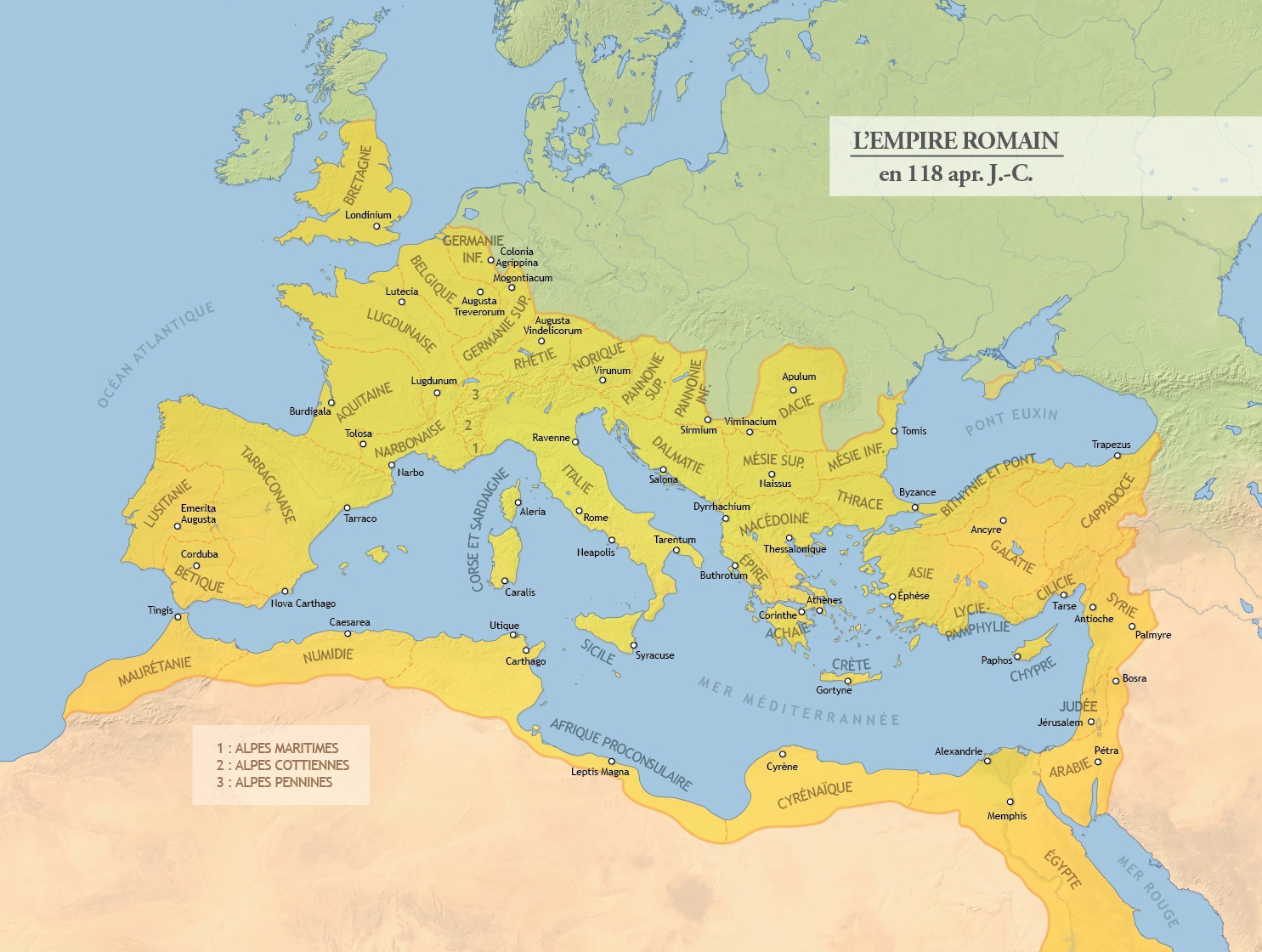
L'Empire romain en 118 apr. J.-C.

Les frontières de l'empire ont alors été consolidées et stabilisées. La très prospère Égypte a été annexée sous Auguste, devenant domaine personnel de l'empereur, l'Hispanie est complètement soumise, puis les régions alpines, et la Pannonie. En revanche, les légions romaines connaissent plus de difficultés en Germanie et la frontière romaine (limes) se stabilise le long du Rhin et du Danube. Les successeurs d'Auguste se contentent d'annexer des États clients (Cappadoce, Maurétanie, Judée, Commagène, Nabatène), en plus de la conquête d'une partie de la Bretagne (la Grande-Bretagne actuelle). Les légions romaines ont dès lors une fonction surtout défensive, aux frontières, qui font en plusieurs endroits l'objet de fortifications (par exemple avec le « mur d'Hadrien »). Trajan tente un retour vers l'expansionnisme, intégrant la Dacie, mais il échoue face aux Parthes en Mésopotamie. Ceux-ci continuent de faire peser une menace sur les territoires romains, tandis que sur la frontière nord plusieurs peuples germaniques ou d'autre origine causent des troubles sous Marc Aurèle.
L'empereur est l'autorité suprême de l'empire, auquel on rend un culte, il accumule de grandes richesses, dispose de nombreux domaines (agricoles comme miniers). Il gouverne avec un cercle restreint de proches qui ont une grande importance. L'empire est divisé en provinces confiées à des gouverneurs, mais l'administration impériale est peu fournie et se repose en bonne partie sur les communautés locales, à commencer par les cités et leurs élites. L'époque impériale voit la fondation de nombreuses nouvelles cités dans toutes les régions de l'empire. L'empereur reçoit régulièrement des ambassades et sollicitations de celles-ci, et intervient souvent dans leurs affaires. La citoyenneté romaine permet d'être jugé selon le droit romain, limitant l'influence des droits locaux. La condition de citoyen continue à être octroyée régulièrement à des personnes des élites provinciales, ce qui leur permet parfois d'intégrer les rangs de l'élite impériale, les Chevaliers et les Sénateurs. Ce phénomène de « romanisation » juridique culmine en 212 avec l'édit de Caracalla qui octroie la citoyenneté à tous les résidents libres de l'empire,. Mais en pratique les citoyens ont à ce moment-là perdu l'essentiel de leurs pouvoirs politiques, qui sont accaparés par une élite restreinte, et privilèges, donc ce statut a perdu en importance. Les citoyens sont en principe unis par la vénération des dieux romains, et le culte de l'empereur, vu comme un instrument politique garantissant la fidélité à l'édifice impérial. La religion chrétienne qui se répand alors s'inscrit en dehors de ce cadre puisque ses fidèles refusent de sacrifier à l'empereur et de reconnaître les divinités romaines, ce qui entraîne leurs premières persécutions. Du point de vue des lettres, l'époque d'Auguste est souvent présentée comme un âge d'or des écrits en langue latine (Virgile, Horace, Ovide, Tite-Live), même si les périodes suivantes ne sont pas en manque d'écrivains et penseurs de talent (Sénèque, Pétrone, Tacite, Juvénal, etc.). Du côté des savants, penseurs et écrivains de langue grecque, c'est l'époque du médecin Galien, de l'astronome Ptolémée, du géographe Strabon, du voyageur Pausanias, des polygraphes Plutarque et Lucien de Samosate, des orateurs et écrivains de la seconde sophistique. D'une manière générale l'ancien monde hellénistique reste dynamique culturellement durant la période de domination romaine, et exerce un ascendant évident dans ce domaine. Les cités grecques restent la forme d'organisation de base des sociétés de la partie orientale de l'empire. Après les destructions de l'époque de conquête, elles sont beaucoup à connaître un essor marqué durant la période de la pax romana (en particulier en Asie Mineure, moins en Grèce continentale et insulaire), sous la direction de notables contrôlant les institutions civiques, supervisés par les gouverneurs romains. Les Grecs ont accepté bon gré mal gré la domination impériale, tout en préservant leur sentiment de supériorité culturelle sur leurs conquérants,.
Après la mort de Marc Aurèle, le pouvoir passe à son fils Commode, dont le caractère autoritaire et instable suscite des oppositions, jusqu'à son assassinat en 192. S'ensuit une guerre civile qui met fin à l'exceptionnelle stabilité de l'empire. Septime Sévère (193-211) en sort vainqueur et instaure la dynastie des Sévères, marquée par des personnalités particulièrement atypiques, qui est renversée en 235. S'ouvre alors une période d'« anarchie militaire » et de crise qui marque le basculement vers le « Bas-Empire romain » et l'Antiquité tardive. À l'instabilité sur le trône impérial s'ajoutent divers périls extérieurs : conflits contre les Perses sassanides qui ont renversé les Parthes en 220, qui se soldent par la capture au combat de Valérien en 260, une première pour un empereur romain ; invasions des Goths sur la frontière nord qui entraîne la mort de l'empereur Dèce en 251 ; puis les Alamans franchissent à leur tour les frontières. Ces périls sont difficilement jugulés, et les secousses provoquées créent sans doute une perte de confiance en la capacité romaine à assurer l'ordre et la stabilité. Ce dont profite la reine Zénobie de Palmyre, qui se rend indépendante de Rome tente de fonder un empire, jusqu'à sa défaite en 271, tandis que de l'autre côté de l'empire des généraux romains de Gaule se proclament empereurs (empire des Gaules) entre 260 et 274. La situation est rétablie par des empereurs martiaux issus des provinces danubiennes, notamment Aurélien (270-275) qui parvient à réunifier l'empire. Puis il incombe à Dioclétien (284-305) de refonder ses structures afin de le consolider, ouvrant définitivement une nouvelle page dans l'histoire de l'Empire romain.

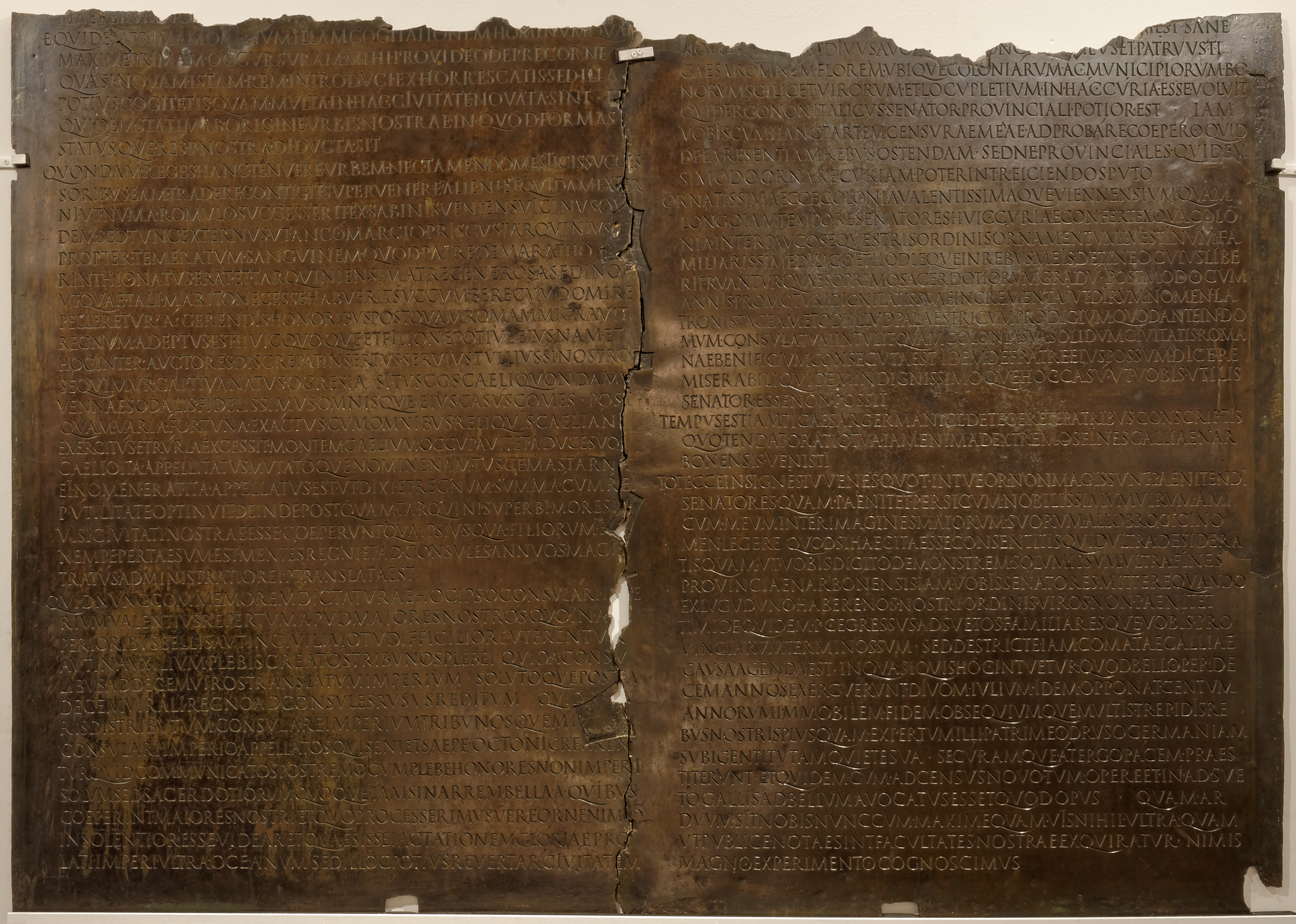
Table claudienne, transcription d'un discours de Claude pour l'admission des Gaulois au Sénat romain, v. 48. Musée Lugdunum.
Le Colisée de Rome, Ier siècle.
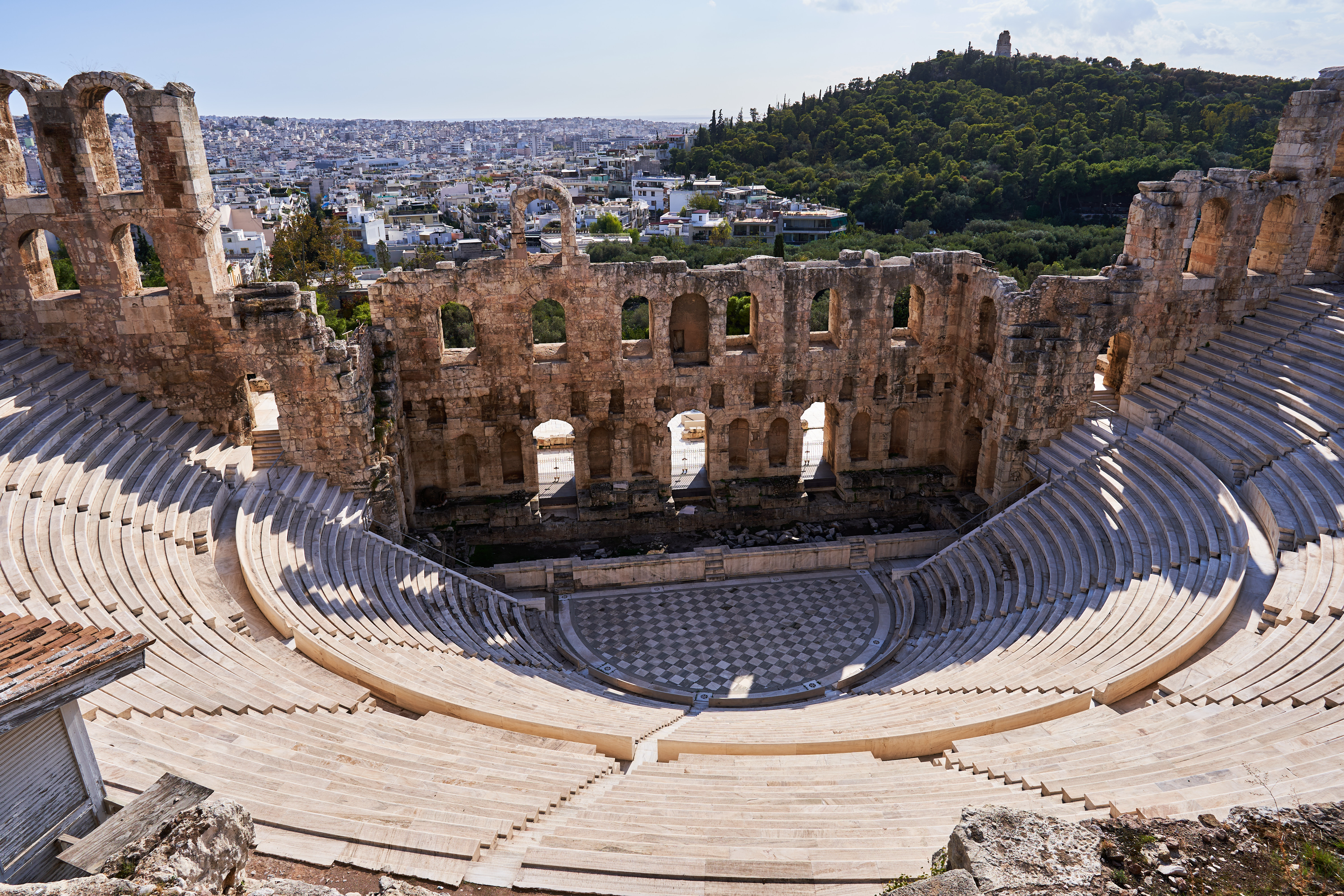
L'Odéon d'Hérode Atticus, Athènes, IIe siècle.
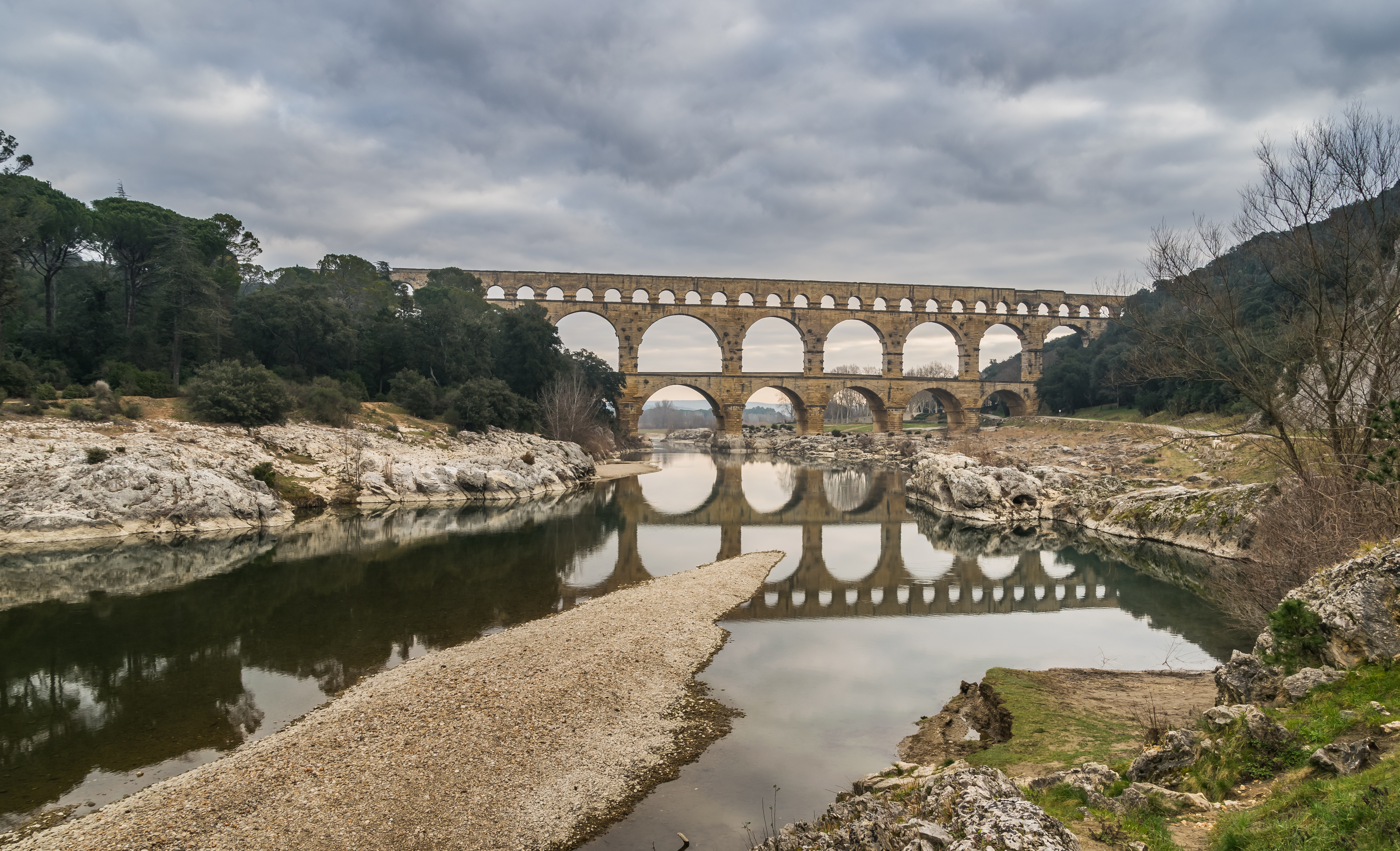
Le Pont du Gard (France), Ier siècle.
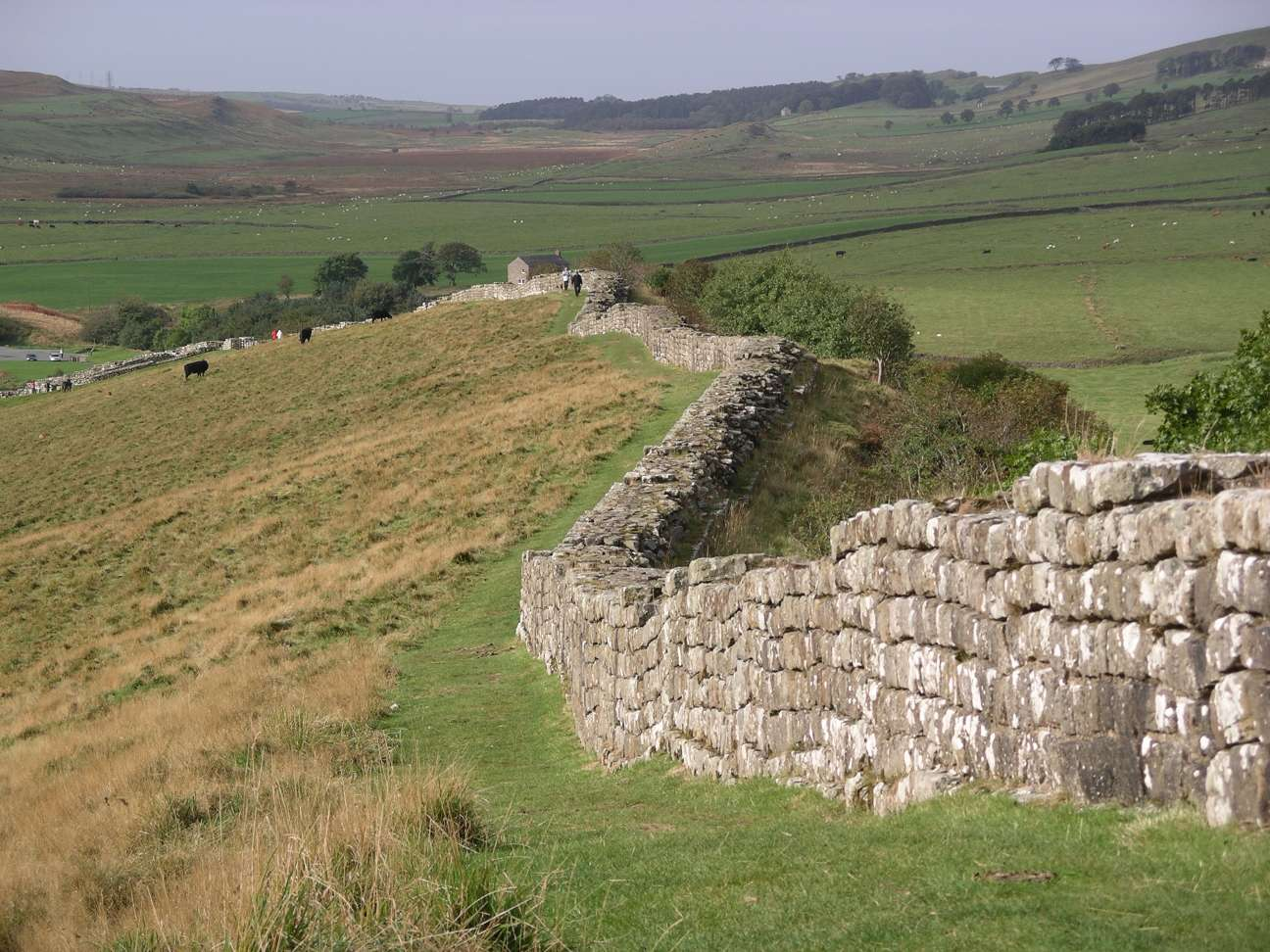
Sections du mur d'Hadrien, IIe siècle (Royaume-Uni).
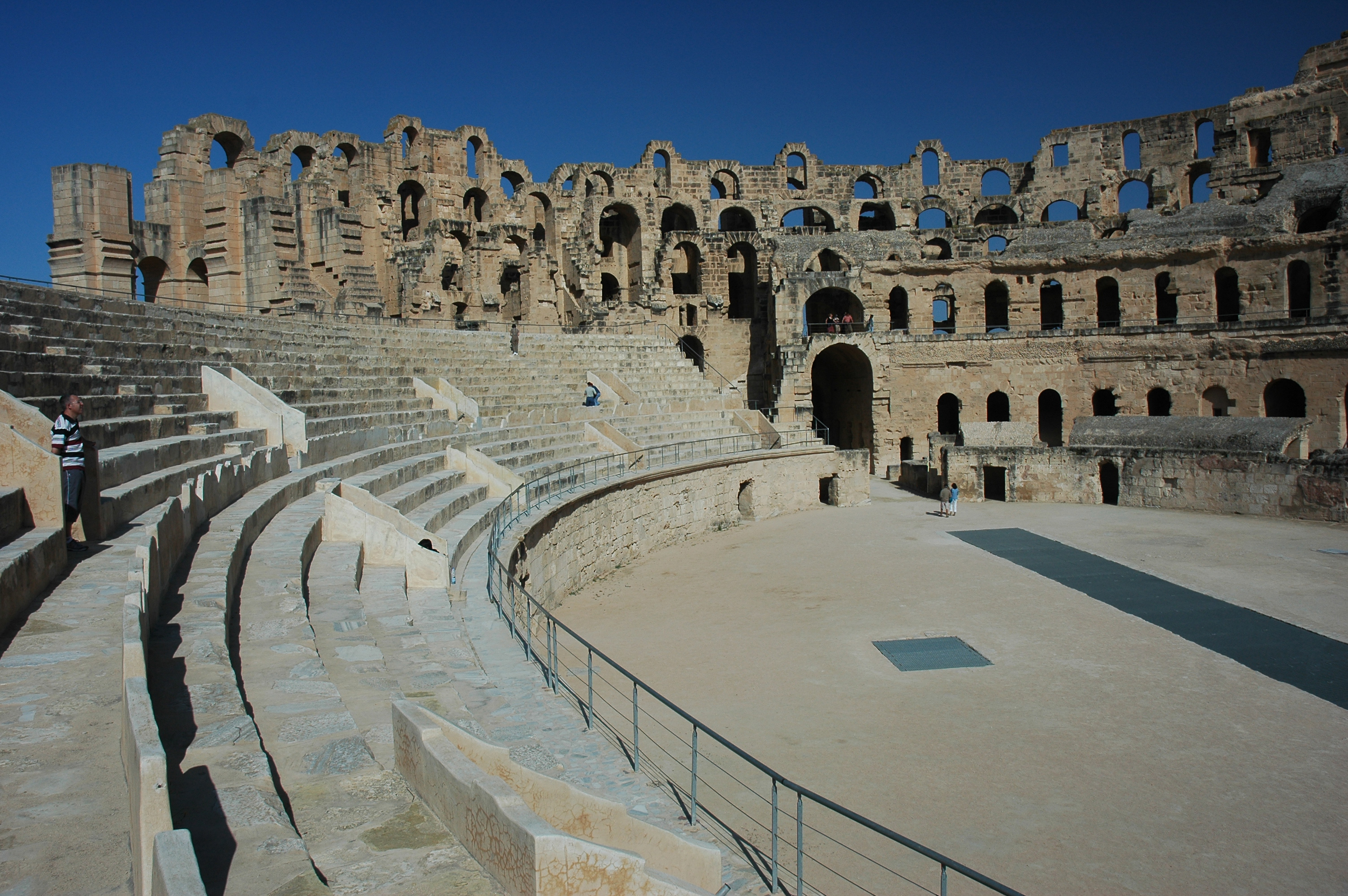
Amphithéâtre de Thysdrus à El Jem (Tunisie), début IIIe siècle.
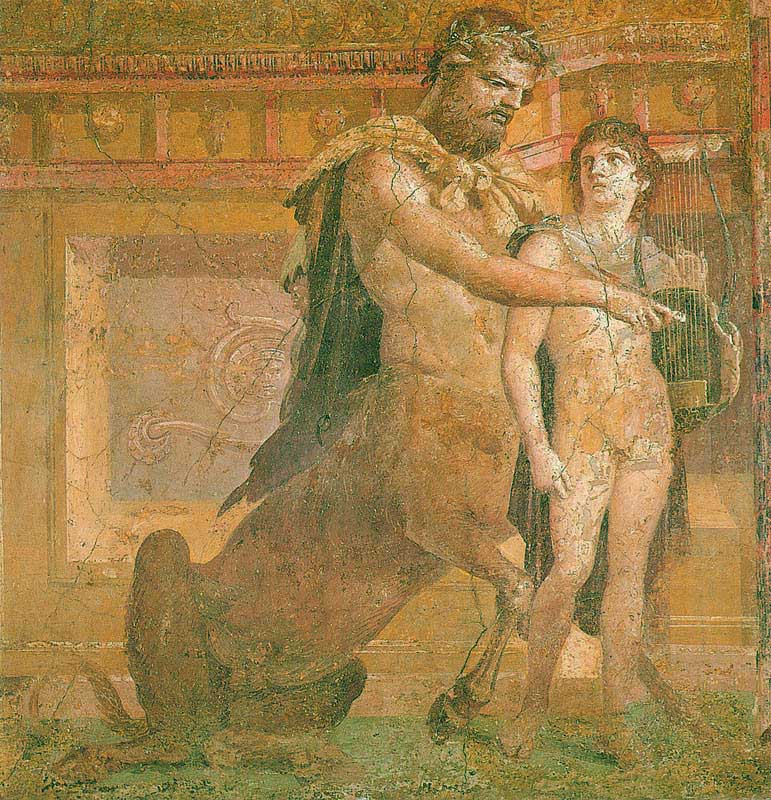
Le centaure Chiron et le jeune Achille, mosaïque de la basilique d'Herculanum, Ier siècle.

### L'Empire parthe

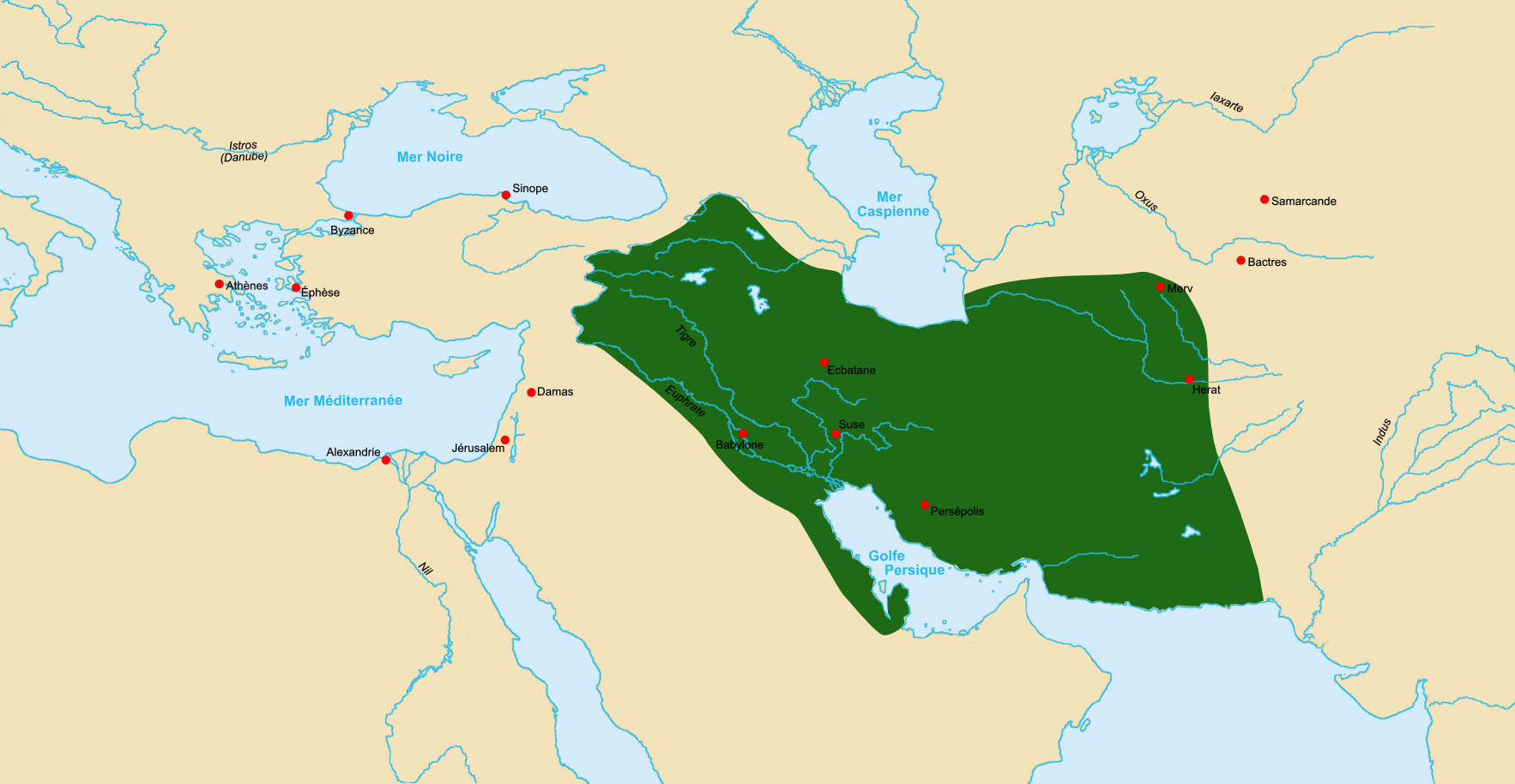
Extension de l'empire parthe vers 60 av. J.-C.

Les Parthes sont à l'origine un groupe formé par des guerriers issus de la tribu des Parnes, parlant une langue iranienne, installés vers le milieu du IIIe siècle dans la satrapie de Parthie (au bord de la mer Caspienne) dont ils reprennent le nom. Ils sont dirigés par la dynastie des Arsacides. Les Parthes se rendent indépendants des Séleucides, puis se soumettent à nouveau à eux vers 210, avant de rompre définitivement avec eux en profitant de leur affaiblissement consécutif à la paix d'Apamée en 188. Mithridate Ier pose les bases de l'État parthe, et conquiert le plateau Iranien puis la Mésopotamie. S'ensuit une réplique séleucide qui reprend une grande partie des conquêtes, et des troubles pour la dynastie parthe, qui se relève et prend le dessus sous Mithridate II. Les Parthes deviennent alors des rivaux de Rome, auxquels ils commencent à disputer l'Arménie. Leur armée écrase les Romains à Carrhes en Haute Mésopotamie en 53 av. J.-C., mais les Romains rétablissent progressivement la situation en leur faveur. Trajan échoue cependant à leur enlever la Mésopotamie (campagne de 117-123) et les derniers conflits entre les deux superpuissances au début du IIe siècle ne changent pas la situation. Apparemment affaiblis, les Parthes sont renversés en 220 par un de leurs vassaux, le Perse Ardashir, qui fonde la dynastie sassanide.
Le pouvoir parthe semble avoir été peu centralisé, laissant la place aux domaines des sept grands clans parthes (Suren, Karen, etc.) et à divers royaumes vassaux plus ou moins autonomes (Characène, Sistan), du moins tant qu'ils reconnaissaient la suprématie des Arsacides. Ces rois sont souvent présentés comme « philhellènes », notamment parce qu'ils adoptent un monnayage et des éléments culturels de type grec, mais ils se revendiquent également de l'héritage iranien (perse) et mettent en avant la religion zoroastrienne dans la seconde partie de la dynastie. L'art parthe mêle donc influences iraniennes, mésopotamiennes et grecques. Leur armée s'appuie sur leur redoutable cavalerie lourde, les cataphractes.

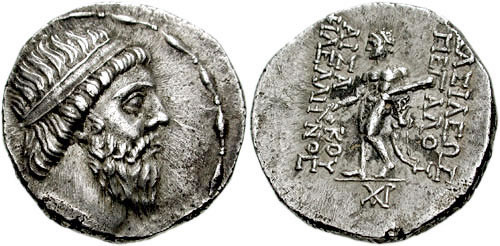
Tétradrachme montrant Mithridate Ier avec une barbe et un diadème royal, inscription grecque en revers : ΒΑΣΙΛΕΩΣ ΜΕΓΑΛΟΥ (du grand roi).
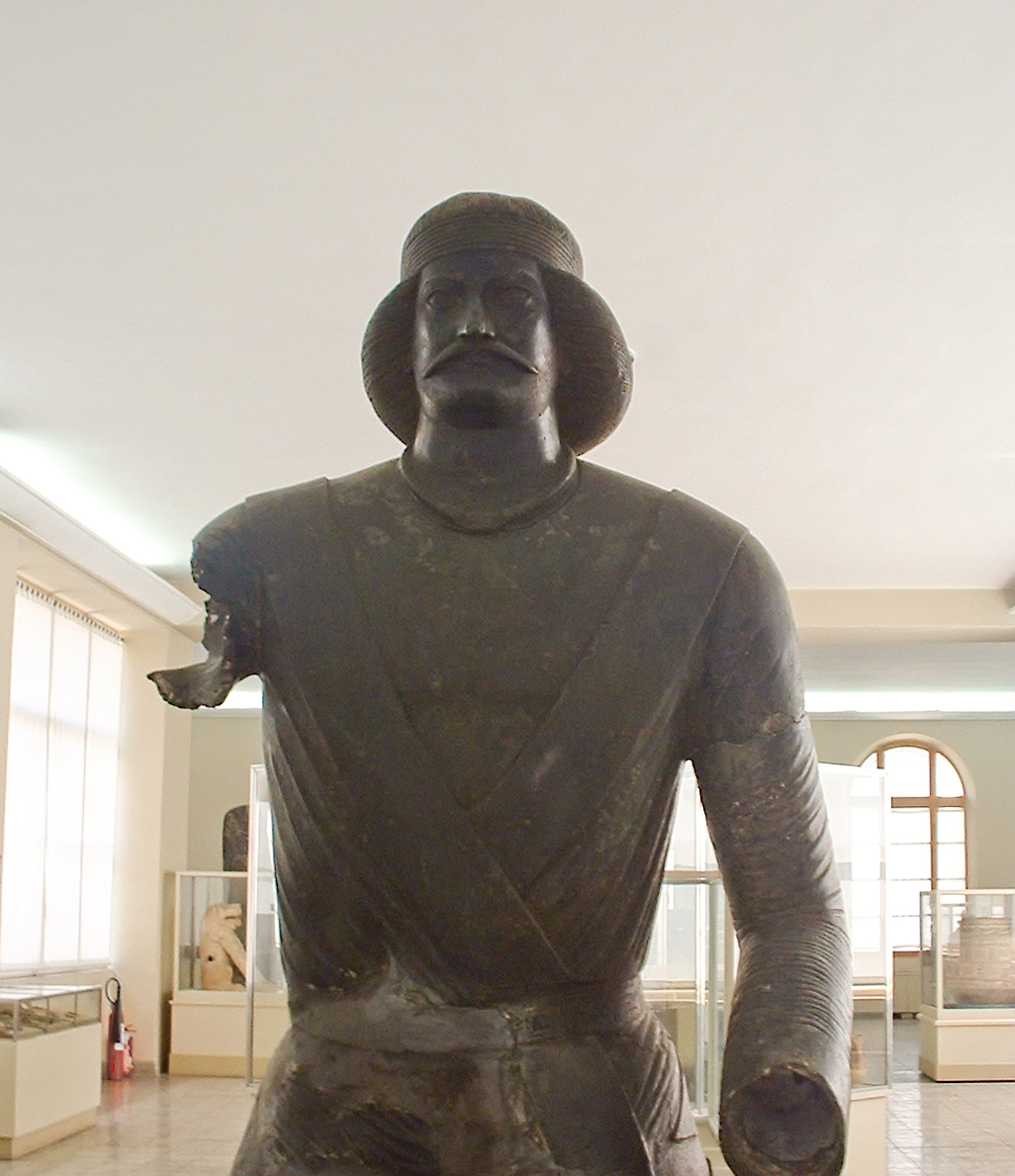
Statue d'un prince parthe, en bronze, provenant du sanctuaire de Shami en Élymaïde (Khuzestan). Musée national d'Iran.
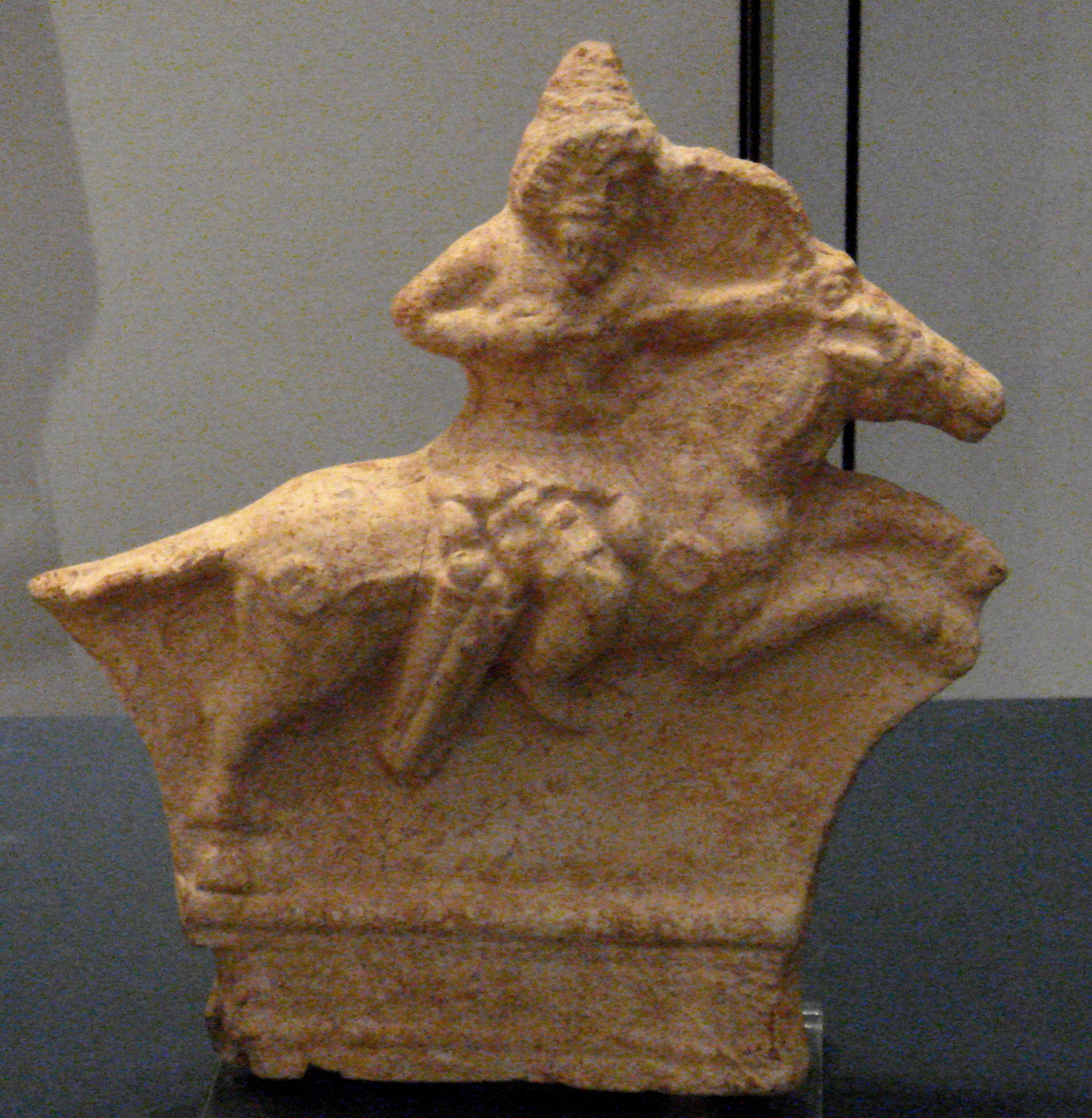
Cavalier parthe armé d'un arc, Ier – IIIe siècles. British Museum.

### Les autres pays orientaux
Les anciens foyers des premières civilisations antiques ont connu un destin qui peut par bien des aspects être vu comme un déclin : recul et disparition de la plupart des langues et écritures traditionnelles à la suite de l'expansion de l'araméen, perte de souveraineté depuis les conquêtes de l'empire perse, puis hellénisation culturelle et, dans une moindre mesure, romanisation. Elles n'en conservent pas moins leurs spécificités et leur créativité culturelles.
En Égypte, les pouvoirs grec et romain font preuve d'une certaine déférence envers le passé pharaonique et en adoptent au moins les apparences. Ils s'appuient en tout cas sur le milieu des temples égyptiens, dont les prêtres restent une force qui compte jusqu'au déclin de ces institutions à partir du IIIe siècle de notre ère. La religion autochtone connaît ses propres évolutions, comme l'émergence du culte de Sérapis, qui doit beaucoup à l'hellénisation. Celle-ci est avant tout représentée à Alexandrie, une des principales métropoles du monde méditerranéen, un centre culturel et économique de première importance. La scission entre populations grecques et égyptiennes reste marquée, les secondes constituant la majeure partie de la population en dehors des métropoles. Les riches campagnes égyptiennes confèrent à ce pays une grande importance économique. La christianisation, marquée à partir du IIIe siècle, a pour effet de donner naissance à une nouvelle écriture inspirée du grec et littérature en langue égyptienne, le copte, alors que l'usage des hiéroglyphes se raréfie.

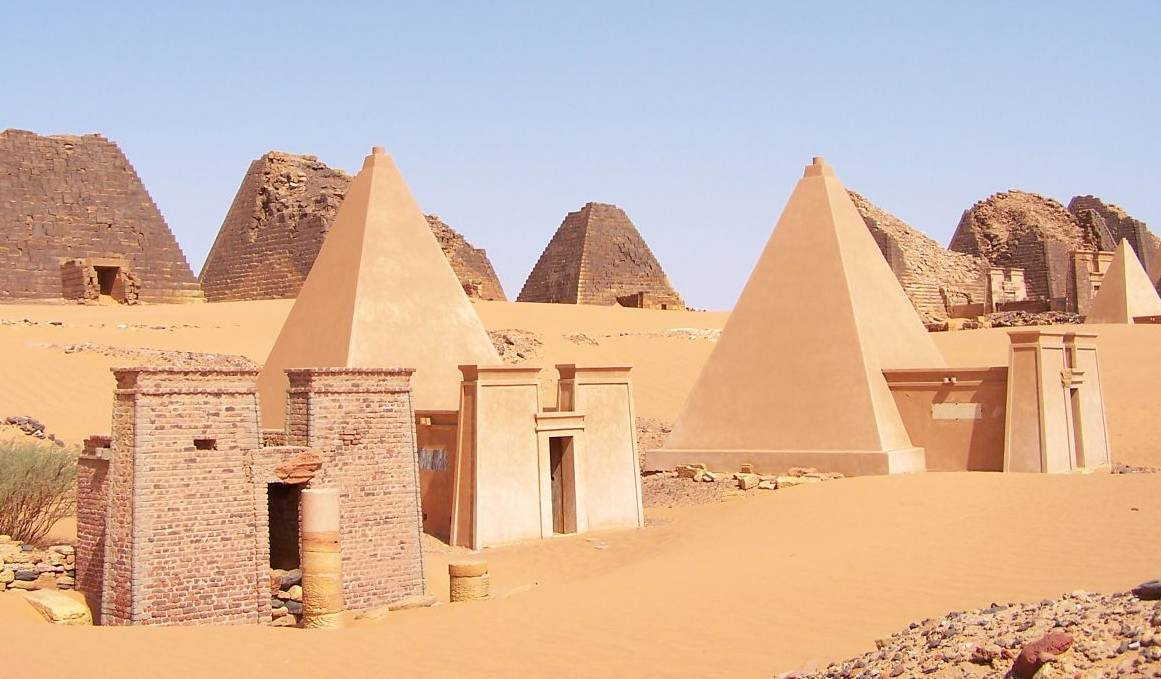
Pyramides du cimetière nord de Méroé.

Sur le cours supérieur du Nil, la Nubie reste un centre politique et culturel dynamique sous les rois de Méroé, dont le site est connu pour ses pyramides. En 25 av. J.-C. le pays résiste à une invasion romaine. Les auteurs classiques évoquent une lignée de reines ayant dirigé ce pays, les Candaces. Ces régions situées au sud de l'Égypte étaient connues des Grecs comme l’Éthiopie. Avec le développement du commerce sur la mer Rouge depuis l'époque hellénistique, les contacts économiques entre ces contrées et la Méditerranée sont plus nombreux. Le principal royaume éthiopien des débuts de notre ère est celui d'Axoum, dont le cœur est situé au nord de l'Éthiopie moderne, qui s'étend considérablement en direction du sud vers la Somalie actuelle et aussi dans le sud-ouest de l'Arabie. Il occupe une place importante dans le commerce avec le monde indien.

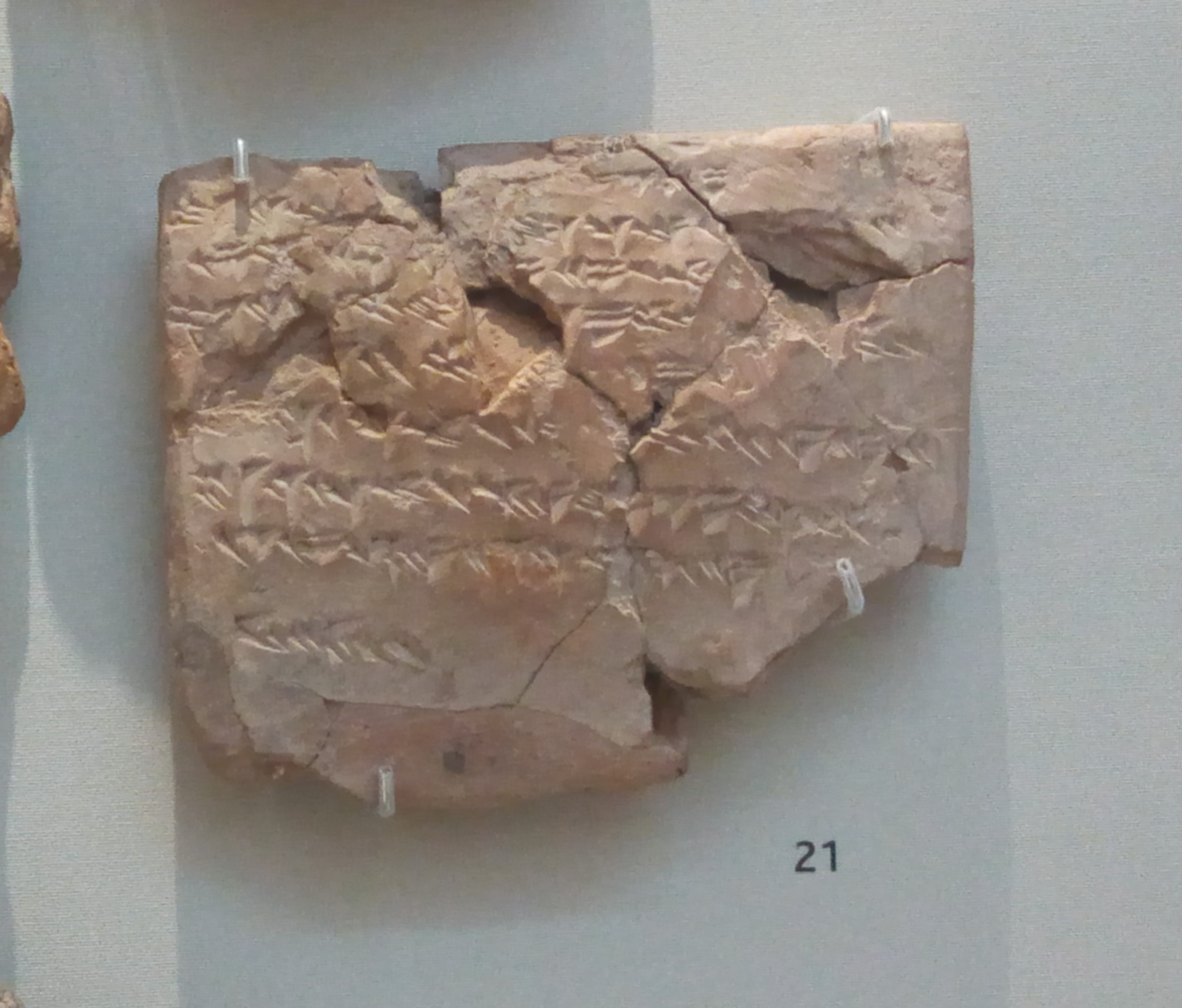
Tablette cunéiforme astronomique, Babylone, 61 ap. J.-C. British Museum.

La Babylonie reste une région prospère sous les Achéménides et les Séleucides et au début de la période parthe, fournissant d'importants revenus à ces empires, qui installent des résidences royales dans la région, à Babylone, puis dans deux nouvelles fondations, Séleucie du Tigre (capitale séleucide) et Ctésiphon (capitale parthe, voisine de la dernière). L'hellénisation reste superficielle mais des cités grecques sont fondées (Séleucie du Tigre, Babylone). Les astronomes babyloniens, issus du milieu des temples, que les Grecs appellent « Chaldéens », atteignent alors un niveau de compétence très élevé, et les derniers textes cunéiformes connus sont de type astronomique et datent de 75 (voire 80) de notre ère. Cela marque symboliquement la fin définitive de la civilisation mésopotamienne antique.
Dans le sud-ouest iranien, une autre des plus anciennes civilisations antiques, l'Élam, connaît une survivance sous la forme d'une nouvelle entité culturelle et politique, l'Élymaïde, alors que la vieille capitale élamite et perse de Suse est devenue une colonie grecque, et perd en importance. Les Élyméens, implantés dans une région montagneuse au-dessus de la Susiane, se rendent autonomes des rois Parthes et prennent Suse. Ils sont finalement soumis par les Sassanides.
Le royaume d'Arménie, dirigé à partir du début du IIe siècle par la dynastie des Artaxiades, devient un État-tampon entre Rome et les empires iraniens (Parthes puis Sassanides). Il connaît son apogée territorial sous le règne de Tigrane II (95-55 av. J.-C.), également connu pour son philhellénisme. Au début de notre ère l'Arménie passe sous le contrôle d'une dynastie arsacide, issue de la lignée royale parthe. Cela n'en fait pas pour autant un allié fidèle de cet empire, l'Arménie continuant à basculer entre allégeance aux Romains et aux Iraniens.
Sur la côte libanaise, les cités de Phénicie restent prospères durant l'Antiquité classique, leurs talents de marchands et de marins étant très valorisés. Aux périodes hellénistique et romaine, les élites des cités de Phénicie sont parmi les groupes les plus hellénisés du Proche-Orient, tout en conservant une identité phénicienne propre. On suppose que la langue phénicienne disparaît durant les premiers siècles de notre ère, mais cela reste peu documenté.
Chypre, soumise aux Lagides puis aux Romains, connaît une importante hellénisation et perd une partie de sa personnalité culturelle particulière. Son histoire politique durant la domination romaine est calme, elle semble prospère si on en juge par les monuments de ses villes principales (Salamine, Kourion, Nea Paphos).

Rouleau du livre d'Isaïe trouvé à Qumran, un des manuscrits de la mer Morte.

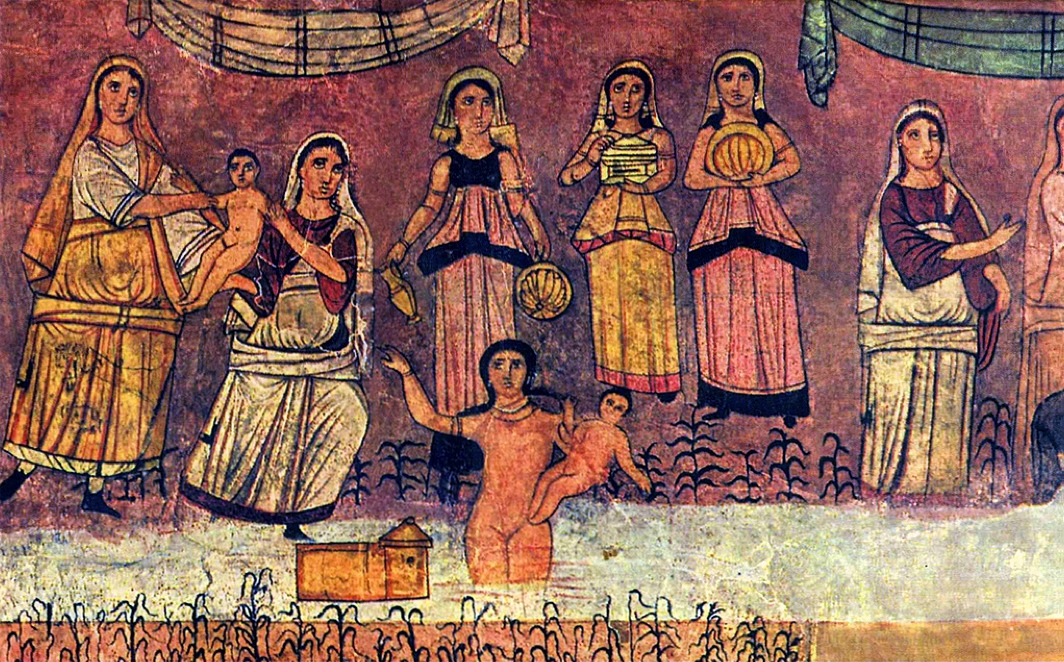
Fresque de la synagogue de Doura Europos, v. 244-245 : la fille du Pharaon recueille Moïse bébé d'un panier flottant sur un cours d'eau.

Le Levant méridional, que l'on commence alors à appeler Palestine (bien que les Philistins qui sont l'origine de ce nom aient disparu), passe sous domination lagide après la conquête grecque, puis à partir de 200 av. J.-C. les Séleucides prennent leur place. Cela s'accompagne à Juda par une tentative d'hellénisation forcée, avec la transformation de Jérusalem en cité grecque, ce qui suscite une réaction à partir des cercles religieux juifs, la révolte des Maccabées, qui parvient à chasser les Grecs. Sur le plan politique l'indépendance est acquise durablement (les Séleucides étant affaiblis après leurs défaites face à Rome), sous la dynastie des Hasmonéens, en revanche l'hellénisme judéen est consolidé par les nouveaux souverains. Ceux-ci réalisent des conquêtes, notamment l'Idumée (Édom) et l'Iturée, où se produisent des conversions au judaïsme, en bonne partie forcées. Puis, après le règne de Hérode (37-4 av. J.-C.), le royaume passe sous domination romaine et devient une province en 6 de notre ère. Dans le même temps la diaspora juive s'est étendue ; elle est notamment bien implantée à Alexandrie (où aurait été réalisée la traduction en grec de la Torah, la Septante, au IIe siècle), organisée autour de synagogues, sortes de temples miniatures qui se développent alors, tout et conservant des liens avec le grand temple de Jérusalem. Sur le plan religieux, le Judaïsme a alors achevé de se constituer, les derniers textes bibliques sont rédigés durant l'époque hellénistique. Des courants religieux juifs sont apparus (Pharisiens, Sadducéens, Esséniens), cette religion étant alors marquée par la diversité, comme l'attestent les manuscrits de la mer Morte. C'est dans ce contexte qu'il faut replacer la prédication du galiléen Jésus, aux alentours de 30 de notre ère, qui est à l'origine du Christianisme. En 70 de notre ère, Jérusalem et son temple sont détruits à la suite de la répression d'une révolte. Il ne sera pas reconstruit, et la dispersion qui s'ensuit donne un nouvel élan à la diaspora, et recentre le judaïsme sur la synagogue, qui devient son lieu identitaire par excellence. Une dernière révolte, dite de Bar-Kokhba, en 132-135, s'achève par l'éviction des Juifs de Jérusalem. C'est à ce moment que s'affirme le judaïsme rabbinique, qui met l'accent sur l'apprentissage, amené à devenir la forme dominante, et que se produit la canonisation définitive de la Bible hébraïque, autour des trois ensembles Loi/Prophètes/Écrits (Tanakh), et que s'amorce la constitution du corpus talmudique,. Quant au Christianisme, il s'est détaché progressivement du Judaïsme, notamment à la suite de Paul, et a commencé à élaborer les livres qui deviendront son « Nouveau Testament », à prêcher auprès des Juifs et non-Juifs, réalisant de nombreuses conversions dans plusieurs régions de l'Empire romain (surtout à l'est) grâce à l'activité de ses prédicateurs, y constituant des communautés.

La Syrie et son voisinage durant les premiers siècles de notre ère.

L'Antiquité classique coïncide avec une période d'expansion des populations arabes dans plusieurs parties du Levant et de la Mésopotamie. Bien que ces groupes soient souvent des tribus nomades, en plusieurs endroits émergent des dynasties arabes sédentaires fortement araméisées, inscrites dans la continuités des cultures précédentes, tout en étant marquées par la culture gréco-romaine. Les Nabatéens sont l'exemple le plus connu. Établis autour de la Jordanie (où ils ont supplanté les Iduméens), entre le Hauran syrien et les oasis du nord de l'Arabie (Hégra), dominant des routes commerciales très lucratives, ils deviennent un royaume client de Rome durant le Ier siècle La manifestation la plus évidente de leur prospérité sont les monuments de Pétra, leur capitale. En 106 Trajan annexe le royaume. Dans le Liban intérieur, la plaine de la Bekaa a vu l'installation des Ituréens, tribu d'origine arabe, et prend le nom d'Iturée, pays dont la capitale est Baalbek. Soumis par les rois de Judée, puis les Romains, leur territoire est dépecé vers 20 av. J.-C. (notamment au profit de la Judée), puis Baalbek devient une colonie de soldats romains vétérans. Un centre majeur arabo-araméen est Palmyre (Tadmor) en Syrie, vieille cité caravanière d'oasis déjà attestée durant l'âge du bronze. Elle connaît une croissance rapide après la fin de la domination séleucide en 64/3 av. J.-C., appuyée sur ses réseaux commerciaux. Elle passe sous contrôle romain aux débuts de notre ère, ce qui entraîne un nouvel essor et attire des populations de tous horizons. Profitant des difficultés romaines au milieu du IIIe siècle, Palmyre tente de constituer un empire, pris en main par la reine Zénobie (267-273), mais elle est vaincue par Aurélien en 272-273, puis convertie en ville de garnison romaine. En Haute Mésopotamie, la cité de Hatra est un autre siège d'une dynastie arabe, à l'émergence plus tardive, au Ier siècle de notre ère. Vassale des Parthes, elle est à plusieurs reprises menacée par les Romains. Elle est détruite en 240 par les Sassanides après un long siège et désertée. En Arabie du nord, plusieurs oasis ont connu un développement marqué depuis l'époque assyrienne qui les a vues rentrer en contacts plus poussés avec le Proche-Orient, ce qui a été accéléré par des conquêtes babyloniennes puis perses et le développement du commerce caravanier parcourant toute l'Arabie, les lucratives routes de transit produits aromatiques (encens et myrrhe notamment) se dirigeant vers la corne de l'Afrique ou d'Asie du sud. Durant la seconde moitié du Ier millénaire av. J.-C., un royaume s'est développé à Dadan (al-'Ula, site d'al-Khuraybah), dirigé par la dynastie Lihyanite (une tribu du Hejaz), qui dure au moins deux siècles et parvient à son apogée à dominer des oasis voisines. Les routes d'Arabie conduisent vers l'est en direction de la cité de Gerrha sur le golfe Persique, non identifiée, et vers les pays d'Arabie méridionale, l'« Arabie heureuse » des Romains, autour de l'actuel Yémen. Après le déclin du royaume d'Awsân (v. 800-500 av. J.-C.), les principaux royaumes sont Saba, Qataban, Maïn et Hadramaout. Leur histoire est mal connue, surtout documentée par des inscriptions locales en alphabets sud-arabiques, et semble émaillée de conflits entre royaumes sud-arabiques et aussi le royaume éthiopien d'Axoum, autour du contrôle du commerce reliant la mer Rouge et l'océan Indien. Saba étend un temps son influence sur les royaumes voisins au début de notre ère, et implante des comptoirs sur la côte africaine, subit par la suite la domination du royaume éthiopien d'Axoum, et après c'est Himyar qui passe au premier plan.

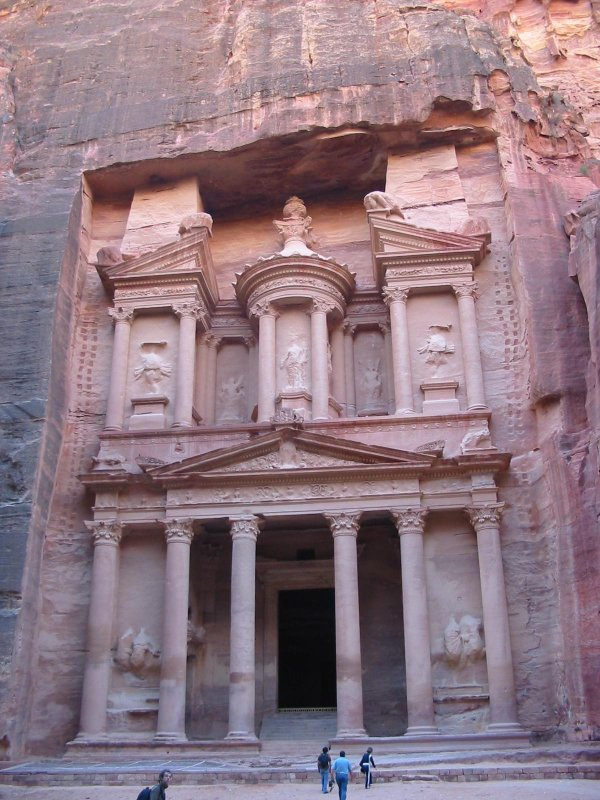
La Khazneh de Pétra.
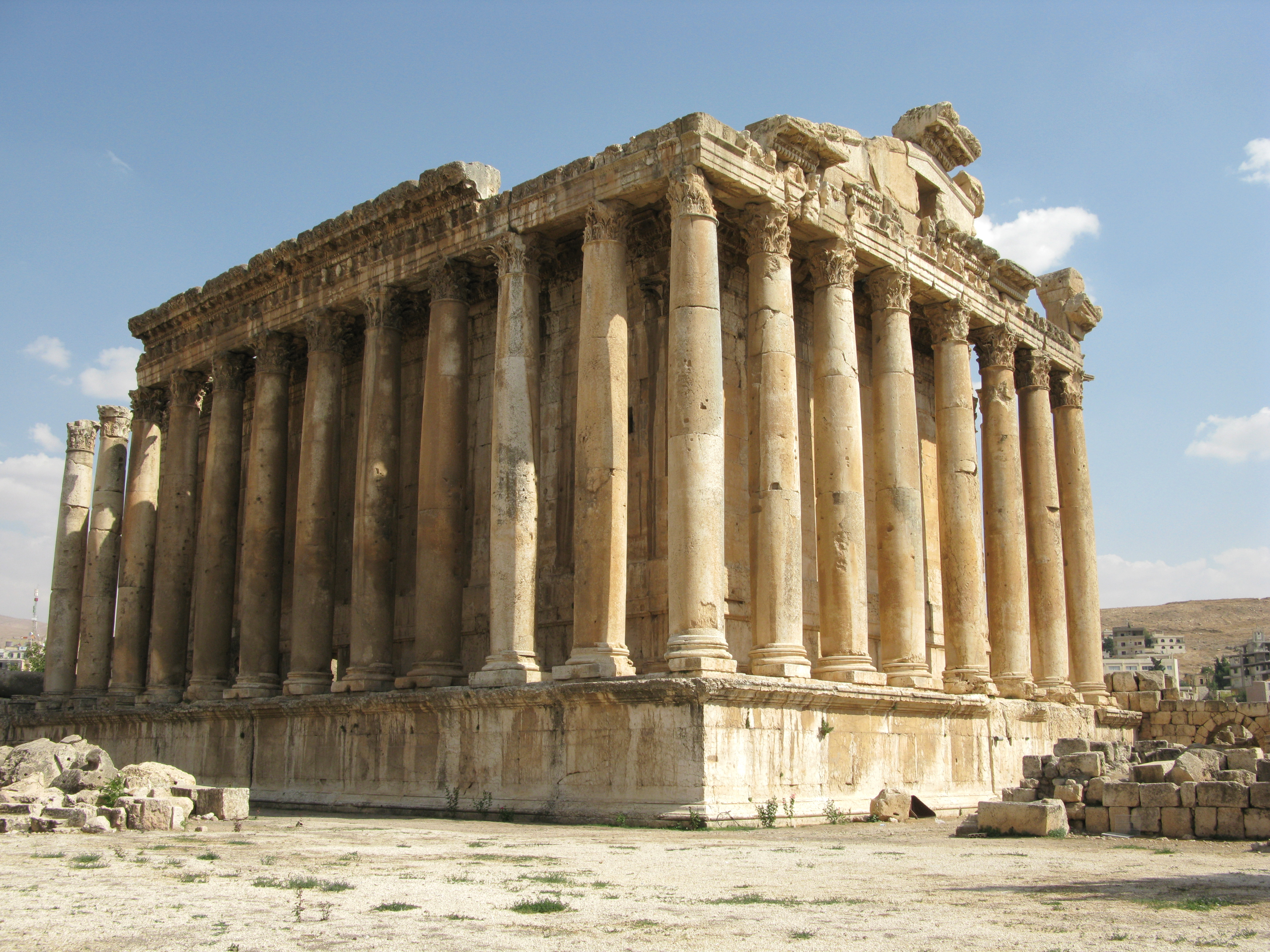
Le temple de Bacchus de Baalbek.
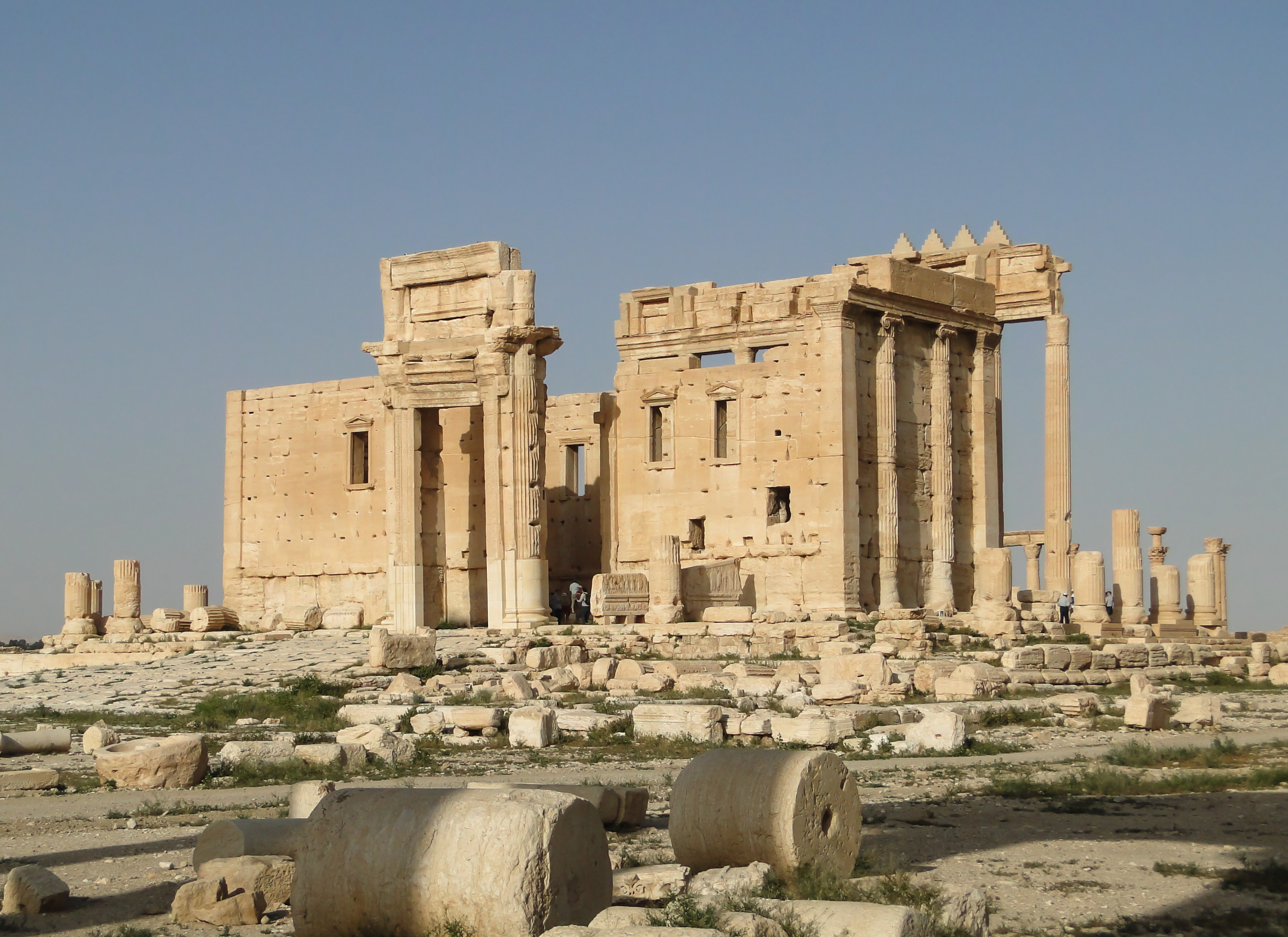
Le temple de Bêl de Palmyre en 2010 (avant sa destruction par l'État islamique).
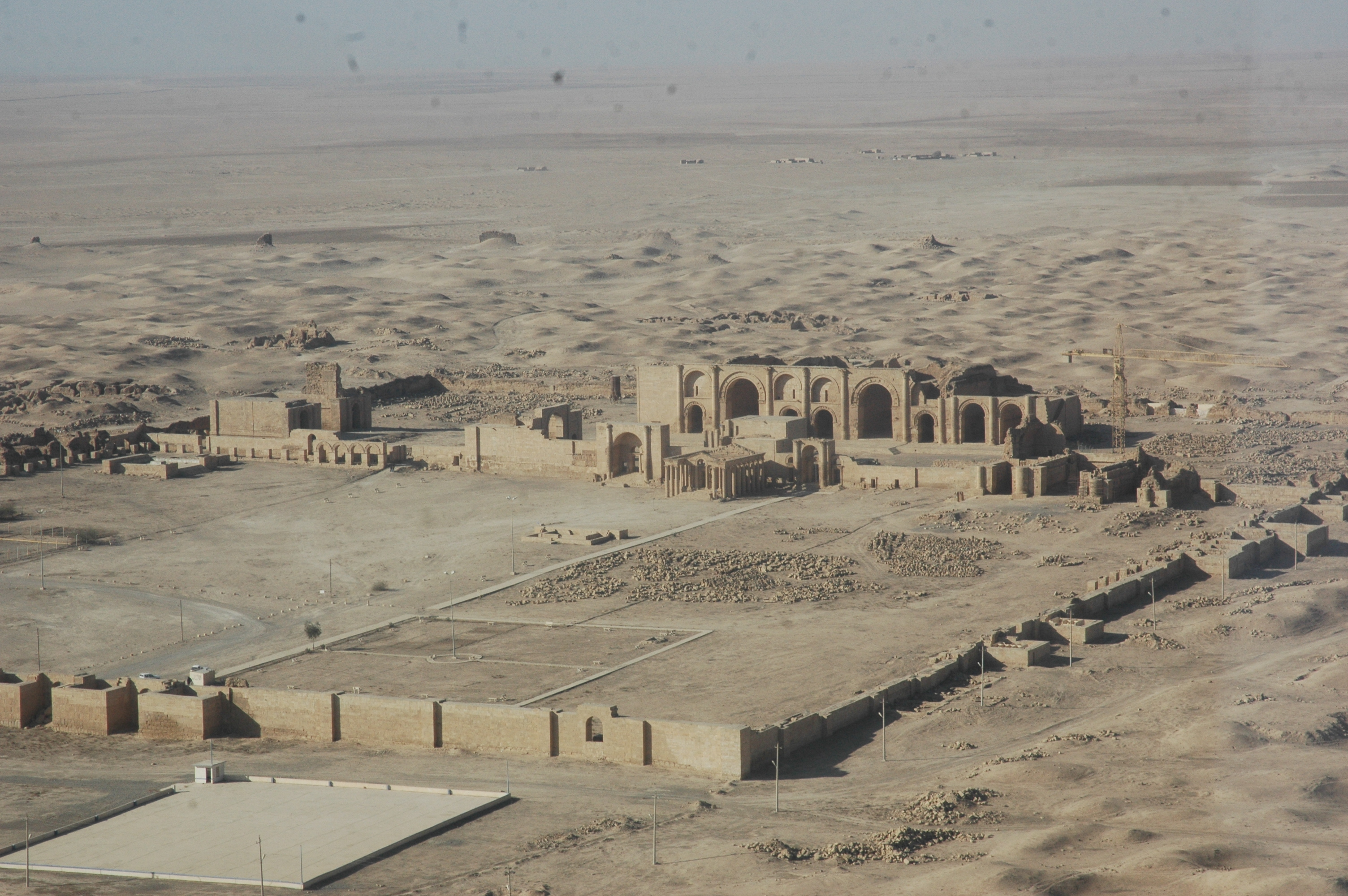
Vue aérienne de l'enceinte sacrée de Hatra en décembre 2007 (avant sa destruction par l'État islamique).
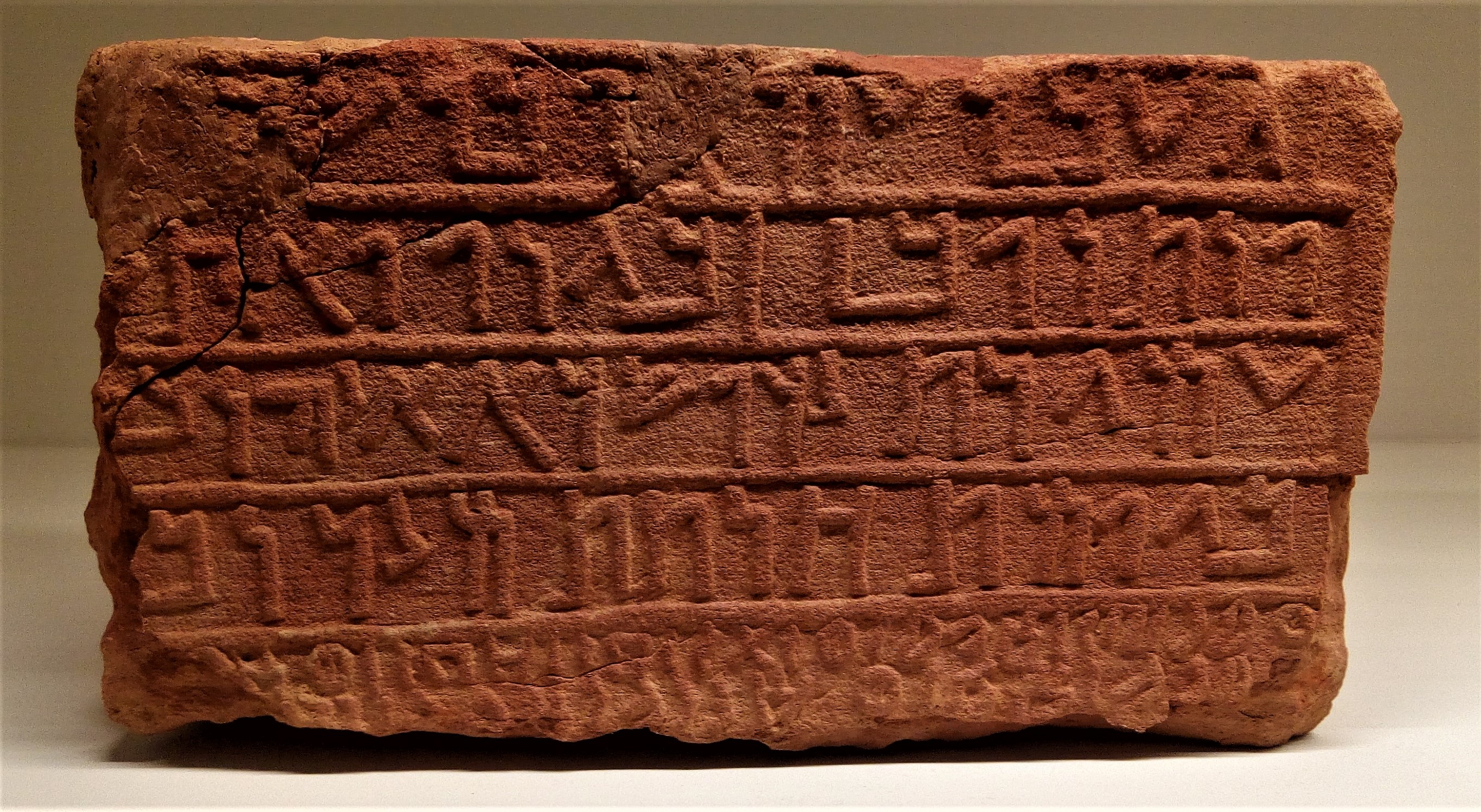
Inscription bilingue en dadanite et araméen, provenant du sanctuaire de Dadan (al-'Ula, al-Khuraybah).
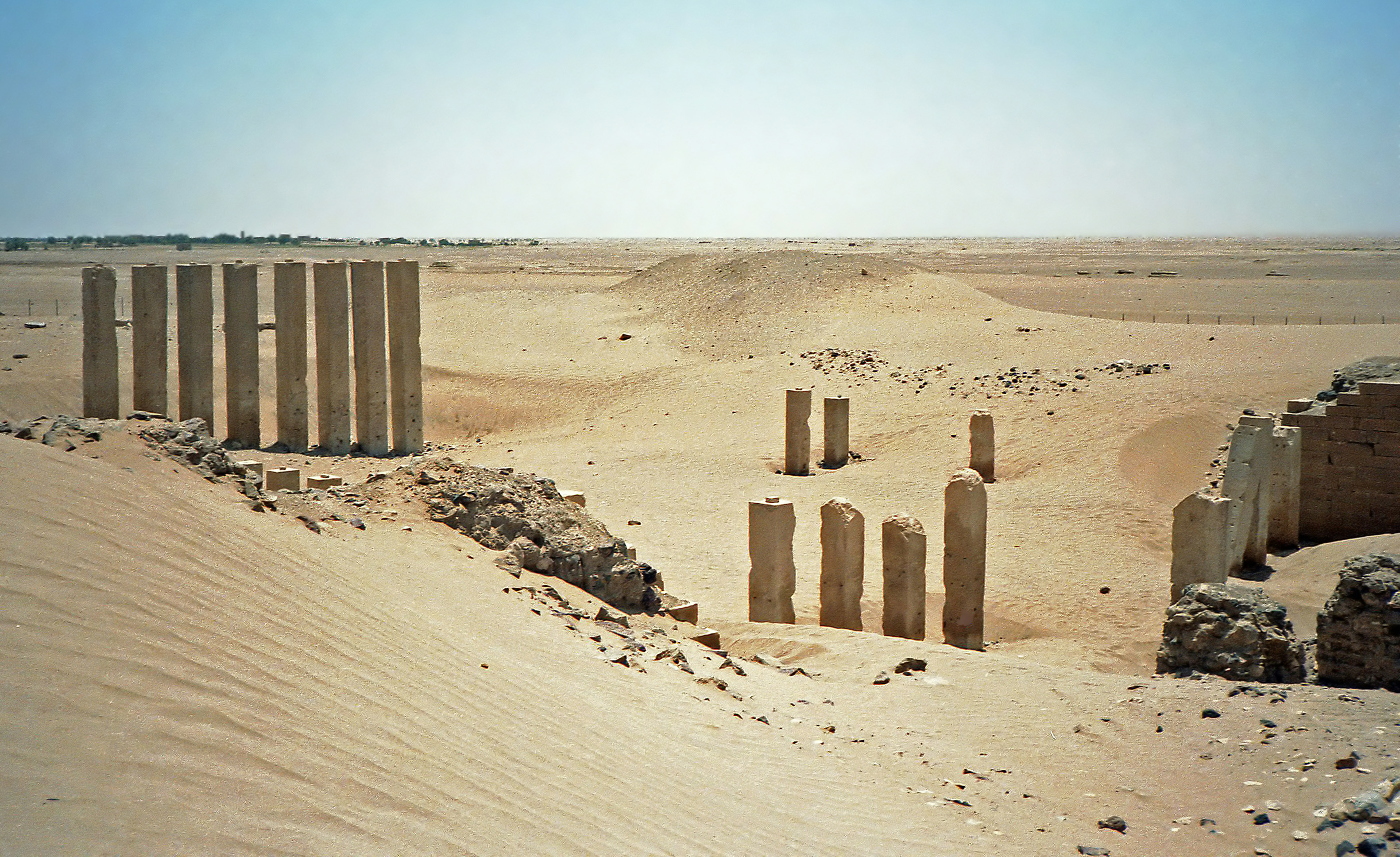
Ruines du temple de Bar'an à Marib, la capitale du royaume de Saba.

### Tendances et héritages
Du point de vue des structures politiques, l'Antiquité classique voit cohabiter plusieurs modèles. Le cadre de la cité en tant que communauté politique (polis, civitas, municipium) prend une importance considérable en Grèce à partir de l'époque archaïque. Le modèle impérial développé au Proche-Orient, à l'exemple de l'empire achéménide, entre en contact avec le monde grec qui l'adopte durant l'époque hellénistique. Il devient alors dominant politiquement et militairement, supplantant les cités-États indépendantes qui deviennent alors l'échelon administratif de base, fondamental dans le monde gréco-romain pendant plusieurs siècles.

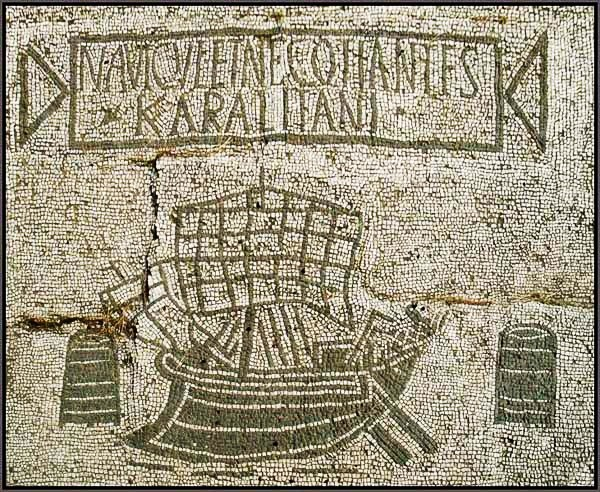
Mosaïque représentant un bateau à voiles, statio des armateurs et négociants de Cagliari de la place des Corporations d'Ostie (Italie), IIe siècle.

Cette période voit l'élargissement du monde connu se poursuivre. Un phénomène majeur est la mise en relation des différentes régions du Bassin méditerranéen, impulsée par les colonisations des Phéniciens et des Grecs, puis l'expansion des Romains, pour qui cette mer était « mare nostrum » (« notre mer »). P. Horden et N. Purcell ont mis en avant la « connectivité » qui y existe, possibilité de mettre en contact, notamment par petits voyages (cabotage), les différentes « micro-régions » constituant cet espace très morcelé, qui ont chacune leurs spécificités et s'appuient sur celles des autres grâce à la constitution de ces réseaux. Ian Morris a de son côté insisté sur le fait que cette connectivité était résultat d'évolutions historiques et était changeante, un processus de « méditerranéanisation » des régions qui se développe durant ces époques. Le développement des échanges matériels et immatériels, et la complexification des sociétés bordant la Méditerranée est manifeste durant la période allant d'environ 800 à 500 av. J.-C., qui peut être vue comme l'aboutissement d'une évolution sur la très longue durée. Au Moyen-Orient et en Asie centrale, le développement dans la dernière partie de la période des routes d'échanges à longue distance sur lesquelles circulent l'encens et la soie participe également de cette dynamique de mise en relation de régions de plus en plus éloignées.
Dans le domaine des techniques, des progrès se constatent dans différents domaines (moulin à eau, presse à vis, soufflage du verre, etc.), mais l'Antiquité gréco-romaine se caractérise plutôt par sa capacité à appliquer à une échelle plus grande et de façon plus intensive les connaissances développées durant les périodes antérieures, ce qui explique la diffusion rapide de nombreuses techniques, et des productions qui se retrouvent en bien plus grande quantité que durant les phases plus anciennes de l'Antiquité (céramiques, outils en métal, pièces de monnaie, éléments architecturaux en marbre, etc.). Si l'idée d'un blocage technique antique a souvent été mise en avant par le passé, les spécialistes du sujet ont repensé la question en l'articulant plus avec la société et l'économie antiques. Cela rejoint notamment la question de savoir s'il y a une croissance économique durant la période classique est débattue, même s'il y a des éléments qui laissent à penser qu'elle s'est produite sur le long terme, peut-être aussi dans les régions les plus anciennement urbanisées. La diffusion de l'utilisation des pièces de monnaie (la monnaie « frappée »), qui se fait à partir la Lydie puis du monde grec, est un phénomène économique (et politique) majeur de la période, même si de substantielles parties du monde antique ne font pas un grand usage de la monnaie, y compris durant la phase de prospérité de l'Empire romain.
La mise en relation des territoires aboutit à des échanges culturels importants, diffusant des cultures dans différentes régions où elles sont réceptionnées de diverses manières, adoptées de façon sélective avant tout par les élites, et suscitent aussi des résistances, créant des phénomènes de transferts culturels diversement caractérisables (assimilation, acculturation, hybridation, créolisation, métissage, etc.) ; de plus leur étude est souvent marquée par des présupposés intellectuels qui sont très discutés (opposition Orient/Occident, ethnocentrisme, culture dominante, colonialisme et post-colonialisme, diaspora, etc.). Cela s'appuie sur le développement des échanges et des déplacements de personnes, avant tout la fondation de comptoirs et colonies fonctionnant comme des sortes de « vitrines » du mode de vie diffusé. Schématiquement, l'Antiquité classique est marquée par trois phénomènes majeurs de ce type :
- La période orientalisante, aux VIIIe – VIIe siècles av. J.-C., marquée par la diffusion d'éléments d'Est en Ouest, attribuée généralement en grande partie aux Phéniciens (à la suite des auteurs grecs eux-mêmes, mais c'est sans doute excessif), aussi à Chypre, visible surtout chez les élites de plusieurs régions méditerranéennes, marqué par la diffusion d'un art d'inspiration orientale (mais souvent de production locale) et de l'alphabet, peut-être certaines pratiques de sociabilité (les banquets de type symposion). Ce phénomène a surtout été mis en avant pour la Grèce archaïque où il participerait à l'essor de la civilisation grecque « classique », mais aussi en Étrurie et dans la péninsule Ibérique. Les tendances récentes mettent plutôt en avant le développement des échanges culturels entre les pays du bassin méditerranéen, qui ne sont pas forcément à sens unique et tendent à créer une sorte de communauté culturelle[258]. D'autres études ont proposé des pistes pour identifier une influence proche-orientale sur la culture de la civilisation grecque de la fin des âges obscurs et de l'époque archaïque, notamment dans la mythologie et la religion (W. Burkert, M. West)[259]. Les influences orientales se poursuivent durant le reste de l'Antiquité, notamment à l'époque de l'empire achéménide et plus tard avec la diffusion des cultes orientaux[260].
- L'hellénisme et l'hellénisation[162], perceptible notamment dans la vie intellectuelle et artistique (sculpture, théâtre, gymnase, etc.), qui est comme vu plus haut la grande affaire des études sur le monde hellénistique[202]. Mais elle concerne aussi beaucoup la civilisation romaine, profondément imprégnée de culture grecque[209], et P. Veyne y a vu un « empire gréco-romain », parce qu'il était bilingue (latin à l'ouest, grec à l'est) et que « Rome est un peuple qui a eu pour culture celle d'un autre peuple, l'Hellade[148]. » C'est en bonne partie par ce biais que l'hellénisme survit au déclin politique du monde grec, d'autant plus que l'Empire romain se repose beaucoup sur les cités grecques pour administrer les provinces orientales[162].
- La romanisation, marquée avant tout par le processus d'octroi de la citoyenneté romaine, la diffusion du droit et de la vie civique qui vont avec, de la langue latine, et aussi celle du culte impérial. Cela s'accompagne de divers éléments culturels, très marqués par l'hellénisme et aussi d'autres influences, qui font qu'en fin de compte il s'agit plus de la transmission d'une culture mixte gréco-romaine caractéristique du monde romain. Son impact culturel est de ce fait plus net dans les provinces occidentales, peu touchées par l'hellénisme avant la conquête romaine, que dans les provinces orientales où il est bien implanté quand la domination romaine s'installe et est généralement peu réceptif à l'influence culturelle latine[261],[262].

Du point de vue culturel, cette période de l'Antiquité est marquée à ses débuts par le phénomène que Karl Jaspers a qualifié comme un « âge axial », voyant l'émergence de la religion monothéiste dans le Judaïsme, du Zoroastrisme, la floraison intellectuelle de la Grèce archaïque. De façon significative, les anciens foyers des civilisations antiques, l’Égypte et la Mésopotamie, sont à l'écart des évolutions majeures, qui se produisent durant la période de disruption allant de la chute de l'Assyrie jusqu'à la consolidation de l'empire perse.
Les périodes classiques de la Grèce et de Rome ont eu un impact considérable sur les civilisations qui leur ont succédé, pas seulement en Europe même si c'est surtout là que cette influence a été marquante car ses civilisations se sont à plusieurs reprises tournées vers ce passé pour l'ériger en modèle,. Les épopées homériques, la pensée des philosophes, les travaux scientifiques grecs et romains, le théâtre athénien, la sculpture classique, le droit romain, l'architecture et l'urbanisme grecs et romains y ont été érigés en modèles « classiques », fournissant une source d'inspiration réactivée à plusieurs reprises et de différentes manières, notamment sous la Renaissance puis dans le classicisme, mais aussi au Moyen Âge aussi bien à l'ouest qu'à l'est, y compris dans les pays d'Islam.

## L'Antiquité tardive

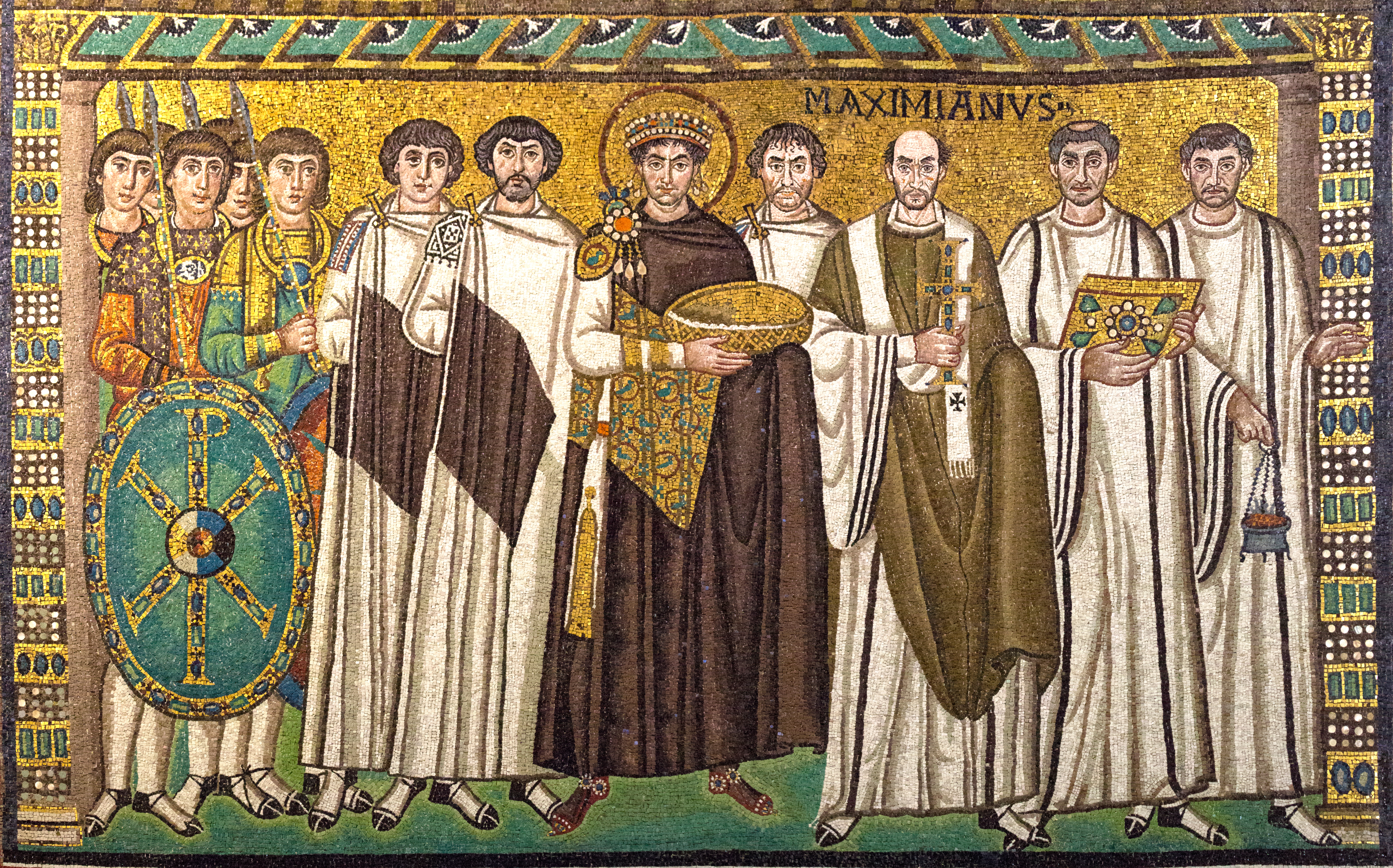
L'empereur Justinien avec sa suite, mosaïque de la basilique Saint-Vital de Ravenne.

L'Antiquité tardive est une phase aux contours mal définis, de la fin du IIIe siècle à celle du VIIe siècle si ce n'est plus, environ de 250 à 750 voire 800.
Au sortir de la crise qui le secoue au IIIe siècle, l'Empire romain se réforme afin de faire face aux défis du temps, notamment les menaces extérieures de peuples germaniques (les « Barbares ») et des Perses. Progressivement la division de l'empire en deux ensembles, oriental et occidental, s'affirme et se confirme, devenant effective à la fin du IVe siècle. Entre-temps les empereurs ont fait du Christianisme leur religion officielle, et dès lors les institutions ecclésiastiques deviennent un relai du pouvoir de première importance, et plus largement les considérations religieuses prennent une grande place dans la vie politique et l'identité sociale. À l'ouest, l'Empire romain d'Occident perd son unité, laissant des chefs barbares fonder des royaumes sur son territoire. L'autorité des empereurs n'est plus reconnue, et il disparaît dans l'indifférence en 476, laissant les nouveaux royaumes constituer des structures politiques reposant plus ou moins sur son héritage, sous la direction d'élites barbaro-romaines. À l'est l'Empire romain d'Orient, ou empire Byzantin, se maintient et conserve sa prospérité. L'empire perse sassanide domine quant à lui l'Iran, la Mésopotamie et les régions voisines. Ces deux grands empires se déchirent au cours de plusieurs conflits qui les affaiblissent, jusqu'à l'intrusion des troupes arabo-musulmanes venues d'Arabie à compter des années 630, qui enlèvent à Byzance ses territoires orientaux et méridionaux, et font tomber l'empire sassanide. Par bien des aspects l'empire et la religion des premiers temps de l'Islam sont héritiers de ceux de l'Antiquité tardive.
Du point de vue historiographique, cette période était traditionnellement considérée comme une phase de déclin, amorcée durant le « Bas-Empire » romain. Cette vision a depuis été contredite, et l'Antiquité « tardive » s'est imposée dans le paysage des études historiques, d'abord comme une phase de transition entre Antiquité classique et Moyen Âge, puis comme une phase historique à part entière, « une autre antiquité, une autre civilisation » selon un de ses « inventeurs », Henri-Irénée Marrou. Elle doit aussi beaucoup aux travaux de Peter Brown qui a œuvré à la réhabilitation de la période et à lui donner une cohérence,.

### Transformation et division de l'Empire romain

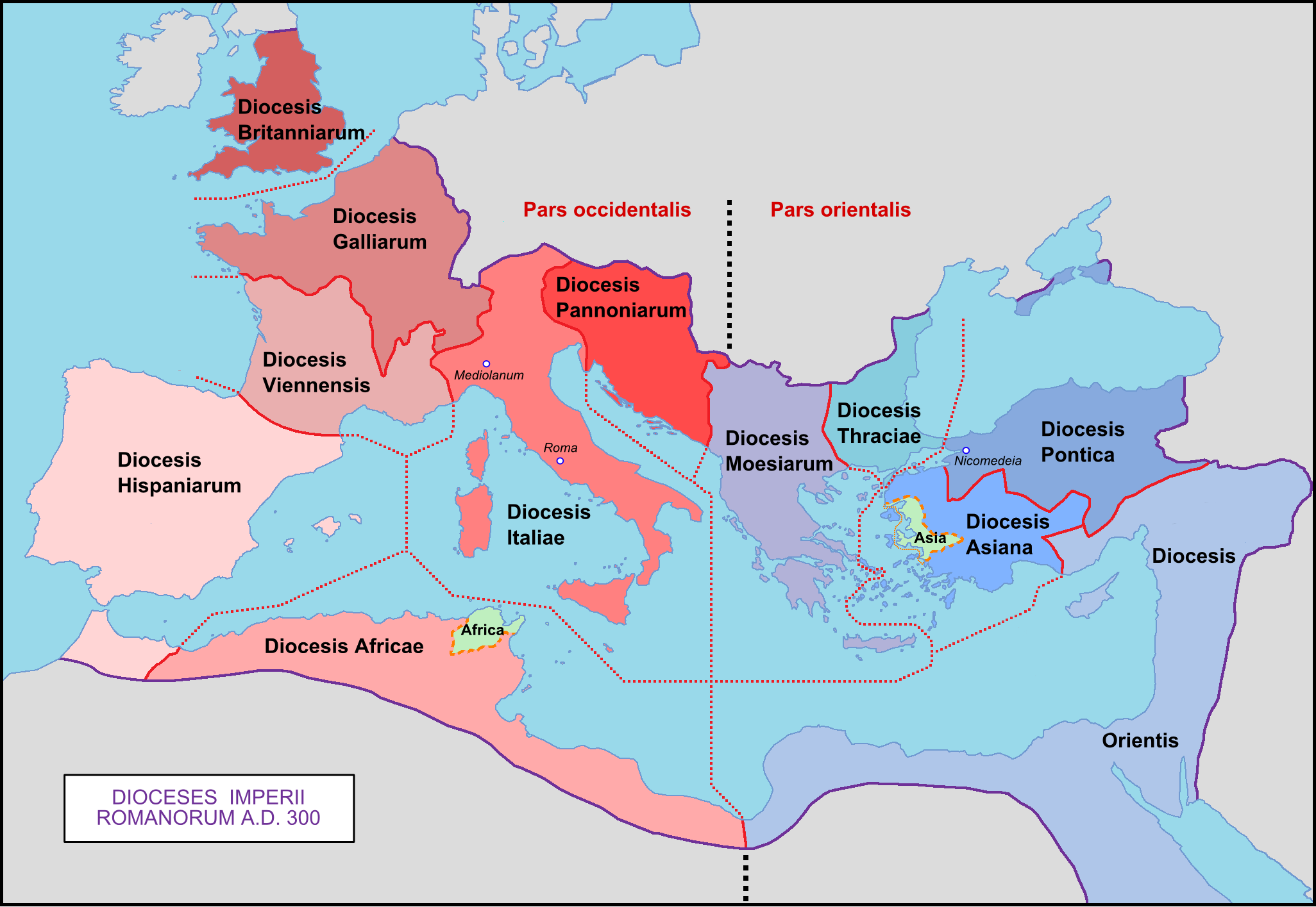
L'organisation de l'empire vers 300.
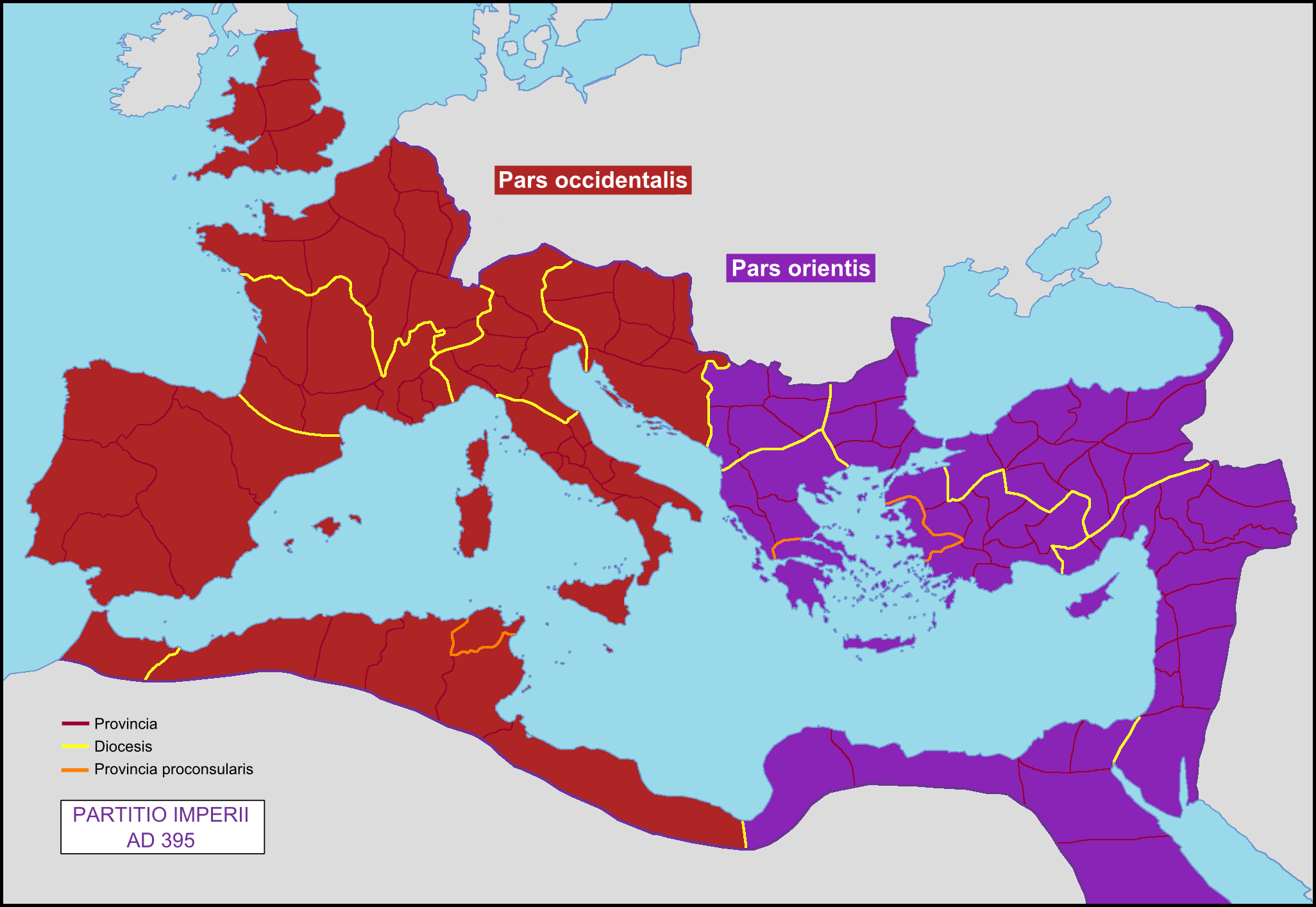
La division de l'Empire romain en 395.

Au sortir de la période de crise qui va de 235 à 284, Dioclétien entreprend de refonder les structures de l'empire, avec pour priorités d'assurer à la fois la sécurité et la succession impériale. Il met en place la Tétrarchie, système de partage du pouvoir à quatre têtes, dans lequel Dioclétien garde la position éminente jusqu'à sa mort en 305. Par la suite le gouvernement d'un seul est plus l'exception que la règle, ce qui n'éteint pas les rivalités au sommet du pouvoir, tant s'en faut. Le sort des armes est plus que jamais prépondérant avec l'affirmation de la figure de l'empereur militaire. Après 312 et sa victoire au pont Milvius, Constantin devient le personnage le plus puissant de l'empire, et règne seul de 324 à 337, entreprenant de grandes réformes, et la fondation d'une nouvelle capitale à son nom en Orient, Constantinople (l'ancienne Byzance). Les troubles du IIIe siècle ont porté un coup dur au monde urbain dans plusieurs régions. L'armée a connu de grandes évolutions depuis la période d'instabilité, intégrant de plus en plus des éléments « barbares », les « fédérés ». Du point de vue religieux, la période est marquée par les persécutions contre les Chrétiens (notamment sous Dioclétien), puis leur reconnaissance par l'« édit de Milan » de 313 et la conversion de Constantin au christianisme.

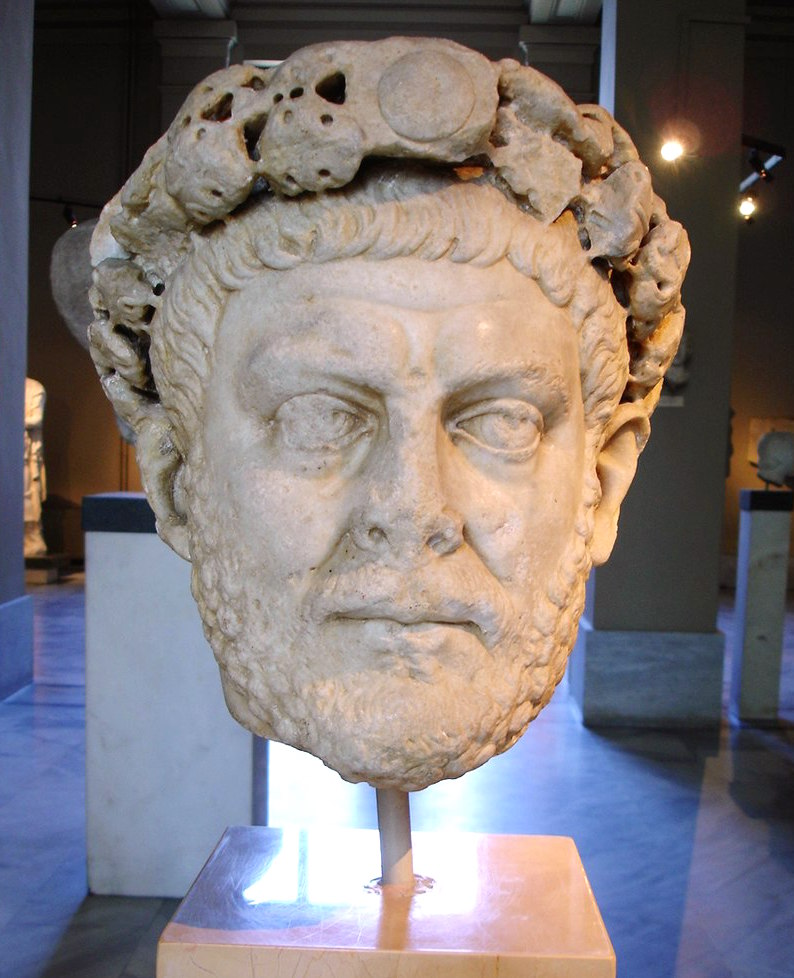
Tête de Dioclétien, musée archéologique d'Istanbul.
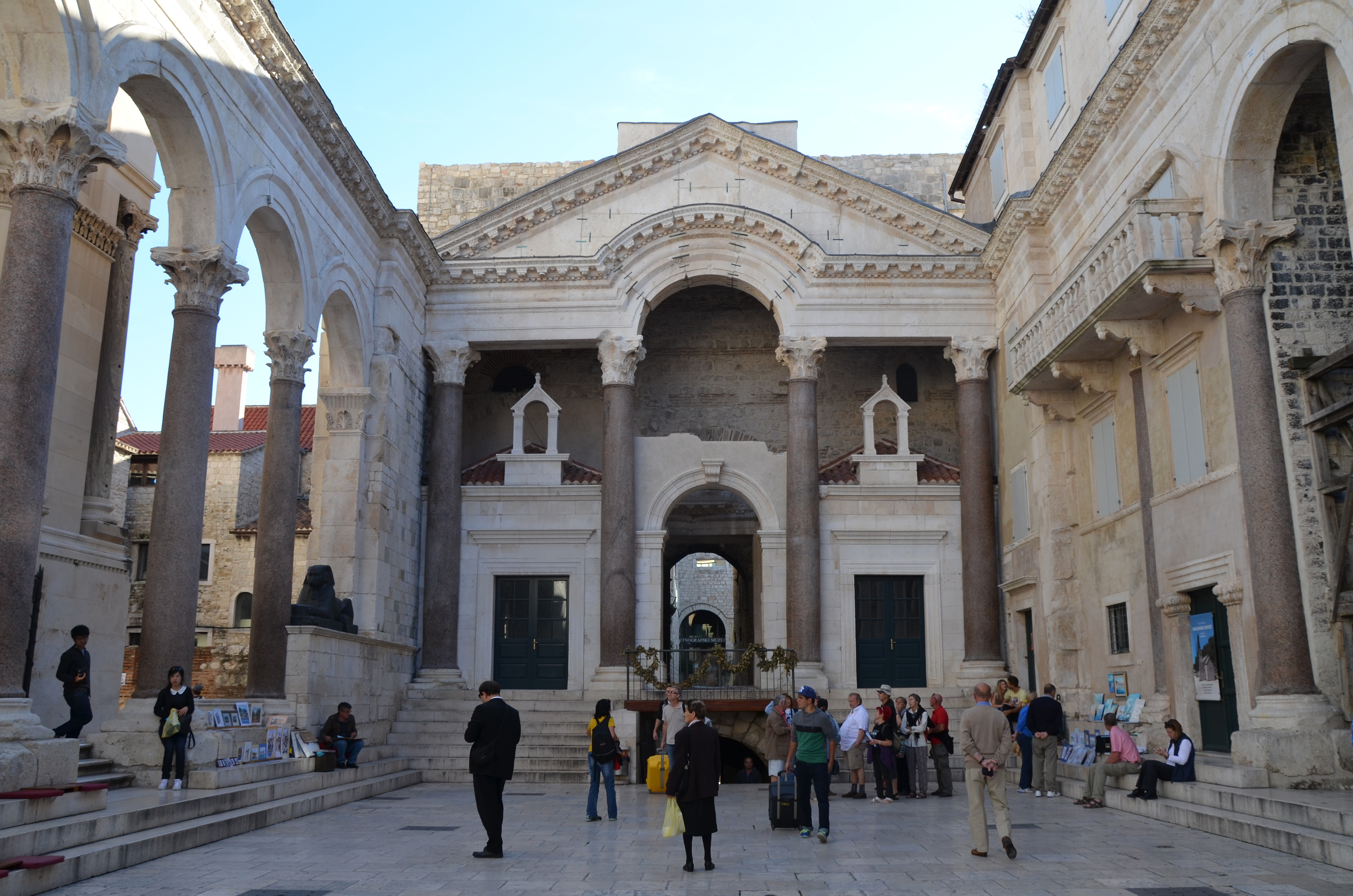
Le péristyle du palais de Dioclétien à Split (Croatie).
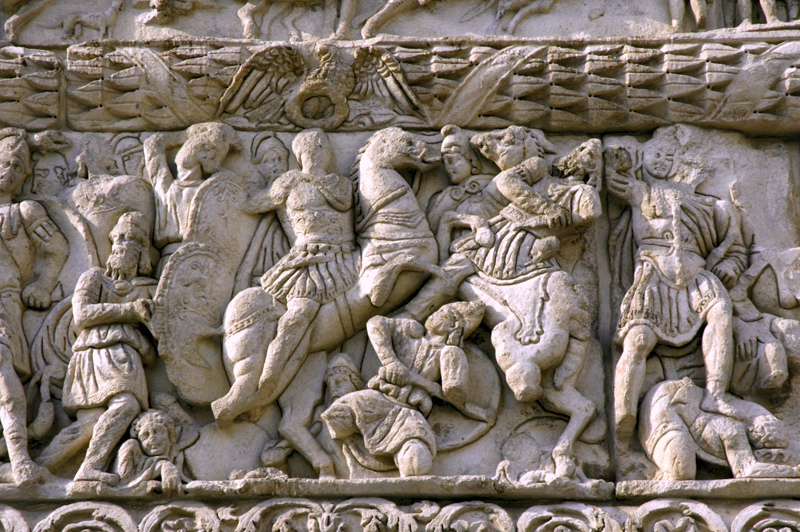
Combat de l'empereur Galère contre le Perse Narseh. Arc de Galère, Thessalonique, 299-305.
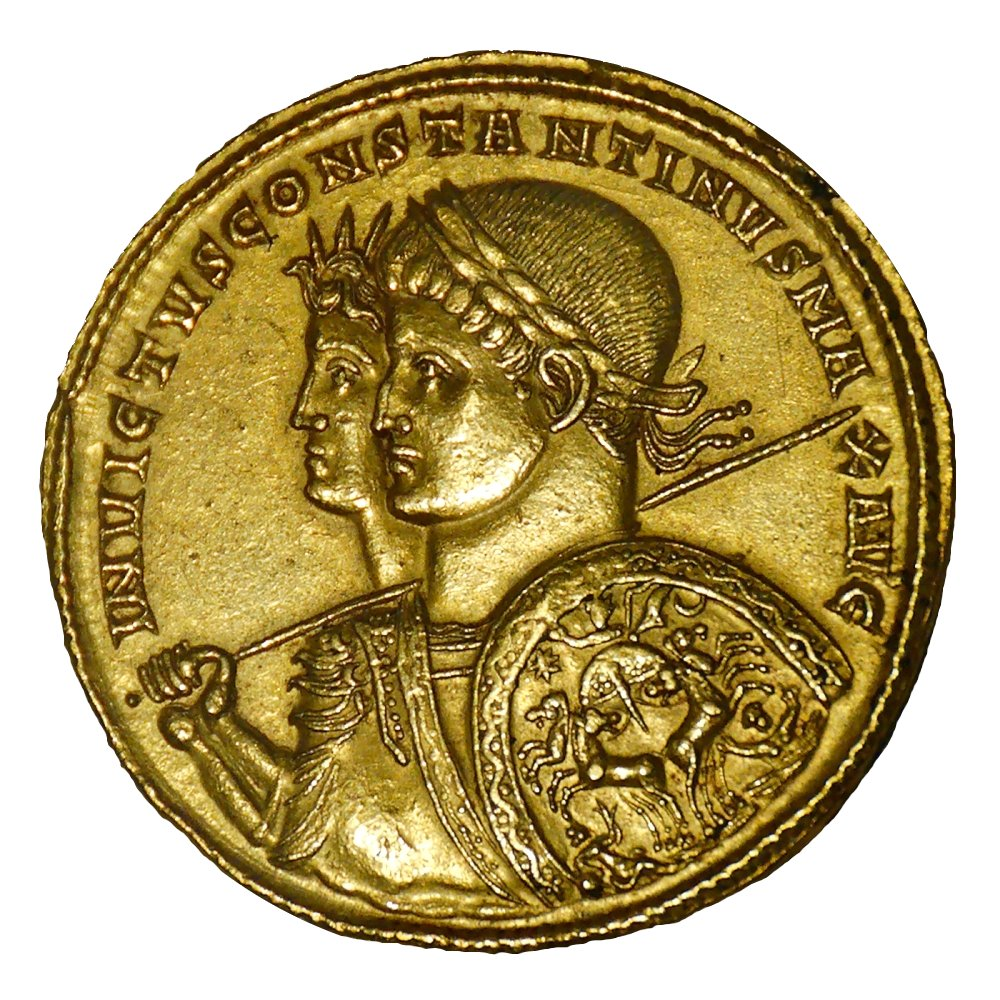
Monnaie en or à l'effigie de Constantin Ier et du Sol Invictus, (dieu-soleil). 313, Cabinet des médailles.

Après la mort de Constantin, des troubles éclatent entre ses fils et successeurs, alors que la guerre avec les Sassanides reprend, mettant fin à une longue pause liée à des troubles en Perse, qui avait été salutaire pour l’œuvre des empereurs précédents. Un nouvel empereur-guerrier prend le pouvoir, Julien, qui repousse les Alamans qui avaient avancé en Gaule orientale. Ce souverain est aussi connu pour sa tentative de rétablissement du paganisme, mais il meurt lors d'une campagne en Mésopotamie en 363. Les deux frères et co-empereurs Valentinien Ier et Valens règnent en divisant à nouveau l'empire en deux, pour assurer sa défense dans un contexte d'offensives barbares, le second étant tué au combat contre les Wisigoths (bataille d'Andrinople). Théodose Ier (379-395) parvient à la paix avec les Goths et les Sassanides, mais désormais la division de l'empire s'est imposée dans la tête des généraux au pouvoir à la lumière des désastres militaires précédents, la pression exercée par les « Barbares » et leur importance dans l'empire s'accentuant. Constantinople a alors pris une part de plus en plus importante dans l'organisation de l'empire, tandis que Rome a été délaissée au profit de Milan. Après la mort de Théodose, l'empire est définitivement divisé entre ces deux pôles. Le pouvoir de l'empereur a alors pris un aspect plus « absolu » que par le passé, à la suite des grandes réformes entreprises depuis Dioclétien, il s'est aussi sacralisé, avec les premiers empereurs chrétiens et l'émergence de la notion de pouvoir de droit divin. Cette période marque en effet le triomphe du Christianisme qui a définitivement conquis les élites et gouvernants, et s'est imposé depuis Constantin comme un élément majeur de l'Empire romain, les évêques jouant un rôle croissant tant dans le domaine religieux que civil.

### Les «Barbares» et leurs royaumes

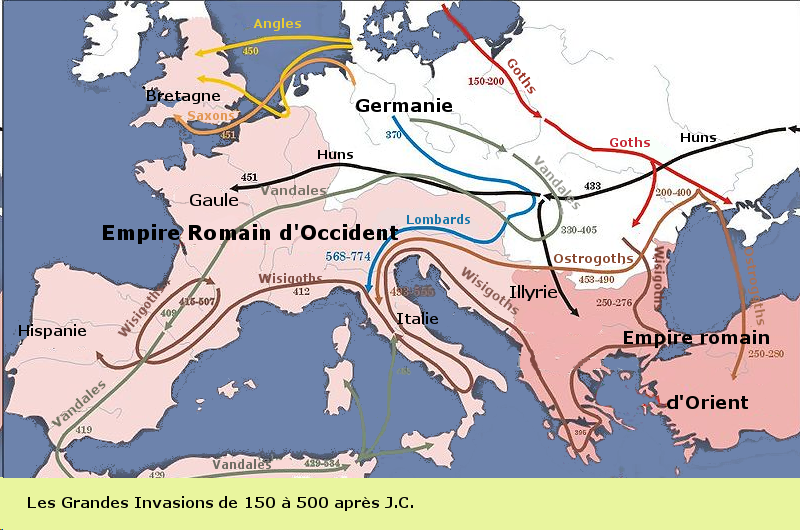
Les mouvements migratoires du.

Les « invasions barbares » qui marquent classiquement le déclin de l'Empire romain ont connu une profonde réévaluation par les historiens. Les migrations commencent en fait par des raids exercés par des bandes issues de peuples essentiellement germaniques, venus du nord de la frontière : Marcomans, Alamans, Francs, Daces, Goths, Gépides, Vandales, aussi des peuples moins connus tels les Hérules qui pillent Athènes en 267. Ils profitent d'abord des troubles que connaît Rome au IIIe siècle, sont souvent employés dans les armées romaines, puis dans les dernières décennies du IVe siècle certains de ces groupes s'installent dans l'empire sous la conduite d'un chef, qui cherche à se faire reconnaître par un empereur qui accepte de lui octroyer des titres, un lieu où s'installer durablement avec des revenus pour entretenir ses hommes. À cette fin, les chefs de ces bandes sont souvent amenés à négocier avec les autorités impériales, qui cherchent depuis longtemps à s'attirer leur force militaire et en ont fait un élément-clé de leur système défensif (alors qu'à l'origine il était destiné à les repousser). L'armée romaine du Bas-Empire est donc très « barbarisée ». De ce fait, les relations entre Romains et Barbares sont autant caractérisées par les affrontements que les alliances. Ces bandes ne sont alors pas vraiment des peuples à proprement parler, car dans les textes de l'époque un « Goth » est une personne qui suit un chef militaire goth, peu importe son origine, et l'identité commune du groupe se consolide dans les succès. À la fin du IVe siècle l'influence des chefs germaniques est devenue très importante à l'Ouest, le franc Arbogast faisant déposer en 392 l'empereur Valentinien II, puis Théodose suscite contre lui les Goths : deux peuples barbares s'affrontent donc, chacun au nom d'un des deux empires romains.
Les tensions entre pouvoirs romains et barbares s'accroissent au cours de cette période, d'abord lors de la défaite romaine d'Andrinople face aux Goths en 378, puis avec le sac de Rome par ces mêmes Goths en 410, qui est perçu comme une humiliation suprême dans l'empire même si sa portée militaire est limitée. Puis les Vandales, installés en Espagne, envahissent l'Afrique romaine et prennent Carthage en 439. Limitée dans ses capacités en raison de l'affaiblissement de son armée, Rome recourt aux accords avec les Barbares, leur offrant le statut de « fédéré », qui leur confère honneurs et autonomie en échange de la défense d'un territoire. Un groupe Goth est ainsi installé en Aquitaine, où il fonde le royaume wisigoth. Cela est amené à se répéter avec d'autres, en Pannonie avec d'autres Goths, des Alains et des Huns. C'est à cette époque que ces derniers ravagent plusieurs régions de l'Occident et de l'Orient sous la direction d'Attila, avant d'être arrêtés en 451 par des fédérés unis par le général romain barbarisé Aetius aux champs Catalauniques.
On comprend que dans ce contexte la fonction d'empereur romain d'Occident ait perdu de sa superbe, cette moitié de l'empire étant passée sous la coupe de généraux barbares ou barbarisés devenus indépendants de fait, seule l'Italie reconnaissant vraiment l'autorité de Rome. Ricimer, un goth ou un suève romanisé, contrôle la cour impériale de 456 à 472, faisant et défaisant les empereurs à sa guise. Le dernier empereur d'Occident, Romulus Augustule, monte sur le trône en 475 puis est détrôné en 476 dans le cadre de luttes entre deux généraux, son père Oreste et Odoacre, ce dernier l'emportant. Cet événement ne suscite pas beaucoup d'émoi sur le coup, mais avec le temps il devient une des fins symboliques de l'Antiquité.

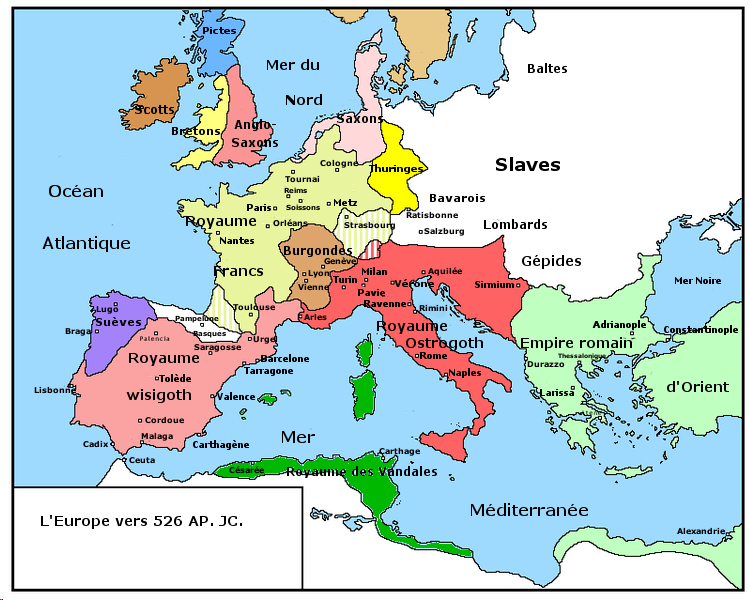
Situation politique de l'Europe en 526.

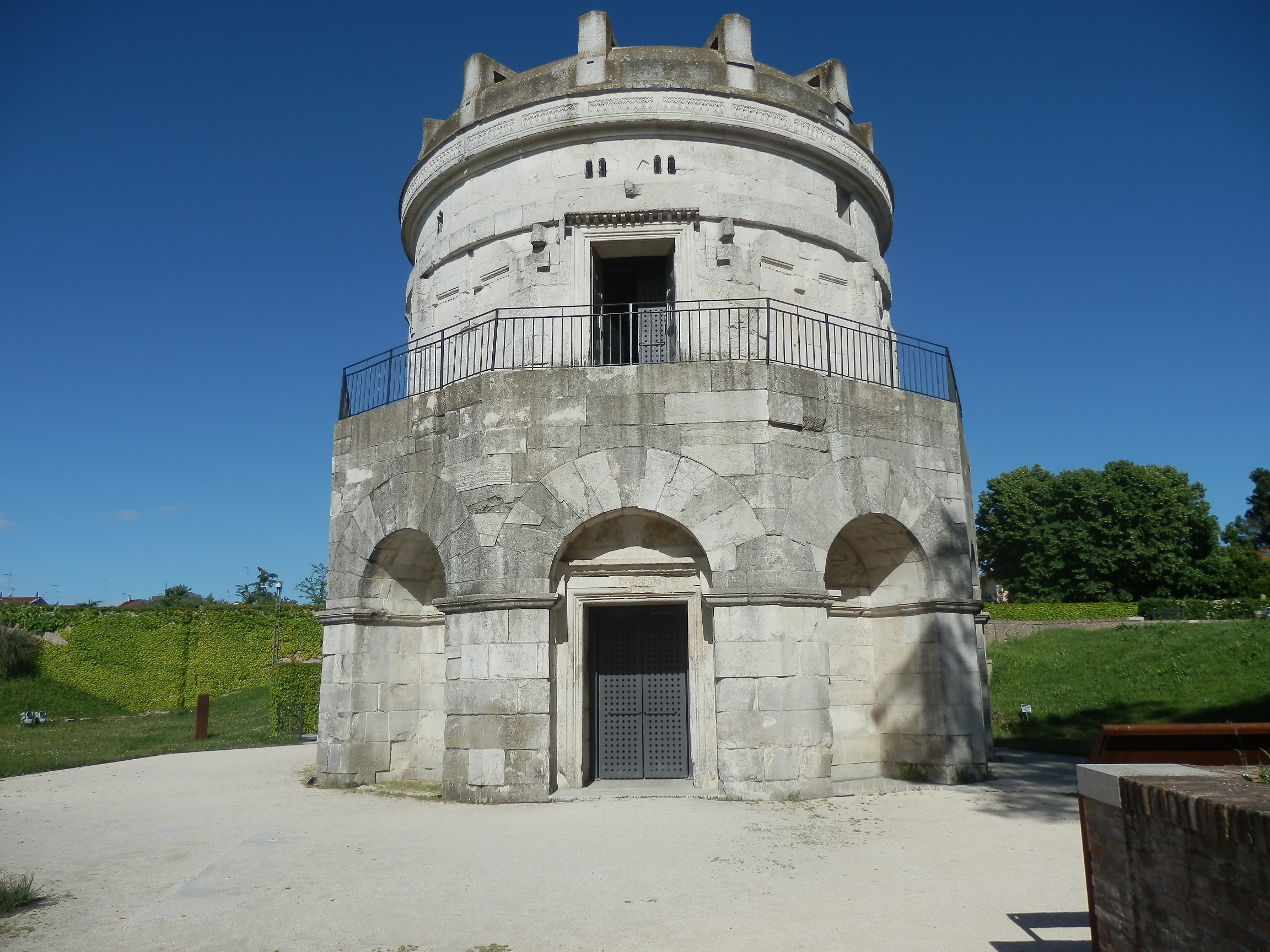
Le mausolée de Théodoric, à Ravenne.

Plusieurs royaumes fondés par des dynasties barbares d'origine germanique se sont alors déjà constitués et consolidés, et continuent de le faire : les Wisigoths qui dominent l'Aquitaine, où se trouve leur première capitale Toulouse, la Provence et l'Espagne ; les Burgondes qui dominent dans la vallée du Rhône, autour de Lyon et Genève ; les Ostrogoths en Italie, emmenés par Théodoric, régnant depuis Ravenne ; les Vandales en Afrique du Nord. Ces royaumes s'appuient pour la plupart sur les élites romaines des pays dominés, qui renforcent leur administration, refondent la législation. Ailleurs le processus est moins rapide : les Francs saliens, établis en Belgique seconde autour de Cambrai, parviennent sous Clovis (481-511) à dominer la Gaule, notamment après avoir vaincu les Wisigoths à Vouillé (507) et s'être inspiré de leur mode de gouvernement ; les Alamans sont installés plus à l'est entre Danube et Rhin ; les Suèves tentent de se tailler un territoire en Espagne face aux Goths, mais ils doivent se contenter du nord-ouest. La Bretagne romaine (c'est-à-dire l'actuelle Grande-Bretagne) est quant à elle laissée livrée à elle-même par le pouvoir romain dans la première moitié du Ve siècle. Le déroulement des faits n'est pas bien connu, mais on sait que les Angles, les Saxons et les Jutes arrivent à cette époque sur l'île depuis le continent, peut-être à l'appel des populations locales qui voulaient lutter contre les attaques des Pictes (venus de l'actuelle Écosse, depuis que le mur d'Hadrien n'était plus défendu). Les chefs « Anglo-Saxons » y constituent des entités politiques mal organisées dans un premier temps, qui ne se consolident qu'au siècle suivant. Le dernier peuple germanique à constituer un royaume important sont les Lombards, qui s'installent en Italie dans les années 560-570.
Ces différents royaumes se stabilisent et se consolident aux VIe – VIIe siècles, durant la première partie de ce qui est classiquement considéré dans ces pays comme le « Haut Moyen Âge ». Cela permet l'émergence de nouvelles identités « nationales » qui supplantent le sentiment d'appartenance au monde romain. Dans ces processus, la conversion au christianisme sous sa forme catholique romaine (après que plusieurs peuples se soient essayés à l'arianisme) joue un rôle essentiel. Cela d'autant plus que les autorités ecclésiastiques jouent un rôle croissant dans l'administration des villes, où les institutions civiques romaines traditionnelles ont perdu en importance voire disparu. La religion catholique exerce aussi une influence primordiale dans l'affirmation d'une idéologie royale et la légitimation des rois convertis. Sur le plan démographique et économique comme dans l'administration, la tendance est à la rétraction des échanges et des villes, à la suite des troubles politiques et des épidémies qui ont ravagé les régions d'Occident.

### L'Empire romain d'Orient et ses voisins

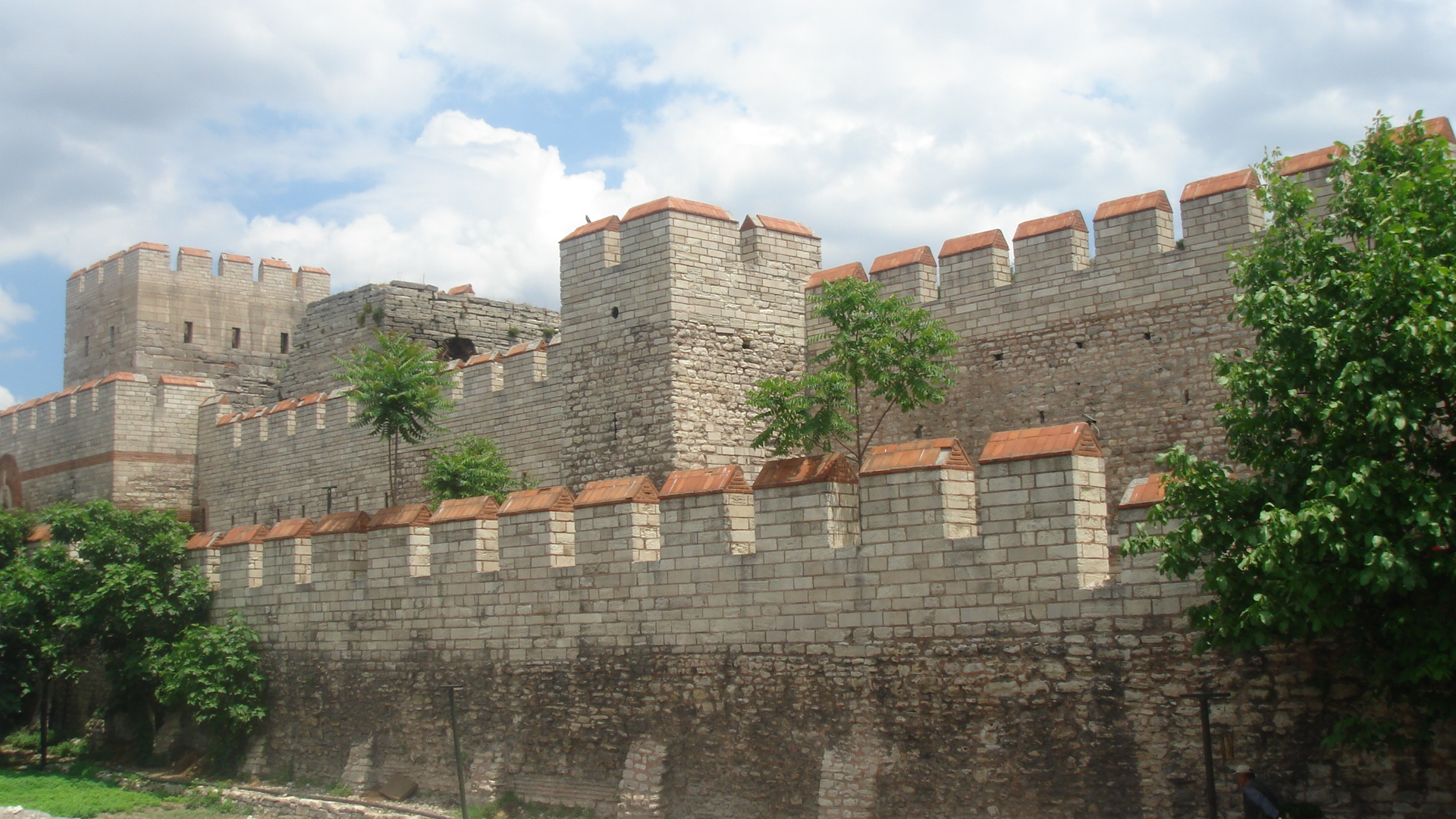
Section des murailles de Constantinople datées de l'Antiquité tardive.

La fondation de Constantinople, à l'emplacement de l'antique Byzance située sur le Bosphore, officialisée en 330, marque un tournant dans l'histoire romaine puisque cette ville devient une « Nouvelle Rome », dupliquant progressivement les fonctions de l'ancienne, afin de créer une base solide pour défendre la moitié orientale de l'empire. Protégée par de puissantes fortifications, elle devient une cité très difficile à prendre d'assaut, et elle le restera. Sa taille excède rapidement celle de Rome, elle se dote de monuments et d'institutions similaires à celle-ci, et devient le « centre » de la moitié orientale de l'empire, appuyée sur un réseau de voies de communication convergeant vers elle.

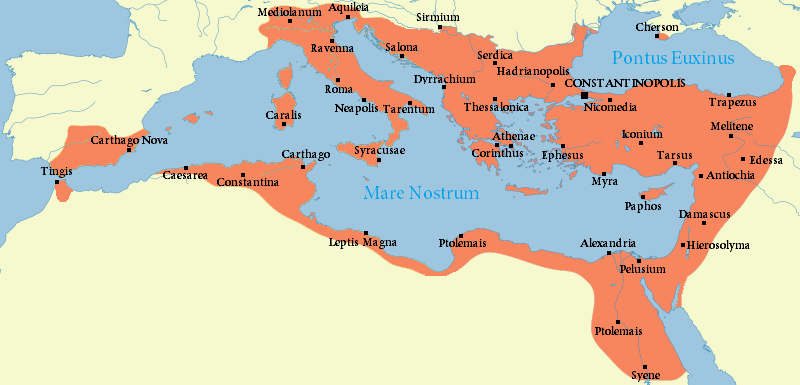
L'empire d'Orient en 565, après les conquêtes de Justinien.

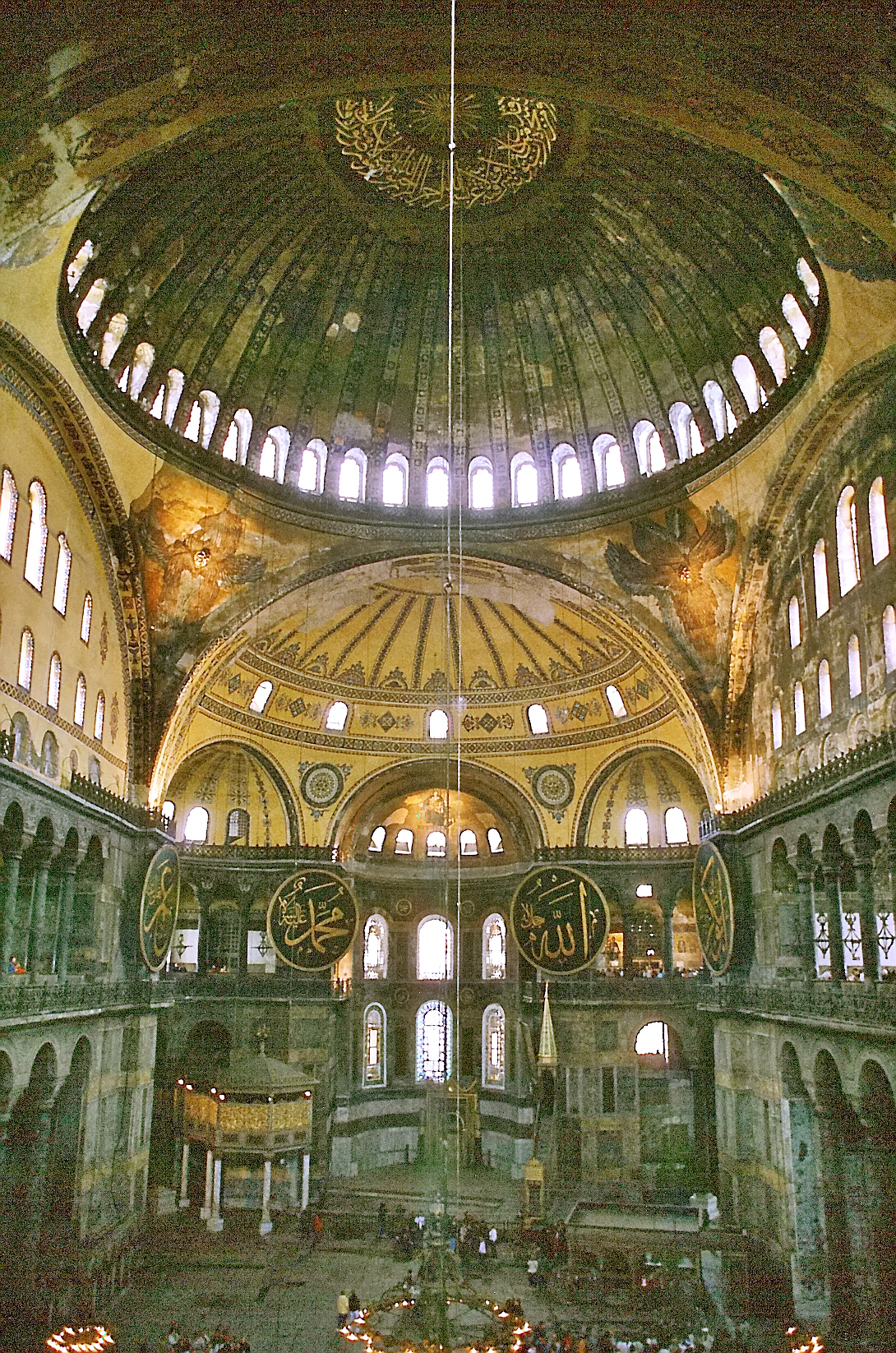
Intérieur de Sainte-Sophie de Constantinople (actuelle Istanbul). La coupole, datant du VIe siècle culmine à 55 mètres au-dessus du sol.

La division de l'Empire romain conduit à l'apparition progressive de l'Empire romain d'Orient ou empire byzantin (période « paléo-byzantine »). Cet empire est dominé à ses débuts par les hommes de guerre et aussi des personnages majeurs de la cour, mais cette compétition pour le pouvoir ne se fait pas au détriment de la puissance de l'institution impériale. En effet, dans la droite ligne des évolutions institutionnelles des débuts de l'Antiquité tardive, les empereurs byzantins sont des figures investies d'une fonction sacrée (« césaropapisme »), dirigeant une administration de plus en plus centralisée, avec l'appui d'une aristocratie d'empire. Le règne de Théodose II est dominé par la figure de sa sœur Pulchérie, puis est suivi d'une période de luttes entre généraux, qui élèvent à la fonction suprême des chefs militaires habiles, tels qu'Anastase (491-518) et Justin Ier (519-527), qui permettent à l'empire de tenir bon face aux peuples du nord et aux Perses. Le règne de Justinien (527-565) est marqué par la tentative de reconstituer l'empire en s'appuyant sur ses richesses. Cela passe par une série de campagnes militaires en Occident, qui se soldent par la reconquête de l'Afrique, la Sicile et l'Italie, sous la direction du général Bélisaire, et plus tard le sud de l'Espagne. Son œuvre de compilation législative (Corpus Juris Civilis, avec le « Code de Justinien ») procède de la même logique, de même que ses constructions à Constantinople (basilique Sainte-Sophie). Cette ambitieuse politique a souvent été critiquée a posteriori, pour avoir surestimé les capacités de l'empire, et elle est mise en péril par l'irruption d'une épidémie de peste particulièrement létale, tandis qu'il doit concéder une paix coûteuse aux Perses. Ses conquêtes ne lui survivent pas, et ses successeurs doivent faire face aux attaques des Avars et Slaves dans les Balkans à partir des années 580, alors que le conflit avec les Perses prend une nouvelle dimension au début du VIe siècle. Cet échec porte aussi en germe le recentrage de l'empire oriental sur son hellénité, le grec devenant progressivement sa langue officielle.
L'économie de l'empire oriental repose sur ses riches campagnes, en d'Égypte, d'Asie, de Thrace, de Bithynie, de Syrie, auxquelles s'ajoutent sous Justinien l'Afrique et la Sicile. Le monde urbain est marqué par les activités artisanales et commerciales. Comme en Occident les évêques jouent un rôle de plus en plus important, les notables traditionnels étant plus effacés, les institutions municipales laissant la place à l'administration de l'État, qui prend en charge les impôts. Les échanges maritimes sont très actifs au début, appuyés sur un réseau de ports dynamiques, où les produits circulent sur de longues distances. Le blé égyptien nourrit Constantinople. Les monnaies byzantines se retrouvent en Occident. L'irruption de la peste justinienne au VIe siècle porte un coup terrible aux campagnes et aux échanges, les villes se dépeuplent et leur surface se réduit, elles se reposent essentiellement sur leur proche arrière-pays, et les troubles sociaux deviennent courants. Les conflits avec les Perses aggravent la situation dans les zones touchées, tandis que la piraterie slave se développe dans l'Égée. Sur le plan religieux, le christianisme byzantin n'est pas unifié, loin de là, en raison de querelles dogmatiques, avec le développement du monophysisme opposé au dogme officiel. Plus largement cet empire est marqué par la diversité culturelle. En Égypte la littérature copte, transcrivant une langue égyptienne récente avec un alphabet repris du grec, se développe à partir de cette période, essentiellement dans des cercles monastiques, et marquée par les controverses religieuses de l'époque. Dans le Levant byzantin (et en Mésopotamie sassanide), les dialectes araméens sont devenus le syriaque, langue qui sert aussi à une production littéraire chrétienne monastique, qui penche vers le monophysisme et le nestorianisme, et développe une identité propre qui tend à la distinguer de la romanité (donc de la soumission à Byzance).
En Arménie la christianisation est officialisée dès le début du IVe siècle. Sur le plan politique, le pays fait l'objet d'un partage entre Romains et Perses, alors très favorable à ces derniers, qui ne tardent pas à déposer la dynastie arsacide (428) et à annexer une large partie du pays. Il reste l'objet de disputes récurrentes entre les deux, jusqu'aux derniers conflits les opposant au VIIe siècle, quand la balance penche en la faveur des Byzantins. Le christianisme arménien est parcouru par des conflits doctrinaux intenses, dans lesquels Constantinople cherche à imposer ses vues à plusieurs reprises. Plus au nord dans l'actuelle Géorgie, le royaume d'Ibérie est également l'objet de disputes entre Byzantins et Perses, et finit par passer sous le contrôle des seconds.
Les Balkans marquent la ligne de séparation entre sphères romaines d'Occident et d'Orient, et les pays du nord d'où arrivent des peuples germaniques puis slaves. La Pannonie, terre d'origine de nombreux empereurs militaires du Bas-Empire, sert un temps de base à Attila, puis passe sous le contrôle de divers peuples germaniques de passage (Goths, Gépides, Lombards). La Dalmatie, où est assassiné en 480 Julius Nepos, le dernier prétendant au trône impérial romain d'Occident, passe sous contrôle Goth, avant d'être disputée entre ces derniers et Justinien. Ces régions voient ensuite l'arrivée des Avars, qui détruisent en 582 Sirmium, point stratégique pour l'accès aux Balkans, puis en 615 Salone la capitale de la Dalmatie, et des Slaves au VIe siècle. Ceux-ci lancent par la suite des raids qui atteignent la riche région de Thrace (notamment sa capitale Odessos, l'actuelle Varna), et les abords de Constantinople. Les Byzantins tentent de redresser la situation au VIIe siècle, mais l'arrivée des Bulgares compromet cela, la lourde défaite subie face à ceux-ci en 681 se concluant par l'installation d'un royaume bulgare au nord de l'empire (autour de Pliska),.
Bien plus au sud en dehors de la sphère politique byzantine, l'Éthiopie est dominée par le royaume d'Axoum, qui fait du christianisme sa religion officielle dès le milieu du IVe siècle, penchant en faveur du monophysisme. La langue officielle est le guèze, transcrit notamment dans un alphasyllabaire. L'histoire de ce royaume est très mal connue. On sait qu'au VIe siècle il impose sa suzeraineté à la principale puissance de l'Arabie du sud-ouest, Himyar, et aussi sur des royaumes de Nubie (Nobatie). Axoum est important aux yeux des pays situés à son nord en raison de son implication dans les réseaux d'échanges à longue distance sur la mer Rouge et l'océan Indien.

### L'Empire sassanide et les routes vers l'est

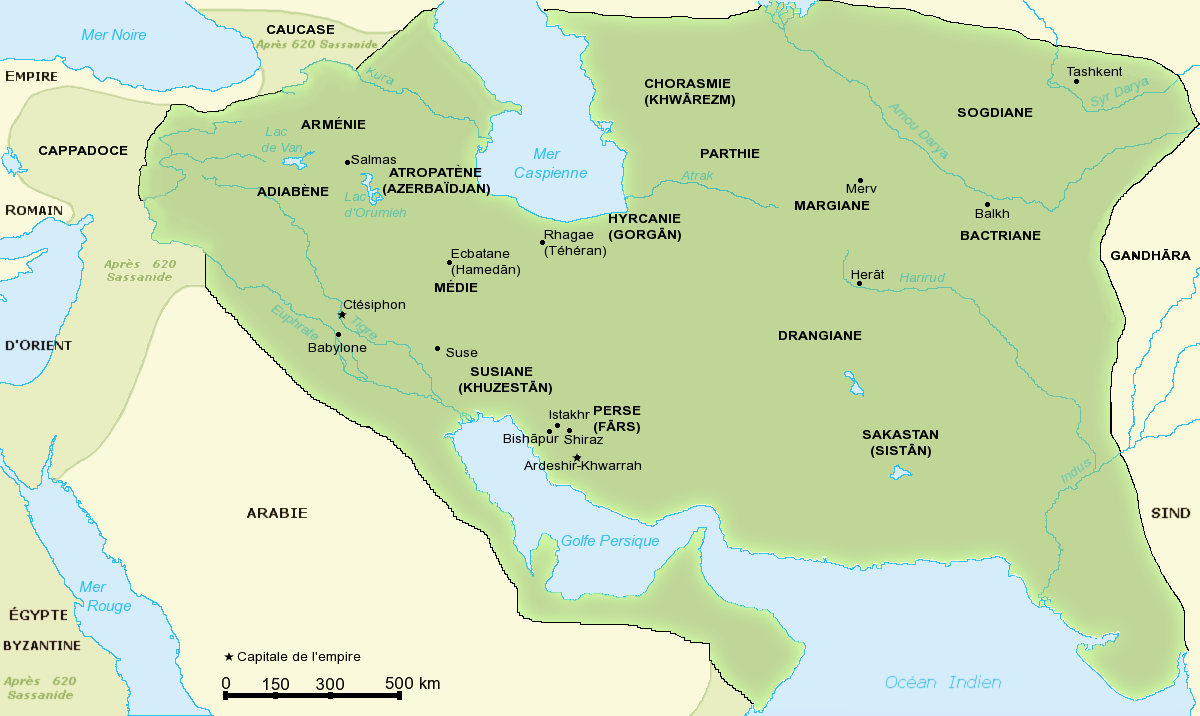
L'empire sassanide à la fin du VIe siècle.

En 224, le perse Ardashir Ier, un roitelet du Fars vassal des Parthes, se soulève contre ses suzerains et les renverse. Il est le fondateur de l'empire des Sassanides, qui prend possession de tout l'empire parthe et se pose rapidement comme rival de Rome, qu'il bouscule sur les fronts de Mésopotamie et d'Arménie, poussant jusqu'en Syrie et en Cilicie. La capture de l'empereur Valérien en 260 est un fait sans précédent, sous le roi Shapur Ier (240-272), dont le territoire va de la Mésopotamie jusqu'à la vallée de l'Indus (où les Kouchans ont été mis au pas). Des troubles dynastiques permettent à Rome de rétablir la situation en sa faveur et à reprendre l'Arménie. Les conflits se poursuivent au IVe siècle, avec l'Arménie qui balance d'une allégeance à l'autre. Cette période voit la Shapur II résister à la campagne de Julien (363) dont il tire parti pour négocier une paix favorable. Dans la seconde moitié du Ve siècle les Sassanides font face à leur tour à des « invasions barbares » depuis le nord, les offensives des Huns blancs (Hephtalites) venus depuis l'Asie centrale, qui leur causent plusieurs revers, mal documentés. L'empire entre dans une période de crise, marquée par des révoltes, avant que Khosro Ier (531-579) ne rétablisse la situation. Après plusieurs affrontements contre Byzance il obtient de Justinien une paix très favorable, vainc les Hephtalites, et étend son territoire en l'Arabie du sud. Après une nouvelle période de troubles internes, Khosro II se lance au début du VIIe siècle dans une série de campagnes contre Byzance, qui devaient s'avérer extrêmement destructrices pour les deux superpuissances.

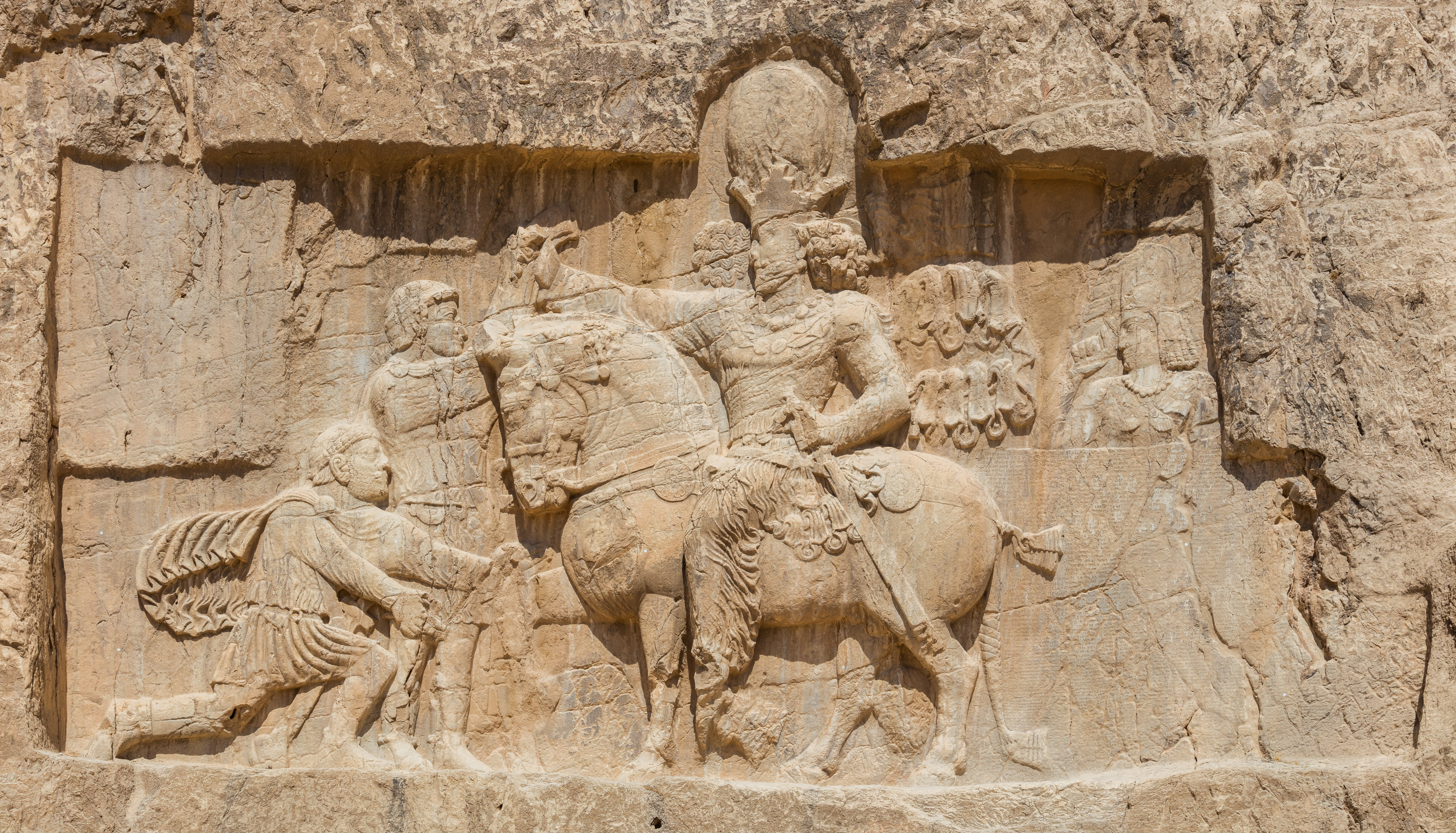
Triomphe de Chapour Ier devant les empereurs Valérien et Philippe l'Arabe (relief de Naqsh-e Rostam).
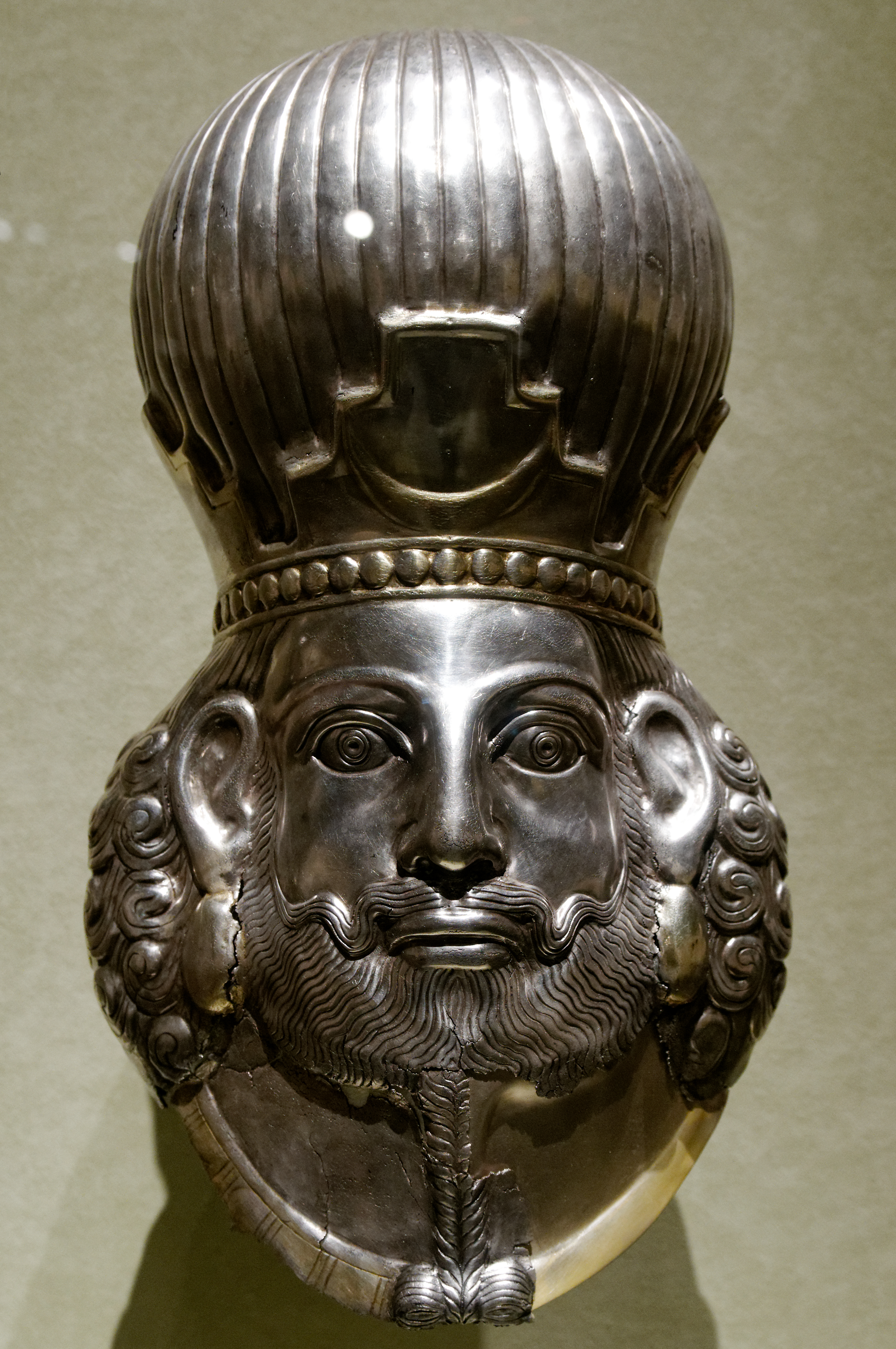
Tête en argent d'un roi sassanide, IVe siècle Metropolitan Museum of Art.
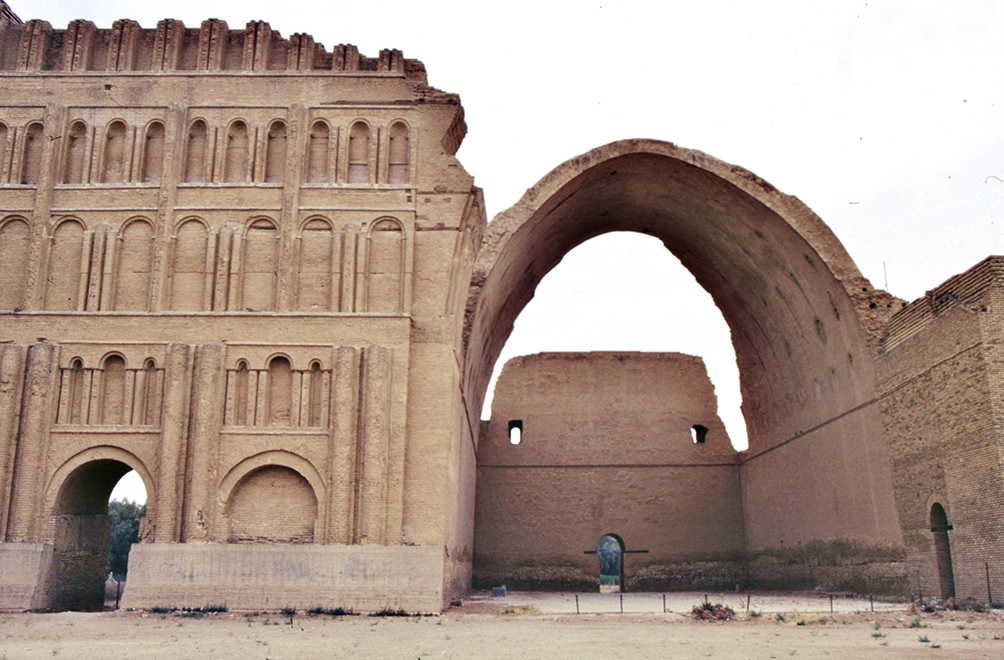
La grande arche Taq-e Kisra à Ctésiphon (Irak), milieu du VIe siècle.
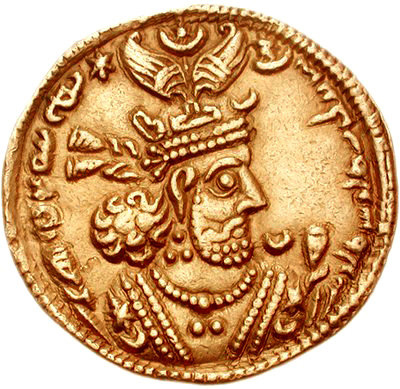
Pièce de monnaie en or à l'effigie de Khosro II, datée de 611.

« Roi des rois », le souverain sassanide domine plusieurs rois vassaux, opérant une distinction entre son territoire dirigé en propre, l’Iran (Eran), notion mise en avant pour la première fois avec un sens « national » et culturel, et le « Non-Iran » (An-Eran) laissé aux dynasties soumises. Il s'appuie sur une élite constituée des grandes maisons perses et parthes, à qui sont confiées les plus hautes fonctions administratives et militaires. Le haut clergé zoroastrien occupe également une place importance, cette religion bénéficiant d'un soutien fervent de la part des souverains. Les autres religions de l'empire (judaïsme, christianisme, manichéisme) font à plusieurs reprises l'objet de persécutions, ce qui a valu aux Sassanides une réputation d'intolérance, par rapport aux dynasties iraniennes précédentes.
Les Sassanides établissent dès le début leur domination sur les deux rives du golfe Persique, le long desquelles sont établis des points de contrôle, et un commerce très actif s'y développe. Si on ne sait rien des relations entre les Sassanides et l'empire gupta qui domine l'Inde du nord au même moment, la présence perse se retrouve à cette période le long des routes maritimes de l'Asie du sud qui sont en plein essor, et les marchands perses y concurrencent les Romains pour dominer les échanges entre ces régions et le monde méditerranéen. Ils sont installés au Sri Lanka et jusqu'en Malaisie. Cela préfigure le développement encore plus marqué des échanges dans l'océan Indien au début de l'époque arabo-musulmane. Les voies de la route de la soie sont également en essor à cette période, malgré une période de fortes perturbations liées à l'expansion des Huns, qui dévastent la Bactriane. Au sortir de ces temps troubles, c'est la Sogdiane qui devient la région la plus prospère (Samarkand, alors située sur le site d'Afrasiab, aussi le site remarquablement conservé de Pendjikent dans la vallée de Ferghana). Ses marchands sont omniprésents le long des routes de l'Asie centrale, dans les oasis peuplées par des populations parlant des langues iraniennes ou turques, où la diversité religieuse est de mise (surtout le bouddhisme et le zoroastrisme, aussi le christianisme nestorien, manichéisme). Leur présence est bien attestée en Chine où plusieurs d'entre eux ont fait souche. Des objets de facture sassanide et sogdienne y ont été mis au jour dans des tombes, témoignages parmi beaucoup d'autres des échanges à très longue distance qui se sont développés le long des routes d'Asie centrale.

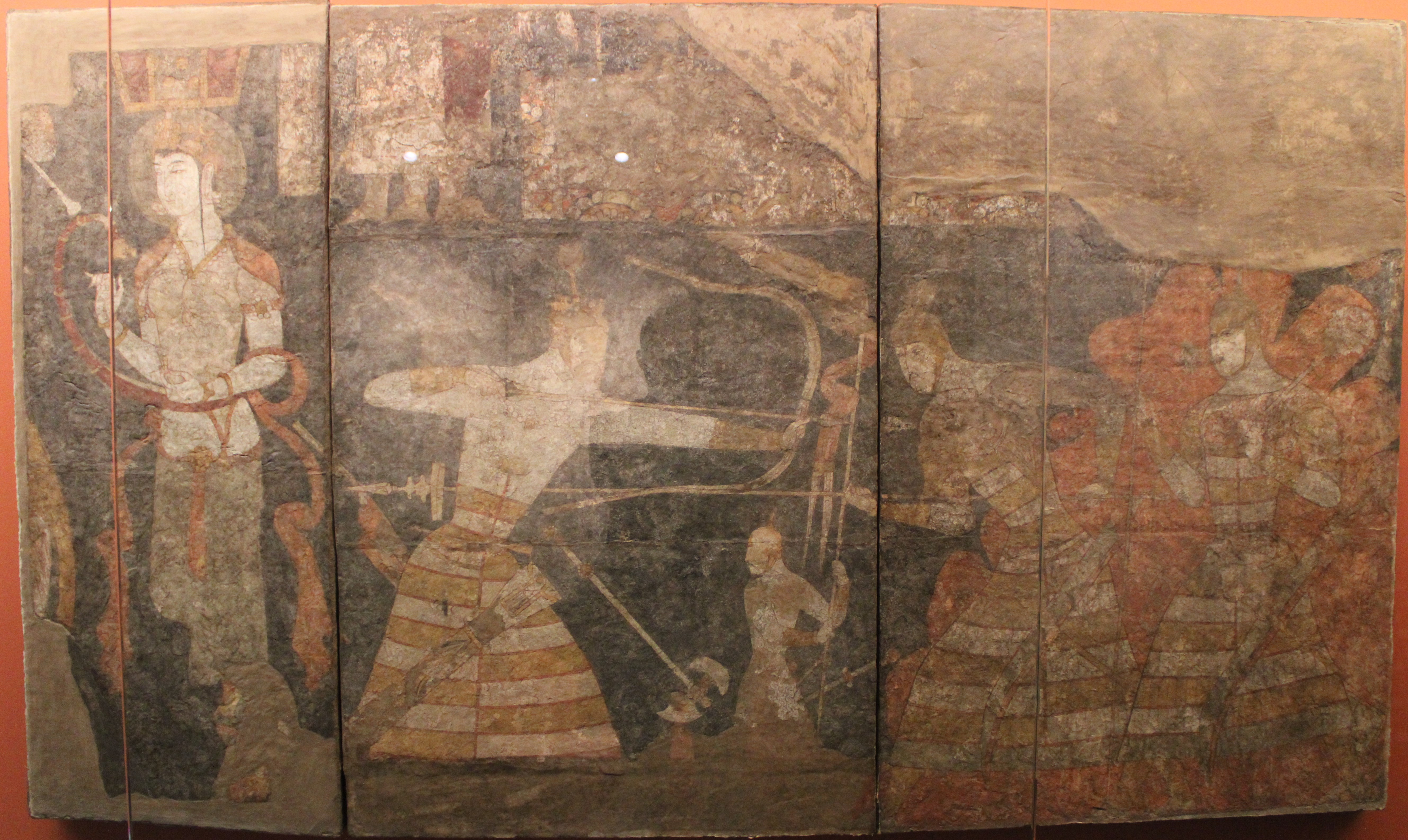
Peinture de Pendjikent (Tadjikistan), VIe – VIIe siècles. Musée national des antiquités du Tadjikistan (Douchanbé).
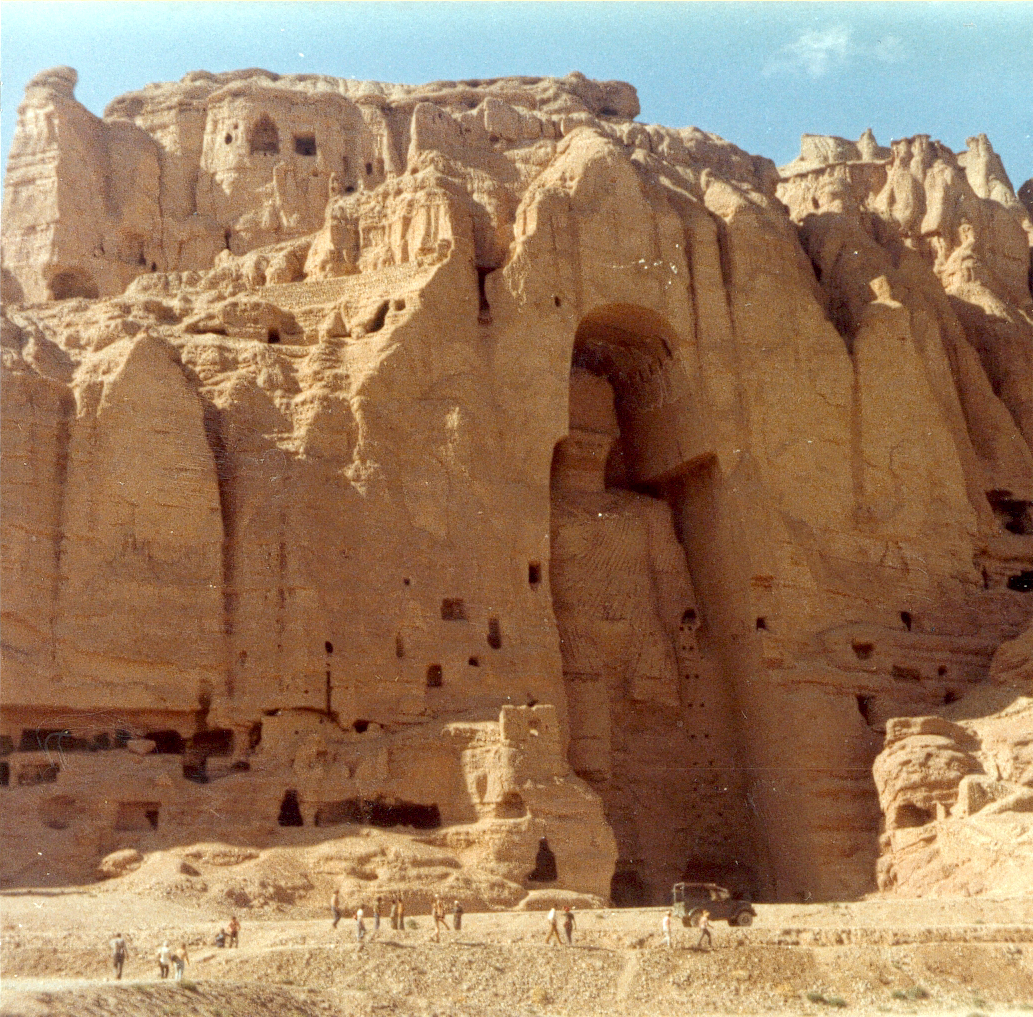
Le Grand Bouddha de Bamiyan, Afghanistan, VIe – VIIe siècles (avant sa destruction par les Talibans en 2001).
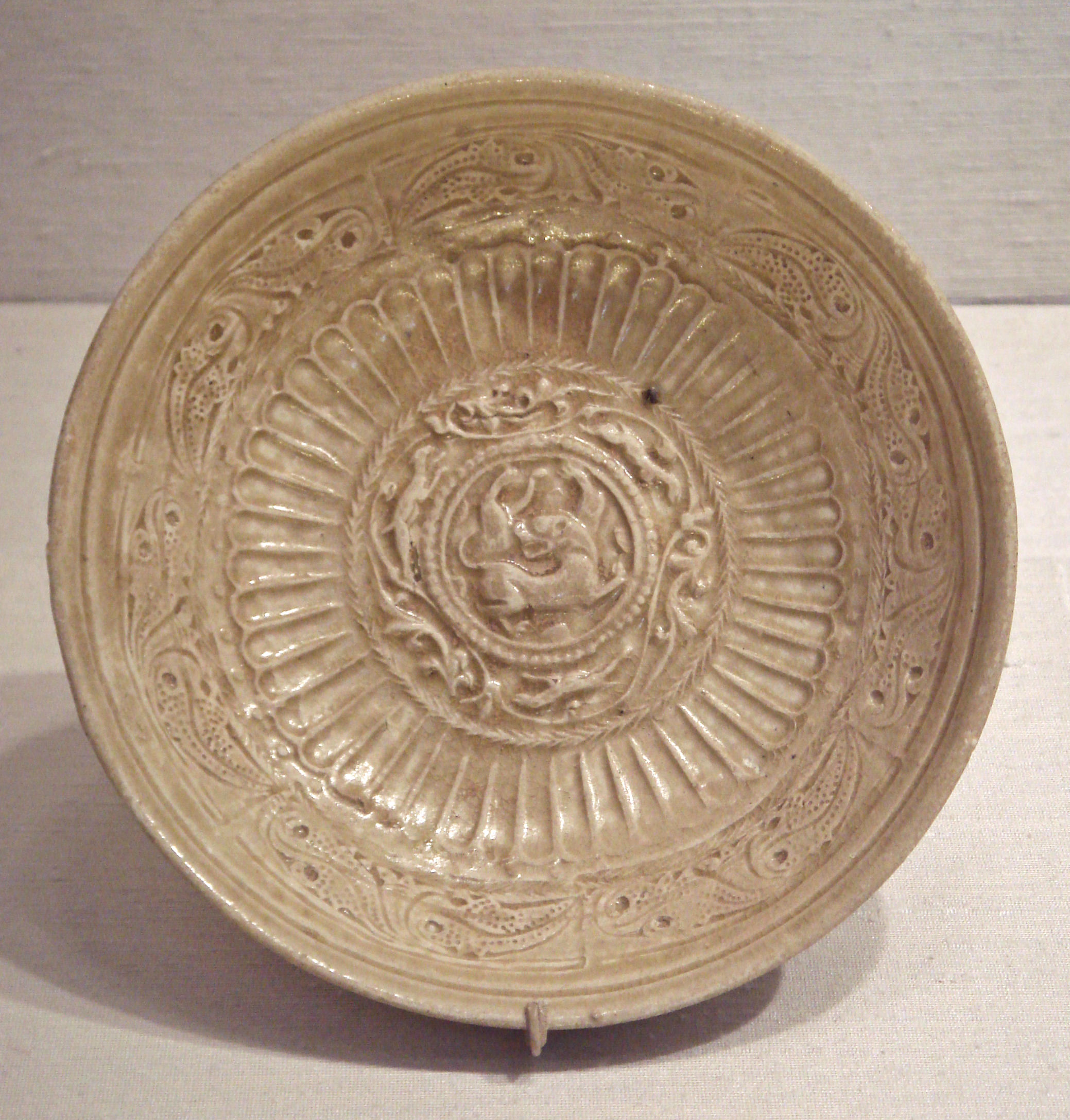
Plat en céramique à glaçure imitant de la vaisselle en métal sassanide et sogdienne, Chine, Zhou du Nord (557-581). Metropolitan Museum of Art.

### L'époque de l'expansion arabo-musulmane
Le tout début du VIIe siècle est marqué par un conflit d'une intensité rarement atteinte auparavant entre Perses sassanides et Romains d'Orient, qui a pu être qualifié de « dernière grande guerre de l'Antiquité » (J.-C. Cheynet). Khosro II tire parti de luttes successorales chez son rival pour lancer les hostilités. Héraclius, qui prend le pouvoir en 610, organise la résistance. Dans un premier temps l'avancée perse est considérable, Jérusalem étant prise en 614 et la Vraie Croix emportée à Ctésiphon, une des capitales perses. Puis l'Anatolie est ravagée par les troupes perses qui s'approchent dangereusement de Constantinople, alors qu'au même moment les Avars lancent une autre offensive depuis le nord. Malgré cette situation désespérée, Héraclius parvient à renverser la situation, bénéficiant de l'appui des Khazars venus du Caucase. Il reprend le Proche-Orient, envahit la Mésopotamie, ramène la Croix, alors que l'empire perse s'enfonce dans une guerre de succession après l'assassinat de Khosro II.
En Arabie, où la puissance dominante au début de l'Antiquité tardive, Himyar, avait connu un déclin à la suite des conflits avec Axoum, les autres royaumes connus pour ces périodes semblent également connaître une phase de reflux. L'influence des Byzantins et des Perses s'exerce sur les marges, notamment par le biais de deux groupes arabes rivaux, les Lakhmides établis au contact de l'Irak et alliés des Perses avant que ceux-ci ne les éliminent en 602, et les Ghassanides situés au contact du Proche-Orient et plutôt alliés des Byzantins (et convertis au christianisme). L'absence de puissance politique dominante dans le centre de la péninsule laisse la place à l'essor commercial et militaire de La Mecque, cité d'oasis dirigée par la tribu des Quraych. Une identité et une culture arabes semblent commencer à se forger dans ce contexte, en particulier dans le nord et l'est, avec la fin de la position prééminente des royaumes méridionaux. Elle est notamment marquée par le développement de son écriture et d'une poésie au VIe siècle.

Carte de l'histoire de l'expansion de l'islam jusqu'en 750.

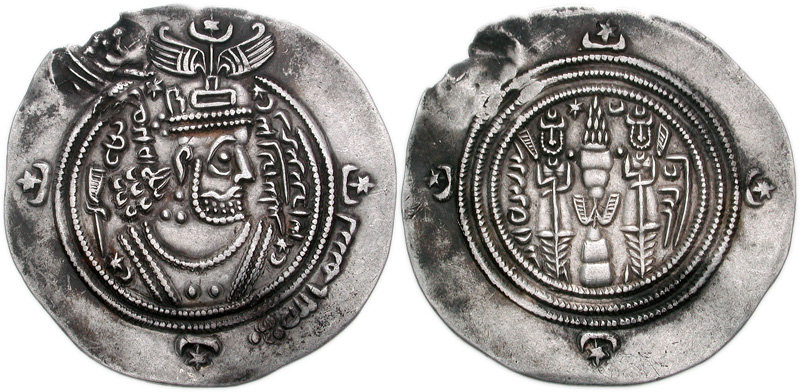
Monnaie des débuts du califat omeyyade, frappée à Bassorah en 675/6, reprenant les types du règne de Khosro II.

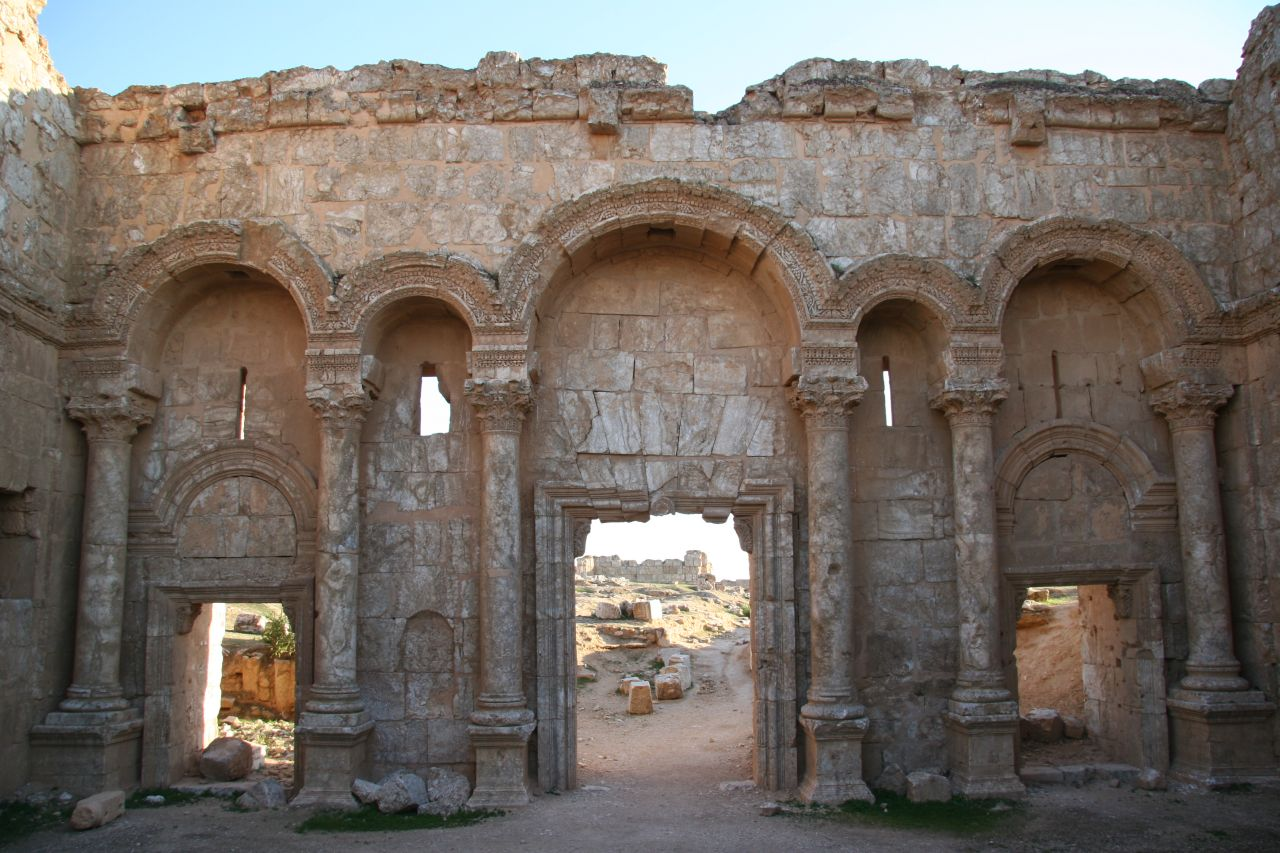
Resafa (Syrie), palais du calife Hicham (724-743).

À compter de 622, Mahomet unifie les tribus arabes depuis Médine et La Mecque autour d'une nouvelle religion, l'Islam, et soumet la majeure partie de l'Arabie. Il meurt en 632, et ses successeurs les Califes « bien guidés » lancent des raids vers les territoires byzantin et perse, exsangues après le conflit entre les deux superpuissances. Leurs succès les mènent vers une série de conquêtes sans précédent, appuyés sur une armée efficace tactiquement, sans doute aussi renforcée par la ferveur religieuse, et bénéficiant de l'épuisement de ses adversaires. Les raids sont menés dans plusieurs directions et conduisent rapidement à des gains territoriaux considérables, qui les incitent à pousser toujours plus loin. Après la bataille du Yarmouk en 636 les grandes villes du Proche-Orient (Jérusalem, Damas, Antioche) passent sous contrôle musulman, l’Égypte en 641, les armées byzantines se repliant sur la défense de l'Anatolie. L'empire perse s'effondre dès 637 après l'invasion de la Mésopotamie, et la dynastie sassanide perd tout pouvoir dans la décennie suivante. Une guerre successorale entre chefs musulmans éclate sous le règne d'Ali, portant au pouvoir en 661 la dynastie des Omeyyades. Installée à Damas, elle y constitue une administration en s'inspirant des modèles romain et sassanide qui organise le monde arabo-musulman, tout en réformant son armée pour poursuivre ses conquêtes, en se reposant sur un système de prélèvement des ressources plus systématique. Des villes de garnison ont été fondées dans les zones conquises, à l'écart de celles déjà existantes, consolidant la diffusion des conquérants (mais pas celle des populations arabes, déjà très présentes depuis longtemps au Levant et en Mésopotamie). Un alphabet a été élaboré pour transcrire la langue arabe des conquérants, qui est la langue de la nouvelle religion et de son texte sacré, le Coran mis par écrit à cette période. Des mosquées sont érigées pour servir de lieu de culte à la nouvelle religion, les relations avec les populations non-musulmanes sont régulées, etc. Au sortir de cette phase formative, la société arabo-musulmane et ses structures politiques évoluent donc très vite, et la culture islamique « classique » achève de se former.
Une fois le pouvoir omeyyade renforcé, Constantinople est assiégée à plusieurs reprises, mais tient bon, et l'empire byzantin amorce une série de changements consolidant son organisation défensive. Le dernier échec de siège de Constantinople en 717 marque la fin de la progression des troupes arabo-musulmanes dans cette direction. À l'ouest, elles ont déjà soumis toute l'Afrique du Nord et entamé la conquête fulgurante de la péninsule Ibérique où le royaume wisigoth s'effondre à son tour, et franchissent les Pyrénées, où leurs raids sont arrêtés par les Aquitains puis les Francs de Charles Martel et Pépin le Bref. À l'est, après la soumission de l'Iran les musulmans progressent dans l'Indus (conquête du Sind) et en Asie centrale, où ils rencontrent les troupes d'une autre superpuissance, la Chine de la dynastie Tang, qu'ils défont sur la rivière Talas en 751. Les Abbassides ont alors détrôné les Omeyyades depuis un an. Ils recentrent leur empire sur les régions prospères que sont l'Irak, où ils érigent Bagdad leur nouvelle capitale, le Khorassan d'où leur prise de pouvoir est partie, et le golfe Persique, et adoptent des pratiques de gouvernement plus marquées par celles de l'Iran, basculement qui est aussi lié à l'échec de la conquête de Constantinople.

### Tendances de l'Antiquité tardive
Pensée pour réunir et réconcilier l'Antiquité et le Moyen Âge, périodes qui ont été conçues comme étant l'inverse de l'autre, l'Antiquité tardive s'est imposée comme un champ de recherche pour lui-même, brassant d'importantes problématiques, notamment en matière religieuse mais pas seulement.
L'idée-maîtresse des études sur l'Antiquité tardive est de contester l'idée de décadence de l'Empire romain, popularisée en particulier par Edward Gibbon dans son Histoire de la décadence et de la chute de l'Empire romain, et l'approche catastrophiste qui a pu dominer les études sur la période. Après plusieurs évolutions historiographiques, la période a connu d'autres approches, moins pessimistes. C'est comme les précédentes une période de mutations, d'innovation, de créativité. On cherche à y repenser le passé classique, plutôt que le préserver tel quel, ce qui est visible aussi bien dans les accomplissements de Justinien, des rois barbares d'Occident que de Saint Augustin. Pour P. Brown c'est « une société où les empereurs règnent, où les évêques gouvernent, et où des hommes et des femmes aux origines étonnamment humbles pour la plupart, artistes, penseurs, organisateurs ou saints, finissent par couvrir la Méditerranée pour les siècles suivants, d'une créativité étrange, post-classique, la créativité d'agents humains, agissant par la grâce de Dieu. »
Parmi les innovations se comptent la compilation juridique (en particulier le « Code de Justinien » qui est fondamental pour la transmission du droit romain, mais aussi les recueils juridiques des royaumes germaniques), la constitution des institutions ecclésiastiques, du monachisme. Du point de vue culturel ces siècles reposent sur la révision de l'héritage gréco-romain, dans un moule chrétien, au sortir de la période les principaux savants des pays chrétiens étant issus du milieu clérical. La christianisation est une sorte de pendant des phénomènes d'hellénisation et de romanisation de la période classique. Les textes antiques sont vus par les penseurs des périodes postérieures avec un mélange d'attraction pour la qualité de leur contenu intellectuel, et de répulsion parce qu'ils sont le produit de païens. Si les siècles de cette période ont longtemps été présentés comme une décadence du point de vue intellectuel et moral, c'est notamment parce que le savoir classique se serait perdu. S'il y a une part de vérité dans cela, il apparaît que la préservation des textes classiques a été une préoccupation de nombreux savants, même après la christianisation : une fois que les cultes païens avaient été abandonnés, le savoir antique était généralement jugé digne d'être préservé.
Néanmoins l'idée de déclin a des défenseurs, sur des bases bien différentes de celles de Gibbon, en l'envisageant plus sous l'angle des études sur l'« effondrement » en vogue au XXIe siècle, avec l'apport des études archéologiques, la prise en compte des données climatiques et du rôle des épidémies. Elles concluent que cette période voit une contraction significative dans les domaines démographique et économique, et que les conditions de vie de la majeure partie de la population du monde méditerranéen diminuent. La faillite de l'Empire romain d'Occident est aussi à l'origine de questionnements sur la trajectoire de cette région du monde par la suite : le fait qu'à la différence d'autres parties du globe ayant connu des disparitions d'empires (Moyen-Orient, Chine) il ne s'y soit pas reconstitué malgré diverses tentatives postérieures, et que la division politique et nationale se soit progressivement imposée à partir de l'Antiquité tardive, pourrait avoir préparé la singulière modernité de l'Europe occidentale.

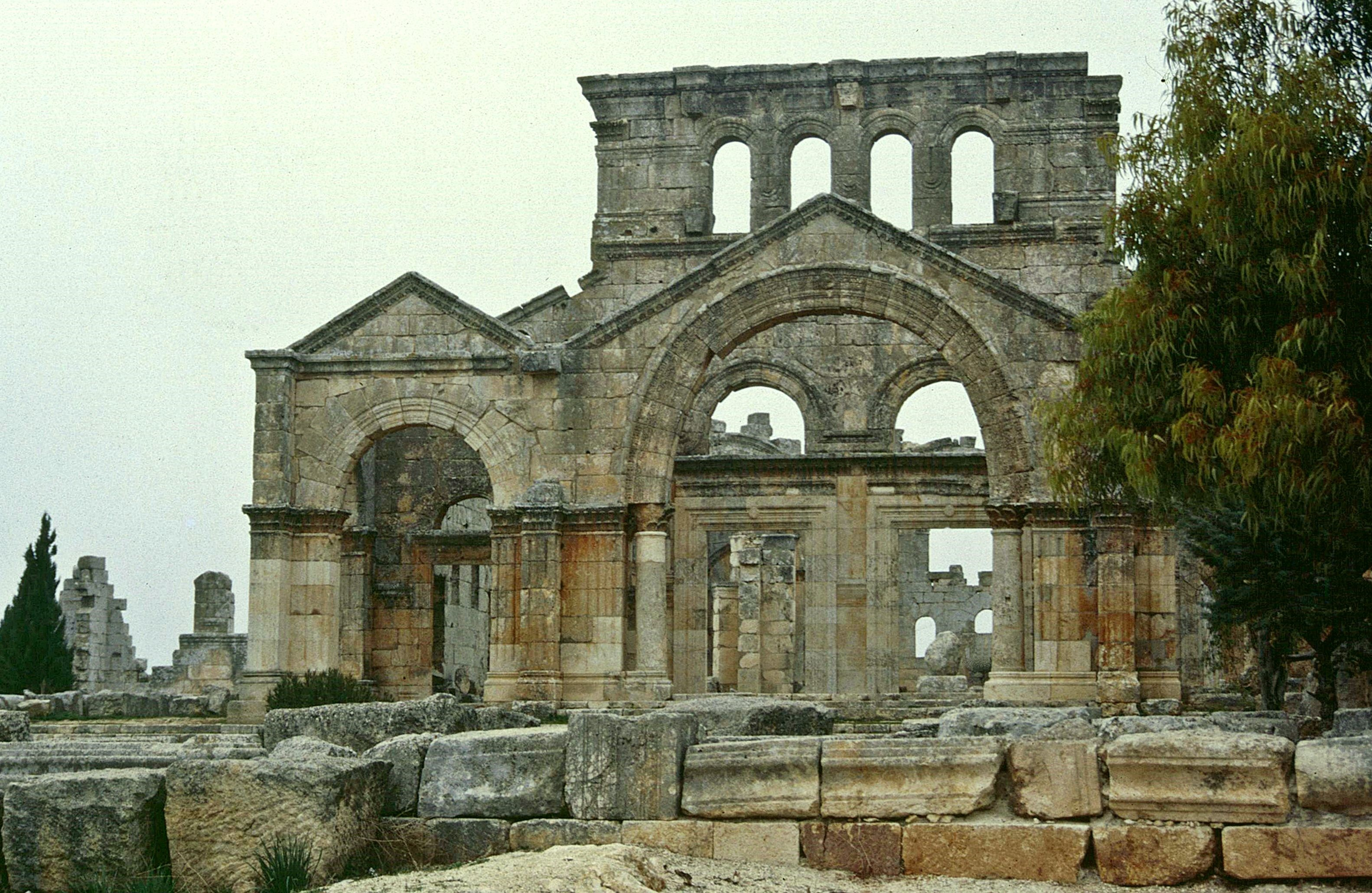
Église Saint-Siméon-le-Stylite, mont Siméon, Syrie, Ve siècle.

La christianisation est par bien des aspects le phénomène majeur de la période, les évolutions dans les mentalités sont très marquées, avec le passage d'un monde où la référence principale est politique (la cité et le statut de citoyen ayant progressivement perdu l'essentiel de leurs pouvoirs et prérogatives) à un monde où la référence principale est religieuse. À la différence des périodes précédentes, l'Antiquité tardive ne voit pas d'élargissement géographique marqué du monde connu vers de nouveaux horizons, mais elle connaît des profonds changements politiques (chute de l'empire romain d'Occident, création des royaumes germaniques, émergence de l'empire Sassanide), elle connaît aussi une redéfinition du rôle des élites dans les domaines politique et militaire, et de profonds changements économiques (un déclin de la complexité économique, précoce à l'Ouest). Cette période voit aussi la fin progressive de la cité en tant qu'institution politique de base, caractéristique de l'Antiquité gréco-romaine, quoiqu'elle survive sur toute la période et connaisse encore des adaptations notables. Elle est progressivement touchée par le déclin de l'urbanisation et des élites municipales, remplacée par une plus grande place au niveau local de l'administration centrale et/ou des institutions chrétiennes (avant tout les évêques). Ce processus s'achève dans le monde byzantin au VIIe siècle,.
Pour aller plus loin dans la postérité, la christianisation du monde antique est « un des rares événements dont les conséquences ont été essentielles pour l’histoire mondiale » (Hervé Inglebert). Plus spécifiquement le Christianisme est couramment considéré comme un des grands fondements de la civilisation occidentale (ses « racines »), parfois désignée comme une « civilisation chrétienne ». Le christianisme est une des composantes de la civilisation occidentale, cependant une parmi d'autres, sans qu'il ne soit possible de déterminer suivant une réflexion historique laquelle est la plus « originelle ». À tout le moins se constate à partir de l'Antiquité tardive le fait que le christianisme devient un des éléments de l'identité des monarchies qui l'ont adopté comme religion officielle, ce qui se décèle dès l'époque des royaumes barbares occidentaux,. Les tendances générales qui s'identifient dans le christianisme se retrouvent du reste dans les autres religions de l'époque, le judaïsme, le zoroastrisme, le manichéisme, aussi dans le dernier paganisme : définition des religions autour de textes sacrés (Bible, Avesta, etc.), et de leurs commentaires explicitant ce qu'est la bonne manière de croire et pratiquer (textes de Pères de l’Église, Talmud), affirmation d'autorités religieuses édictant et supervisant ces croyances et pratiques (évêques, philosophes païens, rabbins, prêtres zoroastriens), aussi l'émergence d'un culte des « saints hommes », avec des lieux de pèlerinage marquant le paysage religieux. Un point commun des évolutions des mentalités religieuses nouvelles est qu'elles accordent plus d'importance à la question du salut des âmes humaines (la sotériologie), à l'histoire, plutôt qu'à des aspects cosmiques ou topiques. L'Islam peut être vu, malgré ses indéniables spécificités, comme le produit de ces évolutions. De fait, après l'avoir resitué dans son contexte, les spécialistes de la période ont eu tendance à l'interpréter comme une sorte de « concoction ultime de l'Antiquité tardive » (selon les termes de R. Hoyland) contenant des ingrédients chrétiens, juifs et manichéens.
Au sortir de l'époque de l'expansion musulmane, à la fin du VIIIe siècle, le monde antique tardif a été divisé en trois blocs distincts définis notamment par leur religion : les royaumes d'Occident, mêlant héritage romain et germanique, de chrétienté latine (« Catholique » par la suite), où s'affirme bientôt un nouvel empire de dynastie franque (Carolingien) ; l'empire byzantin, un ensemble cohérent de langue grecque et chrétien (la future Chrétienté « orthodoxe ») ; les territoires musulmans allant de l'Espagne jusqu'à l'Inde, pour la plupart dominés par les Abbassides.

## Impacts et usages de l'Antiquité

### Réceptions de l'Antiquité
La présence de l'Antiquité gréco-romaine (« classique ») concerne au premier chef la civilisation occidentale, pour des questions d'héritage et de continuités. Pour ce qui est du domaine du visible, il est possible d'y visiter des ruines grecques et romaines, et encore plus de nombreux bâtiments dont l'architecture est marquée par l'inspiration gréco-romaine (y compris en Amérique et dans d'autres anciennes colonies européennes), l'alphabet qui y est majoritairement employé est « latin », c'est-à-dire dérivé du romain, tandis que de nombreux musées ont des objets de ces époques ; les motifs et références repris de l'histoire ou de la mythologie antique sont courants dans les créations littéraires, musicales, visuelles, etc. Pour ce qui est moins tangible, l'organisation et les principes politiques font souvent référence à l'héritage antique (notions de démocratie, république, sénat, citoyenneté, etc. qui ont certes beaucoup évolué), également dans le domaine juridique et bien d'autres, le latin est longtemps resté la langue liturgique (chez les Catholiques) et aussi savante de l'Europe occidentale, etc.. Certaines grandes figures de l'Antiquité ont fait l'objet de nombreuses perceptions différentes au cours des périodes postérieures, en premier lieu Alexandre le Grand, qui a présenté de nombreux visages bien différents selon les lieux et les époques.
Plus largement, il en va de même pour l'Antiquité, regardée de manières bien différentes selon les époques. Les deux civilisations de l'Antiquité « classique » ont constitué durant toute l'histoire postérieure de l'Occident une référence incontournable, une source inépuisable de modèles, idéalisés ou critiqués, sans cesse réinterprétés et discutés, dans un mouvement de va-et-vient entre l'ancien et le moderne. Ce qui est souvent présenté comme un « héritage », une « transmission », s'analyse en effet plutôt comme une « réception », voire une « appropriation » du point de vue de la société du présent qui se tourne vers son modèle « classique » du passé. De ce fait, il peut être considéré que « depuis l'Antiquité, le discours sur le « classique » a fonctionné de cette manière afin de légitimer un ordre social et un ensemble d’institutions, de croyances et de valeurs qui sont communément associés à la civilisation occidentale et à « notre » héritage culturel occidental. » (Seth Schein).
Après la fin de l'Antiquité, l'hellénisme est essentiellement préservé dans l'empire byzantin, qui est de langue grecque, certes plus proche du grec moderne que du dialecte attique des auteurs classiques, qui n'est connu que dans les milieux savants. Le travail de copie des IXe – Xe siècles, est crucial pour la préservation des œuvres antiques, les choix opérés à cette période dictant en grande partie le corpus de textes de langue grecque antique qui sont connus de nos jours ; au-delà des textes littéraires les plus prestigieux (Homère, Hésiode, tragiques), le choix s'est plus porté vers la philosophie et la science, aussi les historiens hellénistiques et romains. Les textes apparaissant dans les catalogues des savants des XIe – XIIe siècles ont quasiment tous été préservés jusqu'à nos jours. Le platonisme est en vogue, mais par ses origines païennes il pouvait éveiller des suspicions. Avec la reprise des échanges culturels avec l'Occident à partir du XIVe siècle, les textes grecs préservés à Byzance vont y être transmis.
Dans le monde musulman médiéval, l'hellénisme sert de modèle architectural et artistique (les « arabesques »), mais à travers le modèle de l'Empire romain oriental, Alexandre le Grand et son professeur Aristote sont des sujets littéraires, et les textes de savants grecs sont traduits en arabe et étudiés (en particulier à Bagdad sous les premiers Abbassides), par exemple Aristote chez Avicenne et Averroès, la philosophie islamique, falsafa, dérivant de celle des Grecs, de même que d'autres disciplines (médecine, astronomie).
Dans l'Occident médiéval, la préservation des textes latins antiques est largement issue des travaux de copie de l'époque carolingienne, au IXe siècle, période durant laquelle on porte un intérêt à l'histoire romaine, notamment dans le but de tracer une continuité entre l'Empire romain et le nouvel empire fondé par la dynastie franque. Durant les phases médiévales européennes des légendes reposant sur des traditions antiques circulent, tels le Roman d'Alexandre, ou divers mythes en lien avec la guerre de Troie. Les savants médiévaux occidentaux sont de langue latine et rares ceux qui s'aventurent dans l'apprentissage du grec, les œuvres grecques, telles que celles de Homère et d'Aristote, y étant connues par des traductions latines. Pour ce qui concerne les auteurs latins, les goûts changent : Virgile est apprécié durant le Haut Moyen Âge, puis Horace, et Ovide durant le Bas Moyen Âge. Des trois « renaissances » médiévales, carolingienne, ottonienne et du XIIe siècle, la dernière donne lieu à la copie de nombreux manuscrits de textes antiques, aussi à la rédaction de romans adaptés de textes antiques (Le Roman de Thèbes) et d'autres œuvres ayant des modèles antiques, ce qui indique que la culture gréco-romaine y a bien un statut de « classique ».

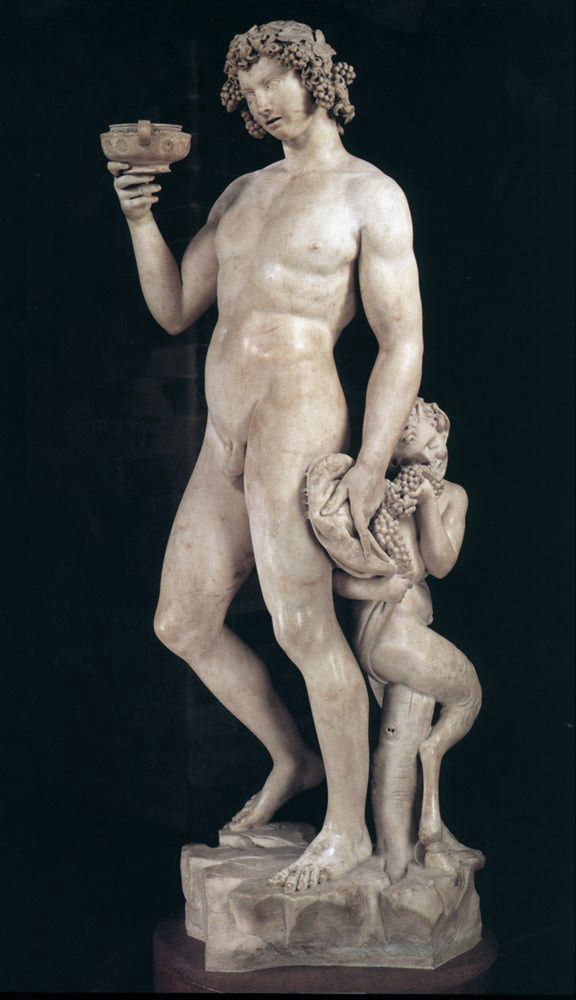
Bacchus de Michel-Ange (1497), Musée national du Bargello, Florence.

Au XIVe siècle des érudits italiens (en premier lieu Pétrarque) se lancent dans un processus de redécouverte de l'Antiquité, vu comme une nécessité pour l'épanouissement culturel. Il s'agit donc dans leur esprit de la faire renaître, d'où le nom de Renaissance donné à la période de l'histoire occidentale qu'ils ouvrent (qui est la première à avoir été désignée ainsi, les renaissances médiévales étant conceptualisées plus tard sur son modèle). C'est donc un processus conscient visant à étudier le passé antique, à redécouvrir ses œuvres, et en cela l'apport des Byzantins (Jean Bessarion, Jean Lascaris) sera essentiel puisqu'il implante à nouveau l'étude du grec classique en Occident. Cela donne notamment un essor au platonisme (très peu connu par des textes en latin), alors que l'aristotélisme primait durant l'époque médiévale. En plus de la différence de degré dans l'étude des textes antiques par rapport à l'époque médiévale, il y a clairement une différence de diversité puisque les modèles antiques sont aussi recherchés dans l'art et l'architecture (Michel-Ange, Raphaël, Brunelleschi, Bramante, etc.). Les acteurs de ce phénomène sont les « Humanistes », certes loin d'être cantonnés à l'étude de l'Antiquité, mais tous versés dans une certaine mesure dans l'étude des langues antiques et des classiques. Le degré de révérence qu'il fallait avoir à l'égard des textes antiques ne faisait pas consensus, un premier avatar la querelle des Anciens et des Modernes, autour de savoir s'il est possible de dépasser les modèles classiques. Quoi qu'il en soit, en pratique il ne s'agit pas d'une simple imitation mais d'une appropriation et de la mise au point d'une nouvelle culture. Le christianisme reste en effet d'un poids primordial dans la vie intellectuelle du temps (a fortiori à partir du début de la Réforme), et l'imprimerie permet une diffusion du savoir bien plus large que par le passé, plus largement le monde de la première « modernité » qui se met en place détermine largement les conditions de cette « renaissance » de l'Antiquité.

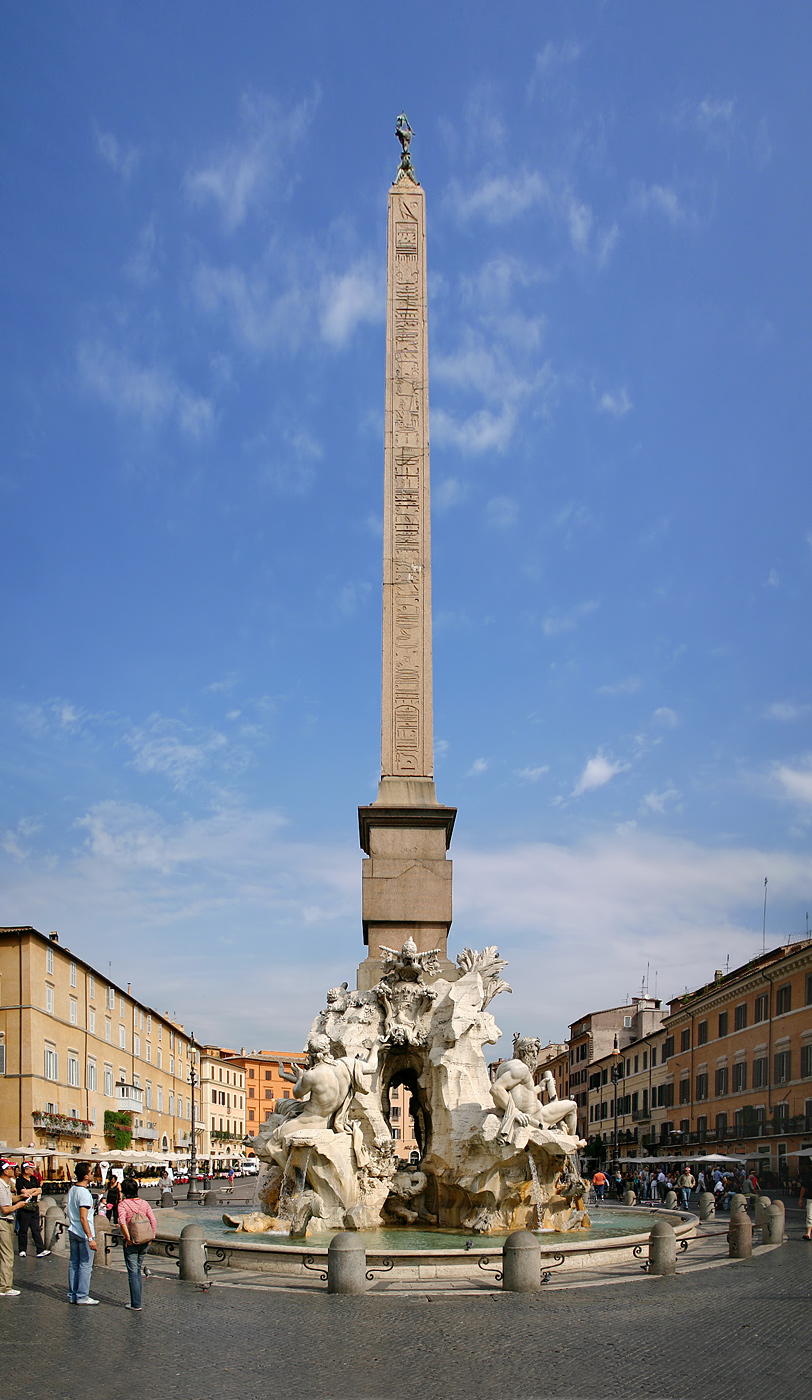
Fontaine des Quatre-Fleuves, avec obélisque d'inspiration égyptienne. Rome, Le Bernin (1651).

L'époque baroque, après le concile de Trente (achevé en 1563) et au XVIIe siècle, qui est avant tout définie par ses aspects artistiques, propose une nouvelle manière d'explorer le passé antique, en simplifiant les approche des artistes de la Renaissance, tout en préservant une esthétique de modèle classique mais en la faisant évoluer. Cela est visible dans des manières différentes chez des grandes figures de la période telles que Caravage, Le Bernin et Borromini. L'inspiration antique intègre en plus des modèles égyptiens (Fontaine des Quatre-Fleuves du Bernin), qui font l'objet de recherches par Athanasius Kircher (qui a plus largement un tropisme « orientaliste » ou « exotique »), aussi des modèles étrusques, et les recherches antiquaires s'étendent à ces civilisations. En France, l'imagerie entourant le « Roi Soleil » est d'inspiration antique, Louis XIV est également présenté comme un nouvel Auguste, et ce pays revendique son statut de nouveau foyer de l'architecture « classique » (classicisme). Les modèles antiques sont courants aux côtés des thèmes religieux chez les grands peintres européens de la période (Poussin, Velazquez, Rubens, etc.). Du point de vue littéraire, le classicisme ou néo-classicisme qui émerge en France au XVIIe siècle invoque des modèles antiques, partant notamment du principe que l'imitation est le fondement de la création artistique, et s'inspirant des auteurs antiques dans ses réflexions sur les règles de l'art, le génie artistique, la bienséance. Ainsi Boileau s'inspire pour ses satyres de Horace et Juvénal, et Alexander Pope fait de même. C'est à cette période que la querelle des Anciens et des Modernes bat son plein, initiée par Charles Perrault qui dénigre la qualité des grands auteurs antiques, suscitant des répliques de Boileau, Racine et La Fontaine, et le débat se retrouve en Angleterre. Au XVIIIe siècle, les grandes figures des Lumières ont toutes des connaissances dans les savoirs antiques, même s'ils paraissent éloignés de leurs prises de positions les plus importantes (anticléricalisme, esprit scientifique, esprit critique) qui en font des personnalités résolument « modernes ». Cela ressort par exemple dans la poésie de Voltaire, très reconnue de son temps, même si elle est par la suite passée en arrière-plan face à son œuvre de Lumière. Le XVIIIe siècle voit se produire une réévaluation des textes homériques, dont on loue le style poétique « primitif », le fait que ce seraient plus des ballades que des épopées, ce qui participe plus largement à un mouvement de redécouverte et de valorisation des récits « folkloriques » oraux, de la poésie médiévale des ménestrels et troubadours dont Homère serait le prédécesseur. Se développe aussi à son propos une approche critique qui finit par considérer que plusieurs personnes se cachent derrière la figure de Homère.
Dans l'Italie de la seconde moitié du XVIIIe siècle et du tournant du XIXe siècle, l'exploration archéologique de Rome et des sites d'époque romaine (Pompéi, Herculanum) connaît un essor, attirant des visiteurs depuis toute l'Europe, tandis que l'inspiration antique éveille la créativité des artistes (le sculpteur Antonio Canova, l'auteur de théâtre Vittorio Alfieri, l'écrivain et philosophe Giacomo Leopardi). Puis le Risorgimento invoque à son tour des références romaines, qui sont encore plus affirmées durant le régime de Mussolini qui percevait son régime comme une rénovation de la grandeur de la Rome antique (voir plus bas). Le cinéma italien d'après 1945 est marqué par l'essor des péplums, d'autant plus que les films hollywoodiens relevant de ce genre pouvaient être tournés dans le pays. Les inspirations classiques marquent aussi la filmographie et l’œuvre littéraire de Pier Paolo Pasolini.
Durant la Révolution française et l'Empire français, les références antiques sont constantes, la République romaine et la démocratie athénienne faisant partie des modèles politiques alternatifs invoqués pour tourner le dos à la royauté. L'art également s'inspire beaucoup de l'Antiquité, à laquelle sont empruntés des symboles (le bonnet phrygien par exemple). Par la suite l'intérêt pour les œuvres classiques antiques ne se tarit pas en France, et connaît même un regain au XIXe siècle. L'importance de l'enseignement du grec et du latin, au moins jusqu'au milieu du XXe siècle, fait que le passé classique reste une source d'inspirations pour de nombreux artistes (Jean Giraudoux, Jean Anouilh, Jean Cocteau, etc.).
Dans les pays de langue allemande, Johann Joachim Winckelmann a introduit divers éléments de poétiques grecques, et en grande partie forgé la vision de l'Antiquité classique des générations qui le suivent, par exemple chez Herder et Goethe qui ont également réfléchi sur ces époques et leurs arts. Par la suite se met en place l'école historique allemande, aux côtés d'autres universitaires et « archéologues » qui jouent un rôle fondateur dans la mise en place de l'étude de l'histoire ancienne (Mommsen, Schliemann, etc.), alors que d'autres procèdent à une réflexion relativisant le prestige de l'Antiquité grecque (Bachofen, Burckhardt). Chacun à leur manière, Marx et Nietzsche puisent aussi dans l'Antiquité pour développer leurs réflexions, eux aussi avec une approche moins glorifiante pour cette période, et leurs réflexions joueront un rôle très important dans l'étude de l'histoire et de la philosophie antiques après eux. Les inspirations classiques se retrouvent dans la peinture et également l'opéra de l'époque. Au début du XXe siècle les études classiques connaissent un déclin, qui atteint son maximum durant l'époque nazie, malgré les modèles antiques revendiqués par ce régime (Sparte, République romaine, architecture monumentale). Dans le milieu savant, les références antiques perdurent, chez les philosophes, poètes et auteurs de pièces de théâtre, et aussi en psychologie avec Freud et son fameux « complexe d'Oedipe ».

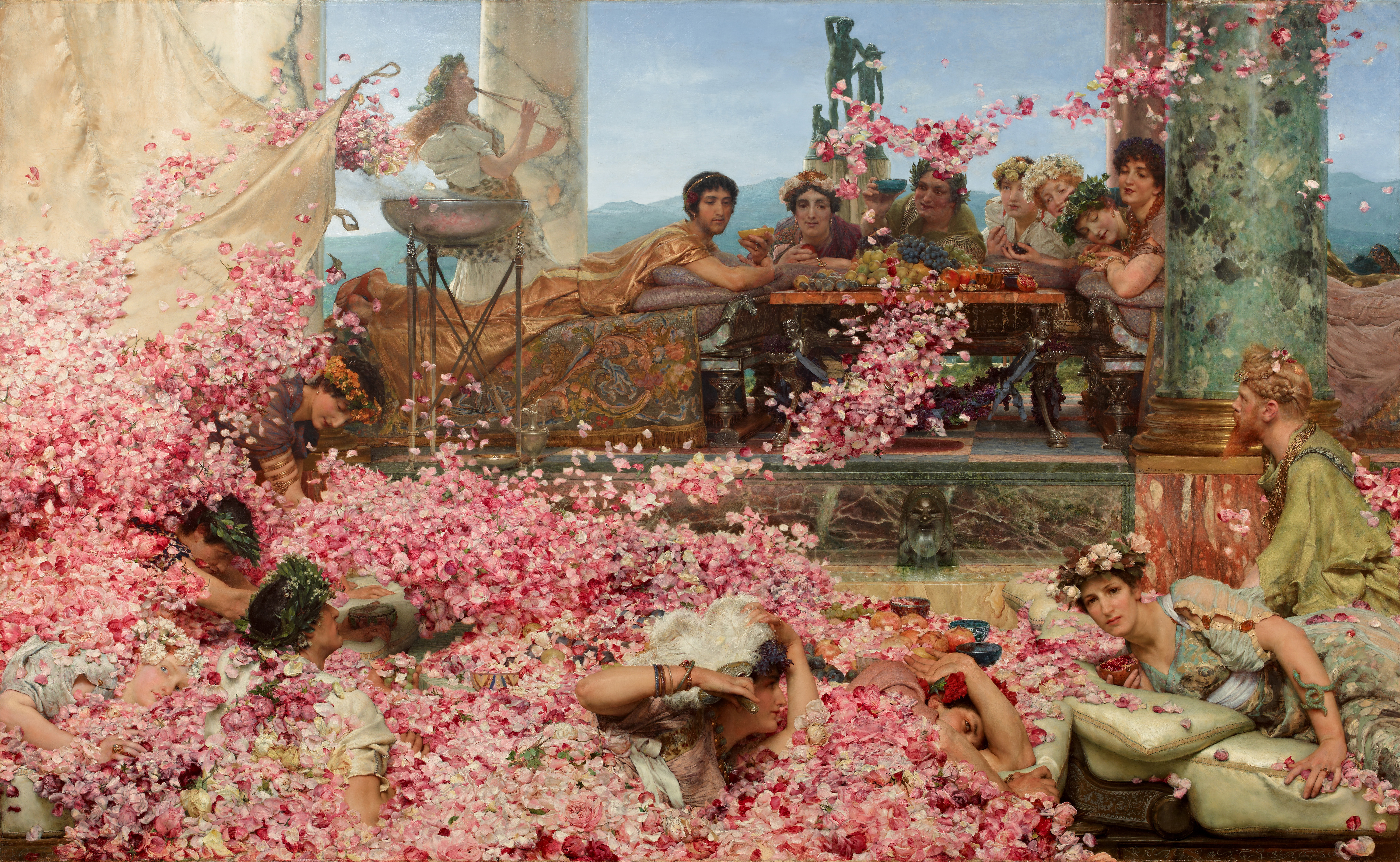
Les Roses d'Héliogabale (1888), par Lawrence Alma-Tadema. Mexico, Collection Juan Antonio Pérez Simón.

Dans l'Angleterre victorienne, les références antiques se retrouvent dans l'art (ruines antiques peintes par Turner, scènes antiques chez Alma-Tadema), en littérature où Homère est préféré à Virgile, et jusqu'au sommet de l'État, William Gladstone faisant des études sur la littérature antique. A contrario dans l'architecture les inspirations classiques sont moins prégnantes, peut-être parce qu'elles rappellent les tendances présentes chez les rivaux de la Rome papale et de la France napoléonienne.

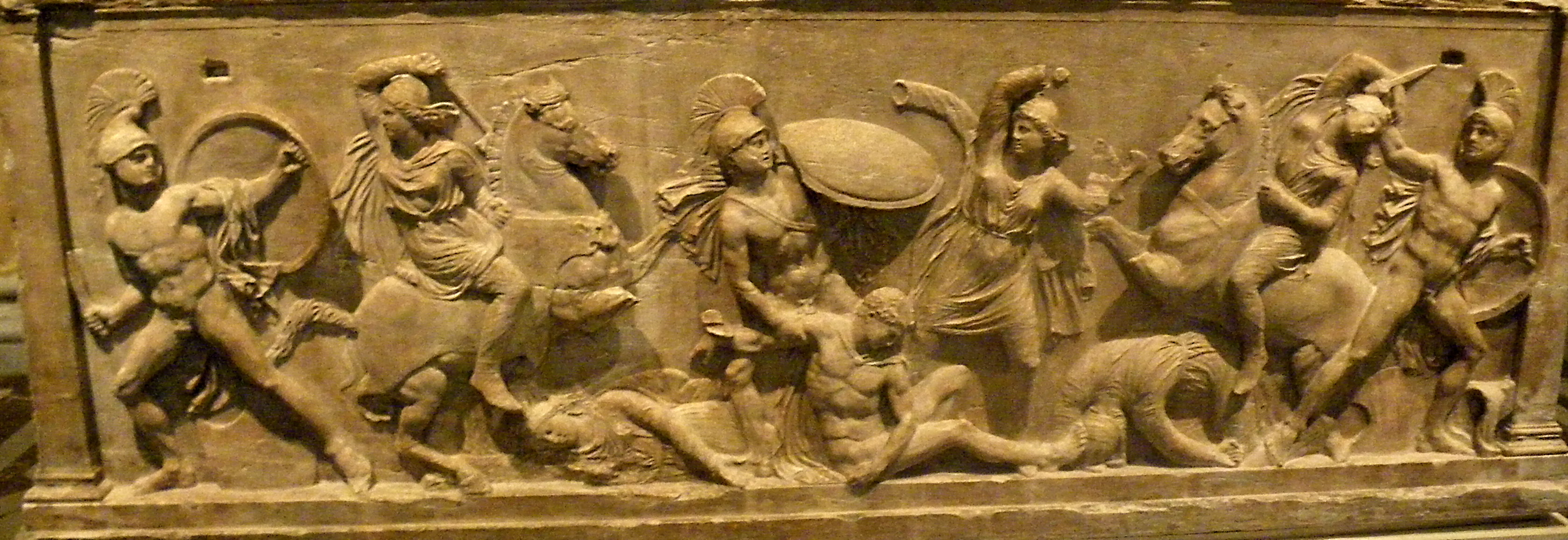
Sarcophage représentant un combat d'Amazones,, découvert à Soles (Chypre) en 1557, musée d'Histoire de l'art de Vienne.

Avec l'exploration des sites antiques, des objets sont retrouvés et accueillis dans des musées, ouverts au public, et c'est par ce biais que beaucoup ont un contact avec les civilisations antiques. En Europe, ils mêlent des trouvailles locales ou nationales, surtout là où l'Empire romain s'est étendu par le passé, ou alors des objets mis au jour dans d'autres pays, lors de fouilles archéologiques, ou encore à la suite d'achats. Ainsi le musée d'Histoire de l'art de Vienne, ouvert en 1891, comprend des objets réunis par la dynastie Habsbourg, provenant notamment du site voisin de Carnuntum, et d'autres des anciennes provinces de Pannonie et de Norique, mais aussi un sarcophage en marbre d'époque grecque classique, originaire de Chypre et acheté au XVIe siècle par les Fugger, riche dynastie de banquiers, des objets d'arts et momies égyptiens achetés par les Habsbourg, etc. Des exemples similaires se retrouvent dans les grands musées européens. Ce processus passe aussi par des déprédations et pillages, à la suite de conquêtes militaires (notamment la prise de Rome par les armées napoléoniennes). Au XIXe siècle, les élites anglaises, imitées par celles d'autres pays, développent également leur goût pour l'Antiquité classique lors du Grand Tour, qui les amène sur les ruines romaines en Italie, ce qui donne progressivement lieu au développement du tourisme. L'accumulation d’œuvres antiques est un signe de prestige aussi bien chez les familles royales que les élites. Les musées deviennent une forme d'appropriation de l'Antiquité, en tant que passé national ou plus largement témoin de civilisations dont on se proclame héritier. En effet en Europe l'Antiquité gréco-romaine est partout vue à des degrés divers comme un élément de l'histoire et de l'identité, ce qui sert de justification pour la possession d'objets de ces civilisations venus d'autres pays, mais vue comme un héritage culturel propre, voire universel. Cela engendre des tensions avec les pays d'où ces objets ont été emportés, où sont invoqués le privilège de l'histoire nationale, comme l'illustre, entre beaucoup d'autres, le cas de la frise du Parthénon d'Athènes, exposée à Londres et réclamée par la Grèce.

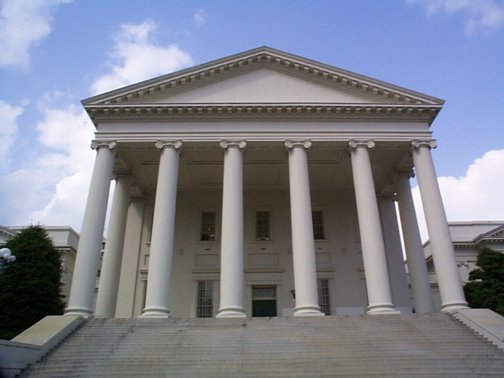
Le Capitole de l'État de Virginie (1785-1788), Richmond, de style palladianiste et néo-classique, inspiré de la Maison Carrée de Nîmes.

Aux États-Unis, les études classiques restent importantes dans le cursus scolaire et universitaire au moins jusqu'au milieu du XXe siècle. Les modèles classiques sont invoqués dans les débats politiques dès avant la période révolutionnaire et l'indépendance, et cela se prolonge par la suite. Plus largement les Pères fondateurs s'inspirent en partie des modèles politiques antiques pour forger le nouveau système politique, par exemple le fédéralisme. George Washington a été la figure américaine la plus classicisée, comparé à Cicéron et surtout à Cincinnatus, ayant répondu à l'appel de la nation malgré ses aspirations à une vie rurale calme. L'inspiration de l'architecture classique est très forte après l'indépendance, servant de modèle pour les capitoles (celui de Richmond dérivant de la Maison Carrée de Nîmes), et plus largement le programme architectural de Washington, la nouvelle capitale, également dans des universités. Durant le débat sur l'abolition de l'esclavage, alors que les abolitionnistes invoquent l'égalité entre hommes proclamée dans la Bible, les esclavagistes trouvent dans la hiérarchie sociale grecque, et dans les écrits d'Aristote en particulier, des arguments pour défendre leur position. Dans la fin du XIXe siècle, les universités se dotent de départements d'études classiques de qualité, alors qu'elles en manquaient jusqu'alors, et des musées constituent des collections d'art antique. Dans la littérature, les poètes américains écrivent beaucoup sur des thèmes classiques, et l'Antiquité sert d'inspiration à des romans à succès, en particulier Ben-Hur de Lew Wallace (1880).
L'époque moderne, avec la redécouverte de la complexité de l'Antiquité, au-delà des modèles classiques, renouvelle les perceptions de la période et les inspirations qu'elle suscite. Ainsi l'art archaïque grec fournit à son tour des modèles (le kouros), de même que l'art cycladique de l'époque préhistorique, et plus largement les soi-disant arts « primitifs » (ce qui suppose là encore de les juger par rapport aux modèles « classiques »). La redécouverte des autres civilisations antiques suscite aussi l'intérêt de certains écrivains, par exemple l’Épopée de Gilgamesh et le Livre des morts égyptien chez Rainer Maria Rilke. Homère reste une référence, par exemple chez Nikos Kazantzakis et son Odyssée (1924-1932). Il ne faut cependant pas surestimer l'impact de ces inspirations antiques. Ainsi le fait que la tragédie grecque ait suscité beaucoup d'émules à l'époque moderne ne doit pas masquer le fait que ces œuvres ont généralement eu un succès critique et populaire limité. Du reste les auteurs modernes sont d'une manière générale bien moins versés dans les études classiques que leurs prédécesseurs, ce qui explique la moindre importance de ces influences, mais aussi le fait qu'ils traitent ces modèles de façon plus originale et distanciée (par exemple Ulysse de James Joyce). 
La redécouverte scientifique de l’Égypte antique suscite un grand engouement dans le public cultivé voire au-delà, donnant naissance ce qui a pu être désigné comme l'« égyptomanie », revivifiée par des découvertes marquantes comme celles de l'art amarnien et du tombeau de Toutankhamon qui n'ont pas manqué de susciter des interprétations ésotériques et pseudo-scientifiques. Cela concerne aussi les pyramides et leur construction, et les reines marquantes et controversées que sont Hatchepsout, Néfertiti et Cléopâtre VII.
De plus, avec l'influence qu'a eu la civilisation occidentale à l'époque moderne, cet héritage et ses continuités peuvent se retrouver dans d'autres civilisations. Dans les pays arabes, une partie de la production savante grecque avait été traduite dès l'ère médiévale, et certains textes d'auteurs grecs ne sont connus que par leur traduction arabe, la version originale ayant été perdue. Néanmoins cela n'a pas concerné les textes relevant plus des « belles-lettres » (épopées, théâtre, poésie), les épopées homériques, seuls des extraits et résumés des épopées homériques ayant été traduits. Les études classiques en arabe sont initiées au Caire au début du XXe siècle et se diffusent dans les grandes universités égyptiennes, et donnent lieu à une systématisation des traductions de textes. En Afrique subsaharienne moderne, la mythologie et la tragédie grecques ont pu servir d'inspiration à différentes œuvres littéraires, notamment chez des auteurs de théâtre réinterprétant les histoires d'Antigone et d'autres sous un angle politique. La culture de la Grèce antique a également été intégrée dans le milieu intellectuel du Japon à compter de l'ère Meiji (1868-1912).

### Antiquité et identités modernes
Les civilisations antiques font partie des éléments couramment mobilisés dans les identités nationales et ethniques modernes, donnant lieur à diverses appropriations et parfois des disputes.
La Grèce et l'Italie ont chacune constitué leur État-nation au XIXe siècle en se reposant en bonne partie sur leur passé antique. Cela est assez clair dans le choix de leurs capitales, Athènes et Rome, les deux pôles du monde classique. Dans le cadre de la « Grande Idée », la Grèce devait en fait être construite autour d'Athènes, vue comme le centre du monde grec classique (et à cette époque une ville modeste), et de Constantinople, centre du monde grec chrétien (et à ce moment capitale de l'empire ottoman), qui devait être la capitale d'un État réunissant tous les Grecs, mais l'échec de conquête de la ville a coupé court à cette ambition. En Italie, Rome était au moment de l'unification la capitale de la Papauté, qu'il a fallu dominer pour unifier le pays, mais son prestige était tel qu'elle fut choisie comme capitale. Et aussitôt après leur établissement les États grecs comme italien ont mis en place des lois et institutions visant à contrôler les fouilles archéologiques et à conserver dans le pays un maximum d'objets antiques trouvés sur leur sol. En Grèce la volonté de connecter le passé au présent est nettement plus prononcée, et se retrouve jusque dans le choix des noms des provinces, souvent repris des régions antiques.
En Italie, la référence à la Rome antique est surtout prononcée dans la première moitié du XXe siècle, d'abord avec la conquête de la Libye, présentée comme une nouvelle guerre punique, et surtout durant le régime fasciste de Mussolini. Ce régime doit son nom aux faisceaux (fasci) symbolisant l'autorité d'un magistrat romain antique, et il met en place un nouveau système de datation partant de la restauration des faisceaux (Fascibus Restitutis), à compter de 1922, année de sa prise de pouvoir. Il s'agit alors de reproduire et dépasser la gloire de la Rome impériale. Cela passe par une mise en valeur des sites archéologiques de Rome, à commencer par le Forum antique et le mausolée d'Auguste, travaux qui se font au prix de la destruction de constructions postérieures, lors de la construction de la Via dei Fori Imperiali. Le Foro Italico est édifié sur le modèle des forums impériaux antiques.

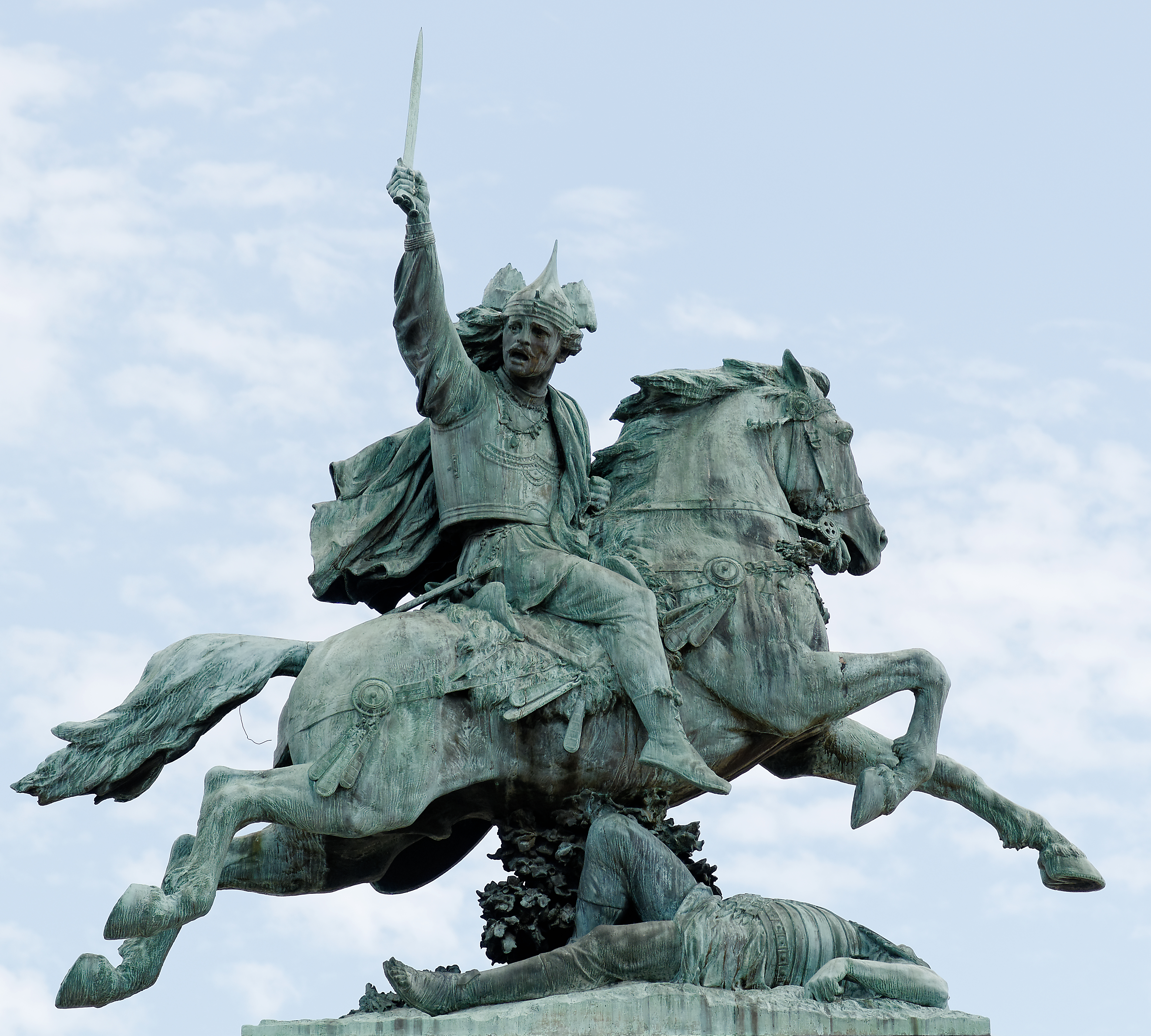
Statue de Vercingétorix, par Auguste Bartholdi (1903), Clermont-Ferrand.

En France, le Second Empire de Napoléon III s'est tourné vers les Gaulois, choix qui se situe dans la continuité de la période révolutionnaire, durant laquelle on avait trouvé dans les Gaulois des ancêtres alternatifs aux Francs, qui avaient contre eux le fait qu'ils étaient invoqués par la noblesse française comme ses ancêtres. Napoléon III patronne les fouilles du site d'Alésia, et l'érection de statues de Vercingétorix, présenté comme un héros national. Cela n'empêchait du reste pas l'empereur de considérer l'invasion romaine comme un événement fondateur, qui avait apporté à la France sa civilisation.
En Allemagne au début de l'unification, cette même ambivalence se retrouve : l'empereur est Kaiser (César), référence explicite à Rome, et on fouille et met en valeur le fort romain de la Saalburg, occupé par les armées frontalières de l'époque impériale ; mais on honore là aussi un héros germain de la résistance à l'invasion romaine, Arminius, vu comme une figure de la grandeur allemande.

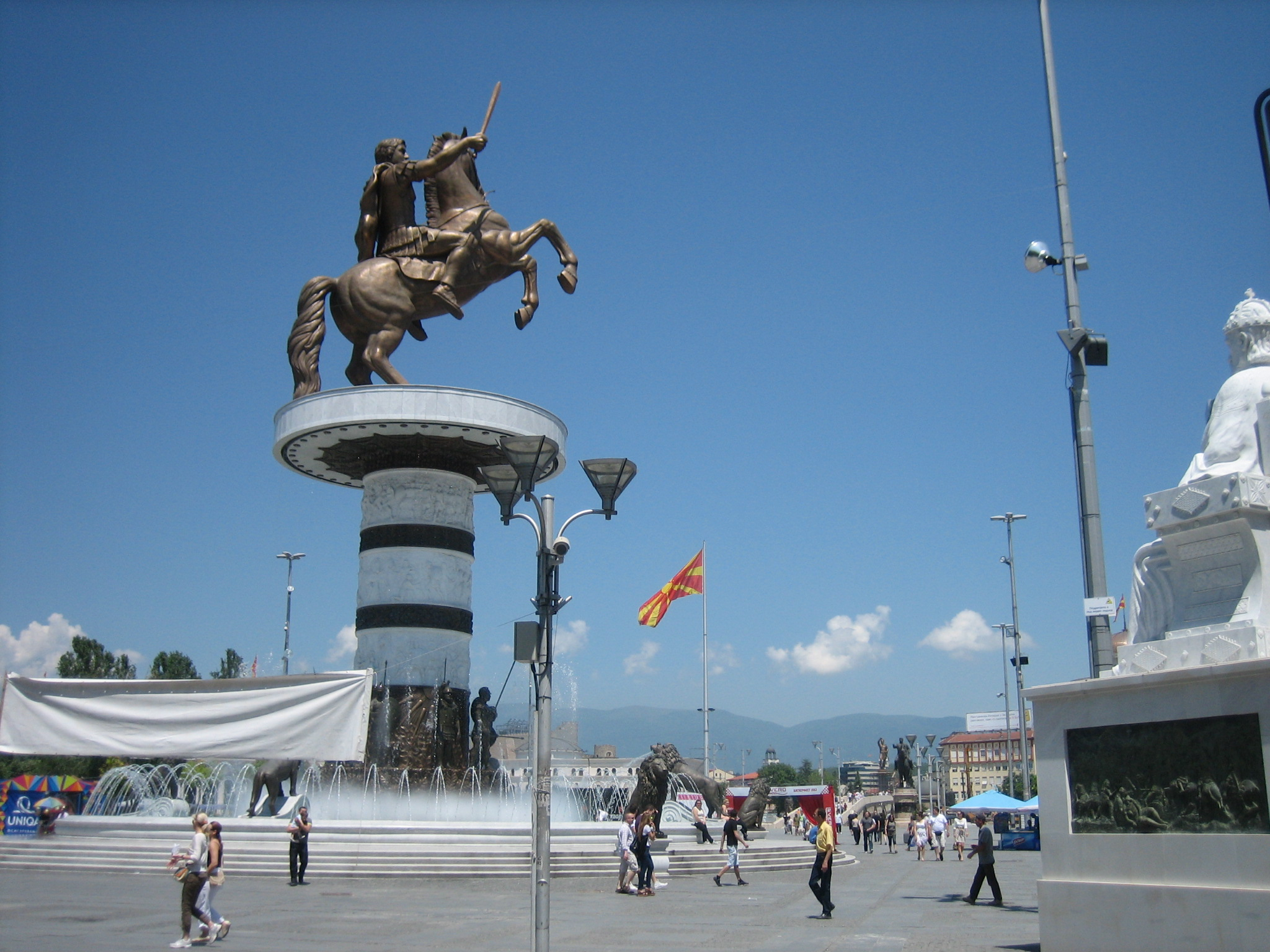
Statue monumentale d'Alexandre le Grand, renommée statue du guerrier à cheval, à Skopje, capitale de Macédoine du Nord.

Les tensions que peuvent engendrer ces questions d'appropriation du passé antique se sont vues dans le litige ayant opposé la Grèce à l'État de l'ex-Yougoslavie appelé Macédoine, après l'indépendance de ce dernier, qui s'est accompagné de l'incorporation de symboles issus de la Macédoine antique (le soleil de Vergina figurant sur son drapeau, aéroport international Alexandre le Grand à Skopje). Ce pays étant lui-même divisé entre plusieurs entités ethniques, notamment une majorité de langue slave et chrétienne orthodoxe, et une importante minorité de langue albanaise et de religion musulmane, cette référence au passé lointain était perçue comme un moyen de transcender les divisions récentes et actuelles. De son côté la Grèce revendiquant être la seule à pouvoir prétendre à un héritage macédonien, elle s'est opposé à ce qu'un État indépendant prenne son nom, d'autant plus que ses provinces septentrionales sont également désignées comme Macédoine. Elle s'est à son tour mise à utiliser des symboles liés à la Macédoine antique (pièces de monnaie à l'effigie d'Alexandre et du soleil de Vergina). Après avoir été connue sous le nom d'« ancienne république yougoslave de Macédoine », cet État a adopté en 2019 avec l'accord de la Grèce le nom de Macédoine du Nord.
En Israël, l'identité nationale s'est construite sur le fondement du texte biblique, dans le but de revenir dans la Terre promise par Dieu à Abraham, avec aussi la référence de la conquête du pays après le retour de l'Exode, et dans bien des cas de reconstituer un État reprenant les limites de celui de Salomon, tel qu'il est décrit dans la Bible. Cela suscite des débats autour de l'interprétation des découvertes archéologiques, entre positions « maximalistes » plus proches du texte biblique, qui ont longtemps occupé le devant de la scène et dont les découvertes ont pu servir à consolider le récit national, et « minimalistes », qui prennent plus d'importance depuis les années 1980, qui déconstruisent les mythes fondateurs présents dans le texte biblique. Ces débats ont une résonance politique, mais l'approche critique n'a pas vraiment d'incidence dans l'imaginaire et l'identité israélienne, l'archéologie étant moins invoquée que par le passé pour légitimer le lien entre les Juifs et le pays d'Israël.
Dans les pays musulmans du Moyen-Orient, l'identité est très marquée par la religion et les civilisations antiques ne sont évoquées que secondairement. Cela n'empêche pas des récupérations du passé antique à des fins d'affirmation nationale. Ainsi en Iran l'empire achéménide et son illustre fondateur Cyrus II ont souvent été mobilisés par les chefs de gouvernements comme modèles pour la grandeur du pays. Chez les Kurdes, le discours sur l'identité ethnique s'est construit au XXe siècle en incluant à plusieurs reprises la revendication d'un passé antique remontant jusqu'aux Mèdes. En Irak, pays comprenant plusieurs communautés au passé souvent conflictuel, l'Antiquité mésopotamienne pré-islamique a fait l'objet des attentions du régime baasiste qui y voyait une référence fédératrice, en particulier sous Saddam Hussein qui fait reconstruire plusieurs monuments de Babylone, se présentant comme un continuateur de Nabuchodonosor II. Les communautés chrétiennes de ce pays ont pris pour nom à l'époque moderne (et sous l'influence européenne) celui de peuples antiques de la Mésopotamie, Assyriens et Chaldéens.
En Afrique, la réaction au discours traditionnel des études classiques comme fondement de la civilisation occidentale a soulevé des critiques contre leurs aspects impérialistes et racistes, ou du moins jugés comme tels. Une tendance chez certains universitaires d'Afrique subsaharienne a été l'afrocentrisme, développé à la suite du sénégalais Cheikh Anta Diop, qui a présenté l'Afrique, et plus spécifiquement l’Égypte antique, comme l'origine de la pensée rationnelle grecque et plus largement de nombreux aspects généralement attribués à la civilisation occidentale. Cela dans un discours considérant la civilisation égyptienne antique comme originaire d'Afrique noire (« négro-africaine »). Des idées similaires ont été développées à sa suite par le Congolais Théophile Obenga et l'Éthiopien Yosef Ben-Jochannan (en), ce dernier faisant plus largement de l'Afrique le lieu d'origine du Judaïsme, du Christianisme et de l'Islam. Dans son aspect plus politique, ce courant considère que le discours sur l'Antiquité produit dans les pays blancs a consisté à un vol des accomplissements de l'Afrique noire à l'origine des civilisations. Dans les milieux académiques occidentaux, les thèses très controversées de Martin Bernal sur la « Black Athena » ont également eu pour but de contester le discours occidental traditionnel,,.

## Les autres périodes «antiques»
La notion d'Antiquité a été élaborée à partir des civilisations anciennes de la Grèce et de Rome. Ce concept a ensuite été adapté pour d'autres civilisations anciennes extra-européennes, sous l'influence européenne et souvent à l'instigation d'historiens européens, accompagné des concepts liés de Moyen Âge et d'époque moderne. Comme vu plus haut l'extension la plus évidente s'est faite en direction des civilisations de l'Égypte antique et de la Mésopotamie (ou plus largement du Proche-Orient ancien), qui ont pu aisément être intégrées dans une même période antique avec les civilisations grecques et romaines, puisque ces dernières s'inscrivent dans leur continuité chronologique et culturelle. Mais pour les civilisations historiques n'entrant pas dans cette continuité, la situation est plus floue et l'adaptation de la notion d'Antiquité (ou de celle d'époque « classique ») n'est pas forcément évidente et pertinente,.

### Monde indien

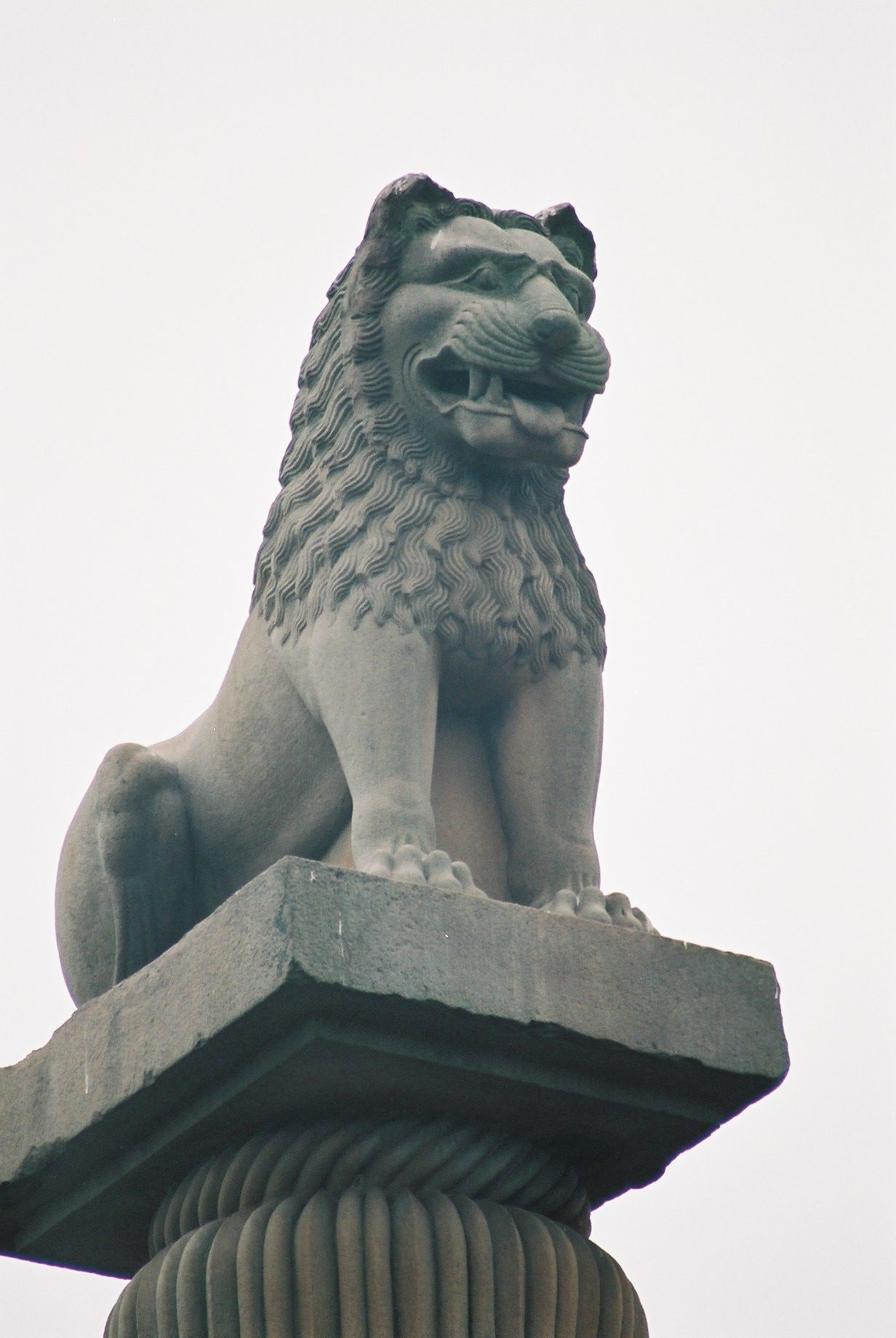
Statue de lion du pilier du roi Ashoka des Maurya (v. 250 av. J.-C.) à Vaishali (Bihar).

Pour le monde indien et plus largement l'Asie du sud la situation est peu évidente, car il y est difficile de dater le début de l'Histoire. La notion d'« Inde ancienne » est souvent floue, et peut chez certains remonter jusqu'au Néolithique et se prolonger durant l'époque médiévale (dont les bornes sont tout aussi floues). L'écriture apparaît certes dans la vallée de l'Indus vers 2600 av. J.-C. et même sans doute avant, mais elle n'est pas comprise. Après sa disparition vers 1900 av. J.-C., il n'y a plus de trace d'écriture dans le sous-continent indien avant le IVe siècle, avec l'apparition du brahmi (adapté de l'alphabet araméen « impérial »), qui est compris. Le début des temps historiques indiens serait à situer à ce moment-là, et la période entre les deux (en grande partie couverte par la période védique) est désignée par les archéologues comme une « protohistoire ».
L'Inde « historique » débute donc durant ou vers la fin de l'ère des « grandes contrées », Mahajanapadas (v. 600-321 av. J.-C.), et sous l'empire Maurya (v. 321-185 av. J.-C.). L'époque médiévale débuterait quant à elle vers le VIe siècle de notre ère, après la chute de l'empire Gupta. Dans une acception qui se veut compatible avec la périodisation occidentale, l'Antiquité indienne ou Inde ancienne (Early/Ancient India en anglais), définie principalement en Inde du Nord, est alors la période allant de l'émergence de l’État aux VIIe – VIe siècle av. J.-C. jusqu'aux VIe – VIIe siècle ap. J.-C. marquant la transition vers la phase médiévale,.
Traditionnellement cette période est aussi qualifiée d'Inde « classique », dénomination qui en Inde peut prendre une tournure nationaliste. En effet l'historiographie indienne traditionnelle est religieuse, privilégie les temps de dynasties vues rétrospectivement comme « hindoues », donc les Gupta, ayant une préférence marquée pour les dévotions brahmanistes, alors que les Maurya ont des sympathies bouddhistes et jaïnes. Dans ce contexte c'est la conquête musulmane (à partir de la fin du XIIe siècle) qui est traditionnellement retenue comme rupture majeure.

### Chine

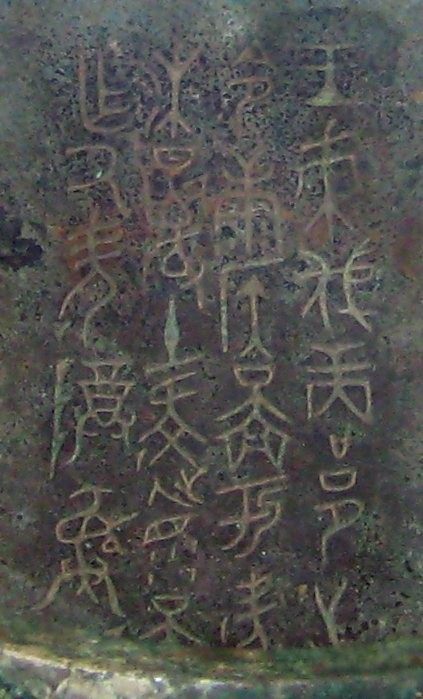
Inscription en chinois archaïque sur le vase gui du « marquis » Kang, période des Zhou de l'Ouest, British Museum.

Pour la Chine les synthèses sur l'histoire ancienne prennent également pour point de départ le Néolithique. L'invention de l'écriture chinoise aux alentours de 1200 av. J.-C. (sous la dynastie Shang ou Yin) n'est pas considérée comme un point de rupture. Celui-ci est placé plus haut dans le temps, soit, suivant la chronologie traditionnelle chinoise, avec l'ère des trois augustes et cinq empereurs et l'avènement de la première dynastie, celle des Xia, ou alors, suivant l'approche archéologique, avec la formation des premiers États chinois, durant la période d'Erlitou (v. 1900/1800-1500 av. J.-C.). On tente du reste souvent de concilier les deux approches (avec là encore un débat aux aspects nationalistes), mais comme cette période n'a pas produit d'écriture il est impossible d'avoir de certitude sur ce point. L'existence de la dynastie Xia reste incertaine, alors que celle de la suivante, les Shang, est assurée puisque c'est avec eux qu'apparaissent les premiers corpus de textes chinois, au XIIe siècle Mais ceux-ci ne documentent que les derniers règnes attribués à cette dynastie par la tradition.
Les historiens anglophones spécialistes de la Chine ont récemment formé la notion « Early China » qui va des temps préhistoriques jusqu'à la chute de la dynastie Han en 220 de notre ère. De fait le début de l'ère médiévale chinoise est placé à cette période. Une autre rupture qui a pu être choisie comme point final de la Chine ancienne est l'unification de ce pays par la dynastie Qin en 221 av. J.-C., qui marque le début de l'ère impériale chinoise (qui va jusqu'en 1911), ce qui se situe avant constituant donc une période « pré-impériale ». Quant à la notion de Chine « classique », quand elle est employée elle est plutôt réservée aux dynasties Han (206 av. J.-C.-220 ap. J.-C.) et Tang (618-907) voire Song (960-1279), donc en bonne partie à des périodes postérieures à l'Antiquité chinoise.
Il en résulte que l'Antiquité chinoise comprend :
- des cultures préhistoriques voyant la formation de l'État : la culture de Longshan tardive (v. 2500-2000 av. J.-C. ; site de Taosi) ; la culture d'Erlitou (v. 1900-1500 av. J.-C.), la culture d'Erligang (v. 1600-1400 av. J.-C.) ;
- la dynastie Shang, qui va au plus large de 1600 à 1046 av. J.-C. (et recouvre alors certaines phases préhistoriques évoquées ci-dessus), et qui est « historique » à partir de 1200 av. J.-C. (période d'Anyang) ;
- la dynastie Zhou, de 1046 à 256 av. J.-C., elle-même subdivisée en trois sous-périodes :
  - la période des Zhou de l'Ouest, de 1046 à 771 av. J.-C. ;
  - la période des printemps et des automnes, de 771 à 481 av. J.-C. ;
  - la période des Royaumes combattants, de 481 à 221 av. J.-C. ;
- la dynastie Qin, de 221 à 206 av. J.-C. ;
- la dynastie Han, de 206 av. J.-C. à 220 ap. J.-C., elle-même subdivisée entre une dynastie des Han antérieurs (ou occidentaux) de 209 av. J.-C. à 9 ap. J.-C. et une dynastie des Han postérieurs (ou orientaux) de 23 à 220 ap. J.-C., séparées par une dynastie Xin fondée par l'usurpateur Wang Mang (9-23 ap. J.-C.).

### Japon
Au Japon les historiens ont adopté directement un découpage en quatre périodes sous l'influence occidentale. Ils ont donc défini une période « antique », kodai (on peut aussi traduire ce terme par « classique »), qui couvre les époques — issues de leur découpage chronologique plus ancien qui repose sur la localisation des capitales — d'Asuka (592-710), de Nara (710-794) et de Heian (794-1185/92). Les études récentes ont apporté des nuances à ce découpage, notamment en mettant en évidence d'un côté le fait que le processus de formation étatique commence avant (à compter du milieu du VIe siècle), et de l'autre que la transition vers l'ère médiévale, qui démarre en principe avec l'époque de Kamakura en 1185 ou 1192, commencerait plus tôt dans le XIIe siècle si ce n'est avant.

### Amérique précolombienne

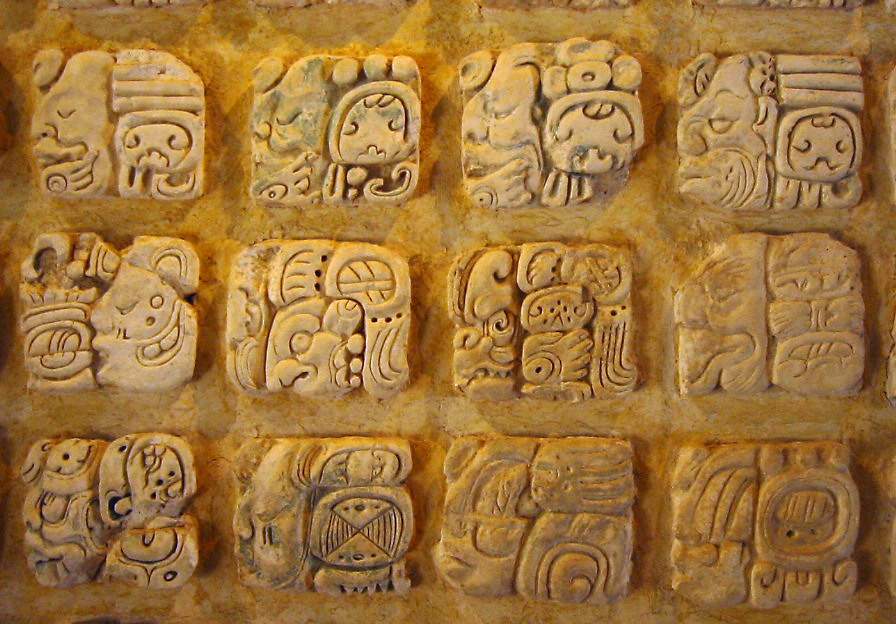
Glyphes maya de l'époque classique, Palenque (Mexique).

Pour l'Amérique précolombienne, le concept d'Antiquité n'est pas employé, mais la chronologie reprend à l'Antiquité européenne la notion de période « classique ». Dans cette région, l'écriture est inventée et pratiquée uniquement dans l'aire mésoaméricaine, d'abord dans les cultures olmèque et zapotèque, quelque part dans les premiers siècles de la période dite « formative », v. 1200-600 av. J.-C. Puis l'écriture maya qui est de loin la plus attestée de ces régions (et la seule à être à peu près comprise) se développe au début de la phase formative finale, v. 400-200 av. J.-C.. Il en résulte que la civilisation maya de la période « classique » (v. 250-900), qui a livré de nombreux textes, est la seule de l'Amérique précolombienne qui puisse être étudiée de la même manière que les plus anciennes civilisations antiques « historiques » de l'Ancien monde.

### Généralités
- Pierre Cabanes, Introduction à l'histoire de l'Antiquité, Paris, Armand Colin, coll. « Cursus - Histoire », 2019, 5e éd.
- Jean Leclant (dir.), Dictionnaire de l'Antiquité, Paris, Presses universitaires de France, coll. « Dictionnaires Quadrige », 2011.
- (en) Andrew Erskine (dir.), A companion to Ancient History, Malden et Oxford, Wiley-Blackwell, 2009.
- (en) Simon Hornblower, Antony Spawforth et Esther Eidinow (dir.), The Oxford Classical Dictionary, Oxford, Oxford University Press, 2012, 4e éd.
- Claude Mossé, Histoire du monde : L'Antiquité, Paris, Larousse, 2020.
- Violaine Sebillotte-Cuchet (dir.), Anca Dan, Jean-Paul Demoule, Antoine Pietrobelli et Lucia Rossi, Histoire de l'Europe Tome 1 : Origines et héritages, de la Préhistoire au Ve siècle, Paris, Passés / Composés, 2024

### Synthèses régionales

#### Proche-Orient
- Pierre Amiet, L'Antiquité orientale, Paris, Presses universitaires de France, coll. « Que-sais-je ? » (no 185), 2017.
- Michael Roaf (trad. de l'anglais par Philippe Tallon), Atlas de la Mésopotamie et du Proche-Orient ancien, Turnhout, Brepols, 1991, 237 p. (ISBN 2-503-50046-3).
- Francis Joannès (dir.), Dictionnaire de la civilisation mésopotamienne, Paris, Éditions Robert Laffont, coll. « Bouquins », 2001.
- Pierre Bordreuil, Françoise Briquel-Chatonnet et Cécile Michel (dir.), Les débuts de l'histoire : Le Proche-Orient, de l’invention de l’écriture à la naissance du monothéisme, Paris, Éditions de la Martinière, 2008.
- (en) Trevor Bryce, The Routledge Handbook of the Peoples and Places of Ancient Western Asia, Oxon et New York, Routledge, 2009.
- (en) Marc van de Mieroop, A history of the ancient Near East, ca. 3000-323 BC, Malden et Oxford, Blackwell Publishers, 2015.
- (en) Mario Liverani, The Ancient Near East : History, society and economy, Londres et New York, Routledge, 2014.
- Bertrand Lafont, Aline Tenu, Philippe Clancier et Francis Joannès, Mésopotamie : De Gilgamesh à Artaban (3300-120 av. J.-C.), Paris, Belin, coll. « Mondes anciens », 2017.
- Martin Sauvage (dir.), Atlas historique du Proche-Orient ancien, Paris, Les Belles Lettres, 2020, 207 p. (ISBN 978-2-251-45113-8).
- Dominique Charpin, L'assyriologie, Presses universitaires de France, coll. « Que-sais-je ? » (no 4239), 2023

#### Égypte
- Sophie Desplancques, L'Égypte ancienne, Paris, Que sais-je ?, Presses Universitaires de France, 2020 (ISBN 978-2-7154-0255-3).
- Pascal Vernus et Jean Yoyotte, Dictionnaire des pharaons, Paris, Éditions Perrin, 2004.
- Nicolas Grimal, Histoire de l'Égypte ancienne [détail des éditions].
- (en) Barry J. Kemp, Ancient Egypt : Anatomy of A Civilization, Londres et New York, Routledge, 2006.
- Damien Agut et Juan Carlos Moreno-Garcia, L'Égypte des pharaons : De Narmer à Dioclétien, Paris, Belin, coll. « Mondes anciens », 2016, 847 p. (ISBN 978-2-7011-6491-5 et 2-7011-6491-5).
- Pierre Tallet, Frédéric Payraudeau, Chloé Ragazolli et Claire Somaglino, L’Égypte pharaonique : Histoire, société, culture, Paris, Armand Colin, 2019, 475 p. (ISBN 978-2-200-61753-0).
- (en) Ian Shaw, Ancient Egypt : A Very Short Introduction, Oxford, Oxford University Press, 2021.

#### Grèce
- Maurice Sartre, Anne Sartre-Fauriat et Patrice Brun (dir.), Dictionnaire du monde grec antique, Paris, Larousse, coll. « In extenso », 2009 (ISBN 978-2-03-584834-5).
- Marie-Claire Amouretti et Françoise Ruzé, Le Monde grec antique, Paris, Hachette, coll. « U », 2003, 346 p. (ISBN 2-01-145541-3).
- Laurianne Martinez-Sève et Nicolas Richer, Grand Atlas de l'Antiquité grecque, Paris, Autrement, 2019.
- Catherine Grandjean, Geneviève Hoffmann, Laurent Capdetrey et Jean-Yves Carrez-Maratray, Le Monde hellénistique, Paris, Armand Colin, coll. « U / Histoire », 2017, 350 p. (ISBN 978-2-200-35516-6).
- (en) Edward Bispham, Thomas Harrison et Brian A. Sparkes (dir.), The Edinburgh Companion to Ancient Greece and Rome, Édimbourgh, Edinburgh University Press, 2006.
- Brigitte Le Guen (dir.), Maria Cecilia D'Ercole et Julien Zurbach, Naissance de la Grèce : De Minos à Solon, 3200 à 510 avant notre ère, Paris, Belin, coll. « Mondes anciens », 2019.
- Catherine Grandjean (dir.), Gerbert S. Bouyssou, Véronique Chankowsky, Anne Jacquemin et William Pillot, La Grèce classique : D'Hérodote à Aristote, 510-336 avant notre ère, Paris, Belin, coll. « Mondes anciens », 2022
- Catherine Grandjean (dir.), Gerbert-Sylvestre Bouyssou, Christophe Chandezon et Pierre-Olivier Hochard, La Grèce hellénistique et romaine : D'Alexandre à Hadrien, 336 avant notre ère-138 de notre ère, Paris, Belin, coll. « Mondes Anciens », 2024

#### Rome antique
- Yann Le Bohec, Histoire de la Rome antique, Paris, Presses universitaires de France, coll. « Que sais-je ? », 2017.
- Yann Le Bohec, Marcel Le Glay et Jean-Louis Voisin, Histoire romaine, éd. PUF, Paris, 1991 (2e éd. 2011)  (ISBN 978-2-13-055001-3).
- Mireille Cébeillac-Gervasoni, Alain Chauvot et Jean-Pierre Martin, Histoire romaine, éd. Armand Colin, Paris, 2006 (2e éd. 2010)  (ISBN 978-2-200-26587-8).
- Catherine Virlouvet (dir.), Nicolas Tran et Patrice Faure, Rome, cité universelle : De César à Caracalla 70 av. J.-C.-212 apr. J.-C., Paris, Belin, coll. « Mondes anciens », 2018.
- Catherine Virlouvet et Stéphane Bourdin, Rome, naissance d’un empire : De Romulus à Pompée, 753-70 av. J.-C., Paris, Belin, coll. « Mondes anciens », 2021.

### Antiquité tardive
- (en) Philip Rousseau (dir.), A companion to late Antiquity, Malden et Oxford, Wiley-Blackwell, 2009.
- (en) Gillian Clark, Late Antiquity : A Very Short Introduction, Oxford, Oxford University Press, 2011.
- (en) Scott Fitzgerald Johnson (dir.), The Oxford Handbook of Late Antiquity, Oxford, Oxford University Press, 2012.
- (en) Oliver Nicholson (dir.), The Oxford Dictionary of Late Antiquity, Oxford, Oxford University Press, 2018.
- Claire Sotinel, Rome, la fin d'un empire : De Caracalla à Théodoric 212-fin du Ve siècle, Paris, Belin, coll. « Mondes anciens », 2019.
- Catherine Saliou, Le Proche-Orient : De Pompée à Muhammad, Ier siècle av. J.-C. - VIIe siècle apr. J.-C., Paris, Belin, coll. « Mondes anciens », 2020.

### Études thématiques
- Marie-Claire Amouretti et Georges Comet, Hommes et techniques de l'Antiquité à la Renaissance, Paris, Armand Colin, coll. « Cursus - Histoire ancienne », 1993.
- (en) Roger D. Woodard (dir.), The Cambridge Encyclopedia of the World's Ancient Languages, Cambridge, Cambridge University Press, 2004.
- (en) Christopher Woods (dir.), Visible Language : Inventions of Writing in the Ancient Middle East and Beyond, Chicago, The Oriental Institute of Chicago, 2010.
- (en) John R. Hinnells (dir.), A Handbook of Ancient Religions, Cambridge, Cambridge University Press, 2007.
- (en) Michele Renee Salzman et Marvin A. Sweeney (dir.), The Cambridge History of Religions in the Ancient World, Cambridge, Cambridge University Press, 2013 (2 volumes).

### Réceptions de l'Antiquité
- (en) Craig W. Kallendorf (dir.), A Companion to the Classical tradition, Malden et Oxford, Wiley-Blackell, 2007.
- Corinne Bonnet et Thibaud Lanfranchi (dir.), Les mots de l'Antiquité après l'Antiquité, Toulouse, Presses universitaires du Midi, 2023

### Autres
- (en) Chris Gosden, Barry Cunliffe et Rosemary A. Joyce (dir.), The Oxford Handbook of Archaeology, Oxford, Oxford University Press, 2009.
- (en) Colin Renfrew (dir.), The Cambridge World Prehistory, Cambridge, Cambridge University Press, 2014.